# 2021年香港
|        | 香港歷史 \| 香港歷史年表                                                                                                   |
| 世紀： | 20世紀香港 \| 21世紀香港 \| 22世紀香港                                                                                     |
| 年代： | 1990年代香港 \| 2000年代香港 \| 2010年代香港 \| 2020年代香港 \| 2030年代香港 \| 2040年代香港 \| 2050年代香港               |
| 年份： | 2017年香港 \| 2018年香港 \| 2019年香港 \| 2020年香港 \| 2021年香港 \| 2022年香港 \| 2023年香港 \| 2024年香港 \| 2025年香港 |
| 紀年： | 辛丑年（牛年）、香港開埠180周年、香港回歸24周年                                                                            |

## 政府

### 行政

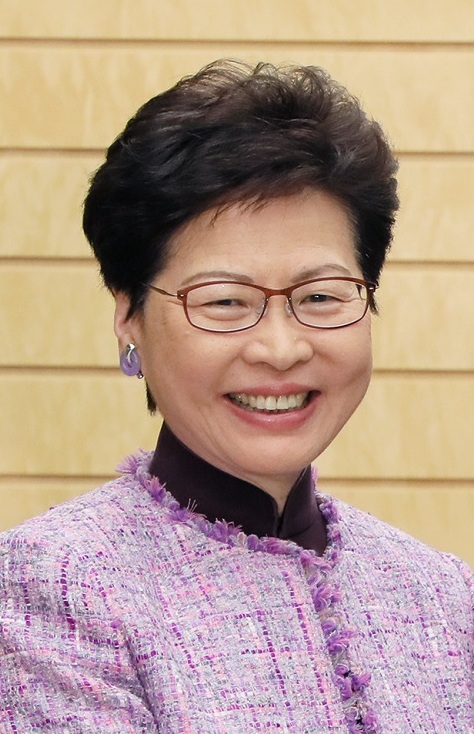
行政長官：林鄭月娥
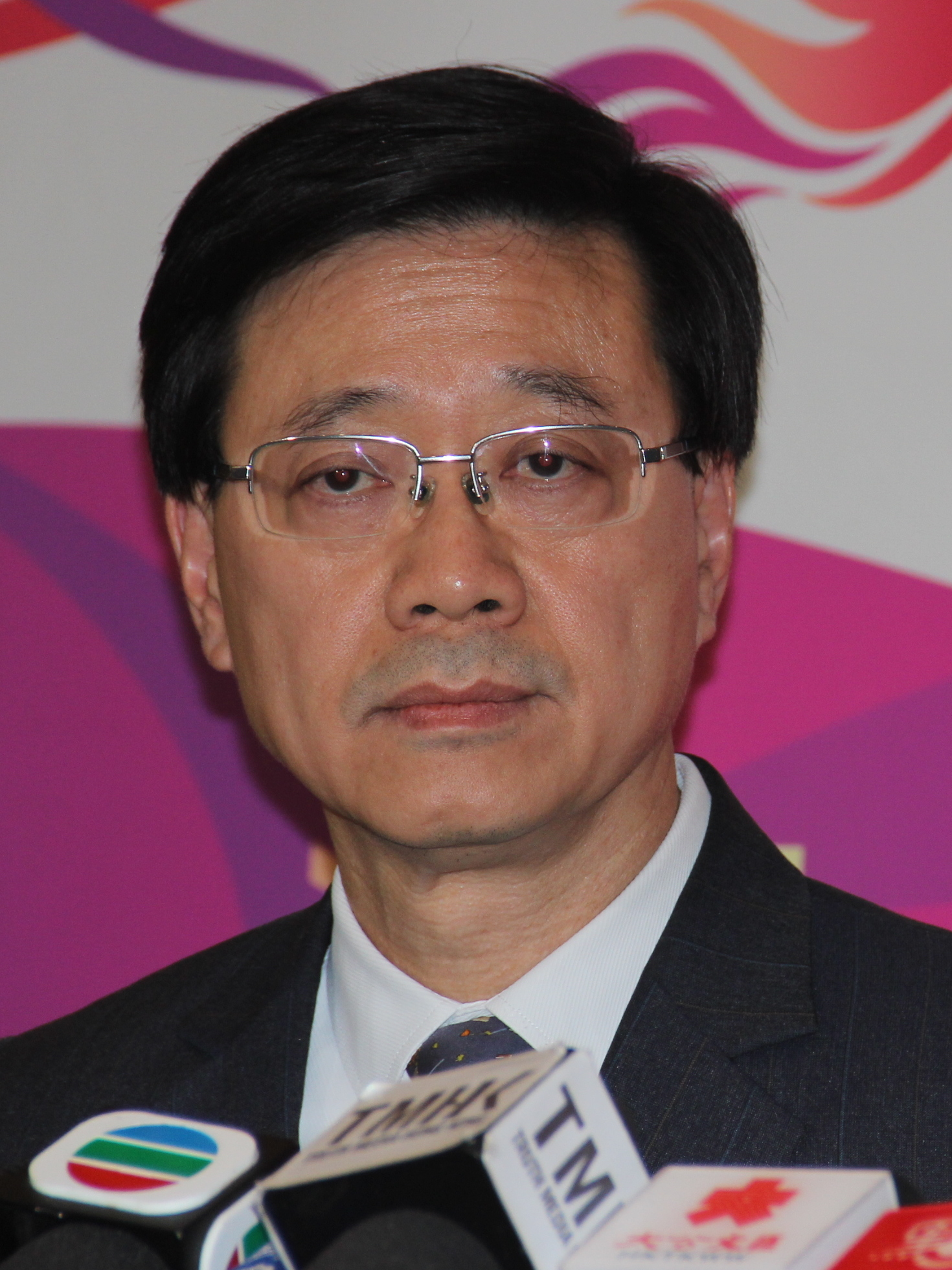
政務司司長：李家超
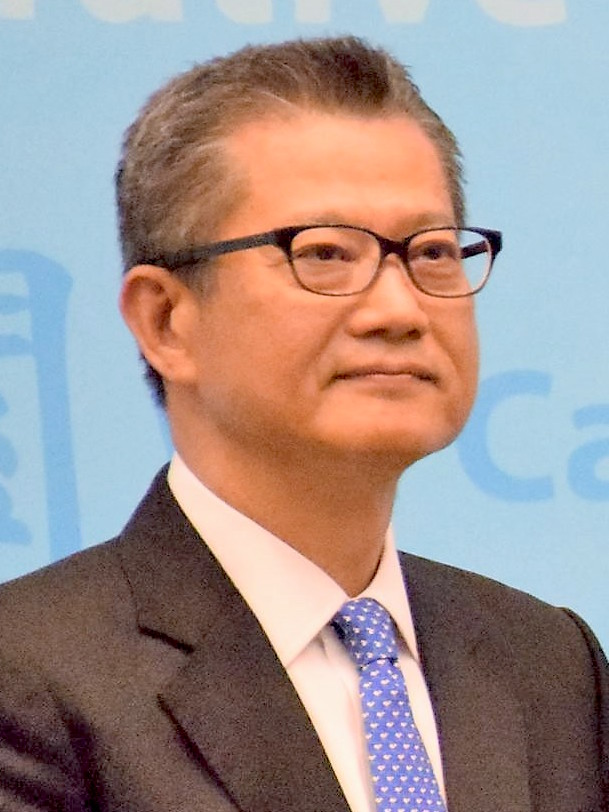
財政司司長：陳茂波
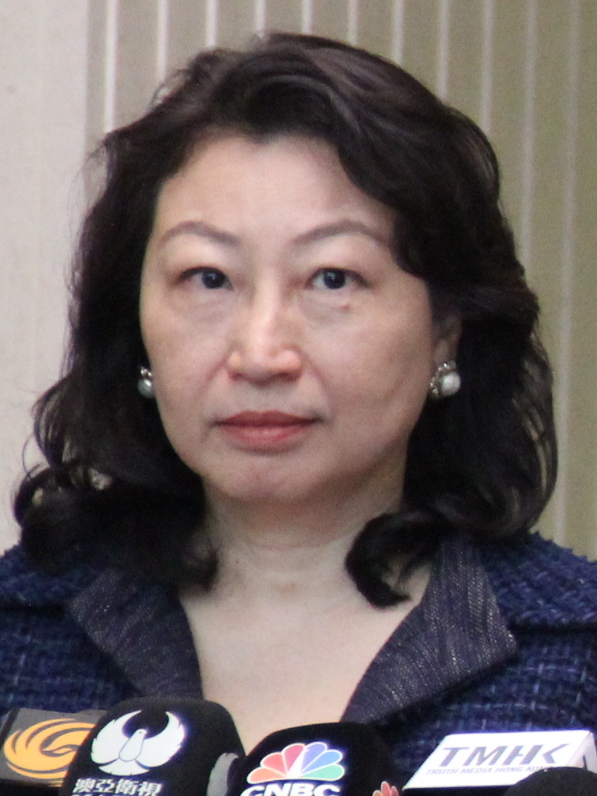
律政司司長：鄭若驊

### 立法

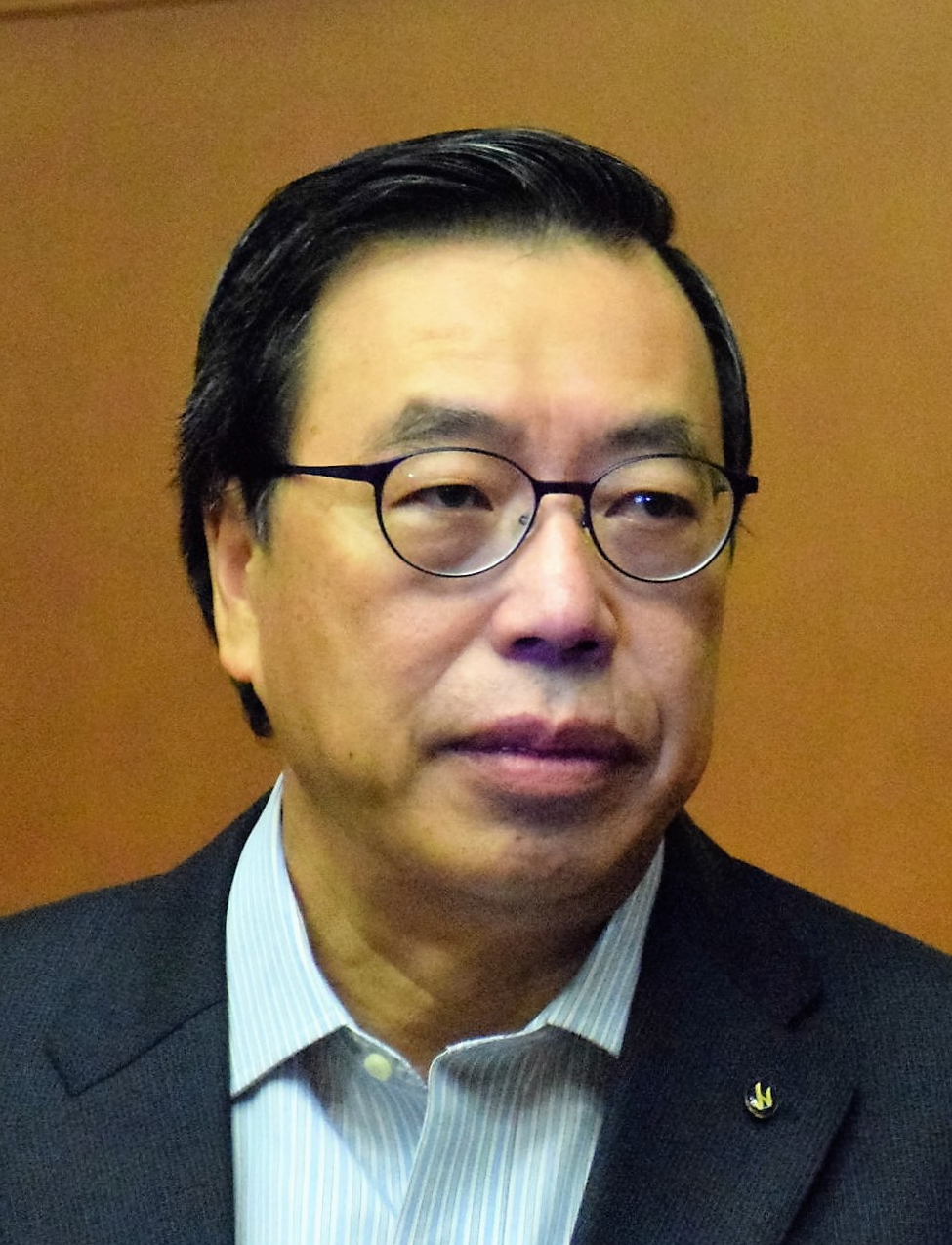
立法會主席：梁君彥

### 司法

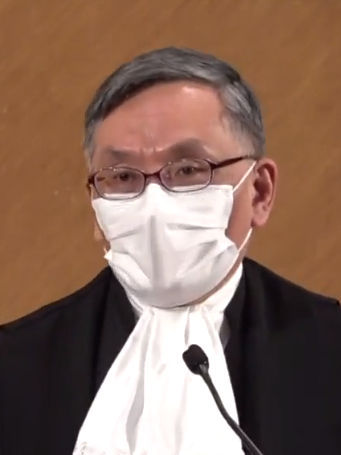
終審法院首席法官：張舉能

### 成員變動

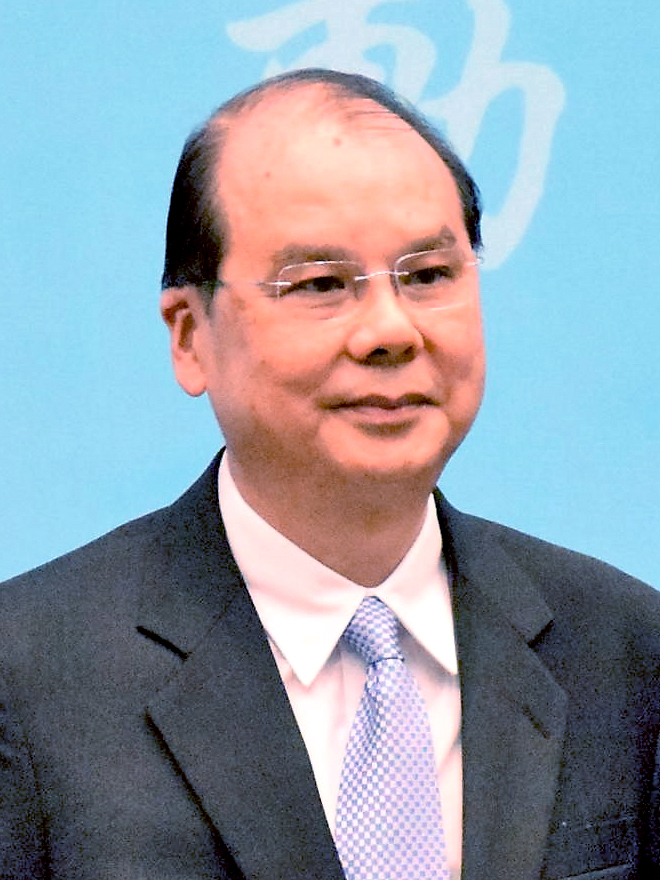
政務司司長：張建宗（被免職）
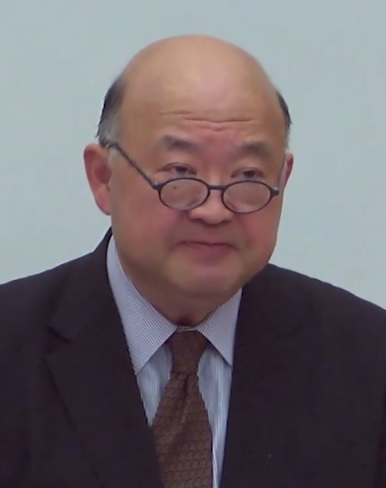
終審法院首席法官：馬道立（任期屆滿）

## 大事時序

### 1月
- 1月1日：

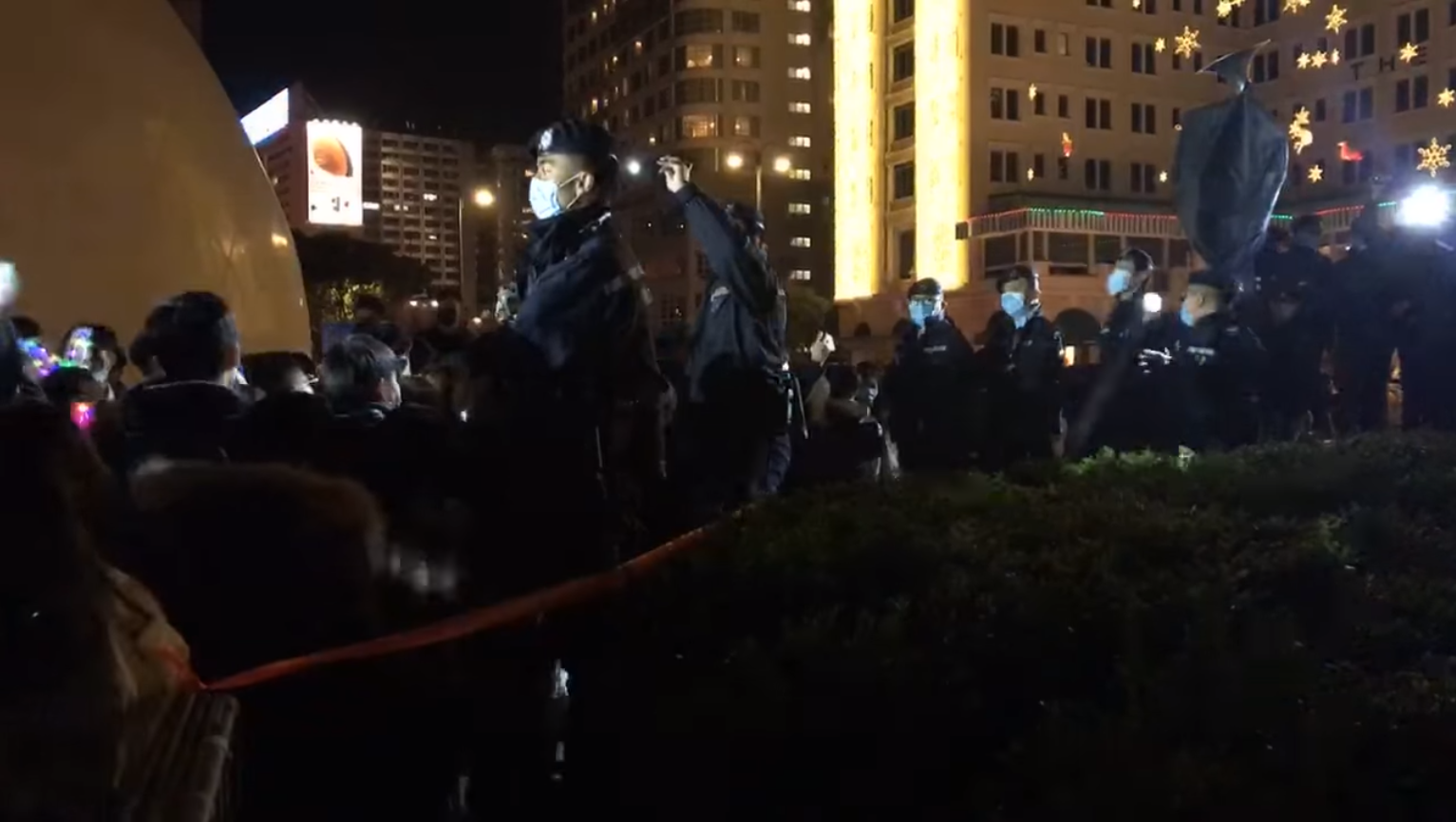
1月1日元旦市民自發倒數，香港太空館附近警員對離開人群高舉電筒

  - 元旦沒有倒數燈飾和煙花表演，市民自發倒數。而警方在尖沙嘴海傍嚴密佈防，用攝錄機拍下聚集的市民，呼籲市民切勿違反限聚令。其後有人在香港文化中心附近離開時大叫「光復香港，時代革命」和「黑警死全家」等口號後，多名警員突然衝向離開的人群，並高舉電筒大叫指喊「邊個嗌呀」。現場有市民被截查，無人被捕。[1]
  - 天文台錄得市區最低氣溫為攝氏8.6度，是自2005年以來，元旦日最低溫紀錄。[2]
  - 有線中國組原有班底悉數離職，節目內容及形式大改。
  - 油麻地停車場大廈全面封閉，開始準備清拆工程。[3]
- 1月3日：傍晚，衞生署及醫院管理局以減低病毒病傳播的風險為由，表示由在1月4日開始改為以視像會議軟件在網上舉行疫情記者會，記者只能以文字訊息提問，而如有重複問題，會以綜合回應的方式處理。多個傳媒工會及組織對政府突然改為視像簡報，並不設即場提問表示極度關注。[4]惟不足一天，衛生署宣布繼續舉辦實體記者會，改為政府總部地下演講廳舉行。衛生署長陳漢儀承認自己有份決定，其後因外界意見而變回實體記者會。[5]
- 1月4日：
  - 助12港人案，兩名內地律師盧思位及任全牛分別被四川省及河南省司法廳面臨釘牌。
  - 截取通訊及監察事務專員公佈周年報告，執法機構在2019年提出1314宗關於截取通訊的書面申請，專員石輝指自己無權監察或覆檢執法機構就涉《港區國安法》的截取通訊行為。[6]
  - 早前出現爆疫的將軍澳藍田隧道地盤再次有工人確診新型肺炎，地盤再次停工，逾1000人須接受檢測。[7]
  - 瑪嘉烈醫院內科日間病房爆發新型肺炎，一名66歲骨髓瘤女病人在病房內曾除口罩進食約半小時後，引致4人受感染。[8]

- 1月5日：

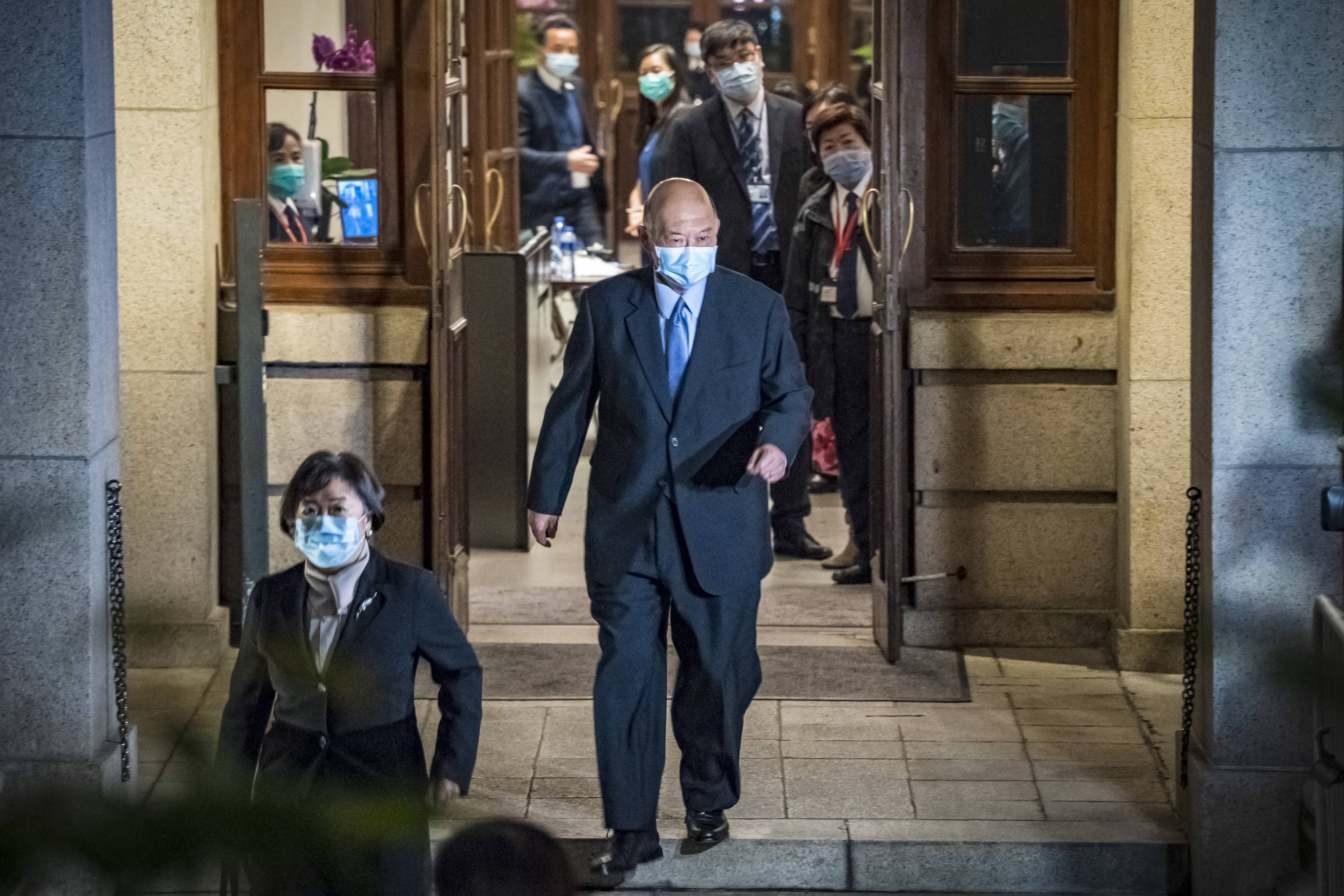
終審法院首席法官馬道立退休前到終審法院出席法律儀式（1月6日）

  - 終審法院首席法官馬道立退休前見記者，強調司法機構不反對改革，但提倡改革者需提出理由和理據。建制派批評馬官未能回應訴求。[9]
  - 運輸署推出新措施，當有人或機構申請查閱車輛登記證明書，署方將發電郵通知車主查閱者的名稱和申請目的等。記協批評新措施等於「通風報信」[10]

- 1月6日：
  - 何文田君頤峰3座墮樓案。

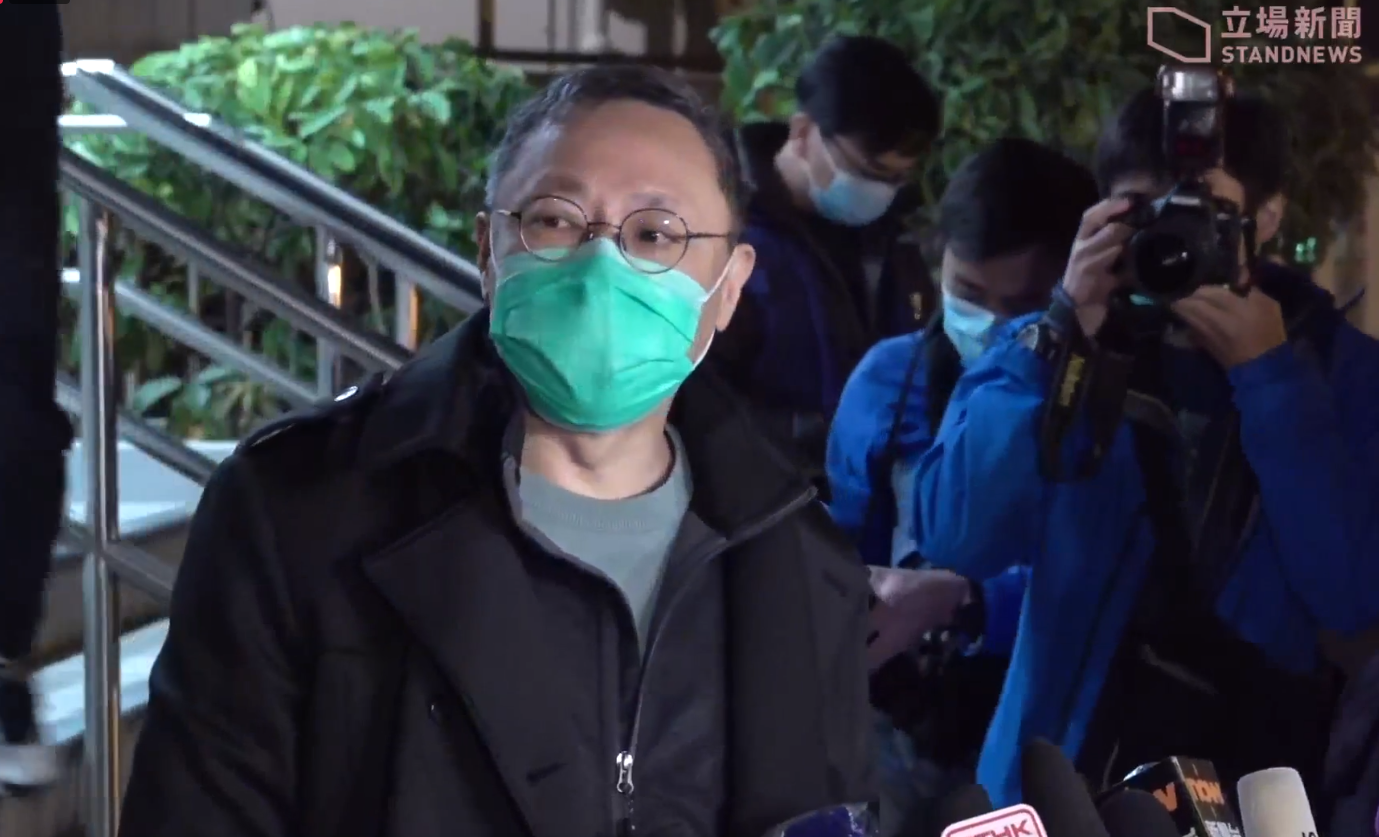
發起民主派初選「35+」的香港大學法律系前副教授戴耀廷接近午夜在馬鞍山警署獲釋後表示，「香港係進入咗一個寒冬」（1月7日）

  - 警方國安處今晨大舉搜捕超過50名香港民主運動人士包括涂謹申、林卓廷、以及劉頴匡、岑敖暉、何桂藍等人，因涉嫌觸犯《港版國安法》而被捕。警方指他們響應法律學者戴耀廷提出「攬炒十部曲」，企圖爭取當選立法會議員後聯手否決政府預算案和迫使行政長官林鄭月娥辭職，涉嫌觸犯《港版國安法》中顛覆國家政權的罪行。[11]
- 1月8日：政府因應2019冠狀病毒病疫情的發展，宣佈取消全港15個地點的農曆年宵市場和沙田車公誕新春市場。[12]

- 1月9日：

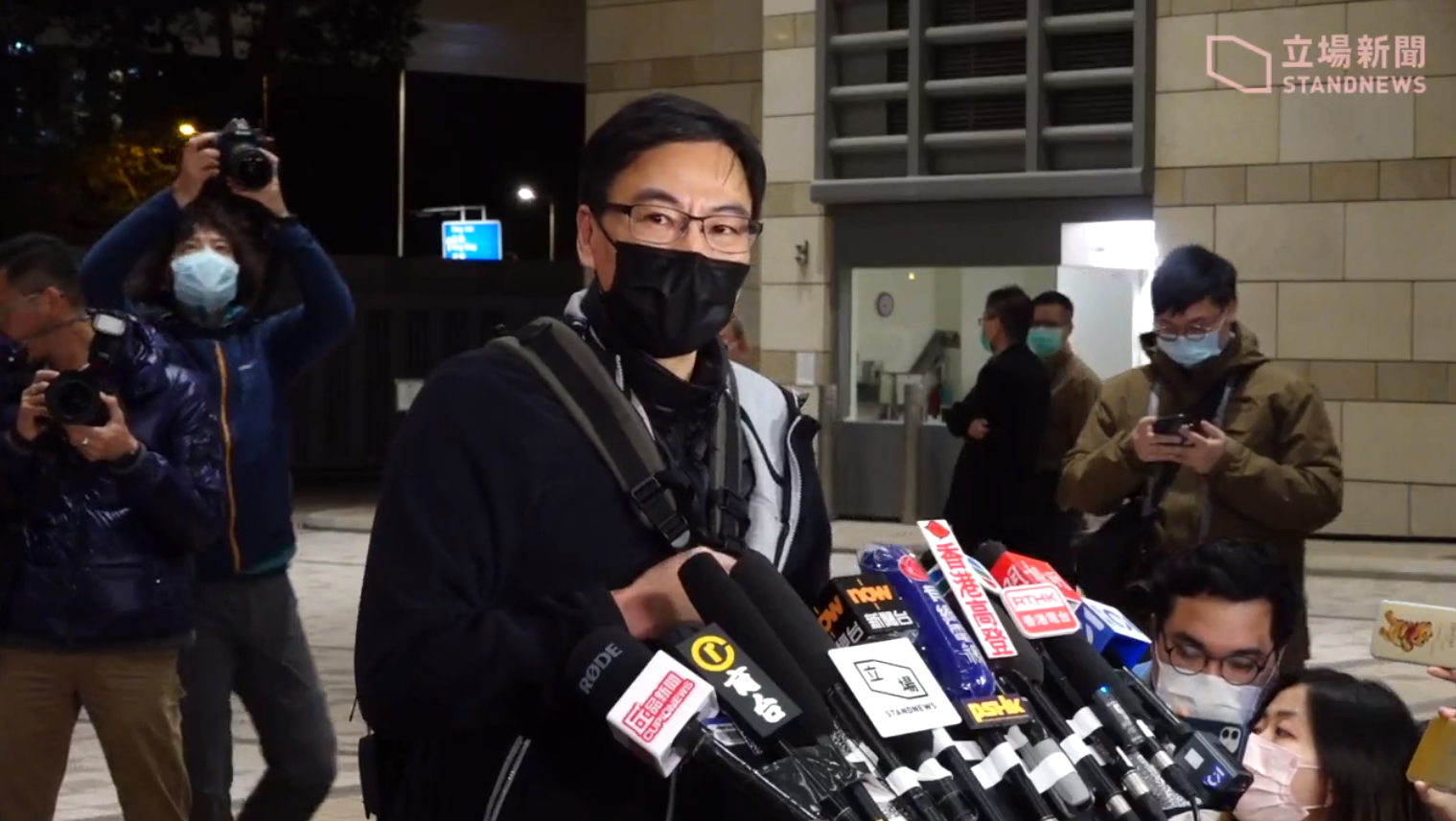
1月9日，死因庭裁定梓樂死因存疑，周梓樂的父親周德明在嚴寒的天氣下詳細回應記者提問，他希望在有生之年「真相可以出到嚟」

  - 新巴城巴於9條路線率先引入支付宝和雲閃付「乘車碼」付款，包括城巴A29、A29P、E21A、20、20A線，新巴23、796C、798線及過海隧道巴士694線。乘客可享用該等路線之間的轉乘優惠、雙向分段收費優惠及城巴機場快線即日來回優惠，但無法受惠於公共交通費用補貼計劃及長者及合資格殘疾人士公共交通票價優惠計劃。[13]
  - 受冬季季候風影響下，在短短兩小時內先後有5名男女在不同寓所內暈倒猝死。
  - 死因庭以4比1裁定周梓樂死因存疑。死因裁判官高偉雄形容今次研訊「差不多接近真相」，周梓樂的父親希望在有生之年「真相可以出到嚟」。[14]
- 1月10日：
  - 為配合沙中綫過海段的路軌接駁工程，港鐵東鐵綫暫停來往旺角東站至紅磡站之間的服務，另安排免費接駁巴士行走紅磡站至九龍塘站[15]。不過其後發現有480名乘客經尖沙咀/尖東站轉車的乘客轉車出閘時被扣的車資事故，總金額約3,300元。[16]
  - 行政會議成員、新民黨主席葉劉淑儀在《南華早報》撰文，提出禁港人持雙重國籍，以回應中央正考慮採取反制措施回應540萬合資格香港居民透過英國國民（海外）護照（BNO）簽證移民英國。她表示為個人意見，沒就計劃與中央溝通。[17]

- 1月11日：

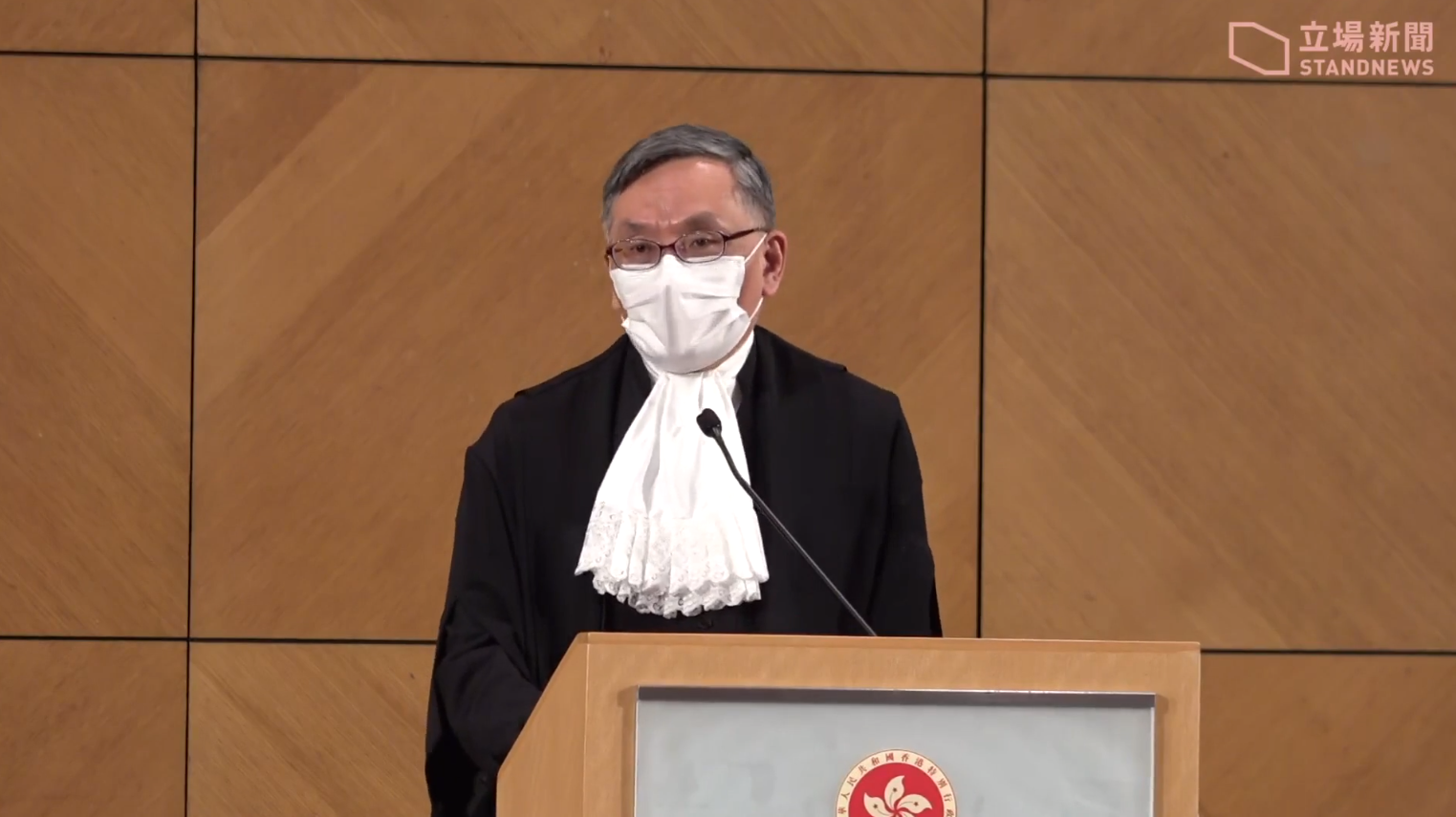
1月11日，張舉能接任香港終審法院首席法官

  - 審理2019年淘大商場衝突案的區域法院法官練錦鴻在聆訊期間，要求佩戴黃色口罩的律師及旁聽者離開法庭，否則不得在庭旁聽，其後更指現場「黃背心人士」的記者阻礙受害人離開，「佢哋企喺度都構成暴動一部分。」香港記者協會發聲明，對法官在不了解新聞工作的情況下，發表不準確的評論，感到極度失望，促請各界尊重新聞自由，停止作出毫無事實根據的指控。[18]
  - 香港終審法院首席法官馬道立卸任，並由張舉能接任。

- 1月13日：
  - 丁屋司法覆核案，上訴庭裁定政府及鄉議局上訴得直，裁定「私人協約及換地」起丁屋並不違憲，推翻原審法官2019年的裁定。鄉議局主席劉業強形容判決是「全勝」，將令建屋量有增無減。政府亦表示歡迎裁決。[19]
  - 天氣持續寒冷，北潭涌和打鼓嶺氣溫分别只有零下0.5℃及零下0.9℃，創下該兩站有記錄以來氣溫新低，而廣泛新界內陸地區低溫普遍只有0至3℃同時出現明顯的結霜結冰現象。[20]
- 1月14日：
  - 警方國安處上門拘捕11人，包括九龍城區議員兼律師黃國桐、學聯前副秘書長何潔泓的母親和音樂人霍朗齊。消息稱他們在12港人案中涉嫌「串謀協助逃犯」。[21]
  - 香港寬頻按國安法要求，封鎖網站「香港編年史」。資訊科技界選委黃浩華批評警方從無交代事件。[22]
  - 油尖旺過去兩周有81人確診新型肺炎，其中油麻地新填地街20至26號唐樓一帶至少有23幢樓宇出現確診，13幢是有兩個爆疫隧道地盤的工人及相關患者居住。[23]
  - 民政事務局政治助理黎穎瑜請辭，有人猜測是因為持有BNO而辭職，香港01引述知情人士澄清指全屬謠傳，打算與新加坡籍丈夫返回星照顧丈夫和兒子。[24]
- 1月15日：政府為油麻地及佐敦一帶有1宗或以上確診個案的20幢大廈或建築物，進行強制檢測，範圍介乎佐敦道、彌敦道、甘肅街及廣東道一帶，涉及十多幢樓宇和數千名居民。
- 1月16日：
  - 美國財政部因應香港問題再制裁多6人，包括中共中央統戰部部長尤權、中央駐港維護國家安全公署副署長孫青野、全國人大常委譚耀宗、警務處國家安全處處長蔡展鵬、負責國家安全的警務處助理處長簡啟恩、江學禮。[25]
  - 輪椅攀登者、前「包山王」黎志偉挑戰攀登新界區最高大廈如心廣場，並為香港大學矯形及創傷外科學系籌款。不過因強風關係，最終被迫無奈放棄挑戰，到65樓防火層結束，未能登頂。[26]
  - 新公務員工會表示因一直面對人手不足的問題，加上政府將要求公務員宣誓，為保障會員的資料下宣布解散。[27]
- 1月18日：香港海洋公園公佈「重生方案」，放棄固定入場收費模式，山下園區將改為免費開放的零售餐飲消閒區，並外判給第三方公司經營。而山上設施改為逐一收費。公園主席劉鳴煒指，以後海洋公園不再是主題公園，而是多元化休閒勝地。[28]
- 1月19日：
  - 東瀛遊遣散全部導遊，達120人。[29]
  - 政府公布最新失業率升至6.6%，約24.6萬人失業，創16年來高位。[30]
- 1月22日：
  - 屯門山景邨一名兼職清潔工倒垃圾期間，疑失足從35樓垃圾槽直墮地面垃圾房，送院搶救後證實不治。關注工人權益團體批評房署一直沒有理會設計有問題，要求停用。[31]
  - 東九龍衝鋒隊3名警員於4年前一宗毒品案涉虛假陳述，裁定作出傾向並意圖妨礙司法公正罪成，3人早前上訴。高等法院裁定3人上訴得直，認為3人做法有可商榷之處，撤銷定罪及判刑。[32]

- 1月23日：

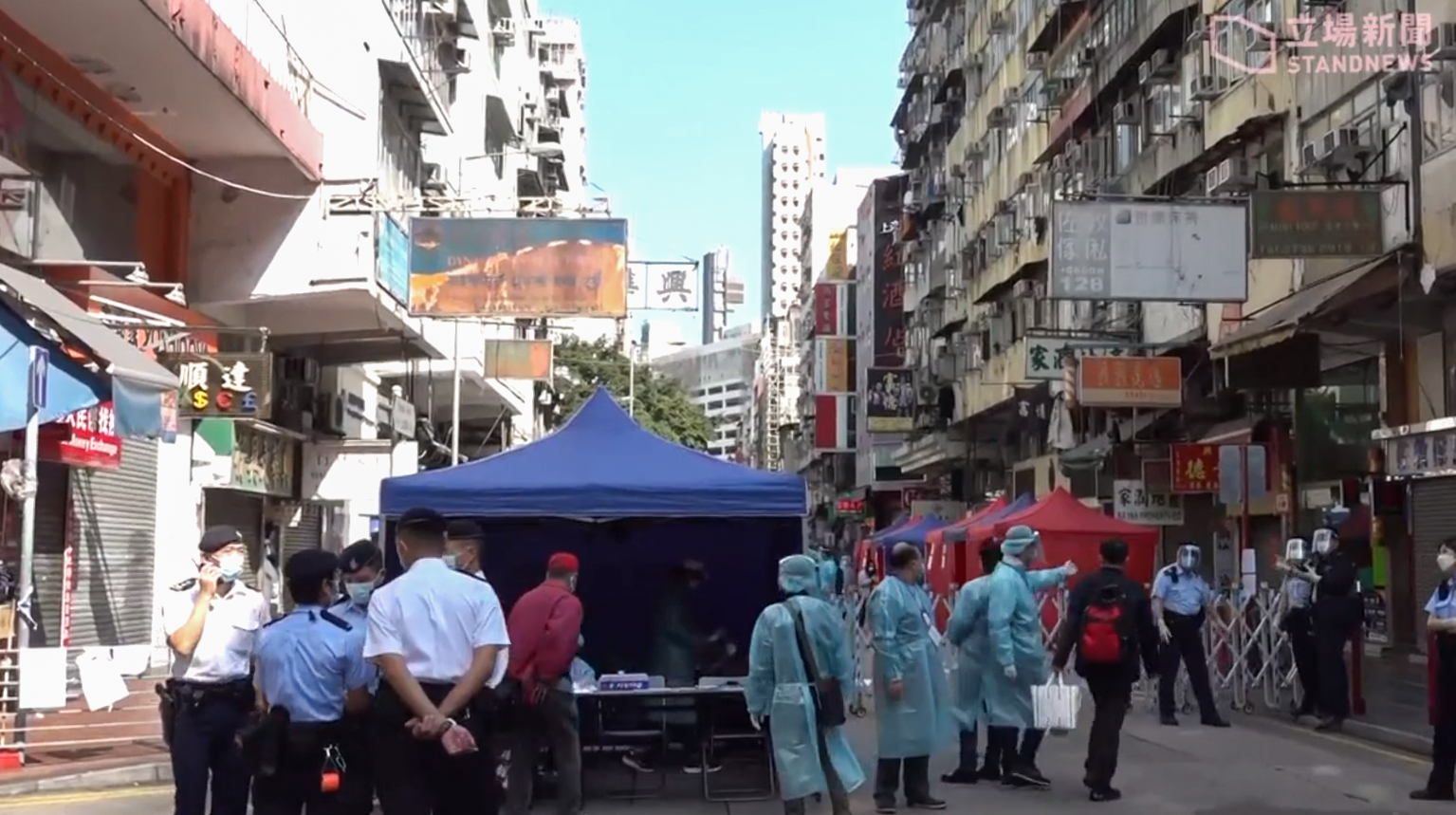
1月23日，政府在凌晨4時宣布圍封佐敦指定區域，並動員3000人參與行動

  - 政府在凌晨4時宣布圍封佐敦指定區域，並動員3000人參與行動。區內居民須留在處所，並完成新型冠狀病毒檢測方可離開。[33]
  - 香港新型冠狀病毒肺炎累計個案突破一萬宗
  - 香港新型冠狀病毒肺炎爆發一周年
- 1月26日：
  - 香港開埠180周年。
  - 晚上7時，政府突然「突襲式封區」，宣佈即時將油麻地碧街9-27號和東安街3號設為「受限區域」，所有住戶需要進行強制檢測。居民對政府的安排感到混亂及驚慌，而檢測地點出現排隊人龍，等候進行檢測。
- 1月28日：晚上7時，政府突然圍封北角錦屏街東發大廈A至D座為「受限區域」，所有住戶需要進行強制檢測。10多名藍帽子警員跑入錦屏街，拉起封鎖線衝向錦屏街尾，其後拉起膠帶及拉閘封鎖錦屏街一帶。到晚上11時40分，特首林鄭月娥在食物及衞生局局長陳肇始、民政事務局局長徐英偉陪同下到場視察，未有回應記者提問。截至29日凌晨2時，約475名居民接受檢測，並無發現確診個案。

- 1月29日：

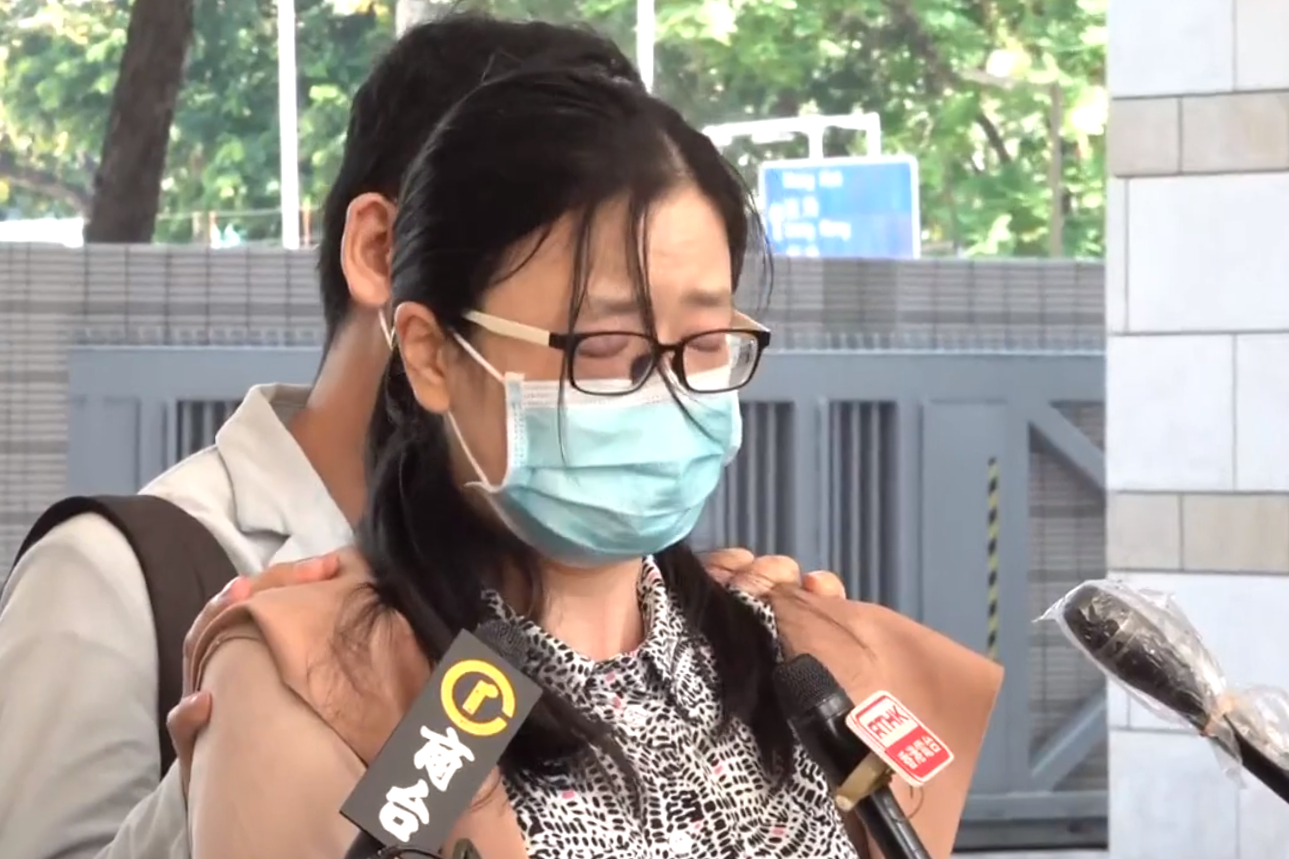
1月29日，林麗珠胞妹回應死因庭裁決，表示過去20個月非常難捱及煎熬，流淚感謝裁判官認真處理案件，表示“還咗家姐一個公道”

  - 政府建議就實名登記電話卡進行立法，以打擊犯罪，無登記儲值卡日後將失效，公眾諮詢為期一個月。記者問及立法是否與《港區國安法》有關，商經局長邱騰華無正面回應。資訊科技界選委黃浩華憂慮這樣會讓執法部門職能擴大，可以蒐集市民資料，進一步削弱市民私隱保障。[34]
  - 死因裁判官周慧珠裁定東華三院李東海小學圖書館主任林老師死於自殺。裁判官形容校長羅婉儀對林麗棠「咬住唔放」，加上事發前一天要求再召見，將其精神推向崩潰。而漏發通告事件屬悲劇起因，如撤回自動請辭的說話等，可避免悲劇發生。[35]
  - 中國和特區政府宣佈1月31日起不再承認BNO為旅遊證件及身份證明。
- 1月31日：
  - 英國開始接受BNO居留簽證申請，護照持有人及近親可赴英就業或留學，不設上限。合資格人士可申請一次過5年期簽證，居留5年後便可申請定居，獲批再居住12個月後可申請入籍。[36]
  - 晚上，政府動員200人，限制麗港城第5座及第7座內的人士，須留在處所內並接受強制檢測。一名64歲男子在場叫囂，被警員帶到麗港城會所內，並禁止記者近距離拍攝。該名男子涉嫌在公眾地方行為不檢被捕。期間居民從樓上向下大喊「黑警死全家」。[37]而一名27歲男子因用手提電話襲擊一名24歲民政署女職員被捕。行動到2月1日早上約7時40分完成，大約460名居民接受檢測，沒有發現新確診個案。居民批評政府行動是懲罰居民。[38]

### 2月
- 2月1日：
  - 政府首度一日封三個行政區域進行「突襲封區」，包括元朗、油麻地、尖沙咀和鶴園。而檢測結果全部零確診。另外，政務司長張建宗表明只要大廈出現1宗源頭不明個案，或污水檢測呈陽性，就需進行強制檢測，並表明每天都會有突襲式封區。區議員批評政府封區找不到確診個案是勞民傷財。[39]
  - 黃大仙祠公佈上頭炷香活動將取消，是開園99年以來首次。而車公廟求籤亦不開放予公眾參與，善信進入需掃描「安心出行」二維碼。[40]

- 2月2日：

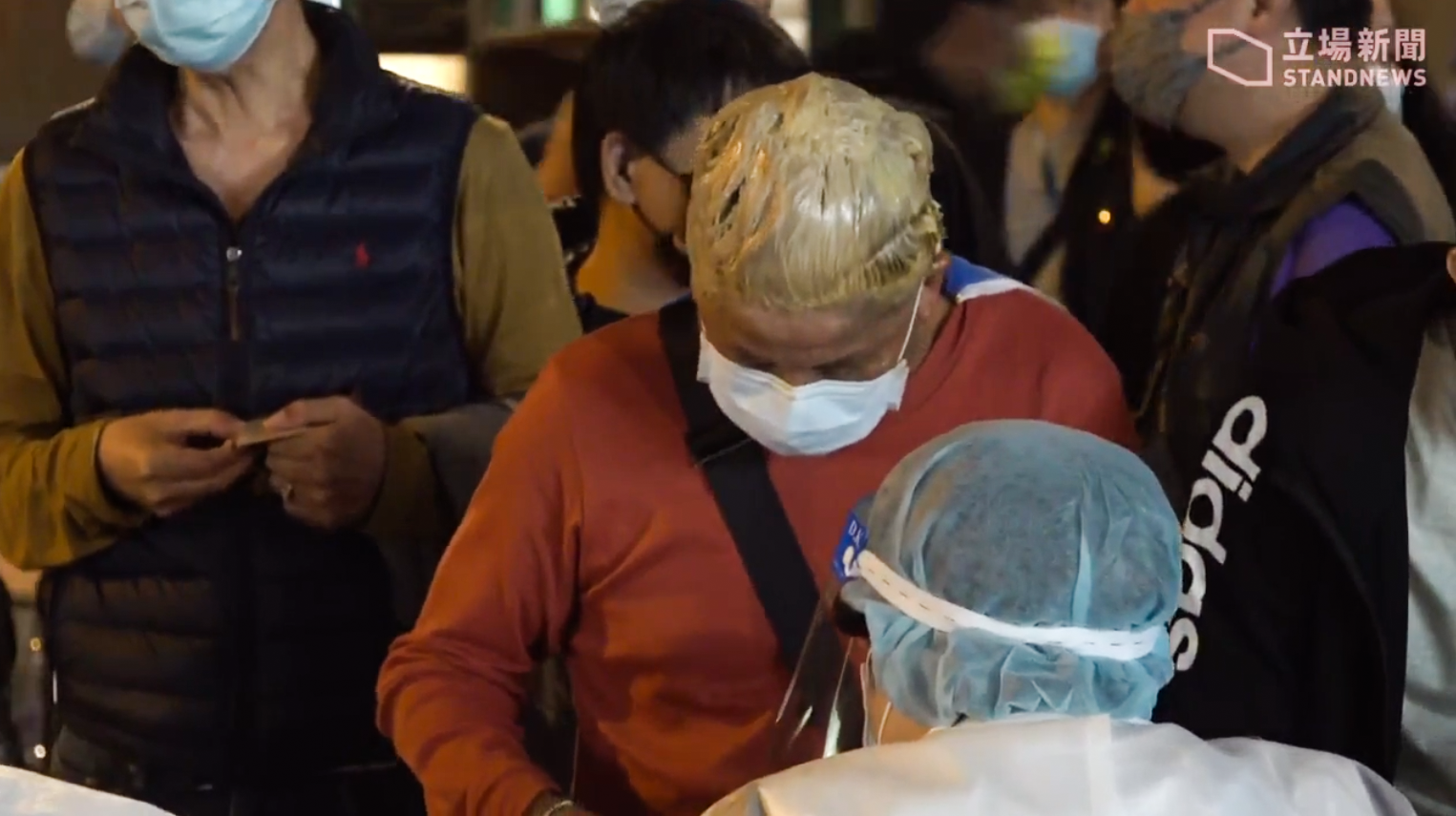
2月2日晚上，在深水埗有染髮的顧客遇正圍封行動，未有洗頭便狼狽離開

  - 在觀塘翠屏區競逐連任的前區議員鄭強峰，因民主黨洪駿軒拉票時派發的傳單資料誤導、中傷他是「假獨立」，其後提出提出選舉呈請。法官周家明裁定鄭的選舉呈請勝訴，洪駿軒屬非妥為當選，成為首宗建制派經選舉呈請獲勝訴的案件，洪駿軒成為首名本屆區議會中，遭取消資格的區議員。[41]
  - 晚上7時，政府突擊圍封九龍及新界三個地點作「受限區域」，並要求區內人士須留在其單位，在午夜12時前作強制檢測，包括深水埗基隆街、南昌街、大南街以及北河街共17幢大廈、佐敦長樂街、志和街，以及天水圍天恒邨恒樂樓。經過一晚強檢後，政府公佈沒有發現確診者。
- 2月3日：
  - 晚上7時，圍封柴灣興華(一)邨美華樓及屯門豐景園第一座為「受限區域」，大廈內的人士須留在處所並接受強制檢測，目標在翌日早上約7時完成。其後再於晚上8時30分圍封土瓜灣道78-80W號定安大廈D座，目標在翌日早上約6時半完成。最後豐景園檢測後有一單初步確診，送往亞洲國際博覽館隔離。
  - 《經濟學人》發表2020年全球民主指數，香港由2019年的75位下跌至87位，形容香港的民主情况連續兩年惡化，政治改革的討論遭到法律工具打壓，政府亦鎮壓反對者。[42]
- 2月4日：
  - 特首林鄭月娥在立法會舉行答問大會，表明會進行5項立法，包括落實區議員宣誓，達致愛國者治港；修改法例引入非本地醫生、為劏房租務管制立法、修例提升舊樓消防安全、打擊發表社會仇恨、歧視及發布假新聞行為，並將「起底」訂為刑事罪行。她亦要求政府各部門全面修訂查冊安排，以「保障市民的個人私隱」。[43]
  - 加拿大政府宣佈，在當地大專學院或香港畢業的香港學生，下周起可以申請有效期最長3年的工作簽證，申請永久居留權。[44]

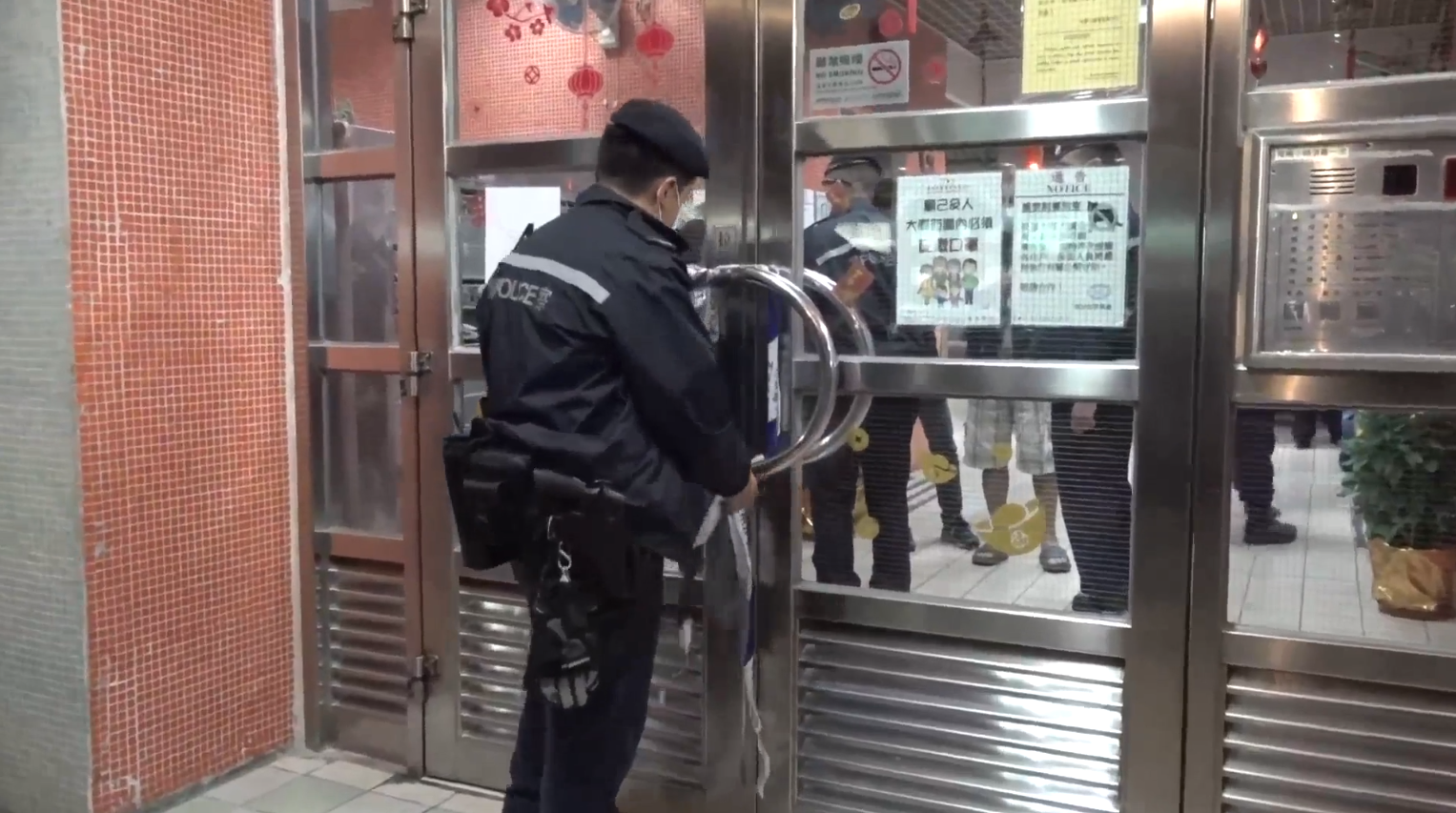
2月5日晚上，警員圍封馬鞍山恆安邨恆江樓出入口，大廈內的人士須留在處所並接受強制檢測

- 2月5日：政府第6日採取突擊行動，晚上限制在元朗富來花園及馬鞍山恆安邨恆江樓內住所人士接受強檢。有居民企圖離開封鎖區，被警員包圍及制伏。

- 2月6日：

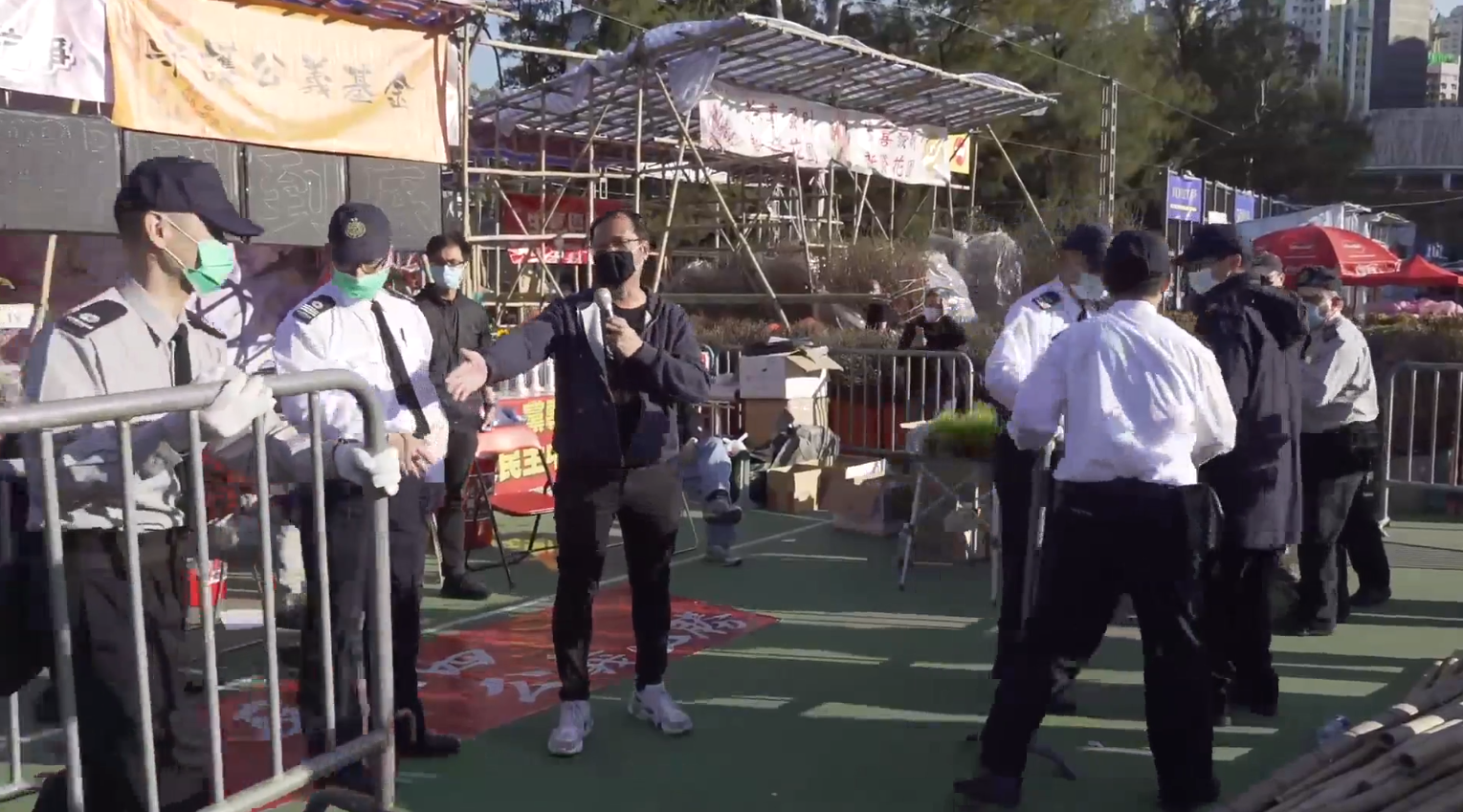
2月6日早上9時許，食環署人員到支聯會攤位圍封及驅趕花檔內的人離場，是32年來首次

  - 支聯會攤位被食環署認為擺放與鮮花或業務無關的橫幅等而被終止協議，到早上被食環署人員圍封及驅趕離場，是32年來首次。支聯會批評署方打壓及違反程序公義，會尋求法律意見追討。[45]
  - 港鐵東鐵綫新訊號系統及首批港鐵東鐵綫現代列車投入服務，有12卡列車及9卡列車同時在東鐵綫上行駛，為期18個月。不過在上午和傍晚先後兩次發生信號問題延誤，而乘客認為車廂更加擠迫。[46]
  - 康文署宣布，港九新界多區會增設逾30個「寵物共享公園」。[47]
  - 政府第7日採取突擊行動，晚上8時起及8時半起將土瓜灣馬坑涌道4-6號華發大廈，以及屯門香港黃金海岸二期第9座設為「受限區域」
- 2月7日：警方國安處再次拘捕網台主持「傑斯」，涉嫌「作出具煽動意圖的作為」罪。[48]
- 2月8日：兩名筲箕灣官立中學中六學生在傳染期內曾經回校應考模擬試，衛生防護中心擔心有共用設施傳播風險，將同場逾130名中六生及教師送往檢疫中心。[49]
- 2月9日：終審法院裁定《港區國安法》已排除「有利於保釋的假定」的原則，需訂下全新和更嚴格的保釋門檻要求，裁定律政司上訴得直，黎智英要繼續還押。

- 2月10日：

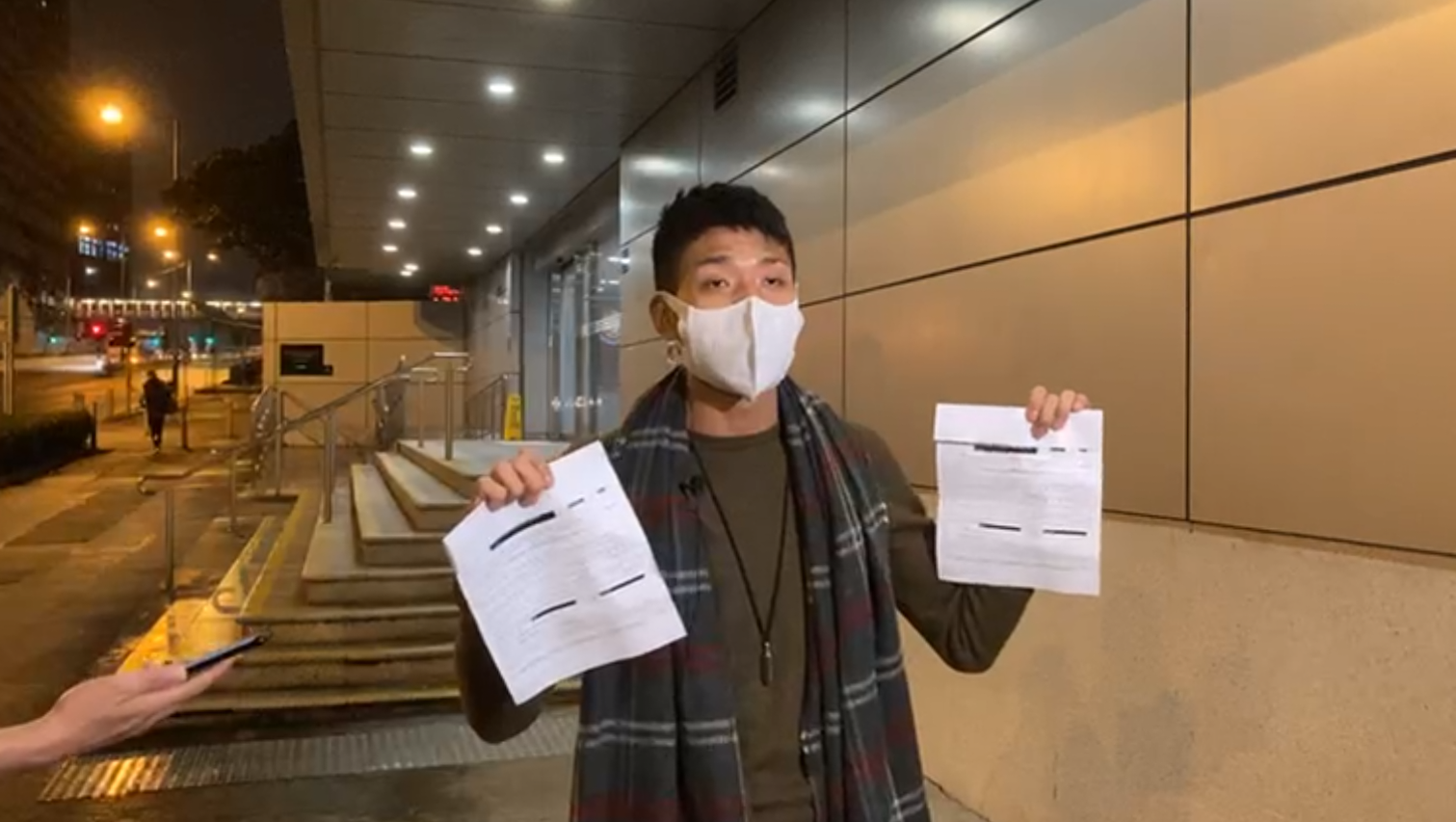
2月10日，鄒家成被指涉及七一立法會暴動案被捕，到同日晚上獲准保釋

  - 政府要求2月18日起，任何人進入餐廳時需使用「安心出行」流動應用程式或登記姓名及聯絡電話號碼，否則可被停晚市或停業3至14天不等。而食肆及處所負責人必須安排員工每14天做毒檢測一次。
  - 疫苗顧問專家委員會在未獲世衛批准和未刊於經同行評審的醫學期刊下，認為中國科興疫苗有效益。
  - 參與民主派初選的鄒家成其Facebook專頁指，他被加控一項暴動罪，指涉嫌參與2019年7月1日佔領立法會，一度在青衣警署扣留。
- 2月11日：
  - 政府公布政制局副局長陳帥夫因健康原因請辭。[50]
  - 2019年區議會選舉中，民建聯古揚邦就對手民主派陳劍琴傳單上有失實和誤導的攻擊，向高等法院提出選舉呈請。法官周家明駁回呈請，裁定陳劍琴妥為當選，下令古揚邦需支付全部訟費。[51]
- 2月13日：大年初二車公誕，鄉議局主席劉業強、沙田鄉事委員會主席莫錦貴等人，早上7時到車公廟為香港求籤祈福。劉業強為香港求得的第45中籤，他表示香港面對新型冠狀病毒疫情，「如果唔撲熄佢，（個火）蔓延得好快」，而政治最好以和為貴。[52]
- 2月15日：年初四為農歷新年假期最後一日，全港19間社區檢測中心未來數日預約額滿，多間檢測中心外都大批市民排隊等候檢測，主要從事飲食業為主。[53]

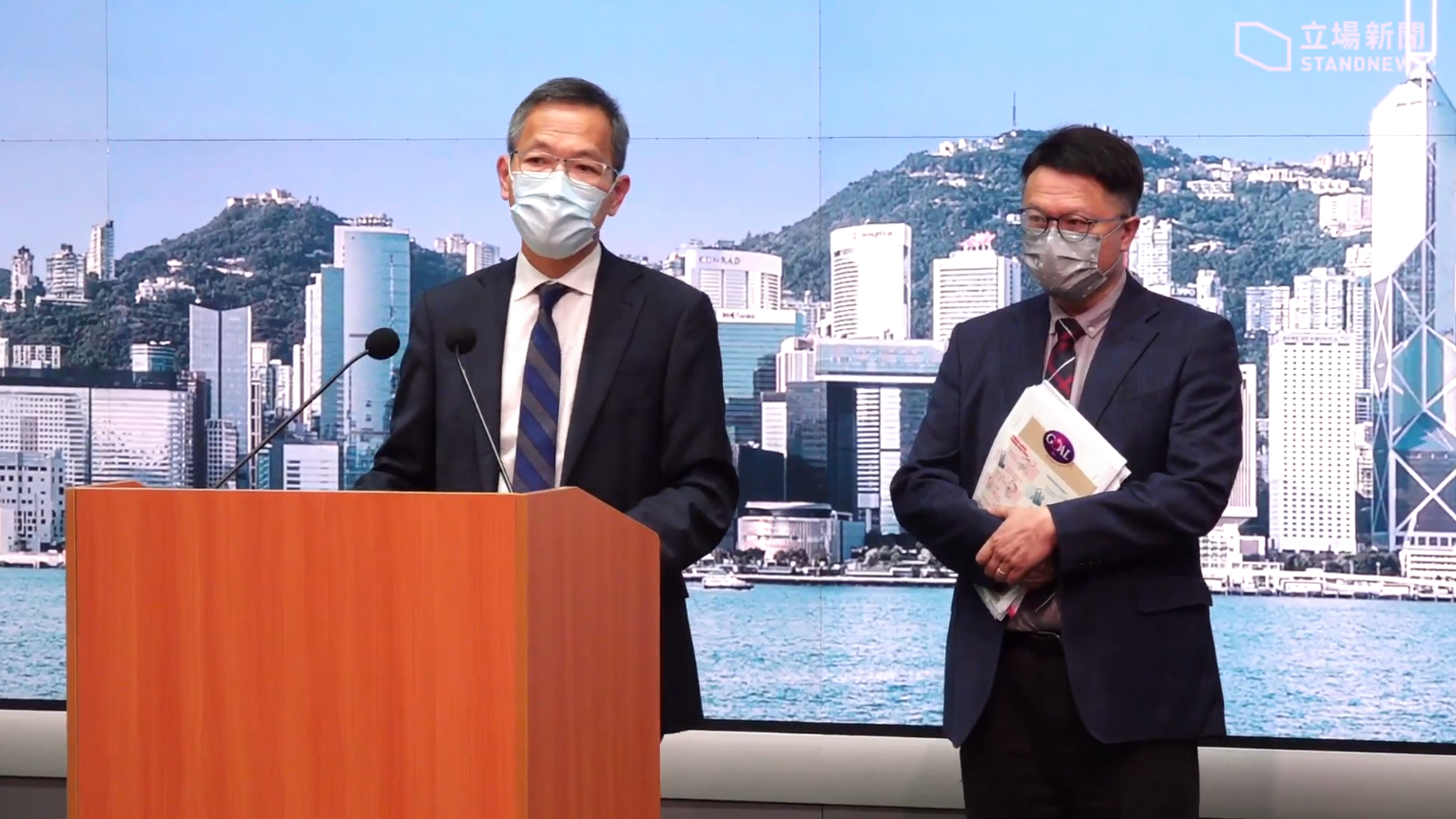
2月16日，疫苗顧問專家委員一致推薦在香港緊急使用科興疫苗

- 2月16日：疫苗顧問專家委員一致推薦在香港緊急使用科興疫苗，認為效益比風險高。[54]
- 2月18日：
  - 政府放寬晚市堂食至晚上10時，並放寬至4人一枱，不過食客進入食肆前須掃描「安心出行」二維碼或登記個人資料。早上麥當勞位於彩雲邨的分店有中年男子不滿要掃「安心出行」而出手襲擊男職員。[55]連鎖快餐店MOS Burger宣布維持暫停晚市堂食，但沒有公佈原因。[56]
  - 政府統計處公布，2020年底本港人口臨時數字為747萬人，較去年底減少46,500人，為自2003年以來首次出現人口下跌。而移出逾49,000人，創10年新高。[57]
  - 港府駐上海經濟貿易辦事處主任蔡亮的女秘書，被發現在辦公室房內上吊身亡。[58]

- 2月19日：

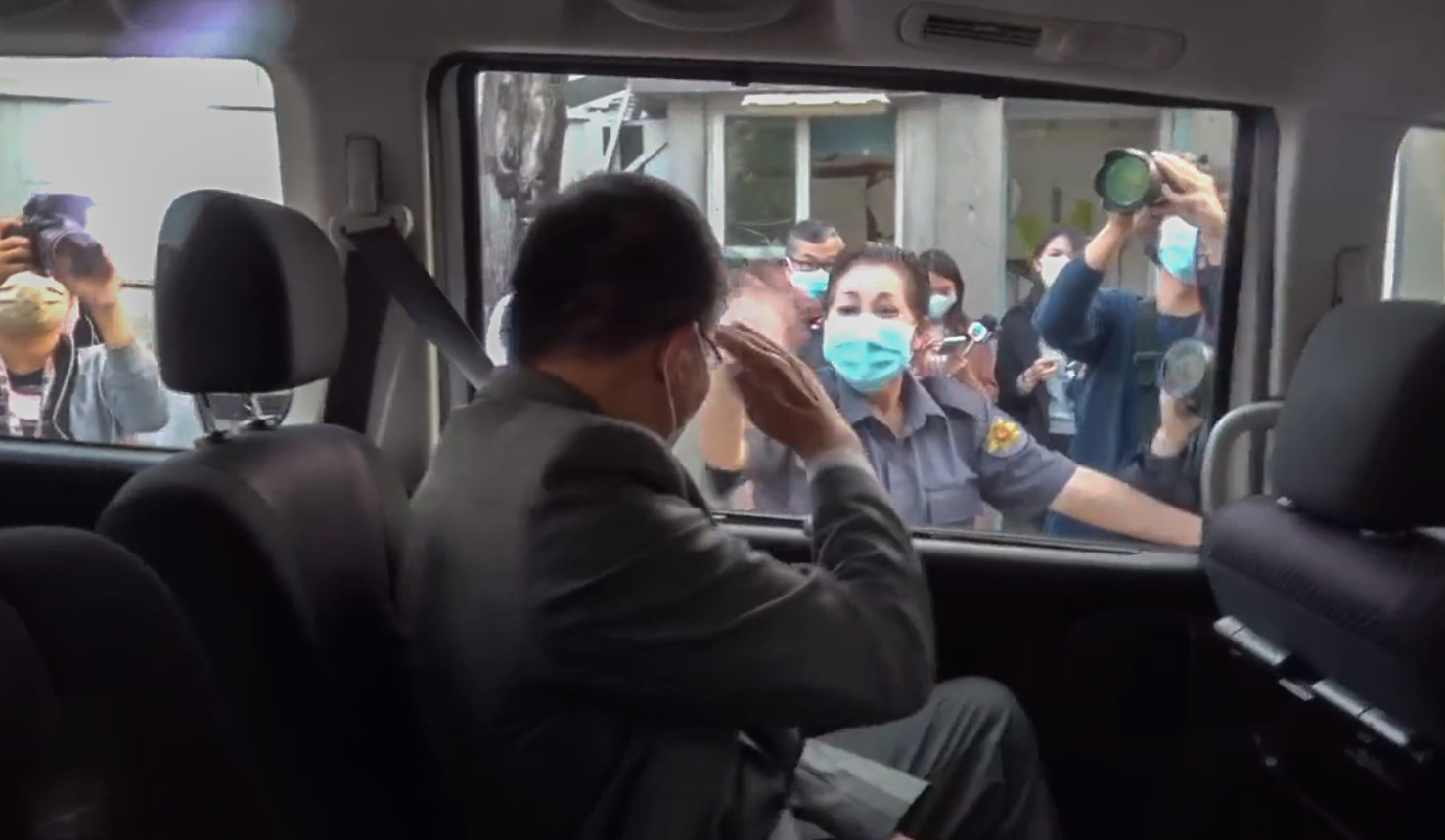
2月19日，原定8月約滿的廣播處長梁家榮提前解約，離開港台

  - 政府公布香港電台管治及管理檢討報告，批評編輯管理「問責意識薄弱」，建議加強廣播處長的角色和有「必須上報制度」。同日，原定8月約滿的廣播處長梁家榮提前解約，由民政事務局副秘書長李百全接替。港台節目製作人員工會主席形容檢討報告「欲加之罪，何患無辭」。[59]
  - 首批100萬劑科興疫苗於下午5時30分到港。
- 2月21日：為配合沙中綫過海段的路軌接駁工程，港鐵東鐵綫再度暫停來往旺角東站至紅磡站之間的服務，同樣會安排免費接駁巴士行走紅磡站至九龍塘站。[15]

- 2月22日：

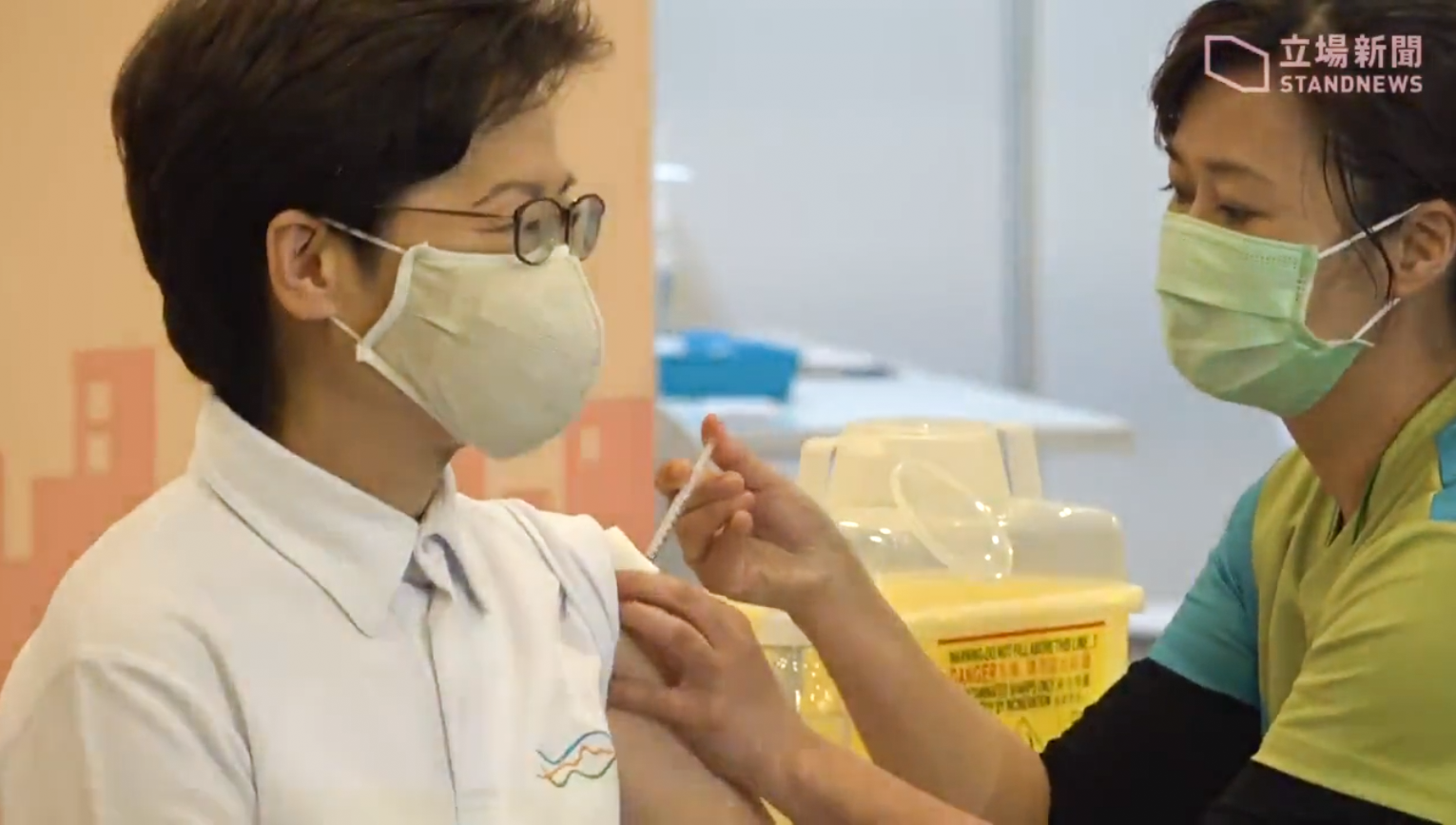
2月22日，特首林鄭月娥接種科興疫苗

  - 港澳辦主任夏寶龍在研討會上提出香港的管治權必須掌握在愛國者手中，指出香港出現空前亂局，原因是選舉制度存在漏洞。他列出多項「愛國者」標準，要求「完善選舉制度」，並由中央主導，阻止「反中亂港者」和「攬炒派」入局。民主派人士認為夏寶龍的說法是進一步收緊民主派的參選空間，並有意設計一套可操控的選舉制度。
  - 行政長官林鄭月娥連同多名司局長在香港中央圖書館地下的社區疫苗接種中心，接種首劑由科興生產的新冠疫苗。同日10名行會成員和23名建制派立法會議員亦有參與接種。
- 2月23日：
  - 政府提出修例，規管公職人員宣誓及取消資格的規定，並提出9項「負面清單」行為，包括反對《港區國安法》、損害香港整體利益等，作為DQ的準則。而新例下區議員亦須宣誓，包括現任區議員。律政司如認為其違誓，可提出法律程序DQ，被裁定違誓者5年內不得參選。曾國衞更預告通過修例後4名區議員將被DQ，包括區議員鄭達鴻、岑敖暉、袁嘉蔚和梁晃維。[60]
  - BNO持有人申請簽證，可以透過手機應用程式申請。
  - 相隔14日，政府再次突襲式封區。政府於晚上8時30分起將新蒲崗錦榮街金橋大廈和東誠大廈設為「受限區域」。最後約520名居民接受檢測，沒有發現確診個案。
- 2月24日：財政司司長陳茂波發表2021至22財政年度財政預算案。

- 2月25日：
  - 葵涌麗瑤邨貴瑤樓殺夫案。[61]

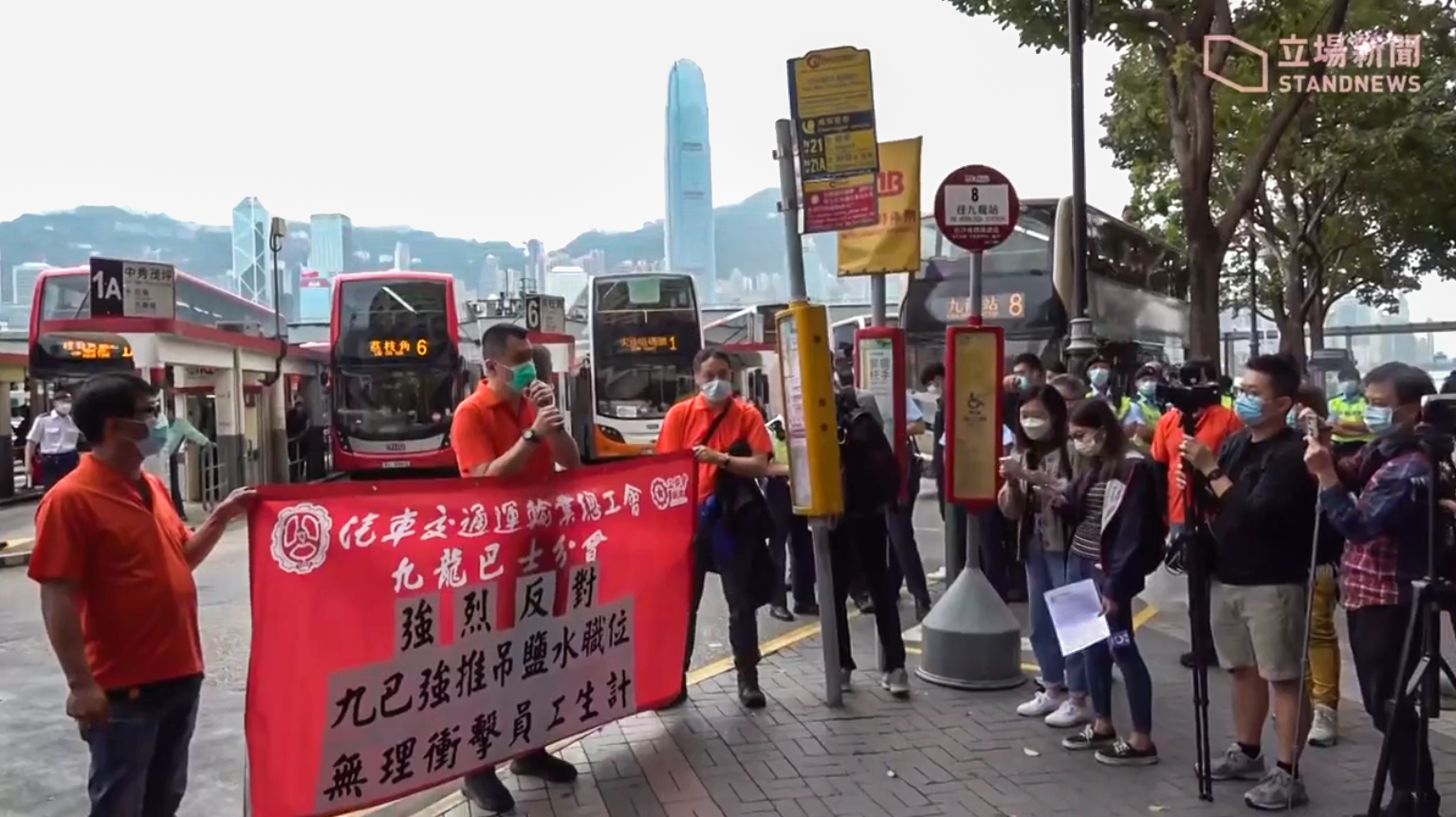
2月25日，工聯會九巴工會聲言在尖沙咀碼頭巴士總站進行「封站」行動，維持了13秒

  - 九巴工會不滿九巴由下月起更改退休續聘車長的編更安排，到尖沙咀碼頭巴士總站抗議。工聯會屬下汽車交通運輸業總工會九巴分會副主任黎兆聰表明，若九巴沒有回應將會有激烈行動，包括遍地開花隨機封站，但同時稱「支持警方，不做犯法事，要拉就拉我」。工會成員衝出馬路13秒後便返回行人路，並遭警方警告，警方抄下他們的個人資料。[62]
  - 香港中文大學校方晚上發出「嚴正聲明」，指新一屆學生會「朔夜」內閣政綱內容失實及涉嫌違反《港區國安法》，將危害國家安全，因此實行多項措施變相廢除學生會。學生會凌晨12時緊急召開記者會交代，對事件表示極度遺憾和委屈，是創會超過50年以來前所未有，批評校方打壓學生聲音。[63]
- 2月26日:政府將展開疫苗接種計劃，醫護及抗疫人員，公共服務人員，60歲以上人士，安老院舍員工，跨境運輸人員將優先接種。

### 3月
- 3月1日：

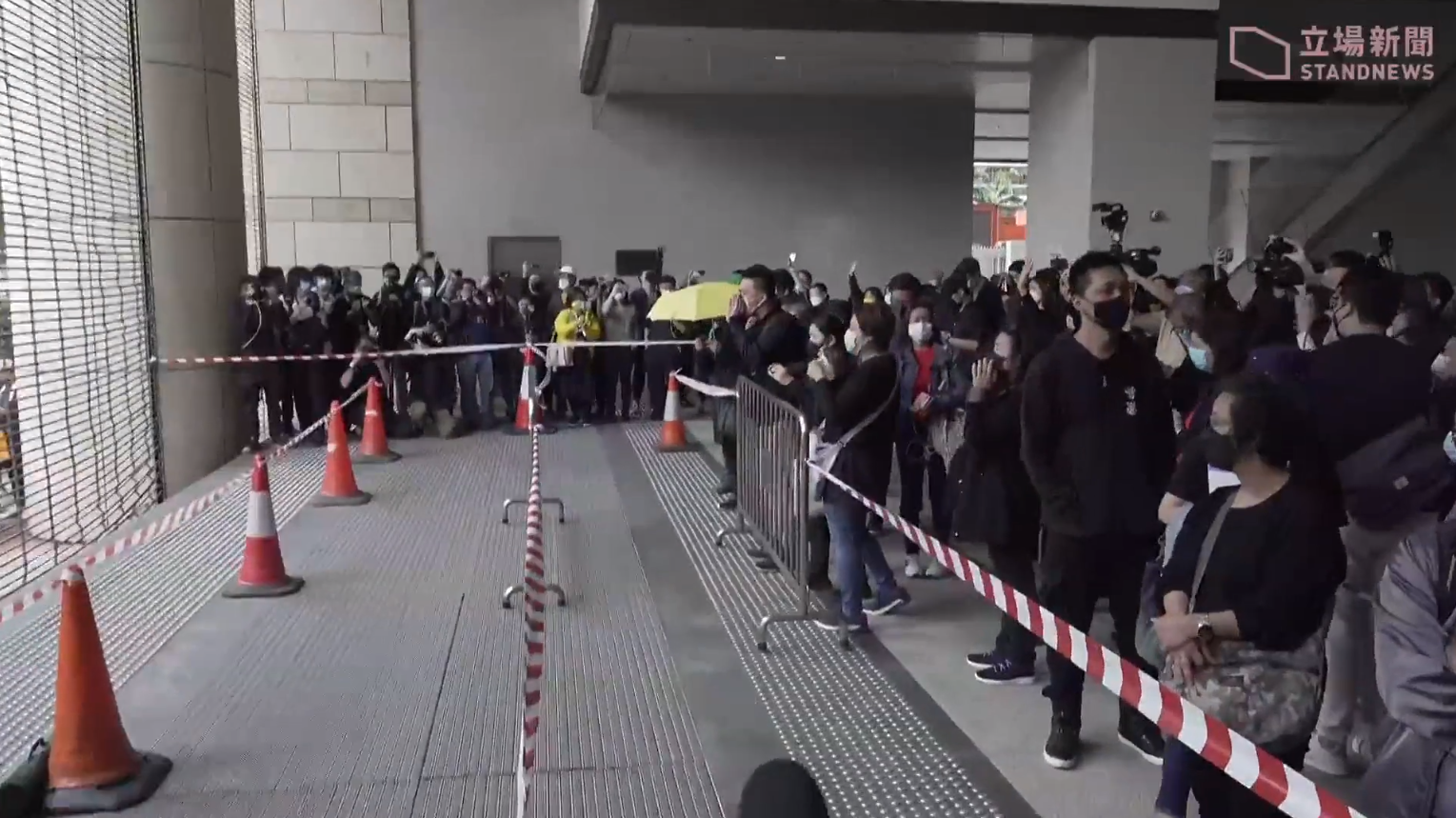
3月1日，大批市民在西九龍裁判法院內外聲援

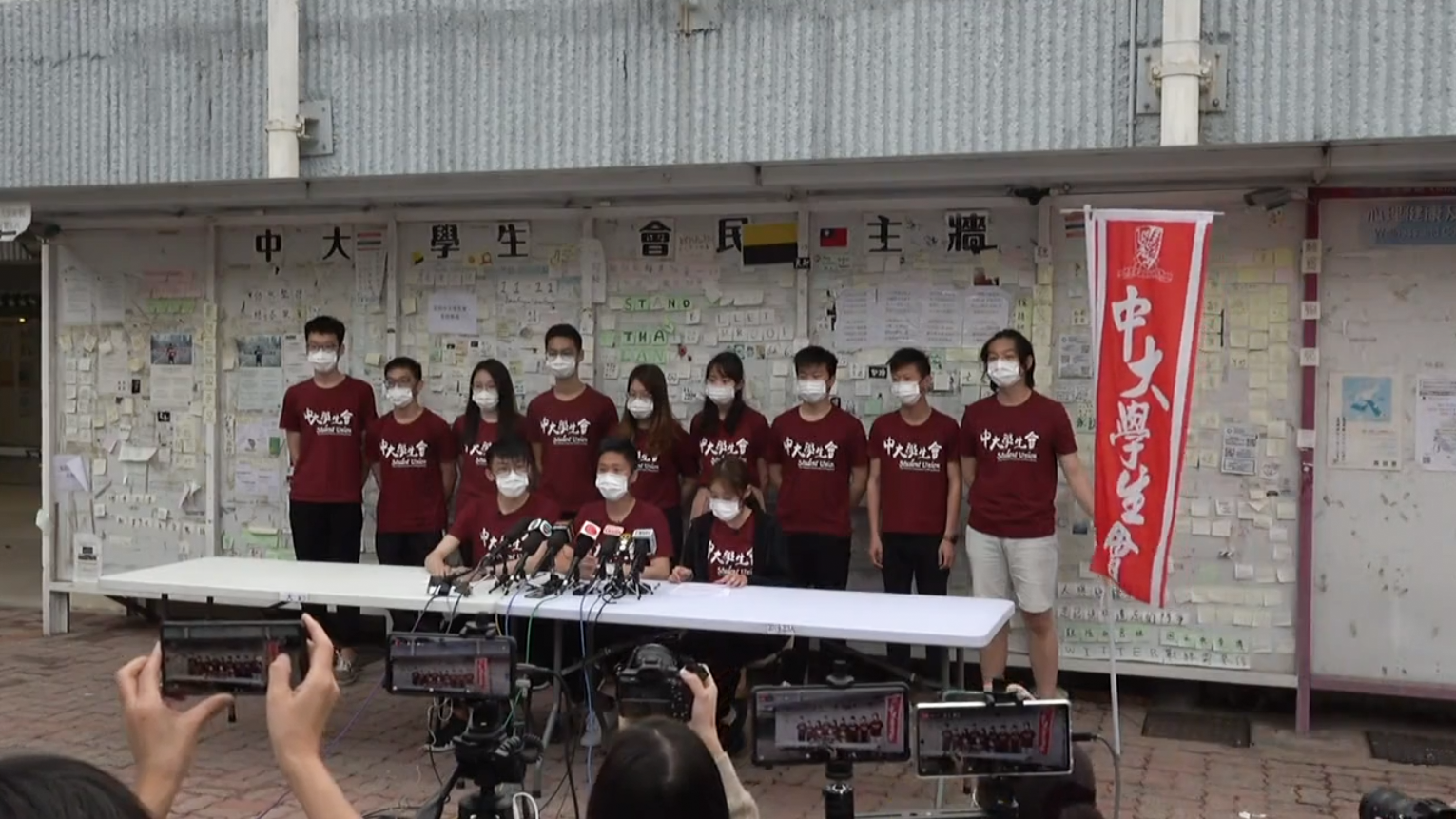
3月1日，中大學生會「朔夜」上任首日宣布辭職

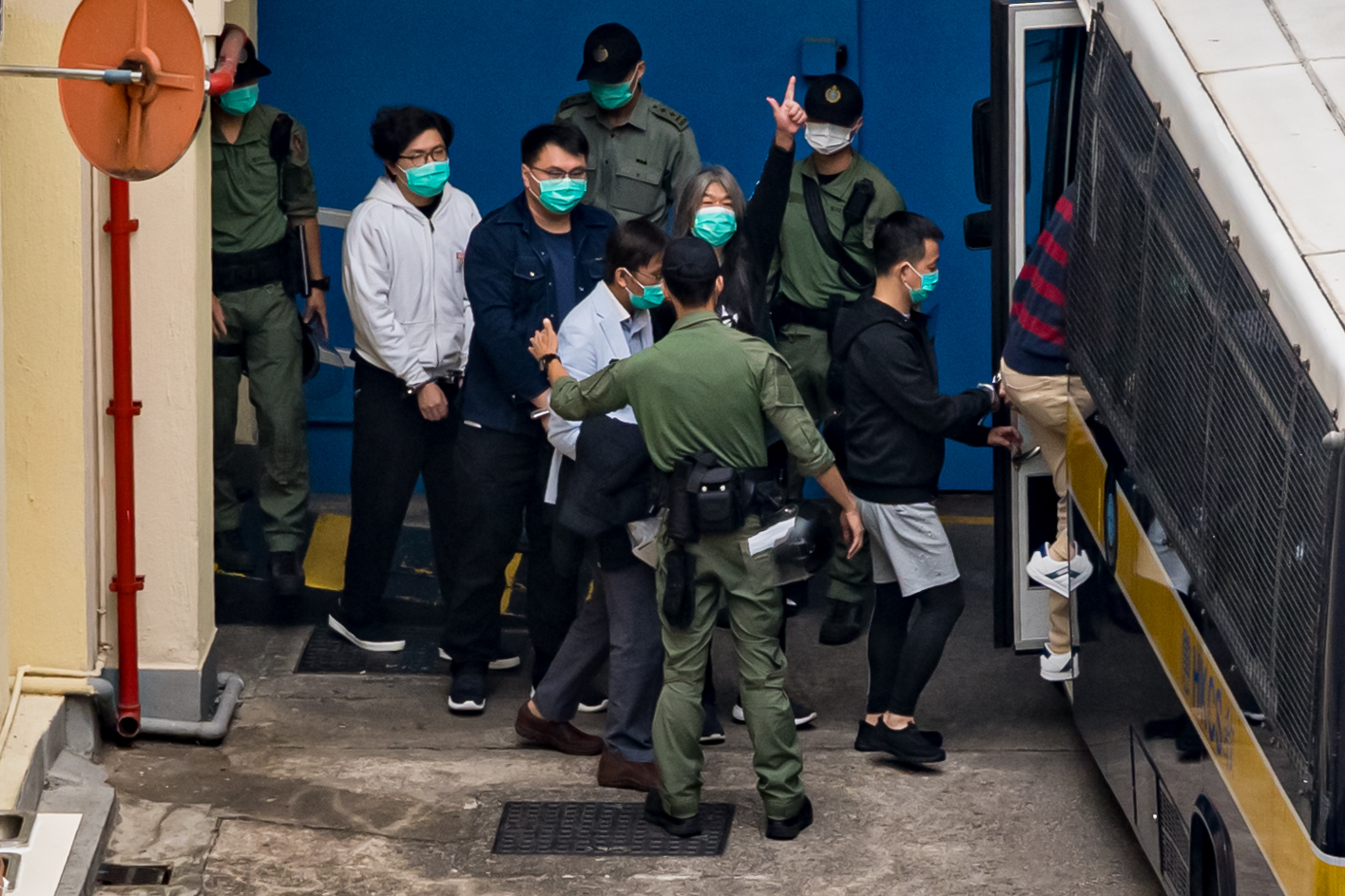
3月3日在荔枝角收押所，多名被捕者由囚車押送至往法庭。梁國雄向鏡頭舉起母指

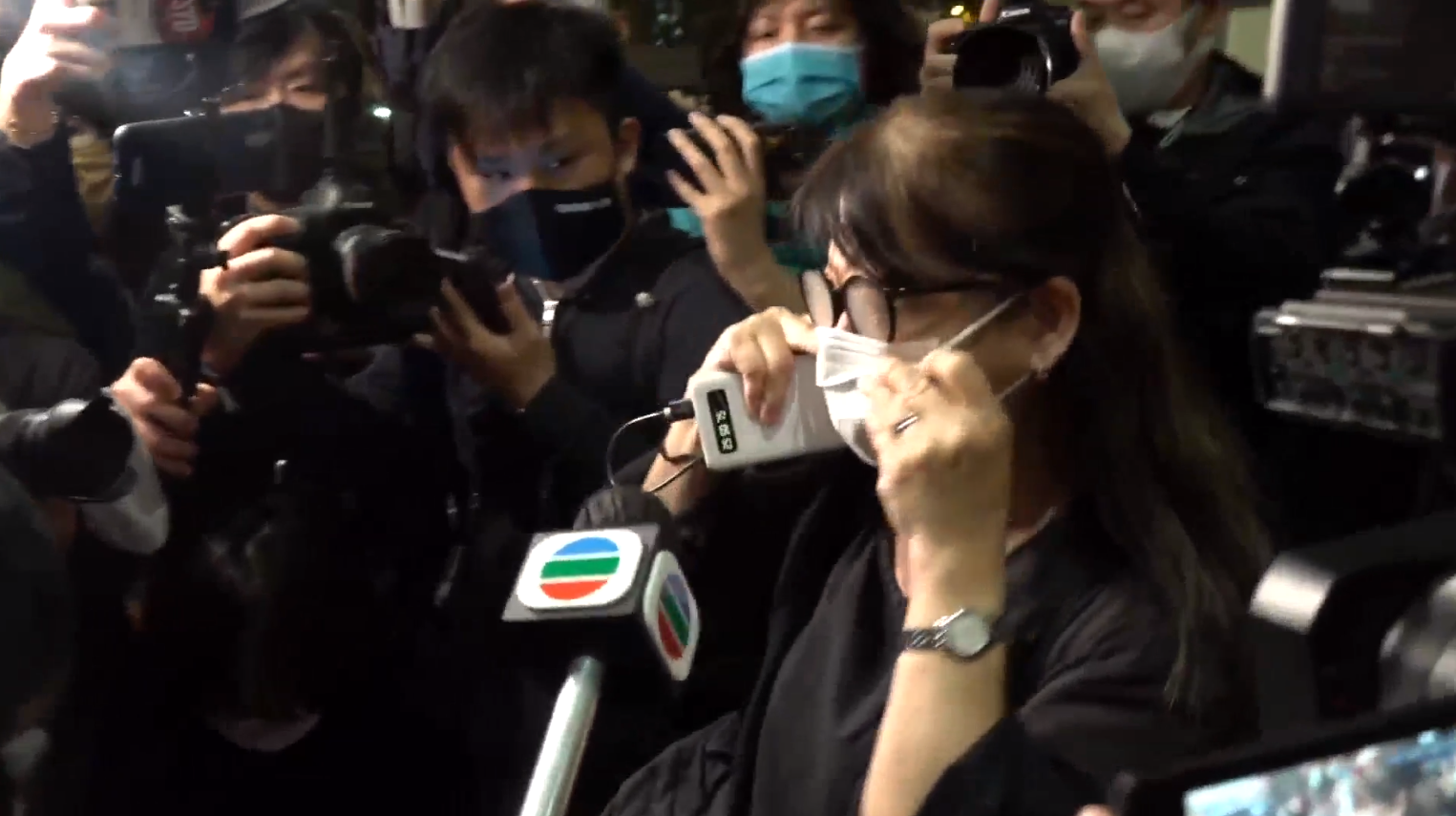
3月4日，呂智恆的養母得知結果後，跑到法院地下大堂跪地痛哭，其後由市民安慰

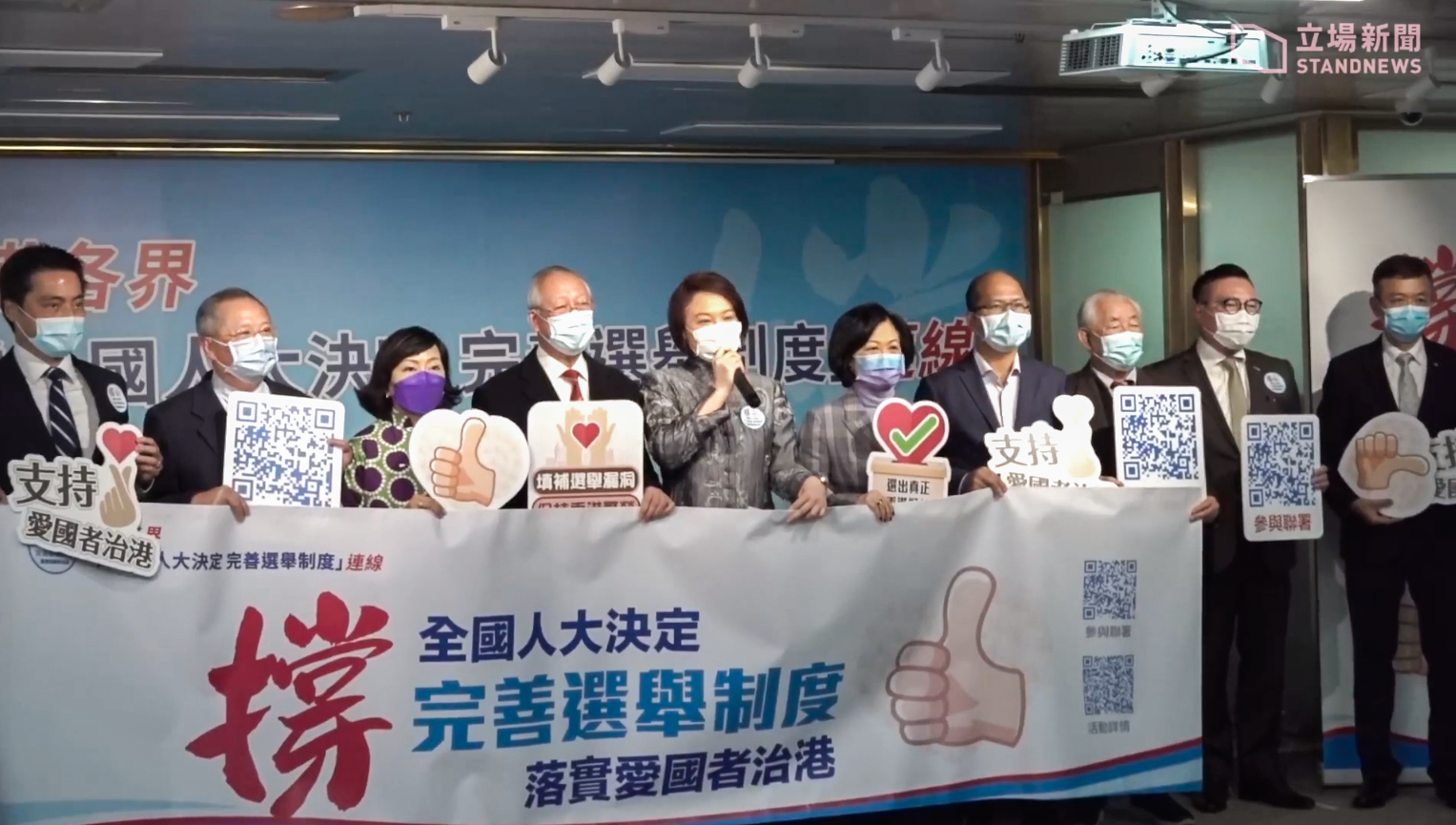
3月11日，建制派各界人士組成「撐全國人大決定 完善選舉制度」連線，表明會發起一系列宣傳活動和線上線下簽名大行動

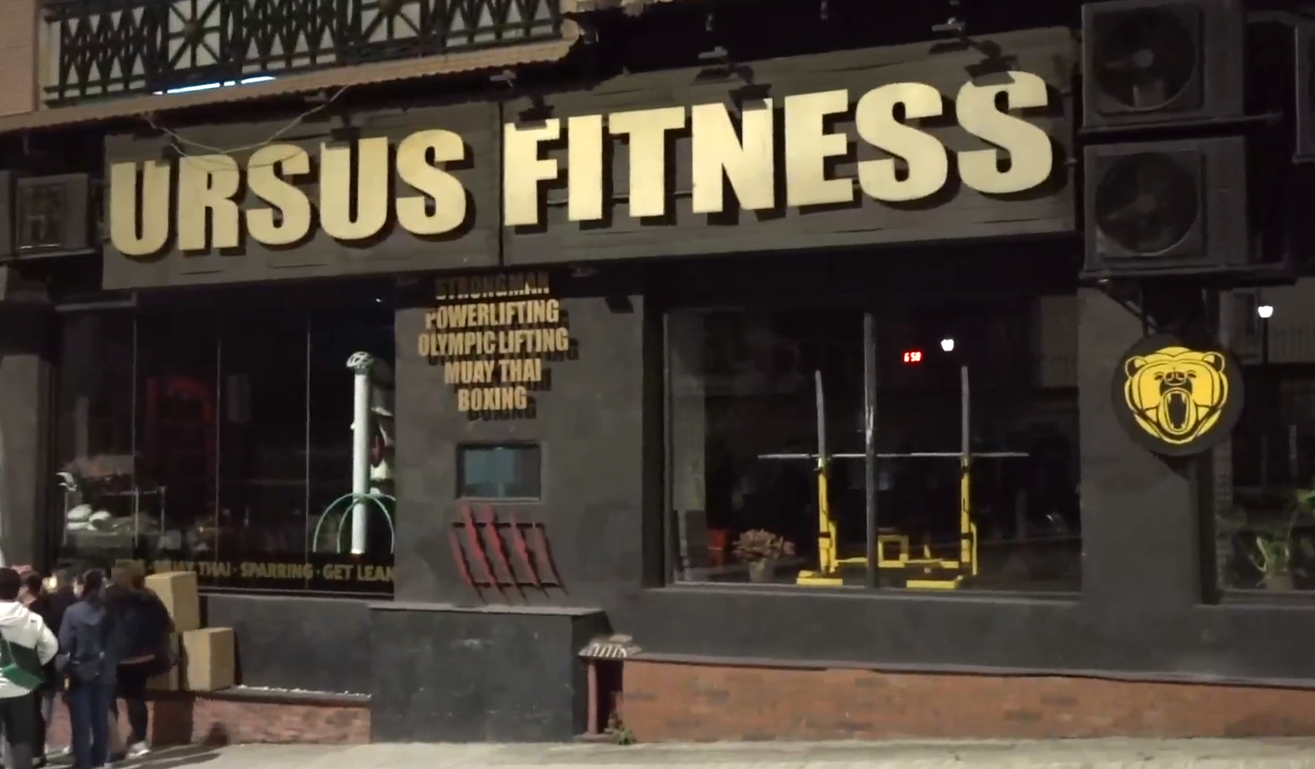
西營盤健身中心Ursus Fitness確診群組累計有120多人染疫

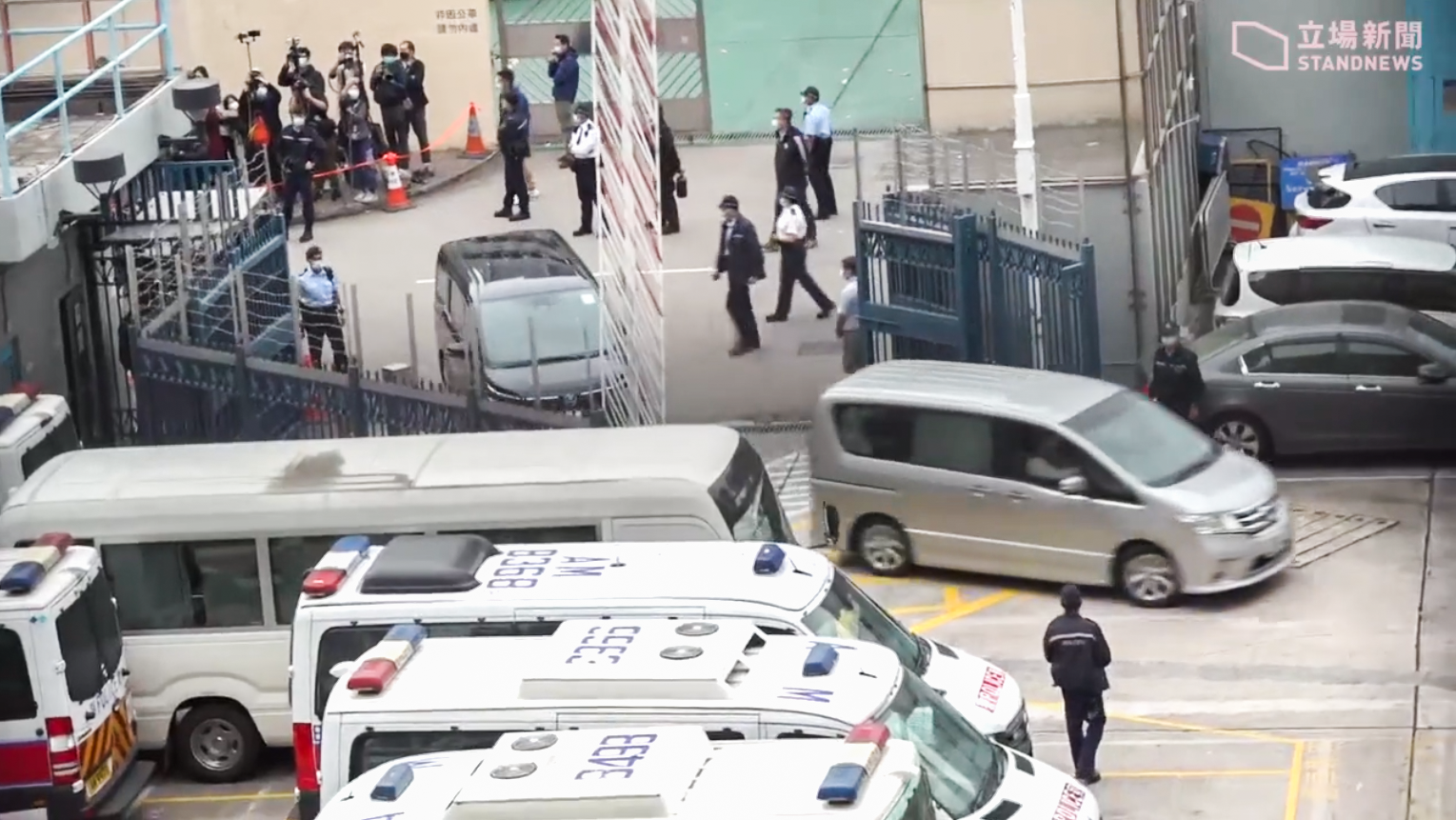
3月22日，12港人案中其中8人刑滿出獄，分4批乘七人車或私家車，帶到天水圍警署

  - 47名民主派因「35+初選」被控串謀顛覆國家政權罪的案件首日提堂，引起大批市民在西九龍裁判法院外聲援及輪候公眾席籌號，而多國的代表也有到場排隊等候入法院旁聽。不過審訊過程採用馬拉松式聆訊，楊雪盈、梁國雄等四名被告凌晨過後暈倒不適送院。[64]而法院外的警員一度舉起紫旗，指有人違反國安法，到傍晚警員進行推進行動要求市民離開。多名記者和市民被截查。有38人被指違反「限聚令」而發出罰款通知書，4名男子違反「口罩令」。到晚上約9時半，一名代表被告的律師要求進入法院遭警員拒絕。警方以「阻礙警務人員執行職務」及「未能出示身份證明文件」將他鎖上手銬及拘捕。[65]

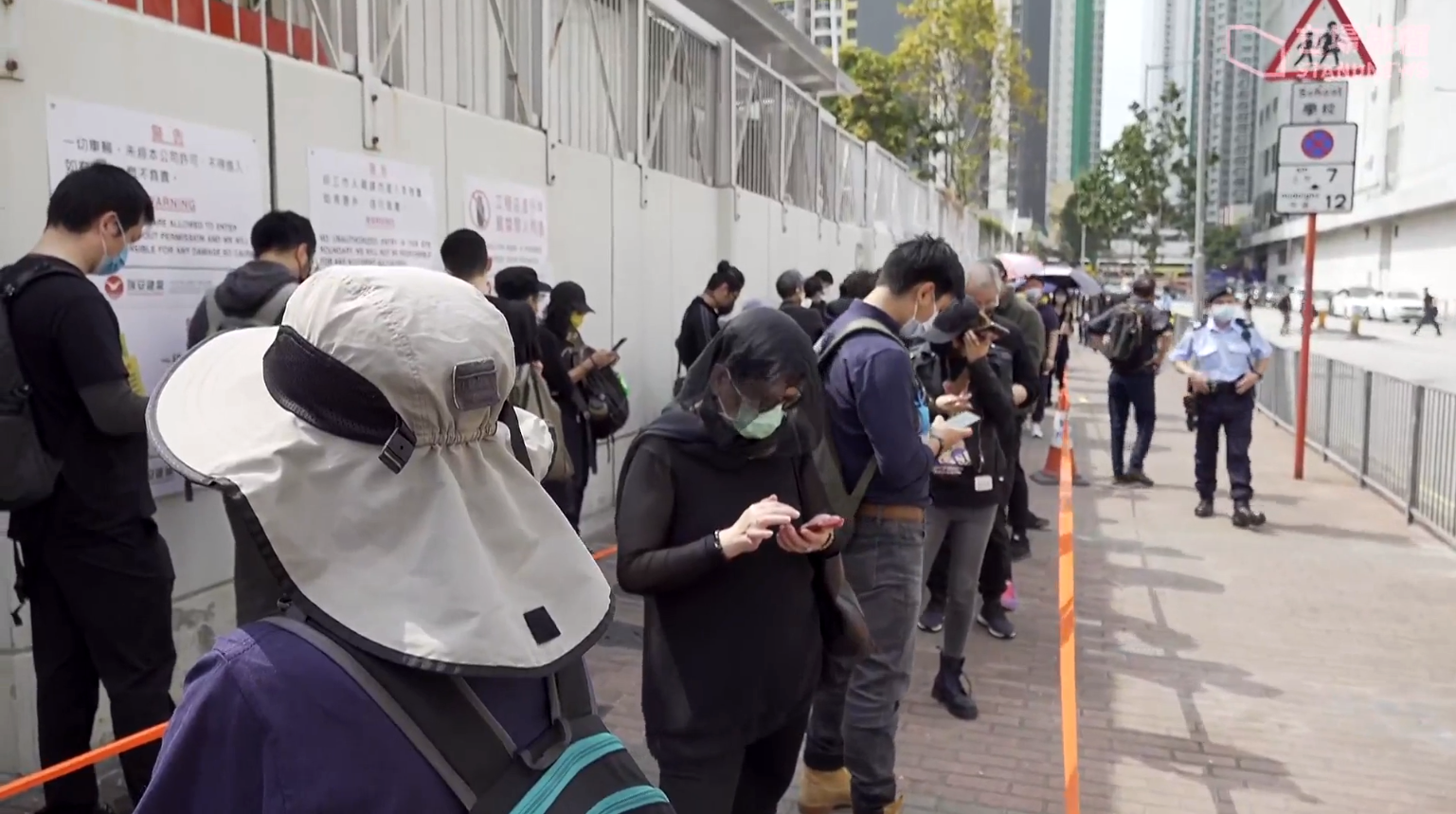
輪候公眾席籌號人龍遠至400米外的發祥街
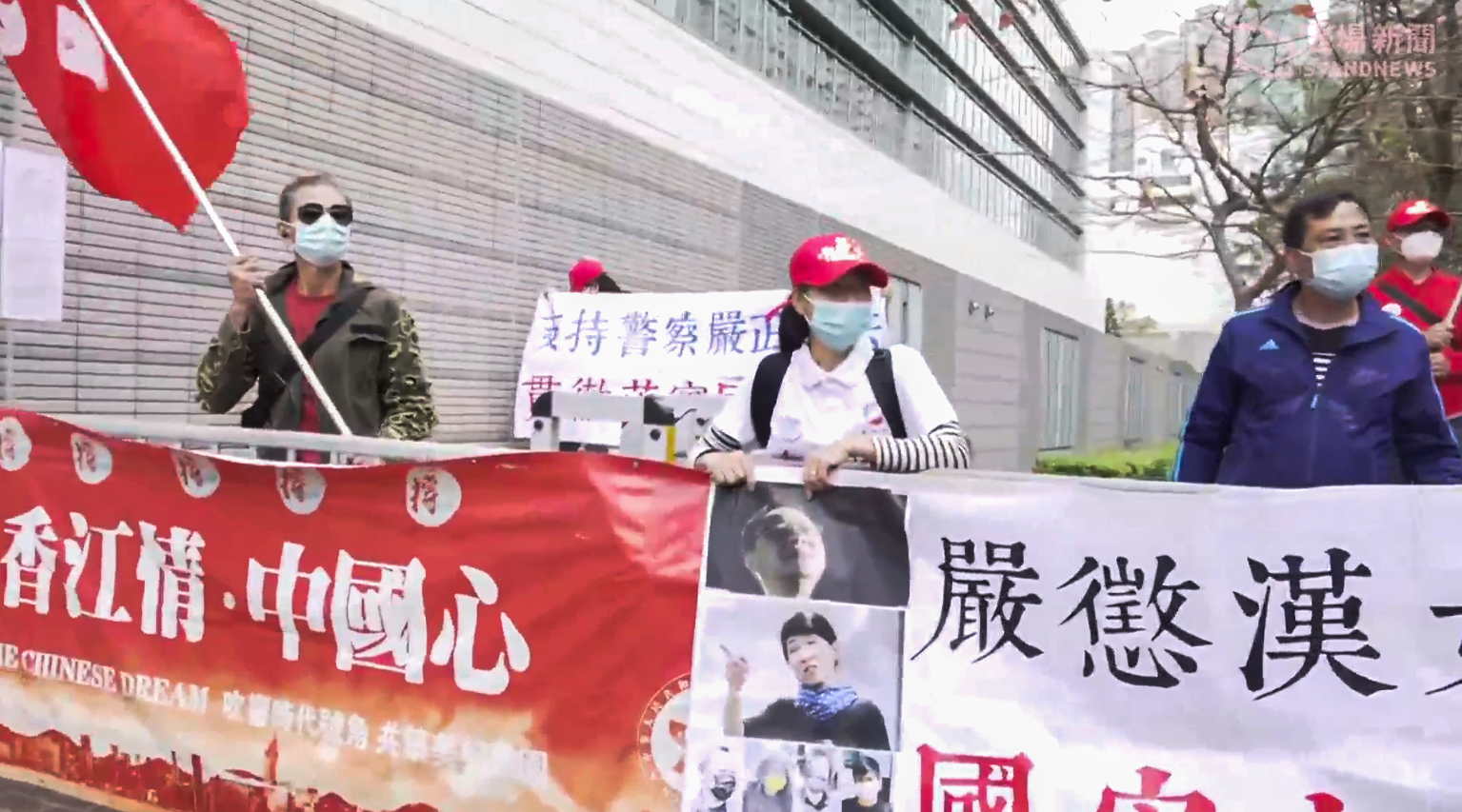
建制派人士在法院外支持警方
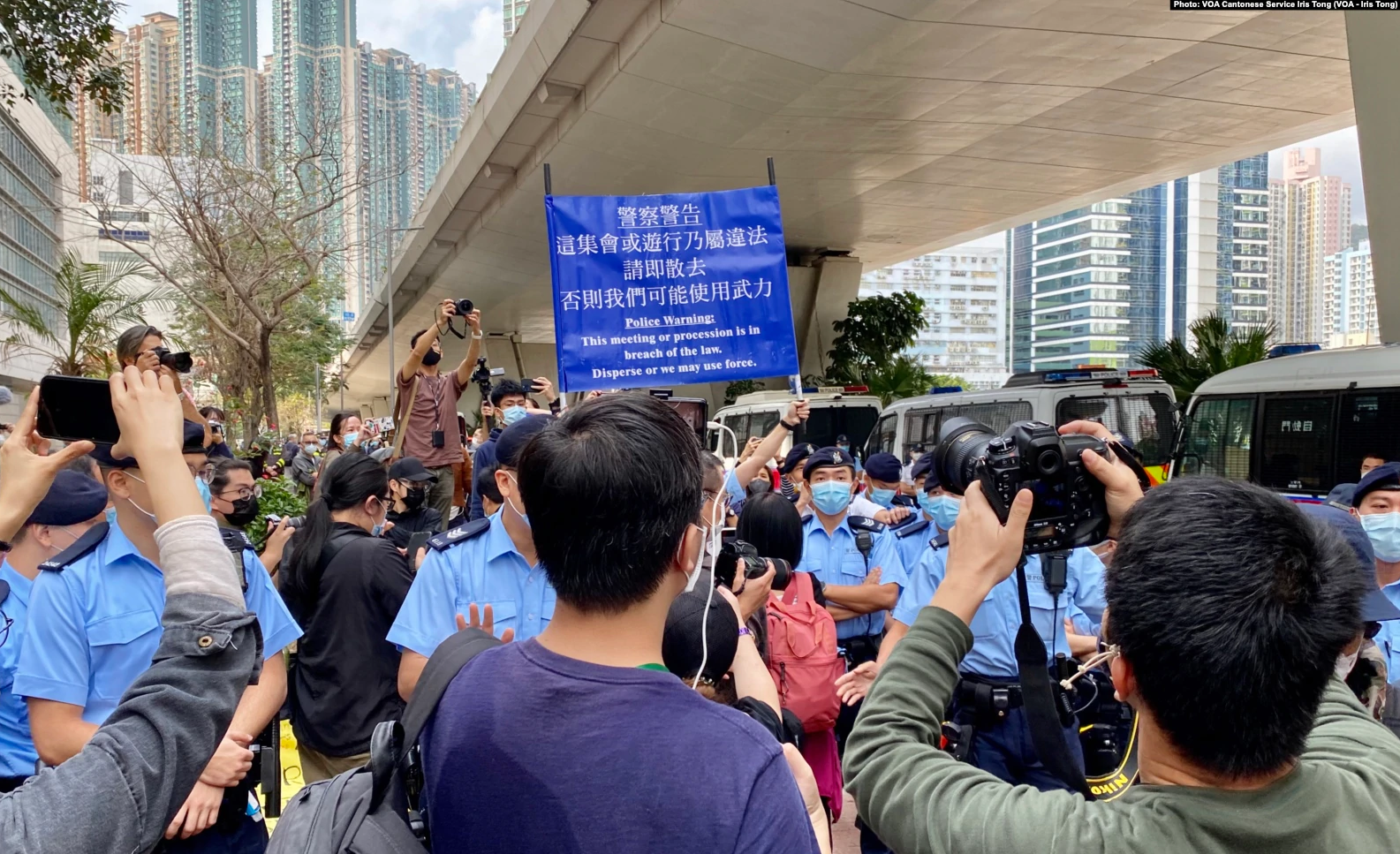
警员多次向法院大楼外排队的市民高举蓝旗，警告聚集的市民涉嫌非法集结
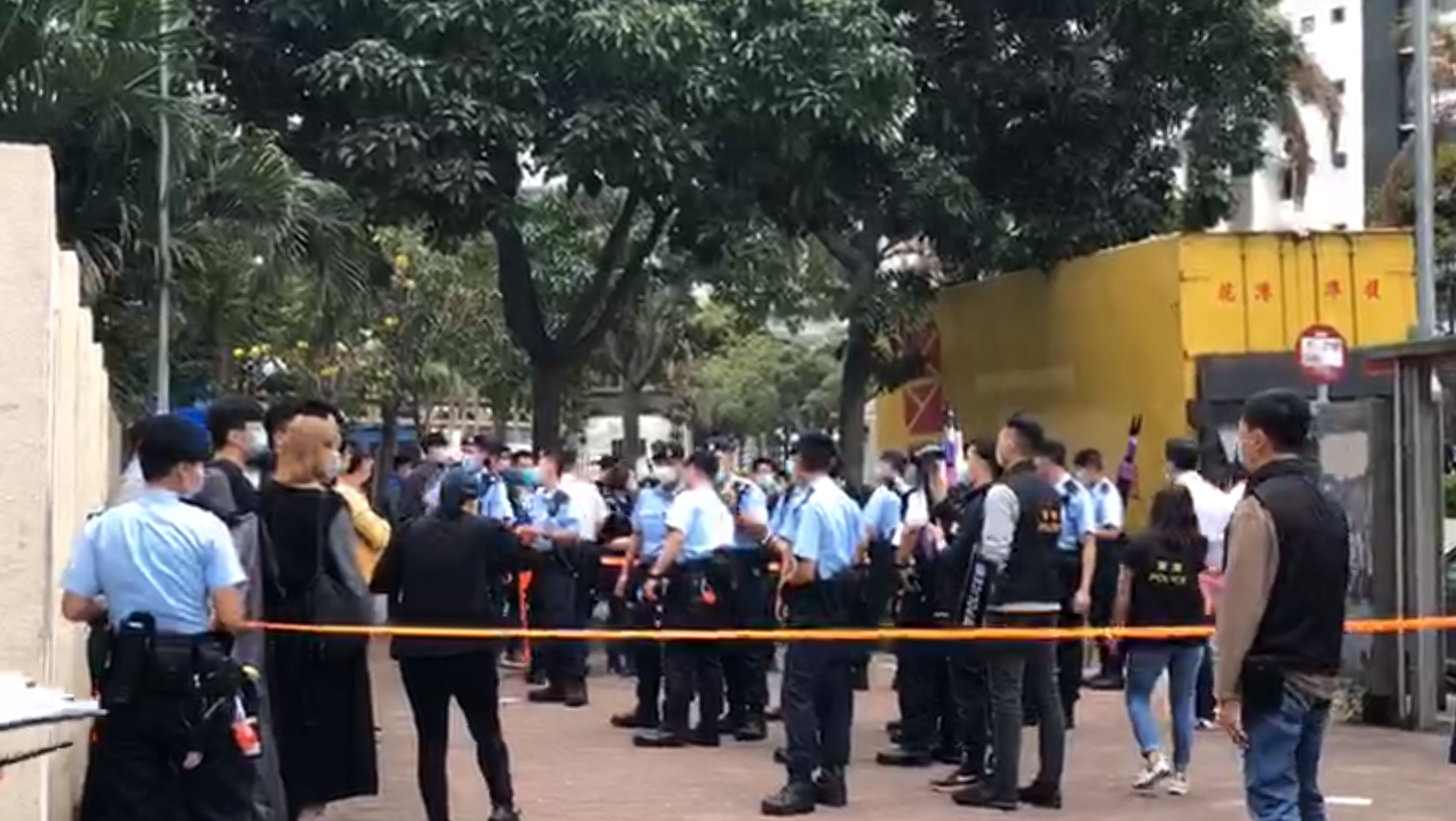
下午4時半，警方封鎖線延伸至東京街北近富昌邨巴士站位置，多名市民被截查
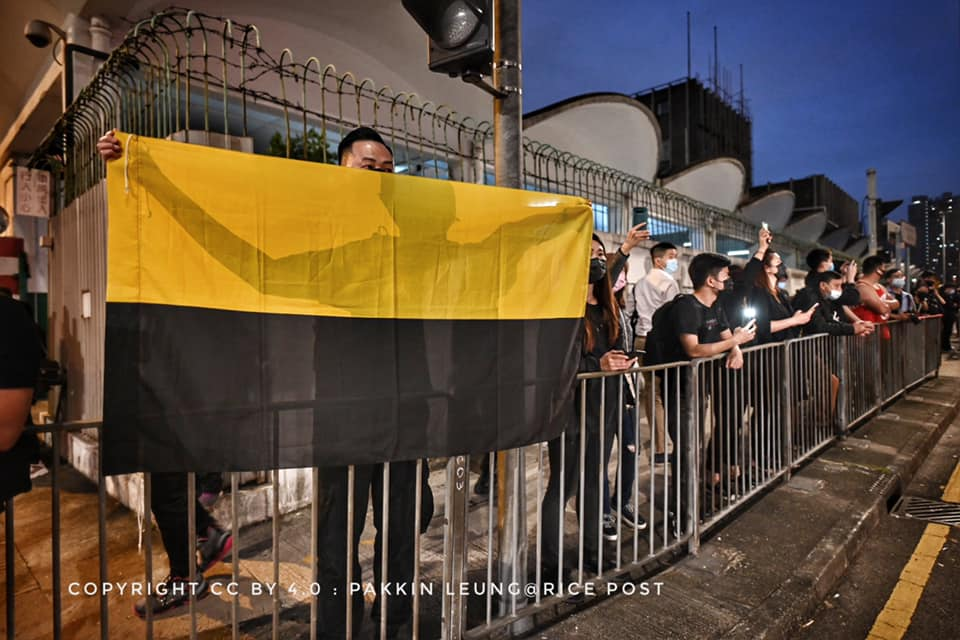
傍晚7時，大批市民在通州街聲援
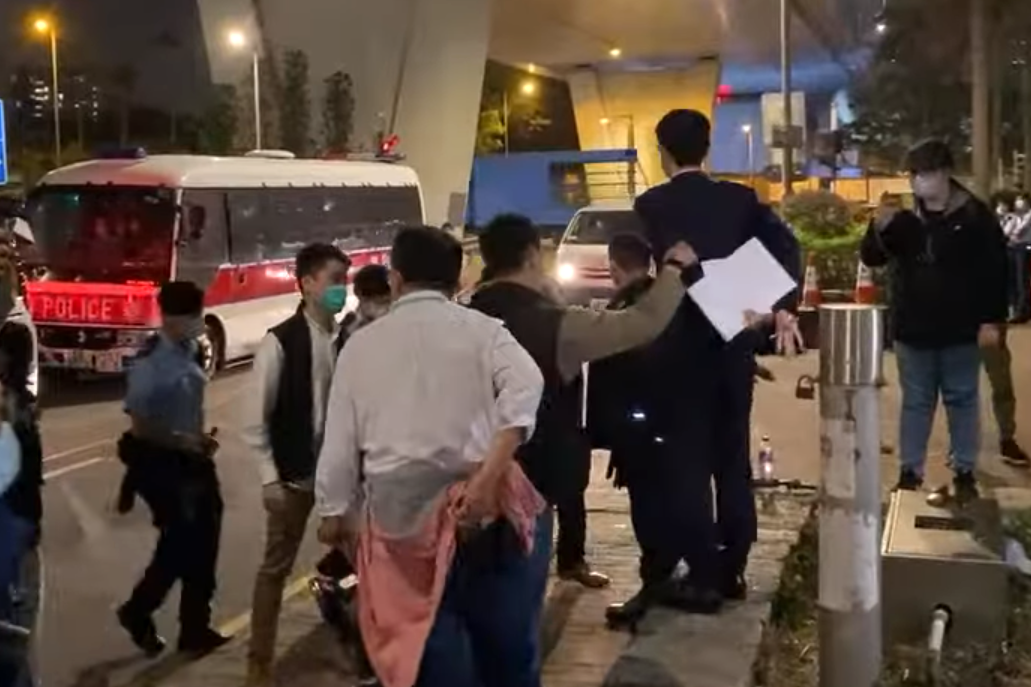
晚上約9時半，一名代表被告的律師進入法院遭警員拒絕，之後被捕
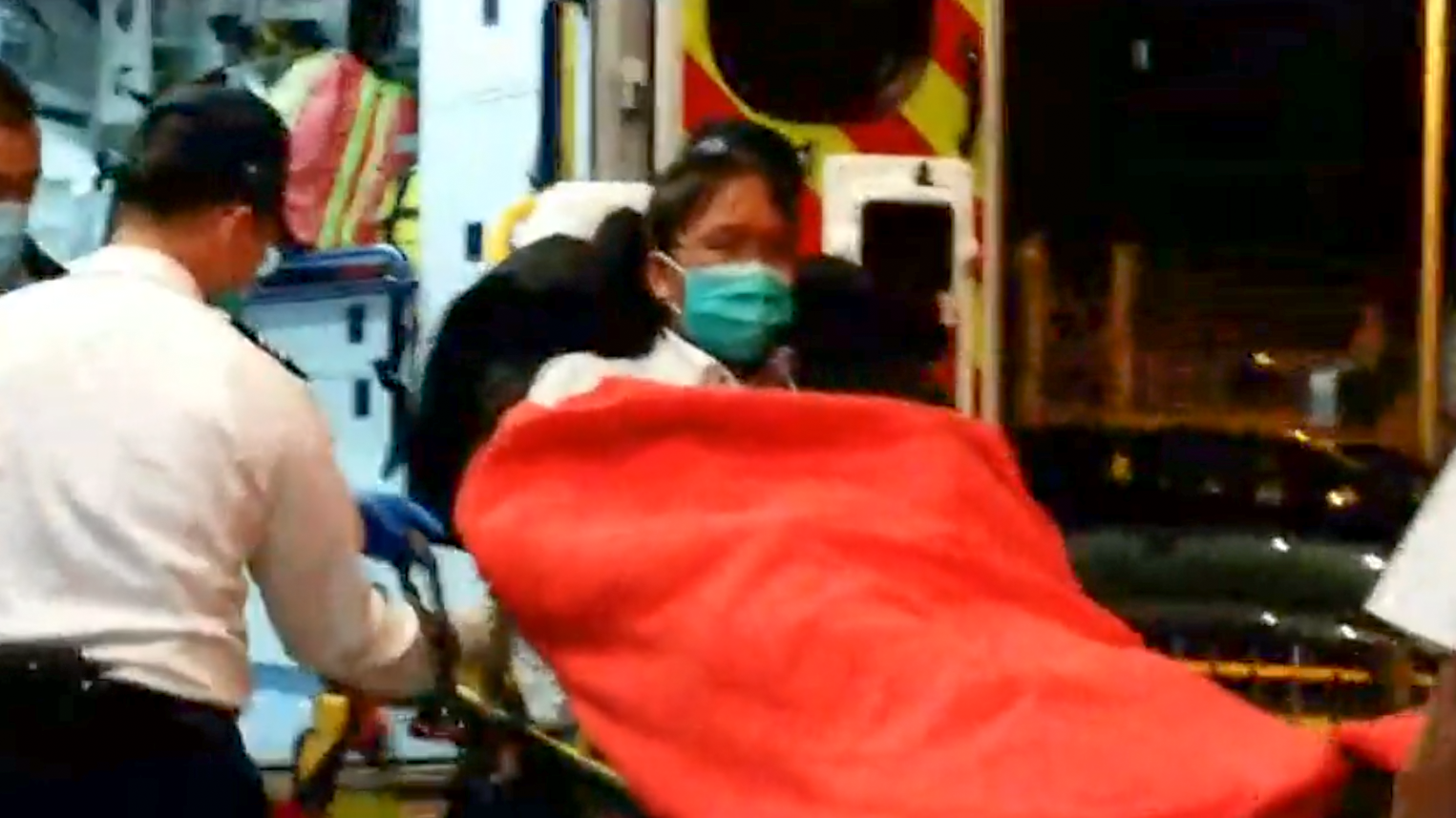
經過14小時審訊，被告之一譚凱邦不適暈倒入院

- - 香港電台廣播處長梁家榮卸任，由政務主任出身的新任處長李百全接任。而港台製作人員工會數名代表手持標語請願，要求改善工作環境。同日，負責《頭條新聞》、《左右紅藍綠》的港台公共事務組總監王祿霞辭職；而《頭條新聞》監製廖慧玲、《香港故事》監製方曉山亦已向港台遞交辭職信。[66]
  - 新一屆中大學生會「朔夜」當選內閣在上任幹事會首天宣告集體請辭，會長林睿睎表示有內閣成員受到前所未有的壓力及威脅，如幹事會成員及其家人近日受到嚴重滋擾甚至「死亡恐嚇」，認為辭職屬無奈決定。而中大校方發聲明回應，指校方從來沒有或意圖「威嚇」及「孤立」學生會幹事會或任何其他學生組織，認為內閣「朔夜」對校方的指控失實。[67]
- 3月2日：
  - 47名民主派因「35+初選」被控串謀顛覆國家政權罪的案件第二日審訊逾10小時，被告何啟明、林景楠不適暈倒入院。港大法律學院公法講座教授陳文敏批評審訊對控辯雙方不公平，認為手法荒謬。司法機構稱，根據程序必須由同一名裁判官審理。[68]
  - 一名63歲男子注射科興疫苗兩日後感到呼吸困難，自行到伊利沙伯醫院急症室求醫，但其後情况迅速惡化，不足5小時內死亡。醫管局到死者離世兩日後才通報時間，醫院否認延遲公布。 而內科部門主管醫生透露死者有糖尿病和高血壓，並有慢性支氣管炎。不過衛生署亦沒有叫停接種計劃，認為今次事故暫時不能確認是否與疫苗有關。[69]
- 3月3日：47名民主派被告連續三日經歷近「馬拉松式」的聆訊，在開庭後，辯方大律師馬維騉收到數間媒體的記者查詢，要求法庭剔除本案在《刑事訴訟程序條例》9P禁止報道保釋程序的限制，他指港區國安法條文，無論是香港，內地法律學者或本港法官都無辦法完全掌握，認為公開本案的辯論內容能讓市民認識國安法，對社會及公眾利益有莫大禆益。控方表明反對，看不到如何達到「社會公正」的目的，對被告產生負面影響，無法回頭，指相關申請是「天馬行空」。[70]其後至少10名被告向法庭稱改為親自陳辭，總裁判官蘇惠德決定將案件押後至3月4日早上10時再訊。
- 3月4日：
  - 美國傳統基金會公佈最新經濟自由度指數，指近年有關政策最終由北京控制，香港及澳門不再包括在排名內，併入中國排名107位，低於烏干達等非洲國家。財政司司長陳茂波不同意香港經濟政策決定權已由中央控制，更指基金會將香港排除在外。[71]
  - 47名參與或組織民主派初選的被告之一劉頴匡透過律師表示，宣布民間集會團隊正式解散。
  - 47名泛民主派因「35+初選」被控「串謀顛覆國家政權罪」，案件進入4日聆訊，總裁判官蘇惠德原獲准15人保釋，不過律政司即時提出覆核，裁判官最終按法例規定，繼續還押全部被告。裁決結果公佈後，法院內哭泣聲處處。在法院外，警方舉起紫旗，稱有人喊口號及唱歌的行為涉嫌違反《港區國安法》。其後更亦封鎖法院附近的道路，市民無法迎接被告的囚車步出法院，並將防線推至荔枝角一帶。[72]

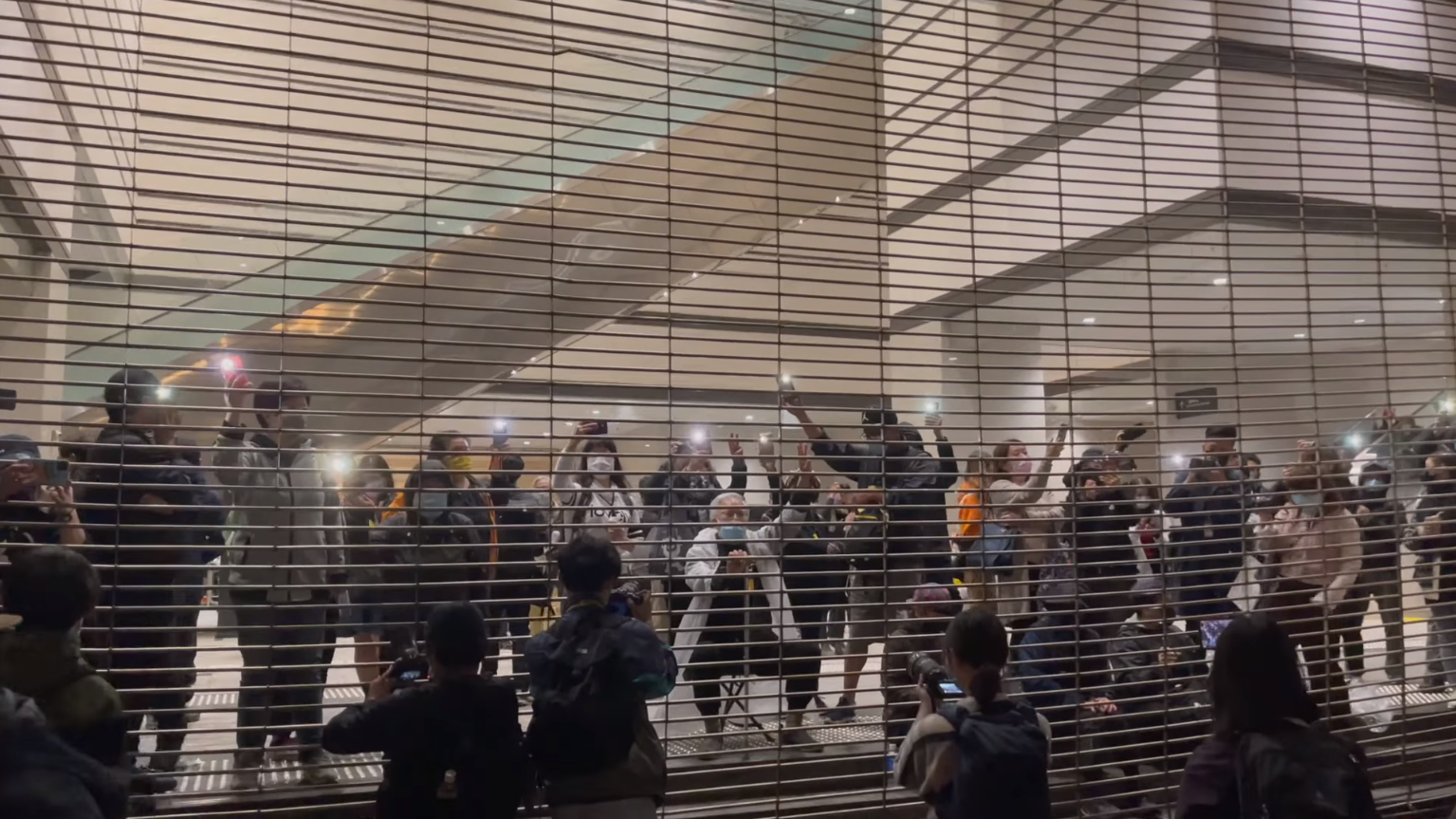
晚上7時許，西九龍裁判法院聲援人士亮起手機燈
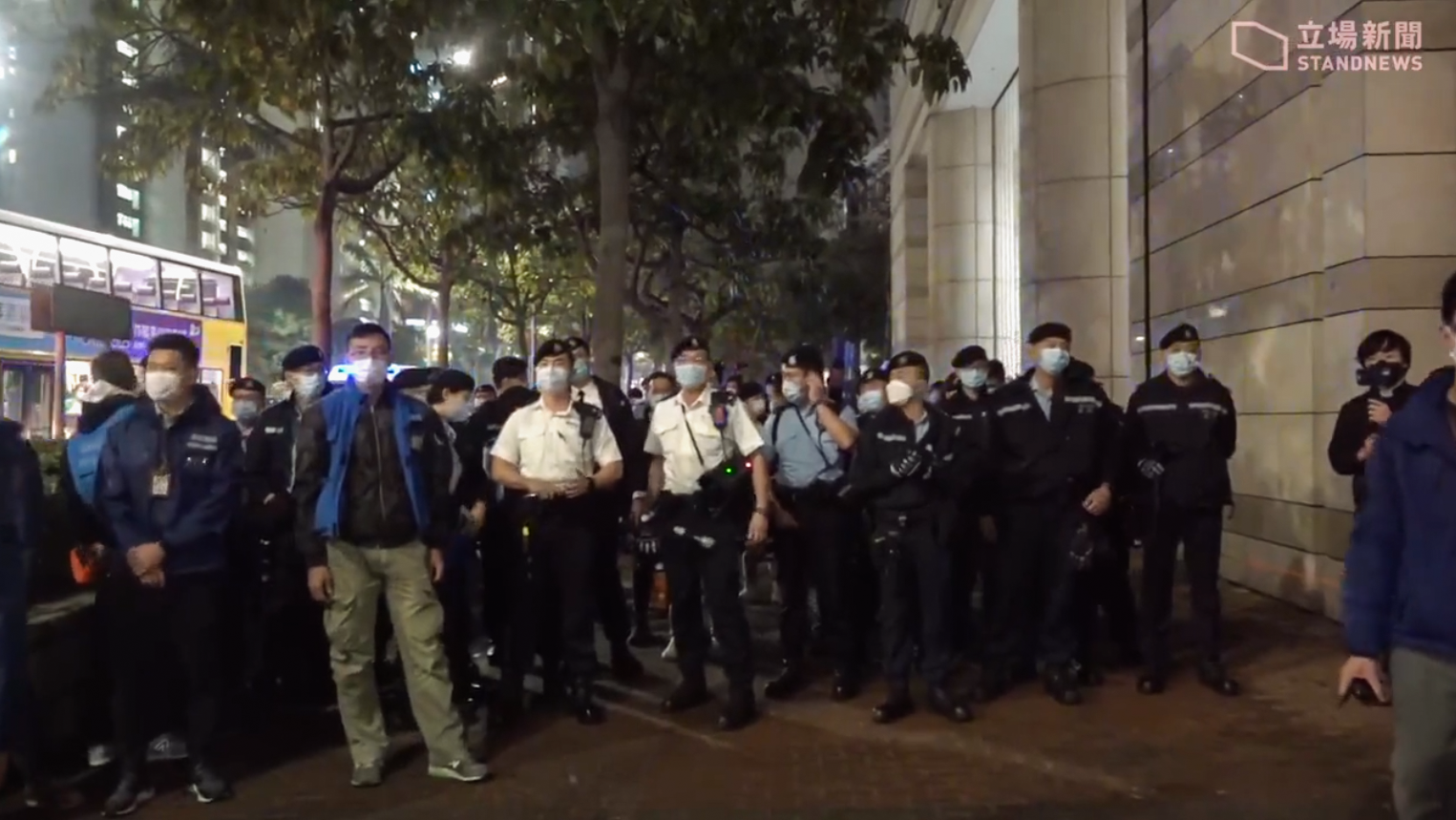
大批警員在法院外準備清場行動
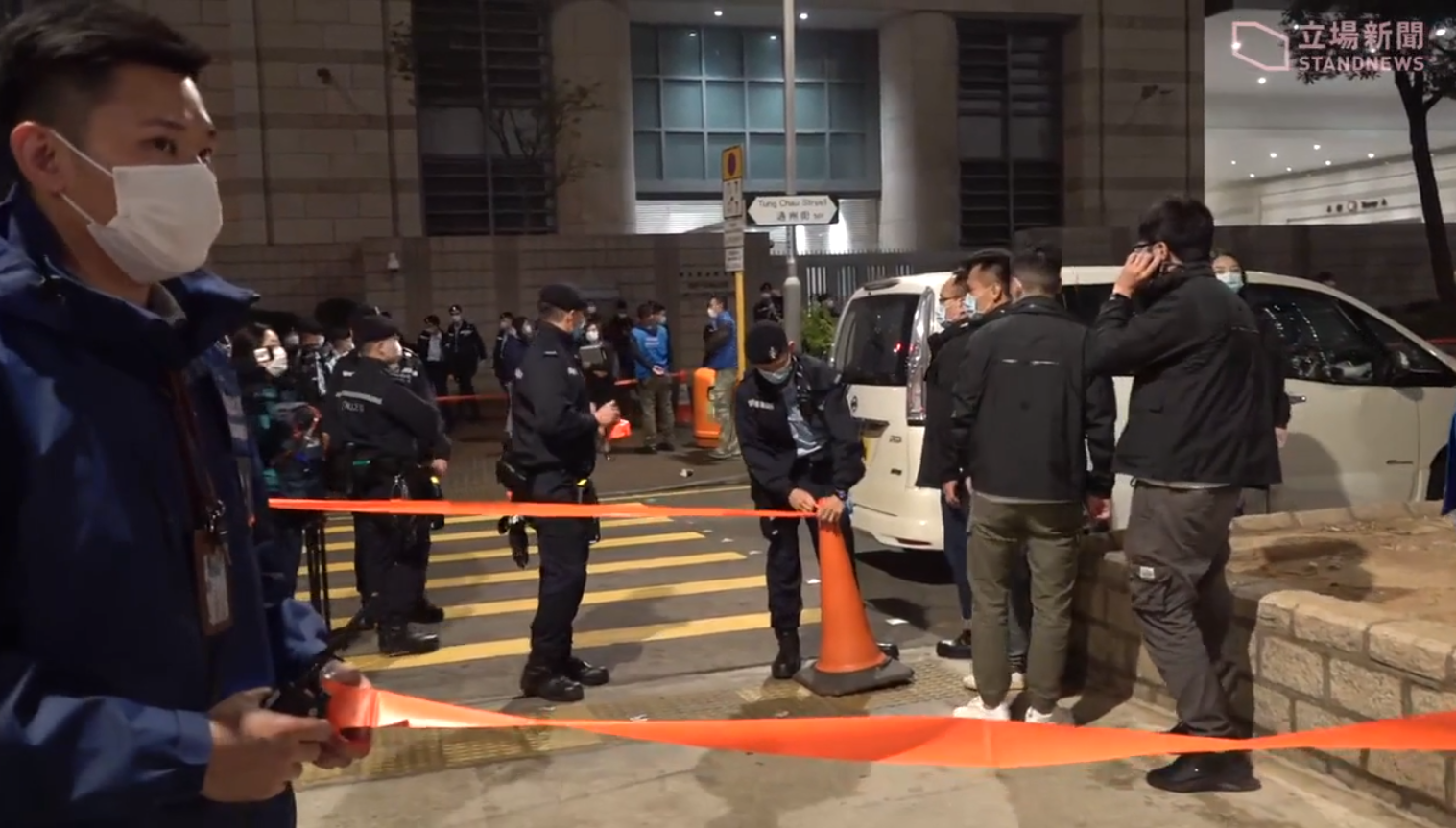
大批警員拉起燈帶，要求記者和市民離開法院外的行人路
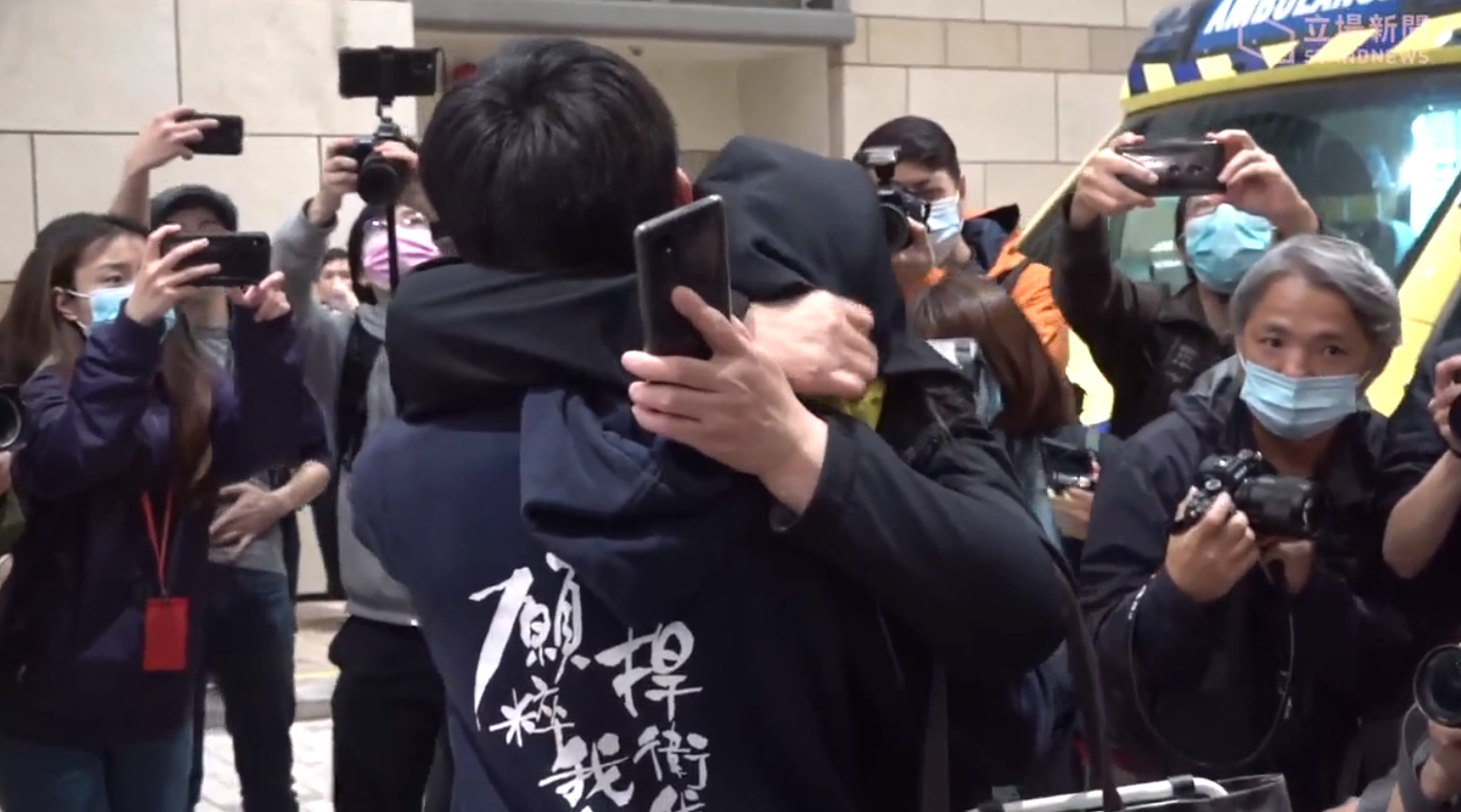
被告家屬在法院地下與天水連線成員林進相擁痛哭
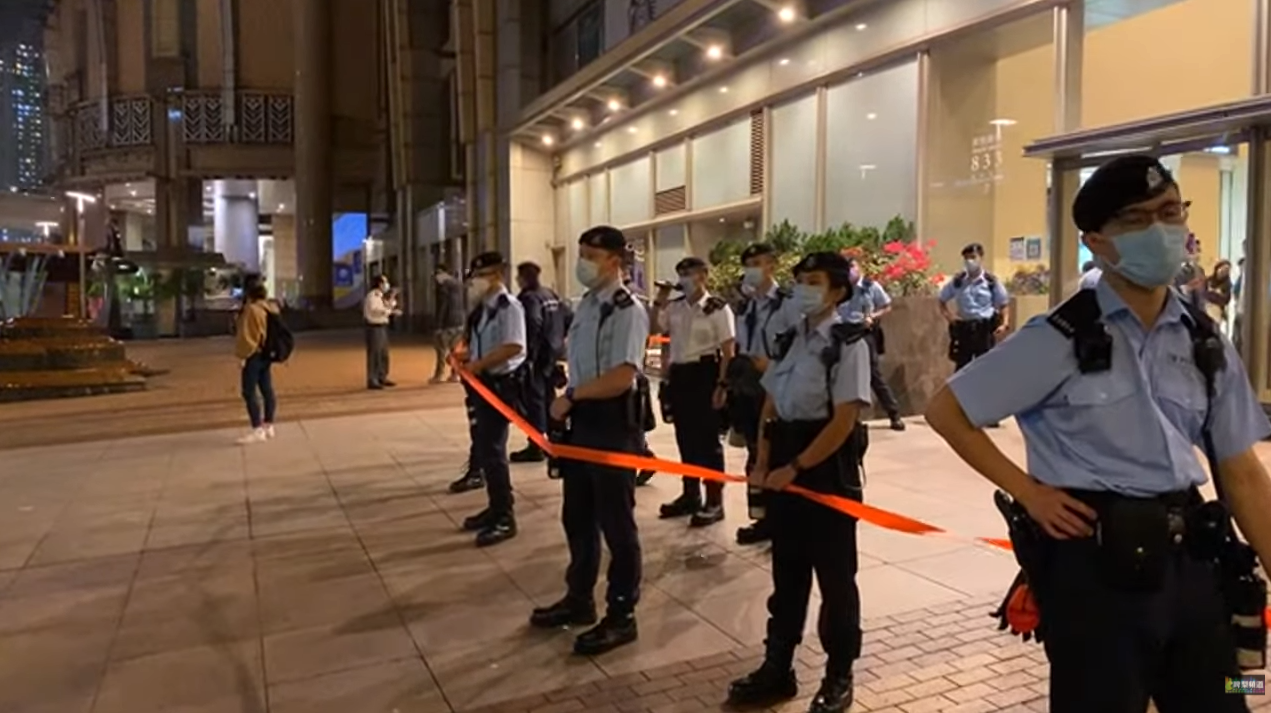
晚上10時半，警員將防線推至昇悅居外，有人被截查
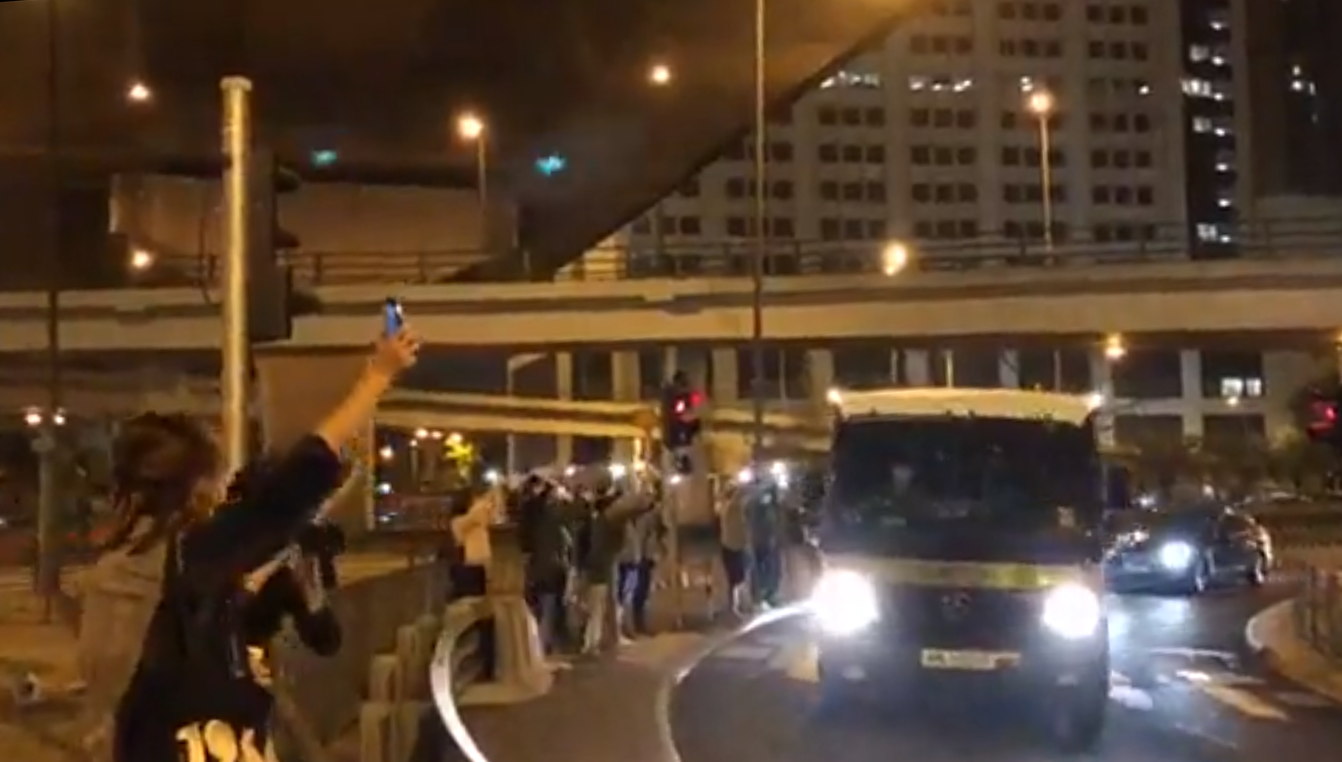
市民在荔枝角收押所外用手機燈和自己聲音「送車」

- 3月5日：
  - 第十三屆全國人民代表大會第四次會議早上在北京開幕。全國人大常委會副委員長王晨斥反中亂港勢力試圖通過選舉奪取香港管治權，需要透過修改《基本法》附件「完善」特區選舉。據了解立法會增至90席，不過選委議席不少於30個，甚至多達40人。選委會增至1500人，取消區議會117個席位，加入社團領袖及政協等代表。學者和泛民議員批評是嚴重倒退，變得更小圈子。歐盟形容中國的做法是收緊專制掌控，對香港的民主有深遠的負面影響。
  - 律政司決定不向楊雪盈、劉偉聰、呂智恆及林景楠4人繼續保釋覆核程序，其中林景楠須交100萬現金擔保。[73]
- 3月6日：
  - 47名泛民主派因「35+初選」被控串謀顛覆國家政權罪，高等法院開庭處理餘下11人的保釋覆核。國安法指定法官表示會在3月11日及3月13日聽取覆核聆訊，法庭不會處理保釋申請，各人需繼續還押。警方發限聚票控庭外等候進入法庭的市民，多名市民表示強烈不滿。[74]
  - 一周內出現兩宗接種大陸科興疫苗後死亡個案，死者為一名55歲患有血脂高、高血壓及蛋白尿等疾病的女士，但沒有中風病史。[75]至晚上，政府不公布每日的預約數字。[76]
- 3月8日：
  - UA戲院網頁和母公司立基集團停止運作，員工表示星期一毋須上班。其後院方貼出通告，指全線戲院結束營運。[77]
  - 相隔兩星期後，政府再次突襲式封區。政府於晚上8時30分起將尖沙咀樂道華源大廈設為「受限區域」。檢測行動在早上7時完成，大約500名居民接受強制檢測，沒有發現確診個案。[78]
- 3月10日：
  - 《蘋果日報》報道宏利接納英國國民(海外)護照簽證作「永久離港」證明文件，可提早領取強積金。積金局在同日發表聲明，指由於政府今年1月起不承認BNO護照，在強積金計劃成員無法成為申請提早提取強積金的證據。[79]
  - 工黨及社民連在去年5.1勞動節在金鐘遊行請願，要求政府設立失業援助金和抗議警方反對五一遊行及。警員票控李卓人、梁國雄等8人違反限聚令，全部人不認罪，東區法院裁判官鄭紀航裁定全部被告罪成，判監14日，緩刑18個月。裁判官指受禁群組聚集不須要加上任何距離作為指標，同時強調疫情仍未完全受控下，而將行為合理化及合法化。[80]
- 3月11日：第十三屆全國人大四次會議表決通過《關於完善香港特别行政區選舉制度的决定》，批評人士認為香港的民主進程出現大倒退，「一國兩制」名存實亡。
- 3月12日：
  - 西營盤健身中心URSUS Fitness爆發新型冠狀病毒，群組增至64人確診，360人須檢疫。政府要求所有健身室員工須在周日前接受強制檢測。[81]
  - 元朗區議會前副主席王威信父親、有「村屋大王」之稱的發展商王光榮及其次子王德信涉嫌「套丁」，被廉政公署拘捕。廉署證實事件，並先後拘捕24人，懷疑元朗一個丁屋地產發展項目涉及貪污詐騙。[82]
- 3月15日：
  - 全国人大常委会法制工作委员会会同国务院港澳事务办公室、中央人民政府驻香港特别行政区联络办公室3月15日起连续3天在香港开展60場座谈、個別访谈等活动，邀請約見超過1000人，就落实全国人大通過修改香港選舉制度，與香港社会各界代表人士聽取意见和建议[83]
  - 一名港大畢業生被控在2019年7月14日沙田新城市廣場衝突中咬斷警員手指，之後被控襲警、對他人身體加以嚴重傷害罪、蓄意傷人，以及公眾地方擾亂秩序行為共四罪。西九龍法院法官陳仲衡就4罪判被告判囚5年半，為反修例運動中目前判得最重的案件。[84]庭外多人聽到判決後痛哭，需要由其他人抱著安慰。[85]
  - 高先電影院在facebook專頁公佈因電影《理大圍城》的放映在近日受到過度關注，為避免引起不必要誤會，將原定放映的場次取消。公司對此表示遺憾，希望觀眾諒解，並會安排退票。[86]
- 3月16日：
  - 行政會議批准4間專營巴士營辦商加價申請，新巴及城巴專營權一（即港島及過海巴士線），4月4日起先加8.5%，2022年1月2日再加3.2%，整體加幅達12%，亦是繼2019年獲批9.9%加幅以來再獲准加價。至於九巴獲批的8.5%加幅，在扣除「專營巴士豁免隧道費基金」後，實際加幅將下調至5.8%。新大嶼山巴士平均加幅為9.8%。[87]
  - 政府公布香港失業率達7.2%，為2004年來最高。[88]
- 3月17日：特首林鄭月娥出席立法會接受質詢，新民黨議員容海恩指西九文化區「M+博物館」有些展品，如艾未未的《透視研究：天安門》作品散播涉嫌違反國安法、「侮辱國家尊嚴」。她要求政府成立部門，為有關展品進行審查是否違反國安法和《基本法》，同時要求防止有仇中情緒的展品上架。特首表明「所有香港的同胞都要支持及維護國家安全」，會「特別警惕」相關事宜。M+博物館表示，會以嚴謹的學術精神為原則，並遵守香港法律，“秉持最高的專業操守”。[89]
- 3月22日：12港人案中的其中8人刑滿出獄，同日由深圳移交港警。家屬對警方不獲被告人見律師、家屬感到失望。[90]
- 3月24日：
  - 政府發現復必泰疫苗的包裝出現瑕疵，即日起暫停接種復必泰疫苗。有等候接種疫苗的市民認為是浪費市民等候時間，斥政府安排混亂。官員向傳媒解釋時，多次將瑕疵讀成「瑕辟」，再次引來大眾對該官員能力的批評。[91]
  - 香港電台編導蔡玉玲製作《鏗鏘集》專題報道元朗襲擊事件，被指查冊時虛假陳述而被捕，案件於西九龍裁判法院開審。主任裁判官徐綺裁定被告表面證供成立。[92]
- 3月25日：
  - 上訴庭裁定共同犯罪原則適用於非法集結和暴動罪，即使犯案者不在現場，亦有機會被定罪。[93]
  - 「西九新動力」林博在2019年區議會選舉中落敗，其後提出選舉呈請。高等法院裁定其對手區議員李軒朗為非妥為當選，成為今屆區議會第二名被DQ的民主派區議員。[94]
  - 立法會通過修訂議事規則，「極不檢點」議員將被暫停職務一星期，其後依次遞增。
  - 路透社報道香港政府向12個外國領事館發信，要求他們不承認英國國民（海外）護照（BNO）作為申請工作假期簽證的旅遊證件。一名西方高級外交官員指大部分國家不會處理有關要求，指出香港無權要求外國承認。另一位外交人員更形容有挑釁意味。[95]
- 3月29日：
  - 政府財經事務及庫務局在無需公眾諮詢下，提出限制公眾查閱公司登記冊資料程序，5月將向立法會提交附屬法例，分階段收緊查冊安排。到2023年底公眾無法查閱公司董事的通常住址及董事和秘書的完整身分識別號碼。香港記者協會強烈反對收緊查冊，認為是打擊新聞自由和打擊記者調查報道，要求即時擱置。法律界人士表示收緊查冊會影響處理法律事務。[96]特首林鄭月娥認為是公共查冊需要保障公司及個人私隱，防止「起底」行為，個人資料被「武器化」，以及發放假新聞及假消息。她重申「看不到為何記者要有特權」。[97]
  - 港鐵自2009年啟動可加可減機制以來，首次下調正價車費，減價1.7%。不過由於政府補貼的「程程20%車費扣減」計劃結束，實際車費優惠將由「八折」變為「九五折」，變相「明減實加」。[98]
  - 12港人案中，李宇軒下落不明一星期。《蘋果日報》報道他正被還柙在屬高度設防的小欖精神病治療中心，由內部俗稱「神秘組」的懲教人員負責看管，現正被單獨囚禁。[99]
- 3月30日：全國人民代表大會常務委員會全票通過正式修改香港基本法附件一、二內容，提出2021年香港政治制度改革的具體實施細則。批評者認為香港民主進程出現史無前例的大倒退，一國兩制徹底終結。
- 3月31日：
  - 美國國務院發布2020年度香港政策報告，國務卿布林肯指實施《港區國安法》後，出現不少嚴重破壞了香港人民的權利和自由的事件，如利用《國家安全法》和其他法律對待反對派政治人士，出現濫權和任意逮捕，推遲立法會選舉，對司法獨立以及學術和新聞自由施壓和事實上禁止公開示威。[100]
  - 劏房租務管制研究工作小組向政府提交研究報告，顯示全港現時估計有多達逾10萬間劏房。報告建議規管劏房租金，限制每兩年加租不得多於15%，同時設立「2年+2年租期」的優先續租權。不過劏房住戶認為業主可隨意加租，形同剝削。[101]
  - 教育局接納高中四個核心科目優化方案，下學年起在中四推行。因應改革，由2024/25學年起，文憑試考生入讀大學基本要求將改為「332」及「達標」。有通識科教師擔心推行太急，未能妥善安排教學工作。[102]

### 4月
- 4月1日：

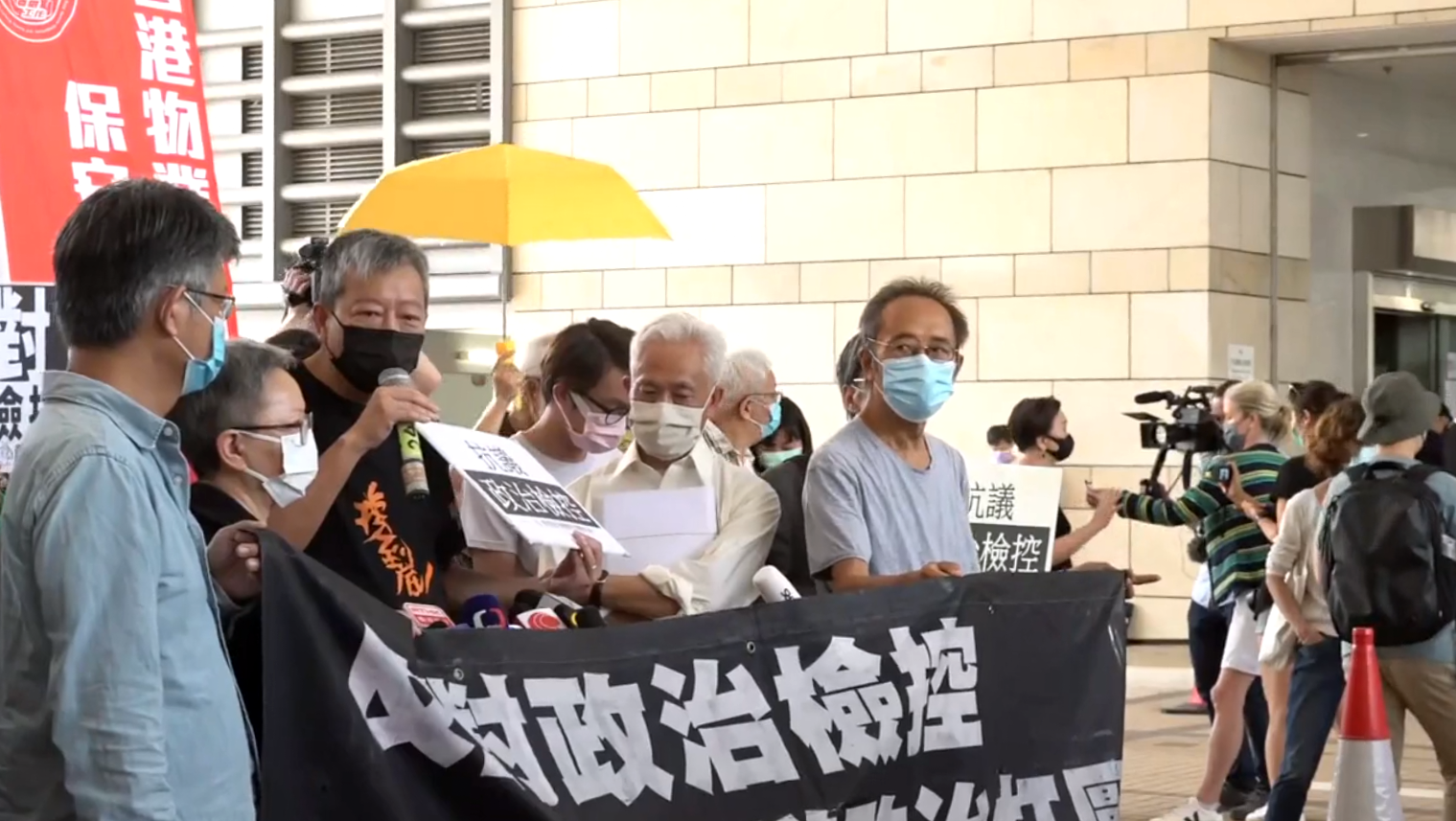
4月1日，民主派團體到西九龍裁判法院就8.18維園「流水式集會」案聲援吳靄儀、李柱銘等人

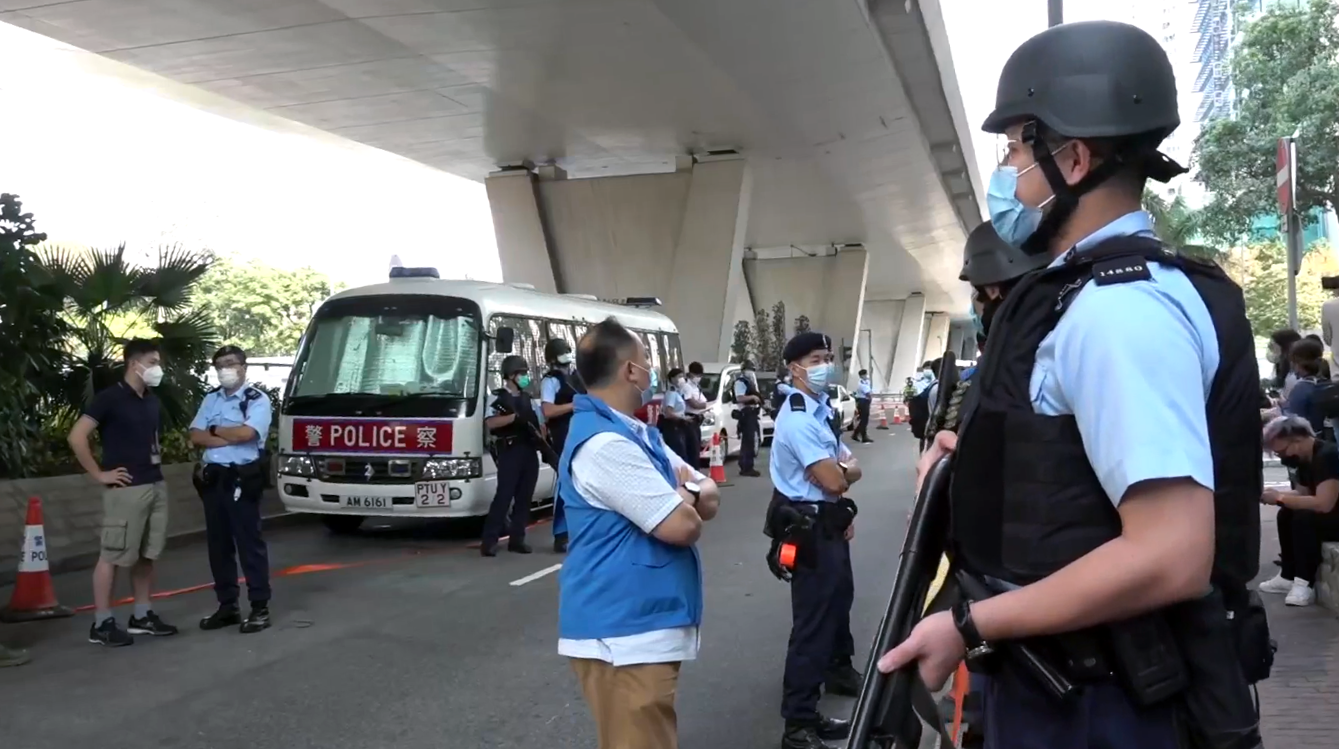
4月7日，12港人事件中，「香港故事」成員李宇軒完成隔離檢疫後首次到庭應訊。西九龍裁判法院外警方高度戒備，多名警員荷槍實彈戒備

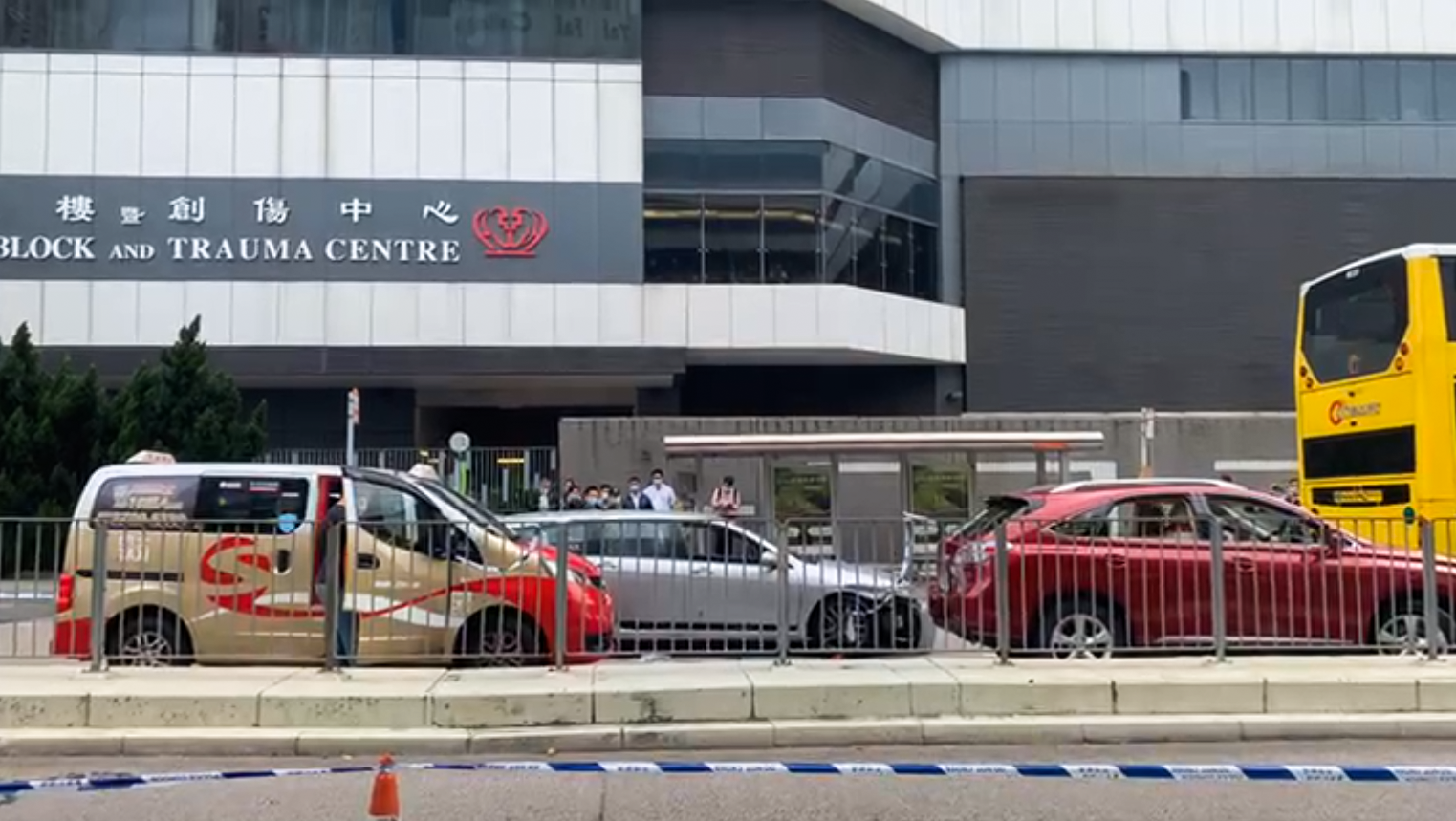
4月8日，一輛私家車駛至沙田威爾斯親王醫院對出的銀城街燈位時，警員鳴槍擊中該名男司機右肩，其後送院。其間私家車撞上多輛汽車

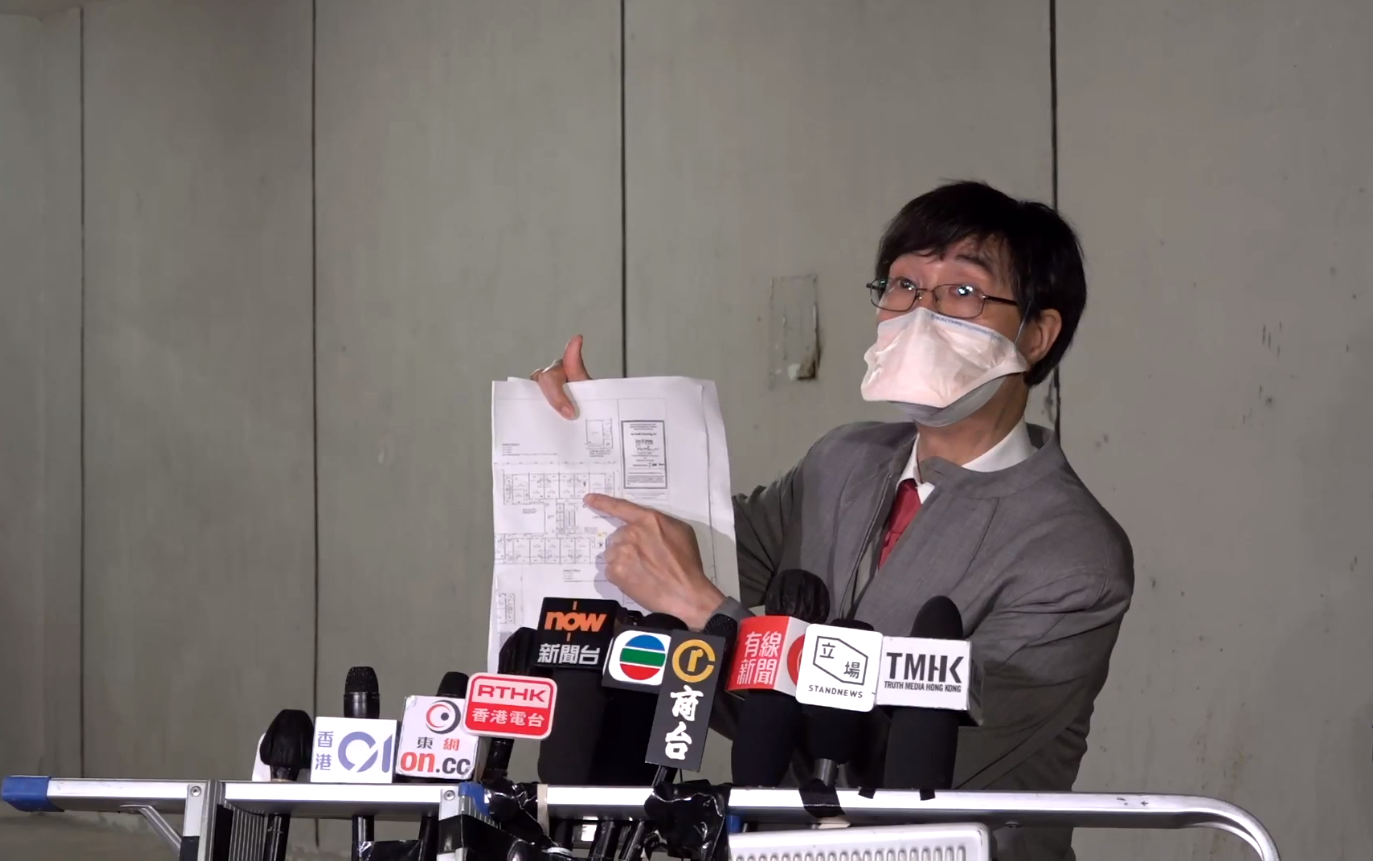
4月9日，屯門友愛邨愛暉樓疑現垂直傳播，袁國勇見記者

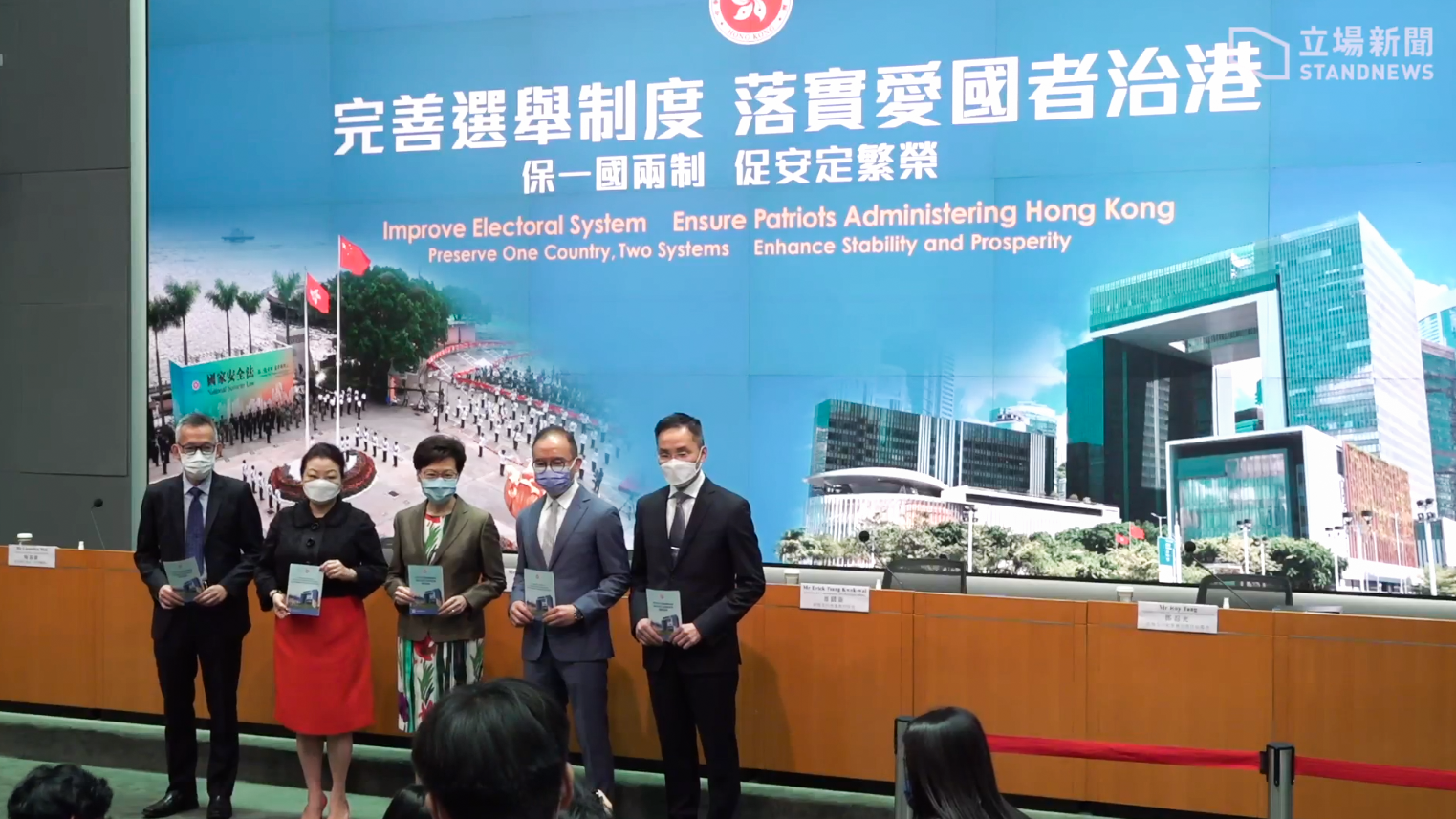
4月13日，行政長官林鄭月娥見記者，交代修改選舉制度草案

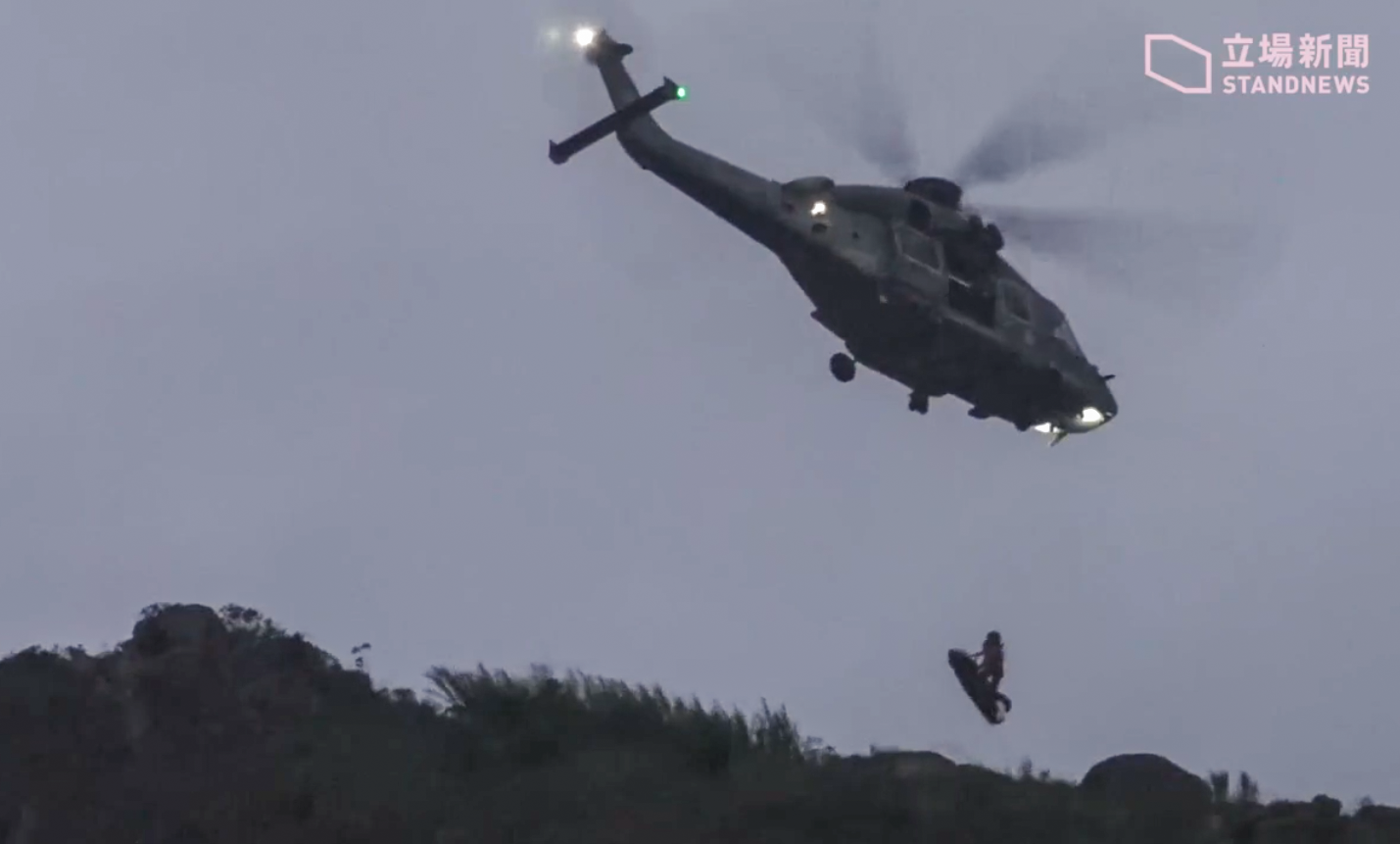
4月18日傍晚，行山失蹤3日的24歲女子石樂蕎，消防搜救工作約18小時後，被發現在飛鵝山墮崖失救死亡

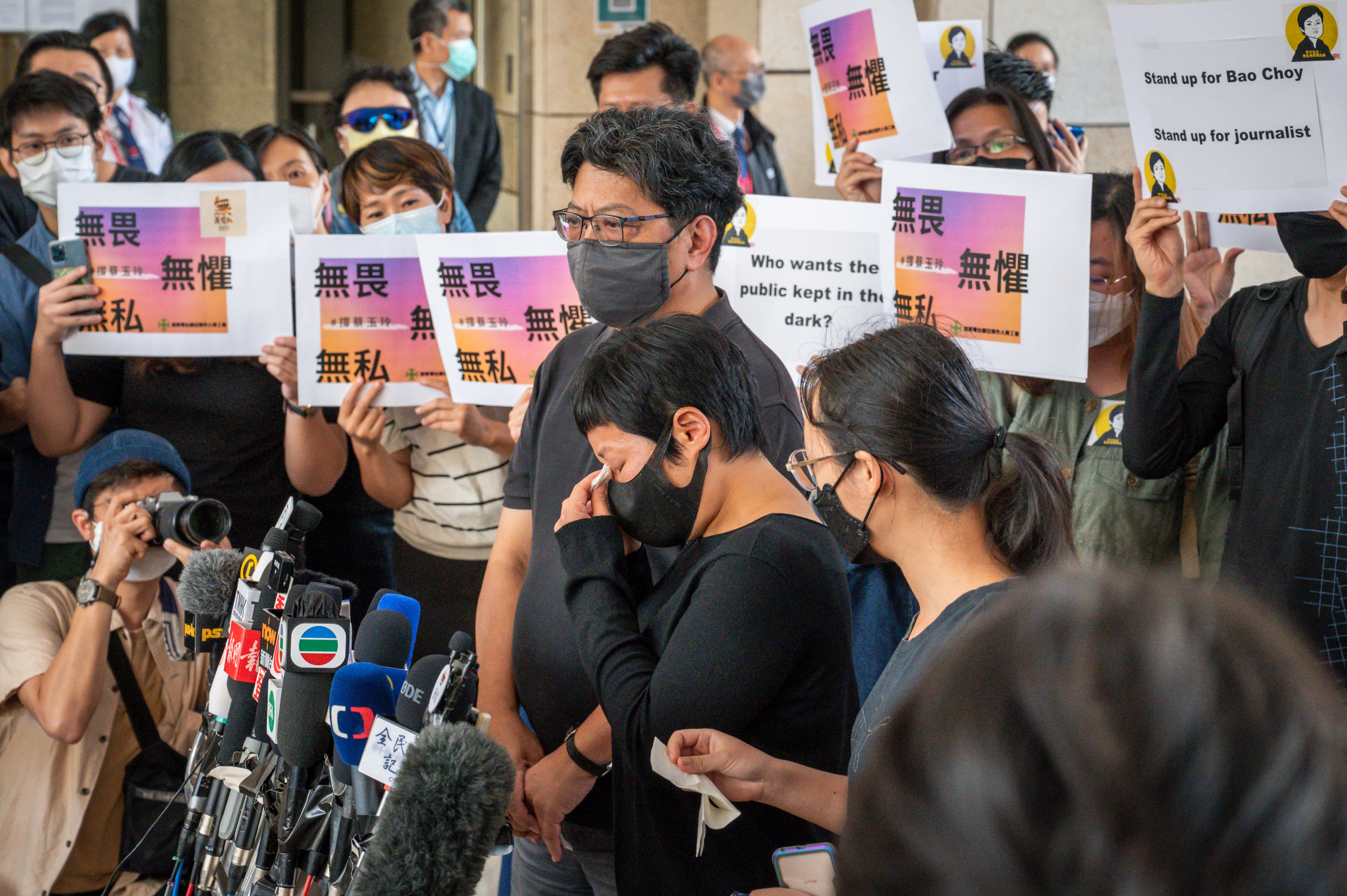
4月22日，港台《鏗鏘集》編導蔡玉玲被主任裁判官徐綺薇宣判為罪名成立後，於庭外聯同香港記者協會主席楊健興等接受訪問，她一度流淚

  - 黃埔花園青樺苑5座倫常命案。一名49歲男子及其48歲妻子搶救後證實死亡，兩名10餘歲兒子清醒送院治理。警方推論男戶主因財困引發慘劇。[103]
  - 民陣在2019年8月18日發起「流水式集會」，經審訊後，黎智英、李卓人、吳靄儀、梁國雄、何秀蘭、何俊仁、李柱銘共7人，被裁定組織和參與未經批准集結兩罪罪成。美國白宮發言人回應裁決，認為事件再次顯示北京蠶食香港的自由。[104]
  - 教育局接納高中四個核心科目優化方案，下學年起在中四推行。因應改革，由2024/25學年起，文憑試考生入讀大學基本要求將改為「332」及「達標」。有通識科教師擔心推行太急，未能妥善安排教學工作。[105]
- 4月2日：全港首個智能室內冷氣巴士站裕民坊公共運輸交匯處，連同裕民坊 (商場)正式啟用。
- 4月7日：12港人事件中，「香港故事」成員李宇軒完成隔離檢疫後首次到庭應訊，案件在西九龍裁判法院進行。警方高度戒備，押解李的囚車需要由多輛警車及10多輛警方機車開路押送，而在法院外亦有多名警員荷槍實彈戒備。
- 4月9日：
  - 英國政府宣布撥款約4300萬鎊（約4.6億港元），成立BNO社區融入計劃，協助移英港人住屋、入學、就業、營商等，並設立12個迎新中心。而學校將獲得資源教導學生有關英國與香港的歷史聯繫。政府亦在網上發佈繁體中文版歡迎小冊子，指導在英港人如何使用當地公共服務。[106]
  - 一輛私家車行駛沙田一帶時遇上交通警車牌識別系統截查，車主疑被發現行車證過期後逃去，警員追截該可疑車輛，其間私家車撞上7輛車。當駛至威爾斯親王醫院對出的銀城街燈位時，警員鳴槍擊中該名男司機右肩，其後送院。警方表示該名45歲男司機有黑社會背景，駕駛執照於2015年過期，而同車司機女友被捕，兩人的兩歲女兒受輕傷。警方指出開槍「合情合法合理」。[107]
- 4月10日：屯門友愛邨愛暉樓第3座再多兩居民初步確診，累計有5個單位共6人染疫，政府繼續撤走約210名居民。[108]
- 4月11日：
  - 政府公布4間協助發放5000元電子消費券的儲值支付工具營運商，包括八達通、AlipayHK（支付寶香港）、WeChat Pay HK（微信支付香港）和Tap & Go拍住賞，目標在暑假期間開始接受登記。商戶憂慮安裝了電子支付系統會令經營成本增加，而長者不懂電子支付。
  - 信和集團旗下港島太平洋酒店突然停業，酒店facebook專頁和網頁亦已停運。有消息稱會有機構「包起」整幢酒店。[109]
- 4月12日：政府表示以「疫苗氣泡」為基礎，逐步放寬社交距離措施。包括規定全部食肆員工需完成接種第一劑疫苗，所有客人必須使用「安心出行」應用程式，不再接受手寫登記，才容許每枱人數上限由4人提升至6人。而酒吧需要所有員工及客人打了第一針，並使用「安心出行」應用程式才可有限度重新營業。而已接種疫苗人士進行進行快速測試後，亦可到安老院舍探訪。而市民不願安裝「安心出行」，部分重開後的6類處所亦不能再光顧。林鄭月娥更指香港人擁有手機比率都很高，難以理解為何不願意使用。[110]
- 4月13日：
  - 政府就《2021年完善選舉制度（綜合修訂）條例草案》刊憲本地立法，向立法會提交《2021年完善選舉制度（綜合修訂）條例草案》首讀、二讀。草案長達534頁，說明五大直選選區改為十個地方直選的選區，功能界別廢除個人票，改為只有團體票產生，1500人的選舉委員會可在日後的立法會投票42人。政府亦同時修訂《選舉(舞弊及非法行為)條例》，禁止操縱、破壞選舉的行為。包括任何人在選舉期間內藉任何形式的公開活動煽惑他人不投票、投白票或廢票，即屬干犯非法行為，最高可判囚3年。任何人故意妨礙或阻止另一人在選舉中投票亦屬干犯舞弊行為。
  - 晚上8時起，政府把深井麗都花園第2座設為「受限區域」，該大廈為當日三名同住確診者的居住地點。最後沒有發現確診個案。
- 4月14日：兩名32歲孕婦接種復必泰疫苗後流產，衞生署指兩宗個案目前未有證據顯示與疫苗接種有關。[111]
- 4月15日：每年4月15日為全民國家安全教育日，今年香港首次由維護國家安全委員會主辦。活動包括5大紀律部隊的訓練學校，包括香港警察學院、香港海關學院、入境事務學院、懲教署職員訓練院和消防及救護學院將於當日舉辦開放日活動，並首次以中式步操作表演。而政府會邀請不同嘉賓及主題講座講者講解「國家安全」，展城館舉辦「公眾教育展覽」，幼稚園亦會灌輸國安概念。[112]路透社拍攝到一群小學生在香港警察學院戰術訓練大樓的港鐵車廂，手持假槍指射同學。相關的圖片震撼香港和台灣的網民，輿論紛形容有如重演2019年8月31日太子站襲擊事件。
- 4月16日：
  - 凌晨3時05分，寶達邨達喜樓5樓一個三房單位發生火警，一家六口有4名女住戶喪生，包括2歲女童。警方一度稱電動按摩椅起火，但之後卻表示火警與鋰電池短路有關，有待調查。[113]
  - 前年8月18日維園流水式集會案，區域法院法官聽取被告求情後，李柱銘、吳靄儀、何俊仁和梁耀忠獲得緩刑外，其他人即時入獄8至18個月。而李卓人和黎智英因參與前年8月31日的遊行，額外入獄多兩個月，總刑期為監禁14個月。何俊仁在庭外批評法官負面看待和平集會，認為量刑起點令人無法相信。[114]
  - 政府近日不斷發表會使用《港區國安法》加強監督和管理媒體，警務處長鄧炳強出席立法會會議時表示假新聞和國家安全直接有關，更表明警方會調查嘗試以「假新聞」危害香港安全的人。同日《大公報》〈銳評〉稱《蘋果日報》成為香港國安的一大漏洞，要「依法取締」挑戰國安法的媒體。學者呂秉權形容中央整頓傳媒指日可待。[115]
  - 政府指首次有本地患者懷疑感染變種病毒株為由，在晚上11時半突襲圍封佐敦伯嘉士大廈，居民須留在其處所並接受強制檢測。到凌晨2時半，現場人員安排居民離開大廈，登上政府安排的小巴前往竹篙灣隔離21天。有居民指隔離期太長。[116]
- 4月18日：
  - 行山失蹤3日的24歲女子石樂蕎，消防搜救工作約18小時後，在飛鵝山自殺崖上發現墮崖失救死亡，遺體由直升機送往東區醫院。[117]
  - 為配合沙中綫過海段的路軌接駁工程，港鐵東鐵綫再度暫停來往旺角東站至紅磡站之間的服務，同樣會安排免費接駁巴士行走紅磡站至九龍塘站。[118]
- 4月20日：屯門五歲女童被虐殺案，26歲生父及27歲繼母謀殺罪成，被判囚終身監禁，57歲繼外婆被判囚5年。旁聽人士聞判後向被告大叫「畜牲」。[119]
- 4月22日：
  - 港台《鏗鏘集》《7.21 誰主真相》編導蔡玉玲，去年因查車牌而被控兩項「明知而作出要項上的虛假陳述罪」，案件於西九龍裁判法院被裁定兩罪罪名成立。經律師求情之後，合共判罰款6,000元。案件同時是元朗721事件中首個被定罪判刑的人士，亦是首次有記者因查冊而遭定罪。[120]蔡玉玲聞判後用紙巾拭淚，她表示不認同判決，形容結果令人傷心和難受。[121]8個新聞工會及團體發表聯合聲明，指正常採訪工作被判違法，是狠狠地摧毀香港僅餘的新聞自由，嚴重衝擊第四權，令新聞自由響起喪鐘。對此感到心情沉重，悲憤莫名，痛心疾首。[122]
  - 新型冠狀病毒檢測承辦商華大基因在兩個月內第四度出錯，一日內驗出30個初步陽性個案。港大專家袁國勇到場調查後發現28個樣本被交叉污染。[123]
  - 彭博報道稱，香港與新加坡旅遊氣泡原計劃重新啓動，但新加坡再次提出取消，重啟日期未落實。[124]
  - 耗資逾5000萬元，位於觀塘海濱花園的音樂噴泉啟用。嬉水區吸引大量小朋友遊玩，不過市民批評噴泉「雷聲大雨點小」。[125]
- 4月23日：
  - 政府公佈批出大角咀海帆道一幅由兩部分組成，佔地約11,500平方米的政府用地批予中央人民政府駐香港特別行政區維護國家安全公署（駐港國家安全公署），以便其設立永久辦公室及附屬設施。[126]
  - 前香港民族陣綫成員盧溢燊，早前承認2019年7月在荃灣工廈單位管有約1公斤炸藥TATP（三過氧化三丙酮），高等法院法官陳慶偉指出其案情性質或較已故「賊王」葉繼歡更嚴重，判囚12年，成為反修例運動以來被告判處最長刑期的案件。[127]
  - 案發於屯門近青翠徑的富康安老院，一名同時患有妄想症及柏金遜症的繆姓院友在晚上近9時突然狂性大發，以剪刀狂刺另一名85歲長期臥床的院友譚某，隨後棄刀於院舍電錶房內。事主被送院搶救，但於翌日凌晨5時06分不治。
- 4月24日：一名83歲容姓老翁疑因照顧壓力，先將其85歲、患有柏金遜症10年的妻子勒斃，再上吊自殺。及後，當兒子返家時揭發此案。警方在事發現場撿獲兩老的遺書，指出因照顧壓力及健康問題，決定一同尋死。
- 4月26日：
  - 商務及經濟發展局長邱騰華今日宣布，香港與新加坡的旅遊氣泡將於5月26日啟動，參與的香港居民必須在出發前最少14日完成接種兩劑新型冠狀病毒疫苗；而新加坡來港旅客抵港後須下載及使用「安心出行」。[128]
  - 1986年創辦的安運滿Fun遊於4月23日結業，其官方網頁及社交平台facebook已停止運作。
  - 中學文憑試通識教育科開考，兩卷皆沒有政治題。
  - 廣播處長李百全上任後，香港電台高層再有人事變動，51歲的助理廣播處長（電台及節目策劃）周國豐以家庭理由辭職，將於7月9日離任。[129]
- 4月28日：
  - 立法會大會僅用兩小時通過二讀及三讀《入境條例》修訂草案。民主派工會組成的「關注鎖港條例工會聯合陣線」認為修訂大幅收窄難民權利，並質疑政府藉修例限制香港市民的出入境自由。而保安局局長李家超在會上首次表明附屬法例訂明只針對入境航班，批評民間只懂批評。[130]
  - 地政總署人員再次進入橫洲進行收地行動，村民的住所一度被逾百保安警員包圍，並被截斷住所的水電和圍封住所。他們只能在7天內回到住所收拾物件，不能過夜。元朗區議員區國權透露涉事村民難以在短時間內搬遷。[131]
  - 審計署發布最新審計報告，指入境處調查假結婚個案耗時過長。入境處在晚上發聲明，炮轟審計署不懂刑事調查，胡亂批評執法部門的個案處理手法，嚴重破壞入境處專業形象。其後審計署指根據《財務通告》規定，有關部門應避免公開反駁報告。[132]
- 4月29日：
  - 政府以疫苗氣泡為基礎放寬食肆限制，在銅鑼灣登龍街的多間食肆都維持放寬前的安排，營運至晚上10時。在酒樓方面，食客認為使用「安心出行」可6人一枱是沒有吸引力。[133]
  - 東涌映灣園有外傭感染雙重變種病毒，衛生防護中心在晚上圍封第11座進行強制檢測，其後安排所有住客撤離大廈檢疫21天。[134]
- 4月30日：東涌映灣園外傭感染雙重變種病毒，並曾到訪多個地點。衛生防護中心將多個東涌地點列入強制檢測公告。東涌富東邨及東薈城檢測站每小時均有約千人排隊，市民要在炎熱的天氣下等候約1至2小時，才能完成檢測。[135]

### 5月
- 5月1日：

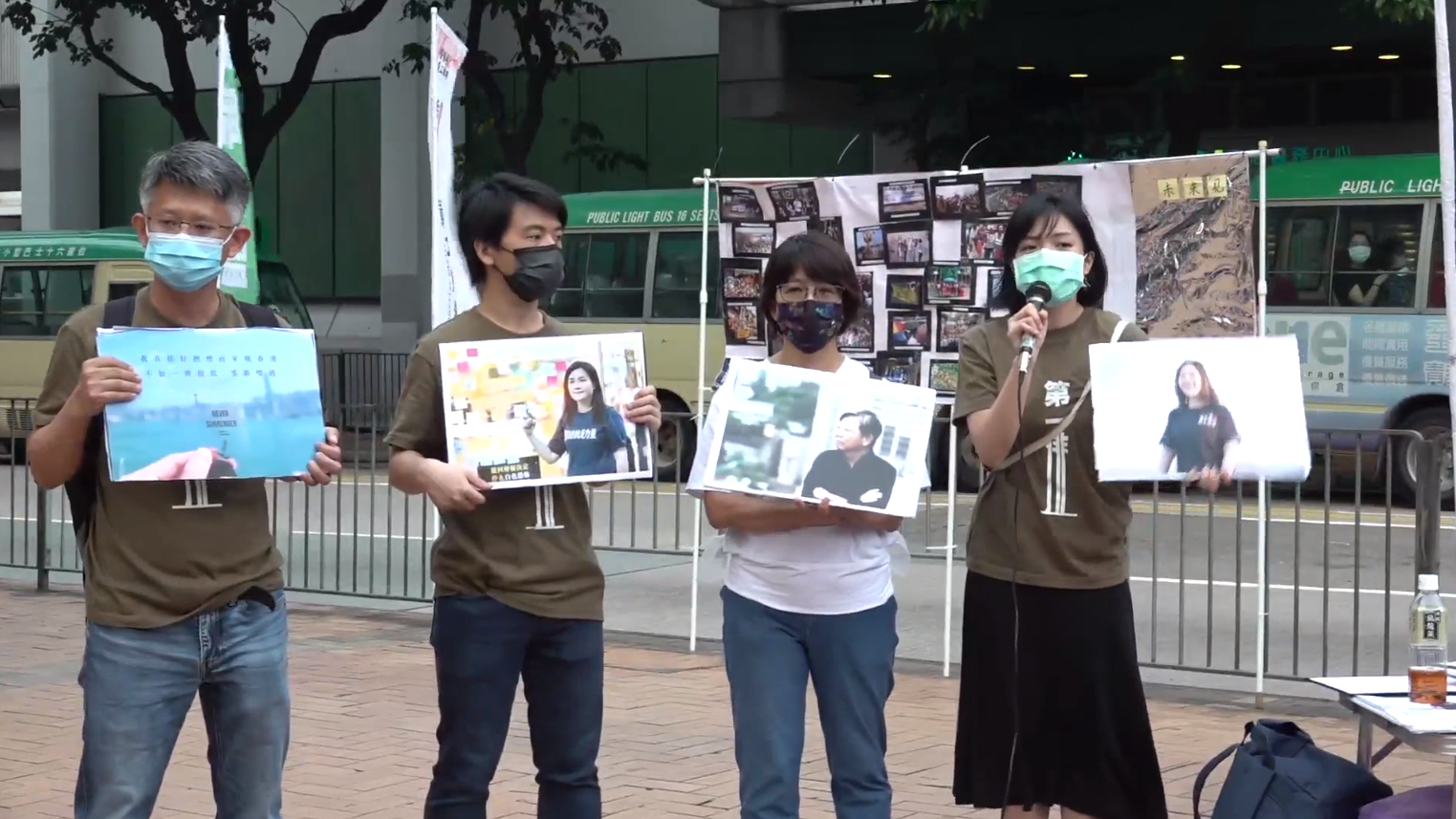
5月1日，職工盟聯合醫管局員工陣線在葵芳設立街站

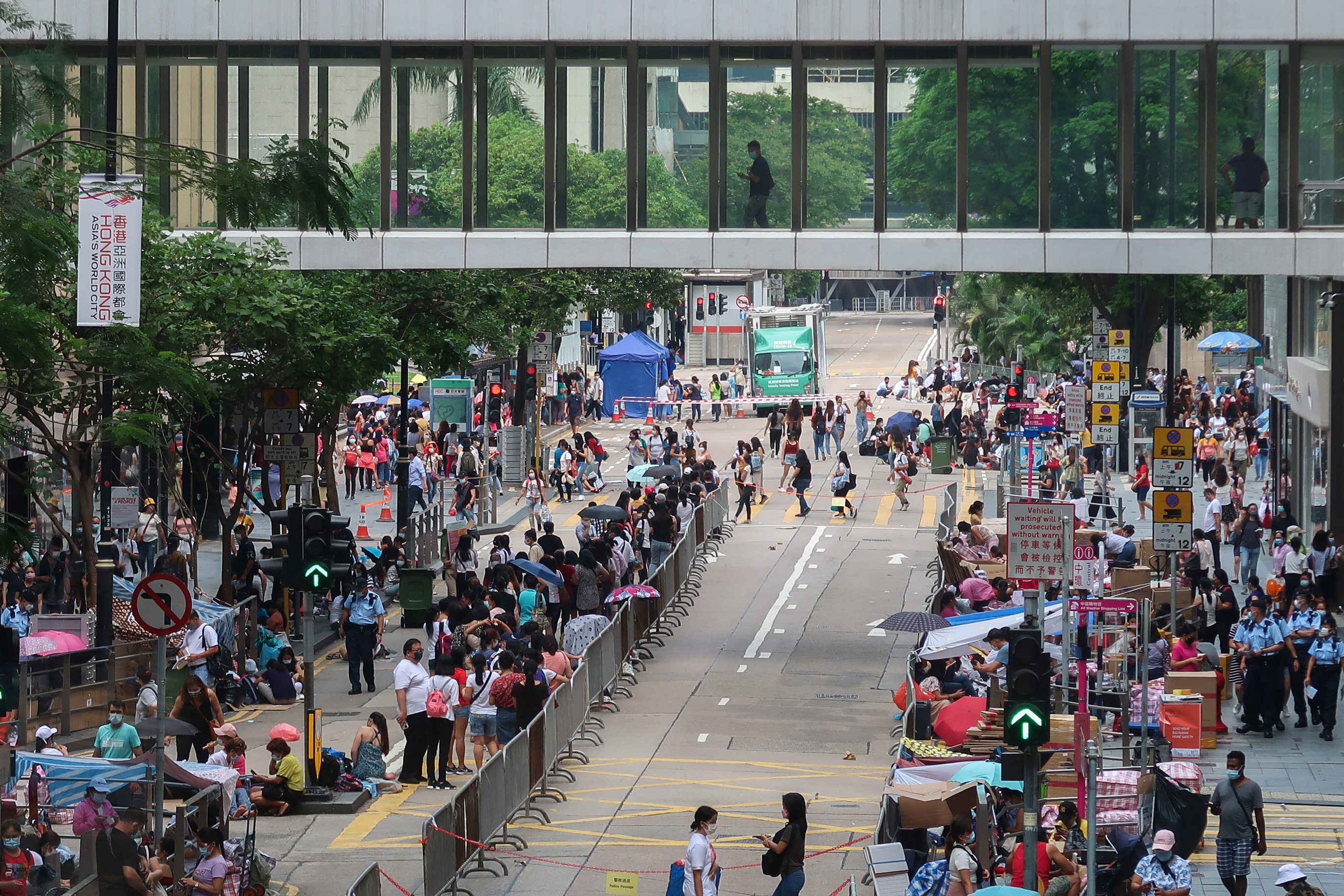
5月2日，大批外籍家庭傭工在中環排隊等候進行第一次強制檢測

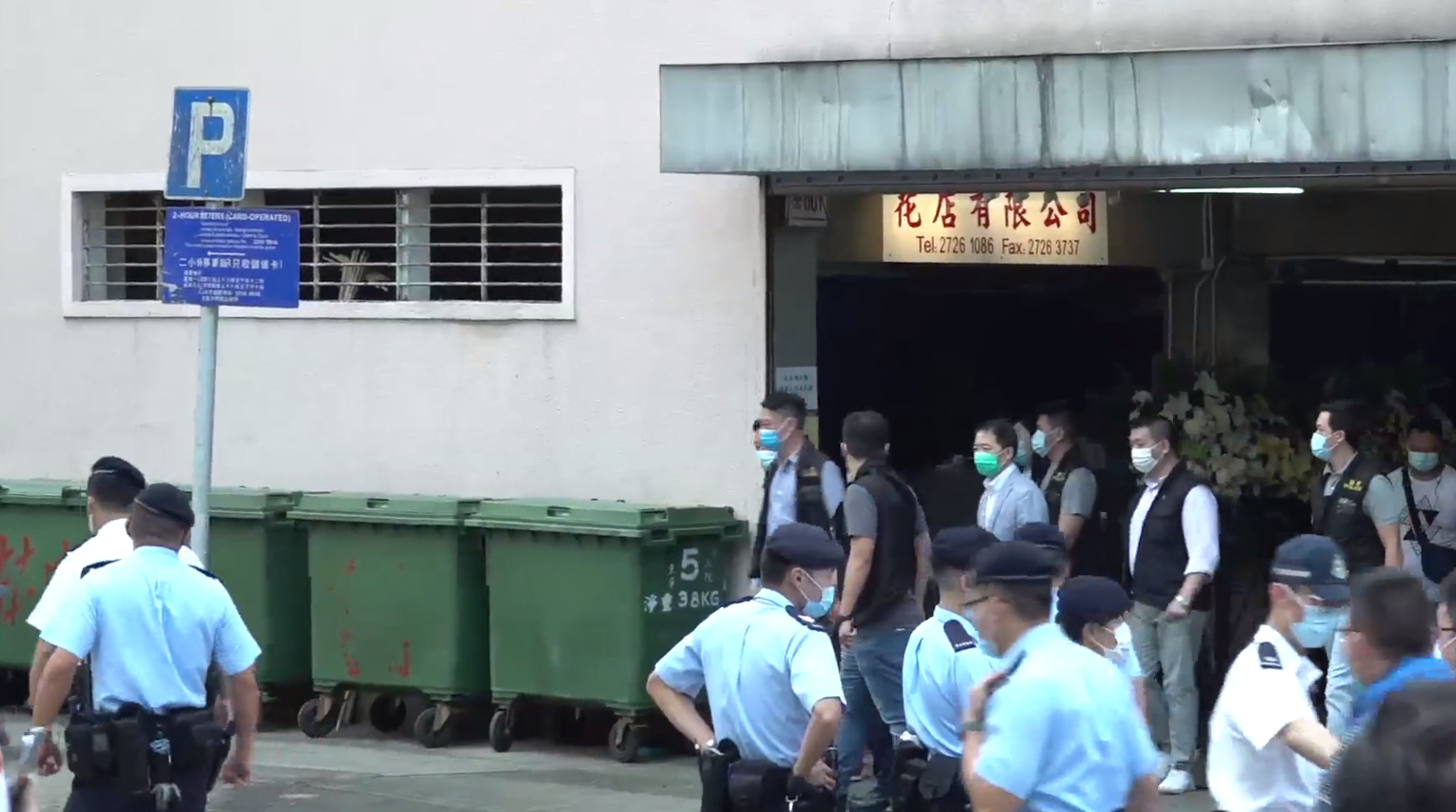
5月8日，正還押的民主黨前主席胡志偉獲短暫保釋，到鑽石山殯儀館為父親奔喪。他在大批警員陪同下離開。

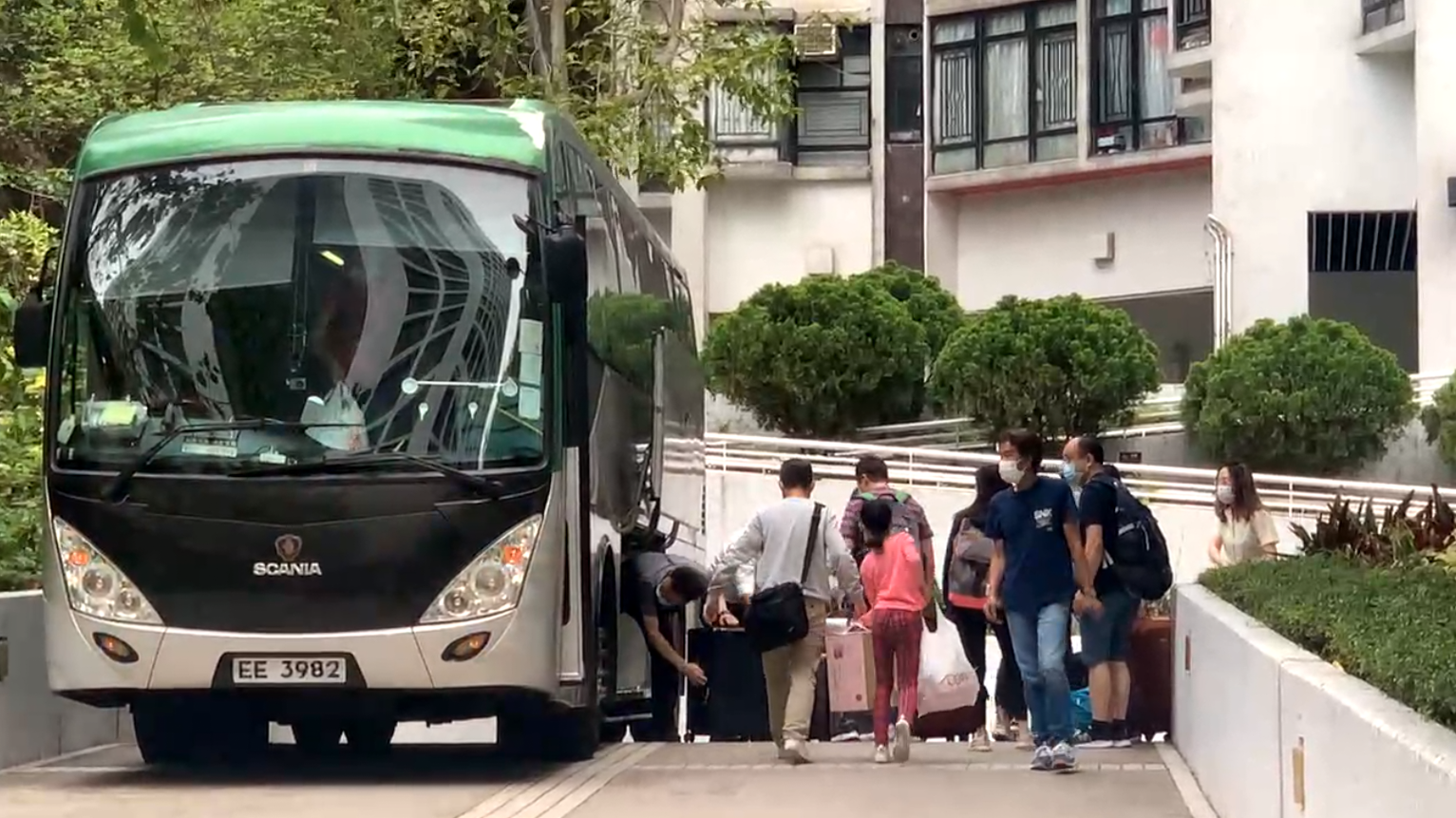
5月9日，康怡花園居民陸續乘坐旅遊巴回家

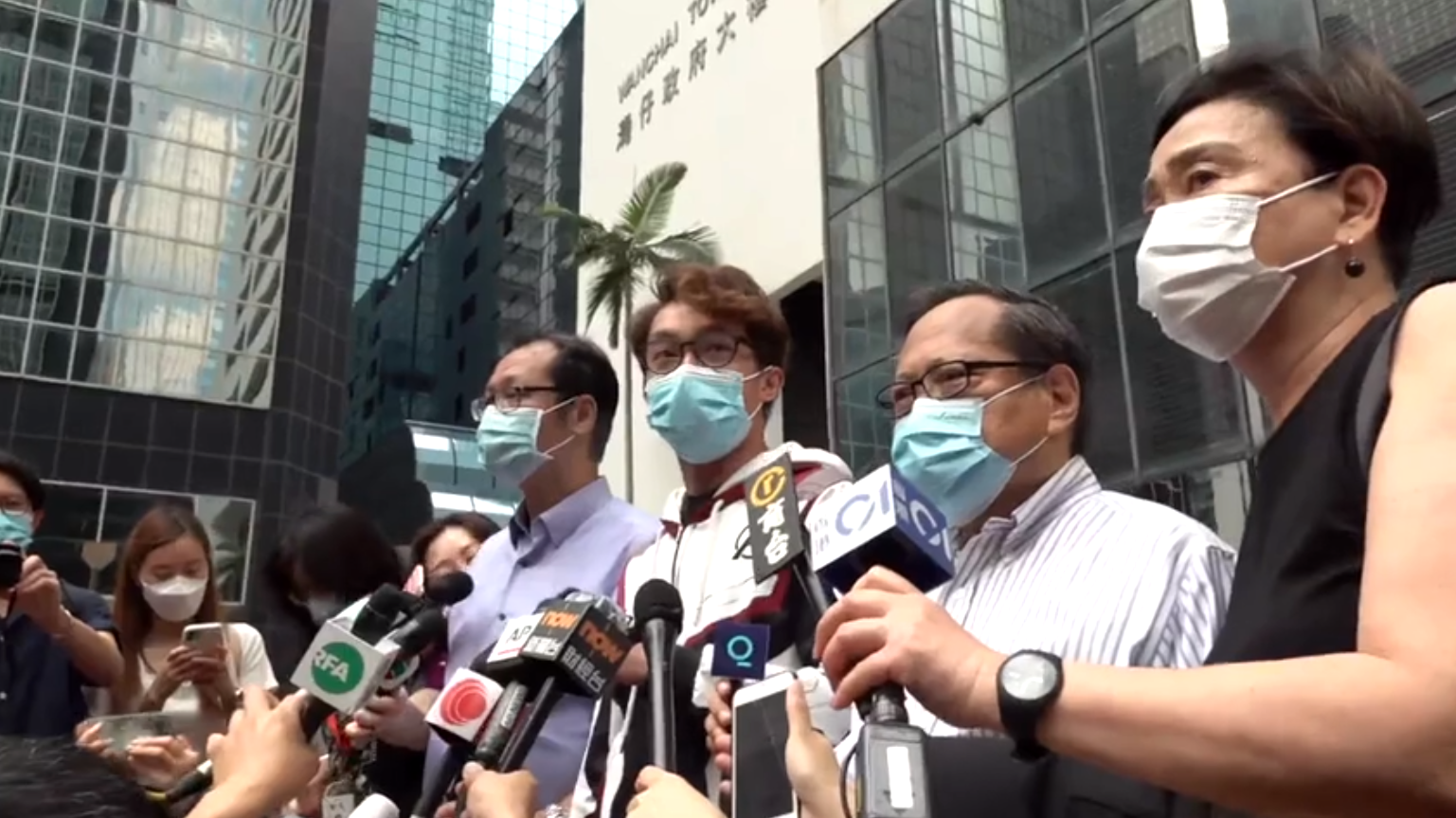
5月17日，10.1 集會案開審，民陣召集人陳皓桓等10名民主派人士在開庭前見記者

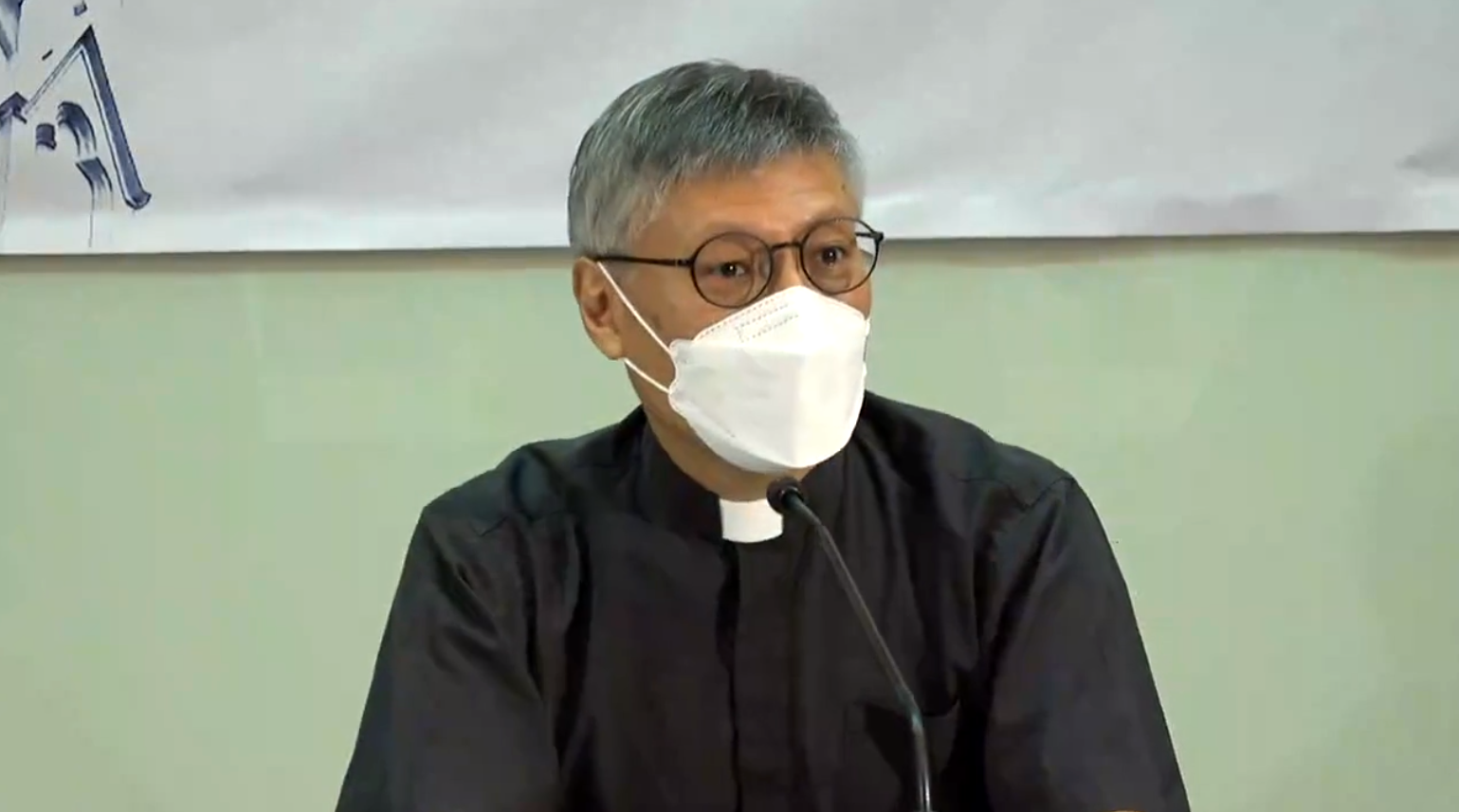
5月18日，天主教香港教區候任主教周守仁見記者

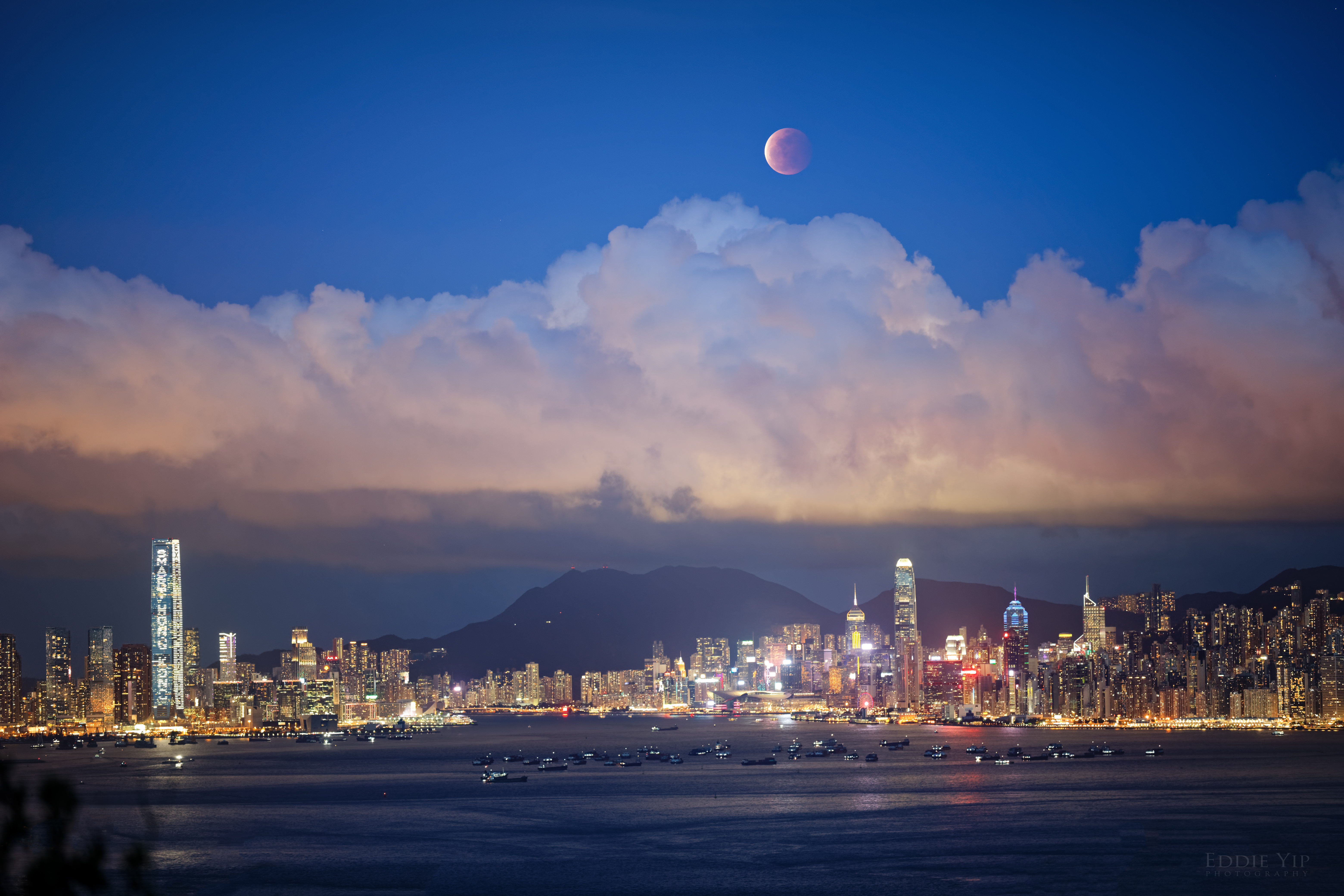
5月26日，月全食現「超級血月」

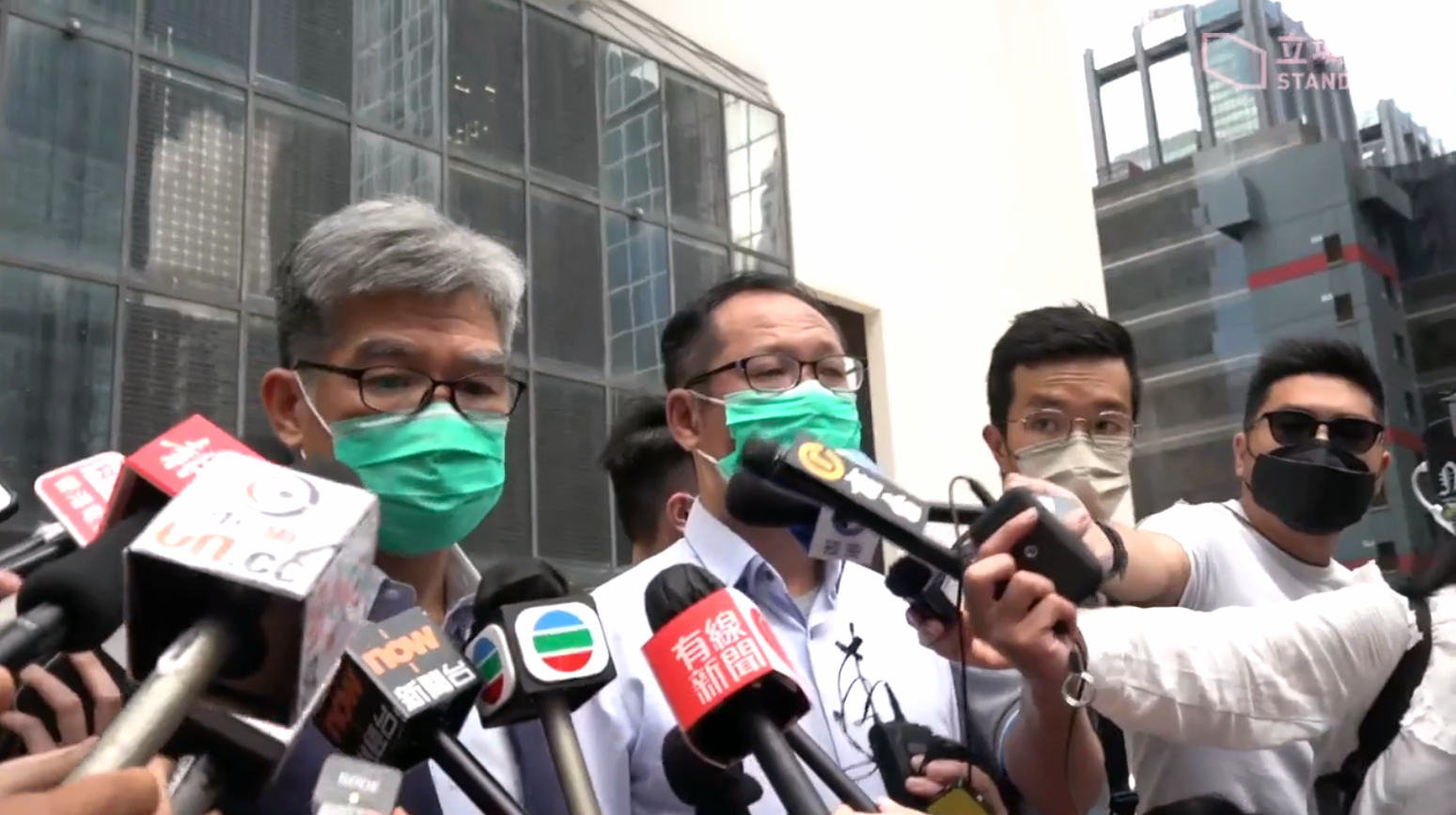
5月28日，10月1「沒有國慶 只有國殤」遊行案，壹傳媒創辦人黎智英等12人監禁14至18個月，只有單仲偕和蔡耀昌獲緩刑。單仲偕形容判刑是「史無前例」的嚴重

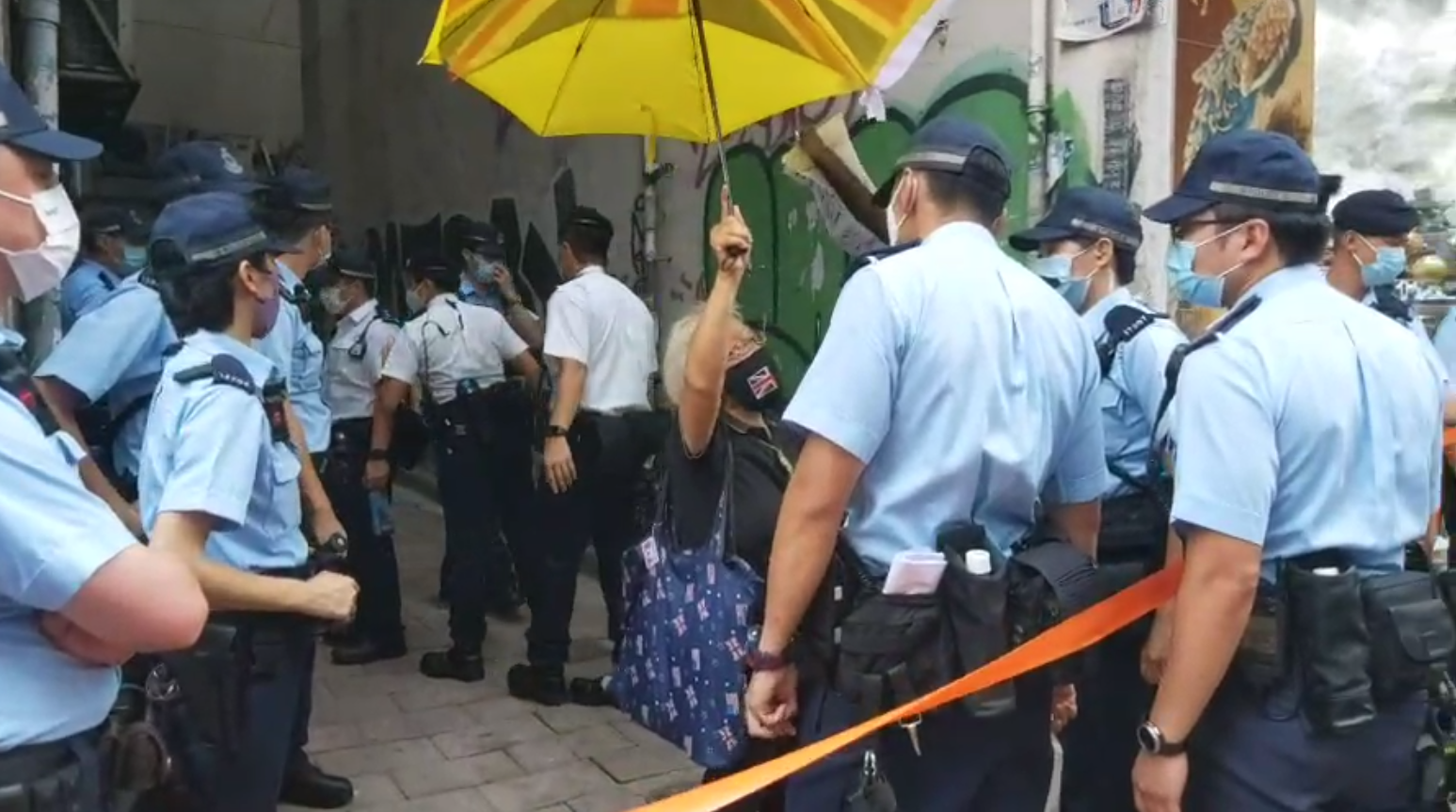
5月30日，「王婆婆」王鳳瑤獨自一人由灣仔行至西環中聯辦，不過她被大批警員包圍，之後以涉「非法集結」將她拘捕

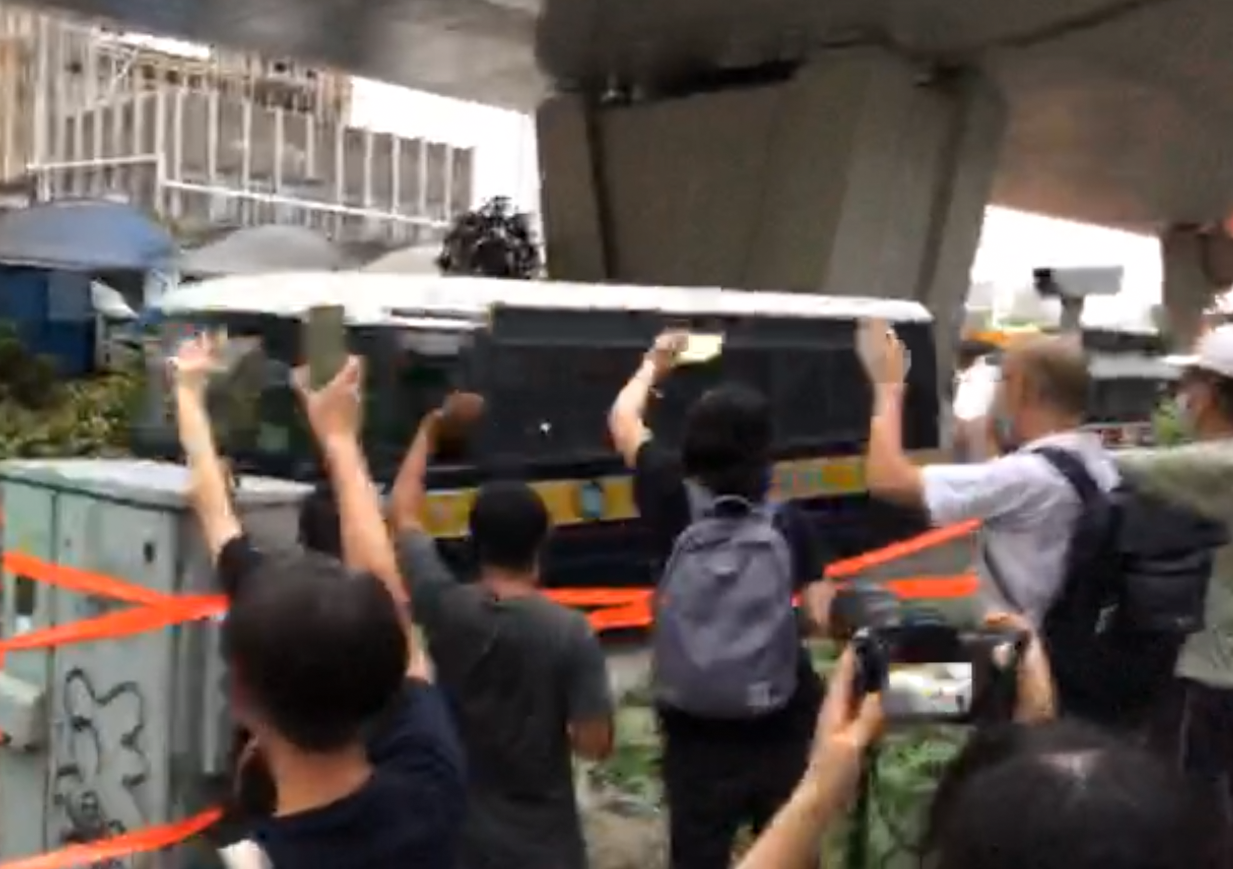
5月31日傍晚，多名被告遭押返懲教所，市民在西九龍裁判法院外送車

  - 職工盟與多個團體及區議員在各區擺設超過30個街站，呼籲市民寫信給在囚的民主派人士，其中在葵芳的街站被大批警員截查，約15分鐘後收隊。[136]
  - 政府稱要堵截新型肺炎傳播，要求全港37萬外傭進行強制檢測。大批外傭在炎熱的天氣下輪候受檢，有人表示排隊連檢測共花了6.5小時。[137]
  - 將軍澳隧道轉車站往九龍方向的月台啟用，共有30條巴士線於該處停站，包括15條全日服務、4條只於凌晨時段服務以及11條只於繁忙時間服務的巴士路線。乘客乘搭有關路線前往該轉乘站，轉乘其他指定巴士路線，可享有轉乘優惠，包括兩間巴士公司聯營的兩條過海路線690及690P。[138]
- 5月2日：為配合屯馬綫通車前全綫列車測試，屯馬綫一期及西鐵綫於當天延遲頭班車時間至上午7時30分。在上午7時30分之前的服務會由港鐵安排接駁巴士行走。[139]
- 5月3日：
  - 是日為世界新聞自由日，香港記者協會公佈最新的「新聞自由指數」，新聞從業員評分創下8年來新低。他們認為打壓主要來自《港區國安法》實施、「蔡玉玲案」、香港政府收緊查冊和持續以「假新聞」和「假記者」肆意攻擊傳媒。[140]
  - 香港電台下令刪除YouTube平台上載逾一年的節目。另外，13年前最早的一批影片亦被刪除。[141]而香港電台節目製作人員工會表示，確認電視部員工利君雅不獲續約，未能正式成為公務員，需於5月底離職。[142]
  - 被高院裁定非妥為當選而失去區議員議席的九龍城前區議員李軒朗，在facebook專頁發聲明表示目前已身在海外，但沒有透露地點。[143]
- 5月5日：立法會三讀正式通過《內地婚姻家庭案件判決（相互承認及強制執行）條例》，香港將承認及強制執行內地的婚姻及家庭案件的判決。[144]
- 5月6日：
  - 前香港眾志黃之鋒、荃灣區議員岑敖暉、南區區議員袁嘉蔚及觀塘區議員梁凱晴，被指2020年6月4日參與六四集會，被控明知而參與未經批准集結罪，4人認罪，法官陳廣池判黃之鋒入獄10個月，其餘3人被判囚4個月至半年。根據《區議會條例》，民選議員因任何罪行被判處為期超逾3個月而又不得選擇以罰款代替的監禁，不論是否獲得緩刑，均會失去民選議員資格，故三人將喪失議員資格。[145]
  - 下午5時許，約40至50名警員到位於荃灣享成街的Chickeeduck「藝術生活百貨」店外拉起橙帶，並圍封商店，搜查1小時後離開。店主周小龍表示，警方國安處進行搜查達一小時，但沒有解釋原因。他斥責是白色恐怖，法治已死，明言會繼續營業。消息稱是有人向警方投訴該店涉嫌違反《港區國安法》。[146]

- 5月7日：
  - 食物及衞生局局長陳肇始公布，如住所大廈有確診個案，毋須全幢住戶全部送往檢疫中心，改為封區檢測後的第3、7、12、19日再進行強制檢測，餘下時間需自我監測。不過劏房戶和大廈錄得多於一宗個案，仍然須送往檢疫。[147]
  - 繼去年7月，康文署要求公共圖書館將9本政治書下架「覆檢」後，署方再次以《港區國安法》立法為由，將9本書籍服務暫停。[148]
- 5月8日：
  - 40人在竹篙灣檢疫中心隔離期間肚瀉，與中心提供的膳食有關，當中包括16名荃灣荃威花園R座的居民。晚上改為提供杯麵。[149]
  - 正還押的民主黨前主席胡志偉，早前申請外出奔喪遭懲教署拒絕，前日獲高等法院暫准保釋奔喪，他早上乘坐警車到鑽石山殯儀館出席喪禮。近百名警員在鑽石山殯儀館外戒備。[150]
- 5月9日：
  - 入住竹篙灣檢疫中心的荃威花園及康怡花園居民，可離開檢疫中心。居民對能夠回家表示非常興奮，有居民更在旅遊巴內展示特首林鄭月娥向隔離市民的感謝信撕毀，以示不滿。而屋苑保安阻止記者上前採訪。[151]
  - 新巴城巴電子支付系統全面覆蓋旗下300多條專營巴士路線，接受乘客以二維碼支付車資，包括AlipayHK、支付寶及雲閃付。乘客可享用各路線之間的轉乘優惠、雙向分段收費優惠及城巴機場快線即日來回優惠，但無法受惠於公共交通費用補貼計劃及長者及合資格殘疾人士公共交通票價優惠計劃。[152]
- 5月11日：
  - 反修例示威者梁凌杰死因研訊展開，庭上透露梁凌杰的父母和胞妹在2019年8月底在警署錄口供兩日後已經離開香港，未知目的地。而梁凌杰的記事簿，寫有「我對呢個香港已心灰意冷，呢幾個月不斷沈思都找不出答案和將來，今日我是個人意願，唯獨是政府促成」的字句。[153]
  - 特首林鄭月娥公布，政府「破格」斥資公帑購入本屆東京奧運的轉播權，交予本港5間電視台直播或轉播賽事，包括無綫電視、ViuTV、香港開電視、有線電視和NowTV。合約要求須播放所有香港運動員出戰的賽事。[154]
  - 早上，《大紀元時報》記者梁珍在何文田遇襲，事主雙腿受傷，送往伊利沙伯醫院治理。[155]
  - 政府針對「起底」行為提出修訂《個人資料（私隱）條例》，指明「其家人蒙受心理傷害」也屬犯法。民權觀察成員王浩賢擔心定義太闊，門檻太低，令外界質疑政府收窄言論自由。
  - 特首林鄭月娥接受中國中央電視台《新聞1+1》視像訪問，透露與廣東和深圳簽署相關事宜，讓中港公務員互換「掛職」。[156]
- 5月12日：
  - 警方國安處處長蔡展鵬涉光顧無牌按摩院，目前正休假受查。[157]
  - 立法會三讀正式通過《2021年公職（參選及任職）（雜項修訂）條例草案》，區議員須宣誓。該條例也定明不效忠基本法及特區政府的定義，例如違反基本法23條，違反港區國安法等。在草案通過前，已經有至少32名區議員主動辭職或被取消資格。[158][159]
- 5月13日：民建聯主席、立法會議員李慧琼的前議員辦事處助理，以及「海麗之友社」一名義工，被控在2018年九龍西立法會補選期間，透過派發“福袋”誘使兩人投票予當時的民建聯候選人鄭泳舜。法院裁定他們在選舉中作出舞弊行為罪成。而涉案兩名選民因控方證供有合理疑點而脫罪。[160]
- 5月14日：
  - 持雙程證來港的內地燒臘店員工被控於前年10月18日在大埔「連儂隧道」派發政治活動傳單的19歲男生揮刀割頸，致腸臟溢出。高等法院法官形容被告的行為將年輕人的生命毁掉，被判囚6年4個月。[161]
  - 網媒《852郵報》宣布「暫別」，遣散全部6名員工。創辨人游清源認為政府就假新聞立法是導火線。[162]
  - 保安局晚上7時許發佈新聞稿，宣佈局長根據《港區國安法》第43條實施細則，凍結黎智英持有的七成一壹傳媒股份和三間公司於本地銀行帳戶內的財產，涉及資金估算超過5億元。[163]
- 5月17日：
  - 壹傳媒創辦人黎智英、支聯會主席李卓人及秘書蔡耀昌、民陣召集人陳皓桓等10名民主派人士，被控在前年10月1日在港島參與「沒有國慶 只有國殤」遊行，案件在區域法院開審，10人於開審前分別承認組織、參與及煽惑他人參與未經批准集結共3罪。
  - 保安局局長李家超見記者時，被問及當局會否取締《蘋果日報》和黎智英持有的壹傳媒股份等財產。他指出行動有法律依據，並依法打擊危害國安罪行，與新聞工作沒直接關係。同時表明會嚴厲打擊任何涉違法行為，特別是危害國家安全。[164]
- 5月18日：
  - 梵蒂岡公布教宗方濟各任命耶穌會中華省省會長周守仁接任天主教香港教區主教。周守仁早上見記者，他表示對中國內地「拆十字架」的感覺不好，不清楚背後原因。[165]
  - 政府公佈在2011年成立的台灣香港經濟貿易文化辦事處即日起暫時停止運作，發言人稱與台灣現時疫情無關。[166]
  - 警方國安處長蔡展鵬涉光顧無牌按摩院而休假，有組織罪案及三合會調查科交代初步調查結果，認為未見有違法和不道德行為，會交給交律政司審視。[167]
- 5月20日：高等法院法官李運騰駁回唐英傑就不設陪審團的覆核，指出國安法創立了「新刑審模式」 ，律政司長成為唯一決定人，可決定國安法案件是否採用陪審團，認為有關申請沒有合理可辯性。[168]
- 5月21日：涵蓋區議員宣誓的條例今起生效，去年參選立法會提名無效的梁晃維、鄭達鴻、岑敖暉和袁嘉蔚，被認定不符合擁護和效忠，會失去區議員的資格。政府同日刊憲懸空岑敖暉和袁嘉蔚的議席。
- 5月22日：因廣州市荔灣區近日出現當地個案，特區政府曾表示會將廣東省納入中風險地區，身處廣東省的香港居民不能透過「回港易」計劃返港[169]，但同日晚上特区政府发言人表示，指出目前广州市荔湾区龙津街锦龙汇鑫阁被调整为“中风险地区”，广东全省并未被列为“中风险地区”，“回港易”计划维持不变[170]。
- 5月23日：
  - 天文台在下午2時半錄得36.1度，是有紀錄以來的5月最高氣溫。[171]
  - 政府晚上8時起圍封大角嘴維港灣第6座，居民需留在其處所並接受新型冠狀病毒強制檢測。[172]
- 5月25日：反修例示威者梁凌杰死因研訊，陪審團退庭商議5個多小時後，一致裁定梁凌杰死於不幸。[173]
- 5月27日：
  - 香港立法會二讀及三讀通過《2021年完善選舉制度（綜合修訂）條例草案》本地立法。新規定把直接民主參與投票的地區直選議員由35席減至20席，並取消可全民投票參與的區議會第二功能組別（共5席），也取消區議會第一功能組別，另增設40由選委會選出的議員，並成立候選人資格審查委員會，所有候選人需通過候選人資格審查委會的審查。政府形容法案可「落實愛國者治港」。中聯辦形容修例為「民主性、開放性和進步性的法案」，民主派批評修訂屬倒退。[174]
  - 《路透社》報道，保安局長李家超發信予匯豐銀行和花旗銀行，威脅若處理壹傳媒創辦人黎智英的銀行戶口，將面臨最高7年的監禁。李家超指去信凍結黎持有的財產，是與他被起訴勾結外國勢力和危害國家安全的罪行有關，指有關資產屬相關罪行的財產，與任何正常營商的行為扯不上關係。[175]
- 5月28日：
  - 前年10月1日「沒有國慶 只有國殤」遊行案，壹傳媒創辦人黎智英、支聯會主席李卓人和民陣陳皓桓等10人監禁14至18個月，只有單仲偕和蔡耀昌獲緩刑。單仲偕形容判刑是「史無前例」的嚴重。[176]港大法律學院公法講座教授陳文敏認為參與者無辦法有能力控制他人在集會中的行為，擔憂扼殺和平集會的權利，日後和平集會都會出現重判。[177]
  - 信和集團公佈與華人置業集團合作，捐出觀塘市中心重建項目凱滙一房單位供已經在香港接種兩劑疫苗的香港永久居民抽獎，價值約1080萬。[178]
- 5月29日：
  - 港大學微生物學系講座教授袁國勇形容第四波疫情已結束，不過第五波很可能會出現。[179]
  - 香港太古可口可樂30多名營業部員工連續第二日在廠外罷工，50名送水部員工亦加入抗議。[180]
- 5月30日：
  - 支聯會原定舉行「毋忘六四」大遊行，警方在灣仔嚴密戒備。「王婆婆」王鳳瑤獨自一人由灣仔行至西環中聯辦，不過當她到警總對出天橋時，警方以涉「非法集結」將她拘捕，並帶上警車。翻查資料，構成非法集結最少要三人。[181]
  - 六四紀念館閉館翻新後重開，紀念館新增以「八九民運與香港」為主題的展覽，不過收起了反修例運動的展品。[182]
  - 為配合沙中綫過海段的路軌接駁工程，港鐵東鐵綫再度暫停來往旺角東站至紅磡站之間的服務，同樣會安排免費接駁巴士行走紅磡站至九龍塘站。[183]
- 5月31日：
  - 政府推出開展「全城起動 快打疫苗」運動，更表示研究在第五波疫情爆發時，限制未接種疫苗的人士不可進入食肆、學校、戲院、宿舍、地盤、圖書館、博物館、表演場所及體育場地。民間批評是懲罰未接種人士，同時剝削自由權利。[184]
  - 47人涉組織及參與民主派初選，被控串謀顛覆國家政權罪，案件在西九龍裁判法院再訊。控方正式申請將案件轉介至高等法院審訊。法院門外在早上8時許已經有十數名市民排隊等候旁聽，現場和週邊有大批機動部隊和便衣警員駐守。[185]

### 6月

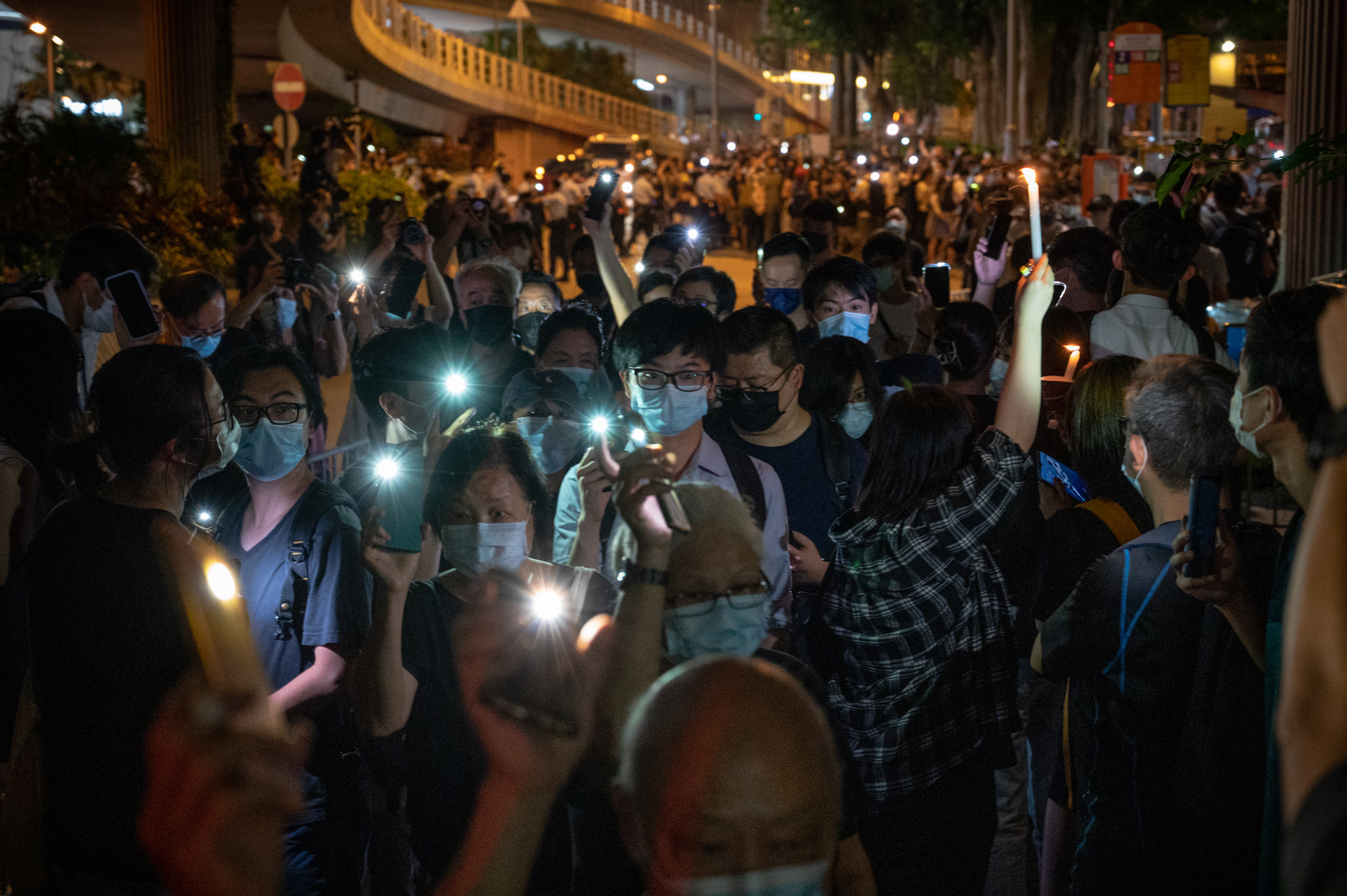
2021年6月4日晚上，不少市民到維多利亞公園外亮起手機燈

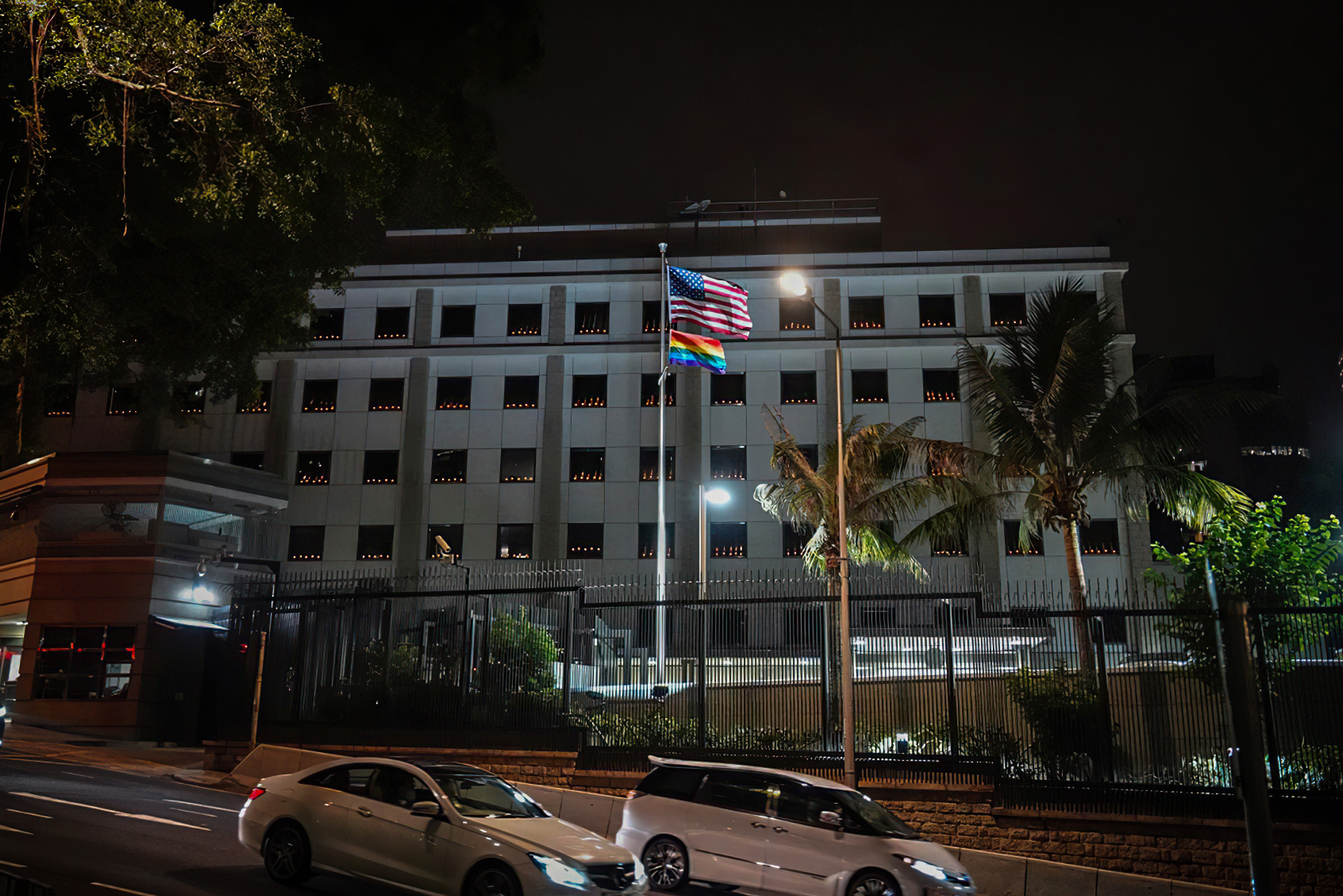
2021年6月4日晚上，美國駐香港及澳門總領事館窗邊亮起電子蠟燭悼念

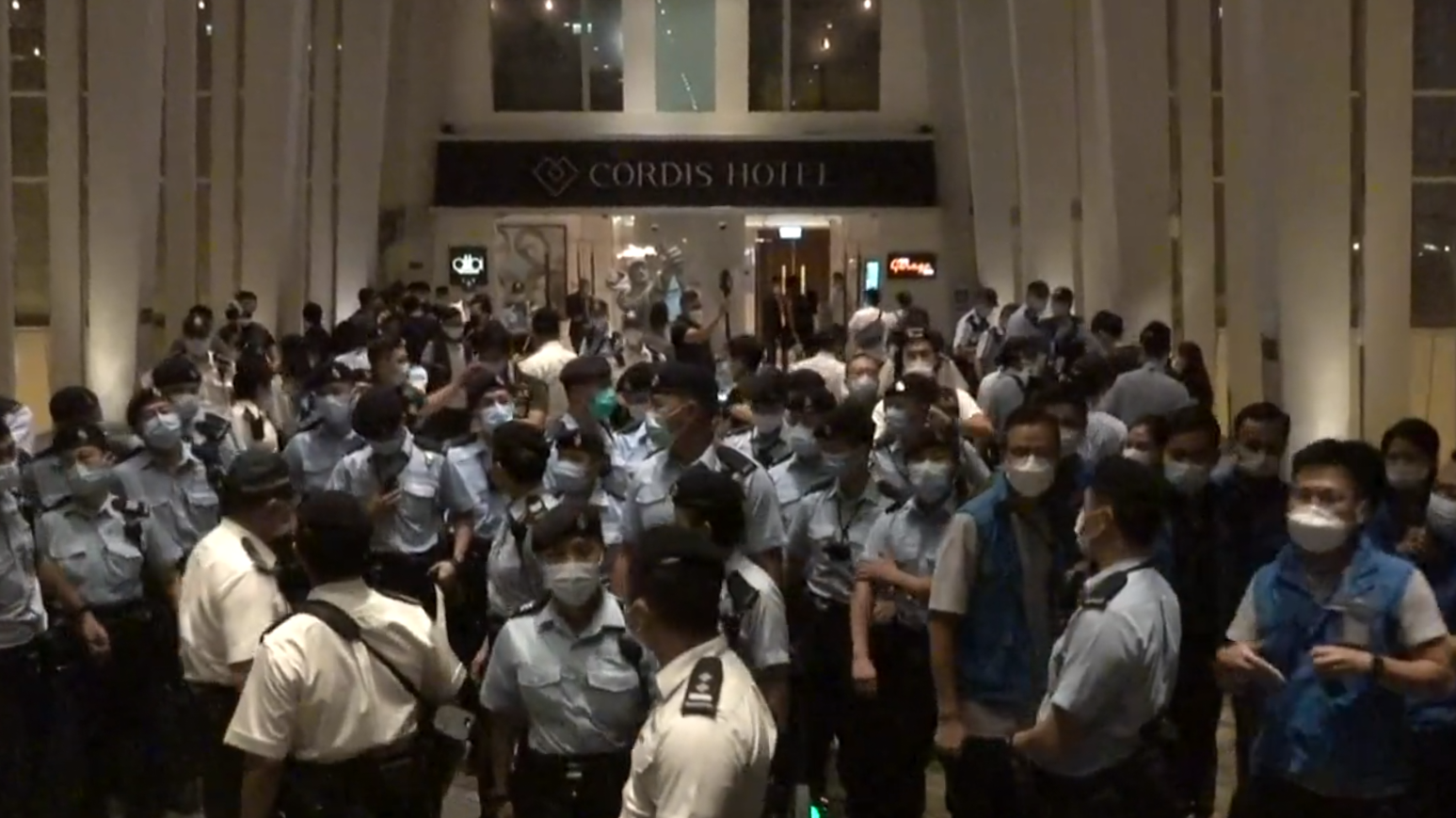
2021年6月12日晚上，警方稱有人在旺角朗豪坊商場叫囂，超過100名警員衝入商場，一人被捕

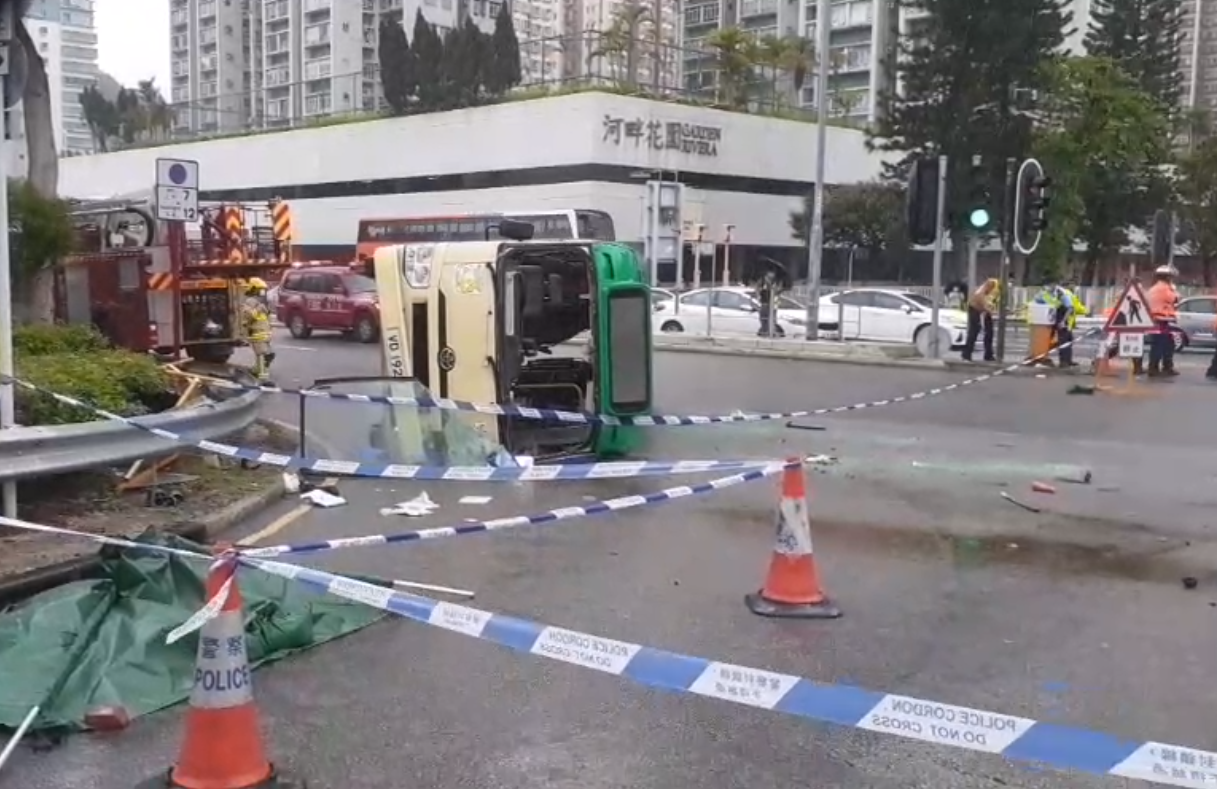
2021年6月13日下午，沙田大涌橋路與沙田圍路交界發生致命車禍，造成1死7傷

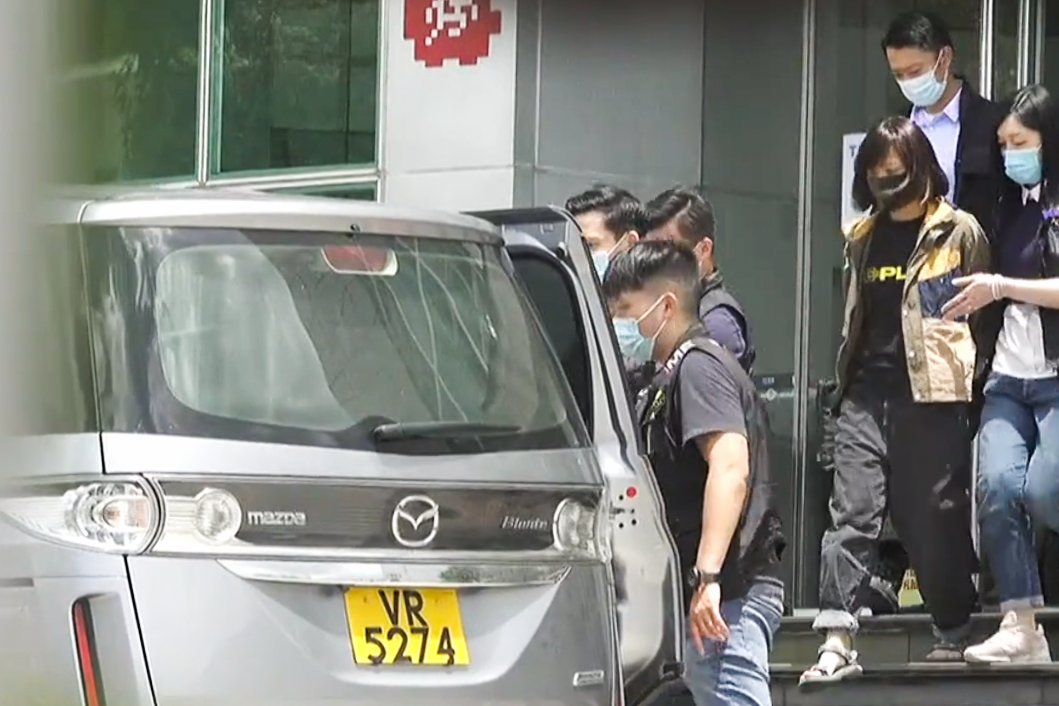
2021年6月17日，《蘋果日報》副社長陳沛敏與警員進行搜證後離開

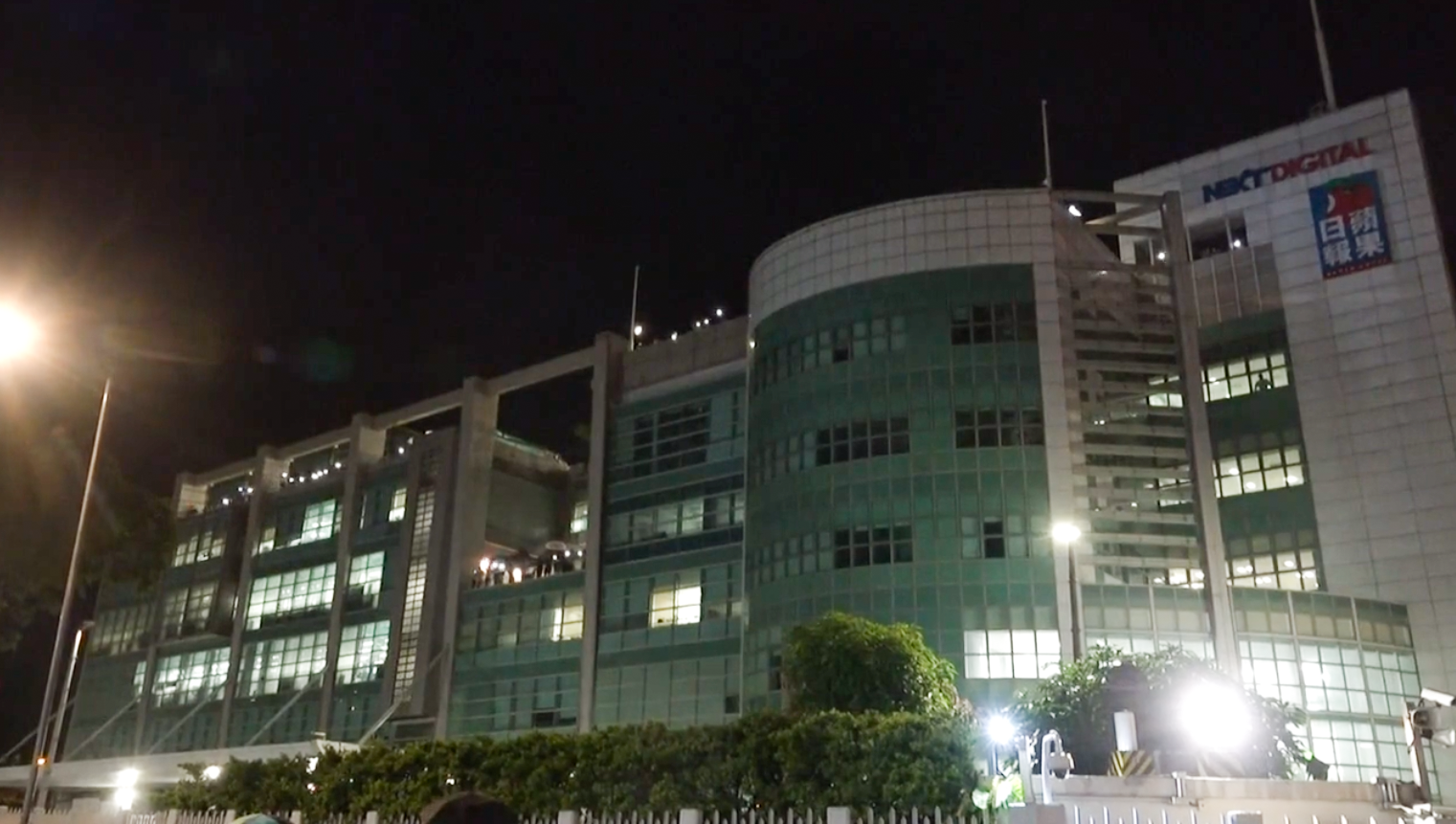
2021年6月23日，《蘋果日報》員工在壹．蘋果大樓內揮動手機燈和「多謝香港人」回應聲援的市民

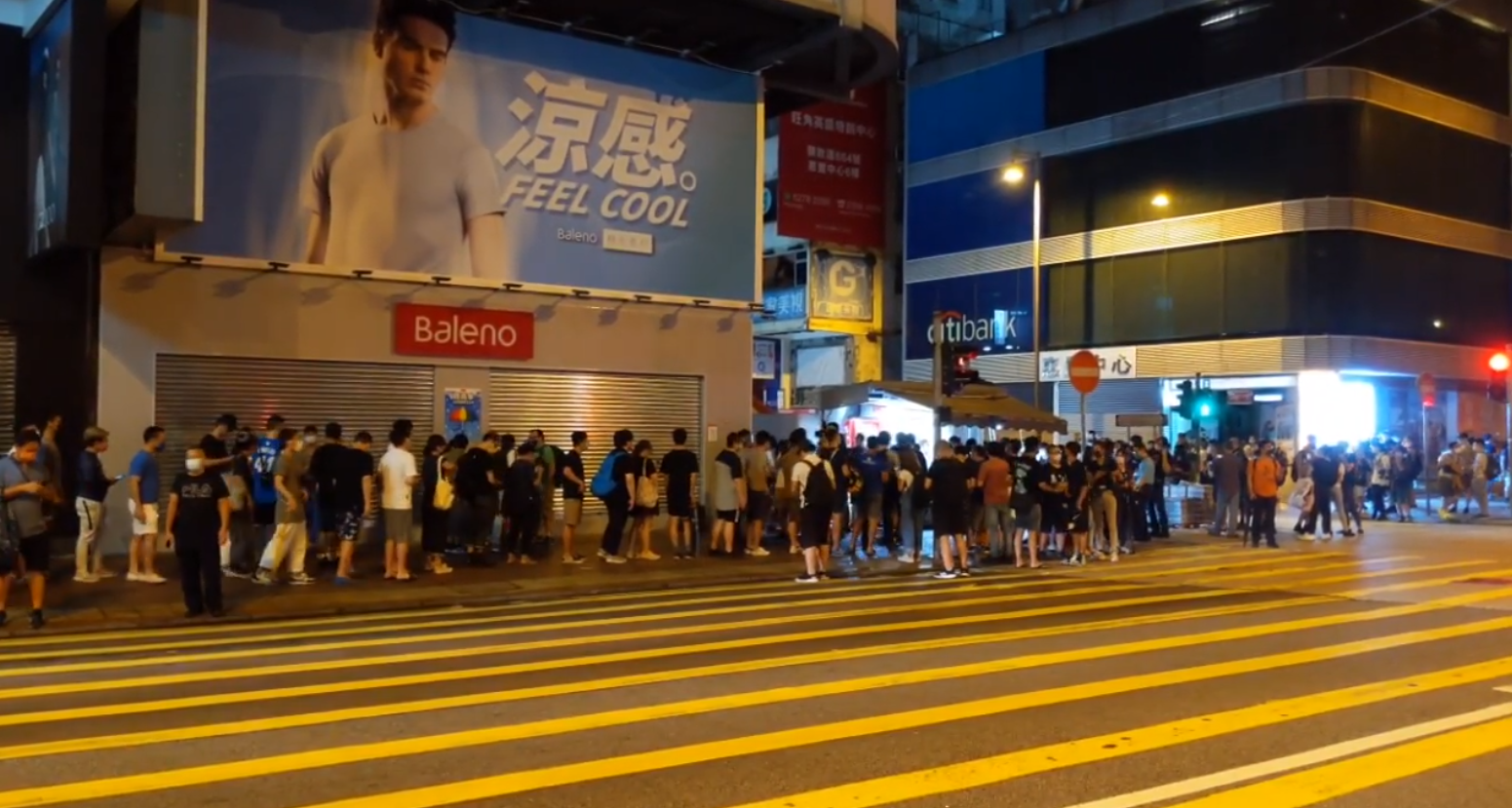
2021年6月24日凌晨1時許，旺角西洋菜南街與亞皆老街交界的報紙檔已經有逾千人排隊，購入最後一期《蘋果》

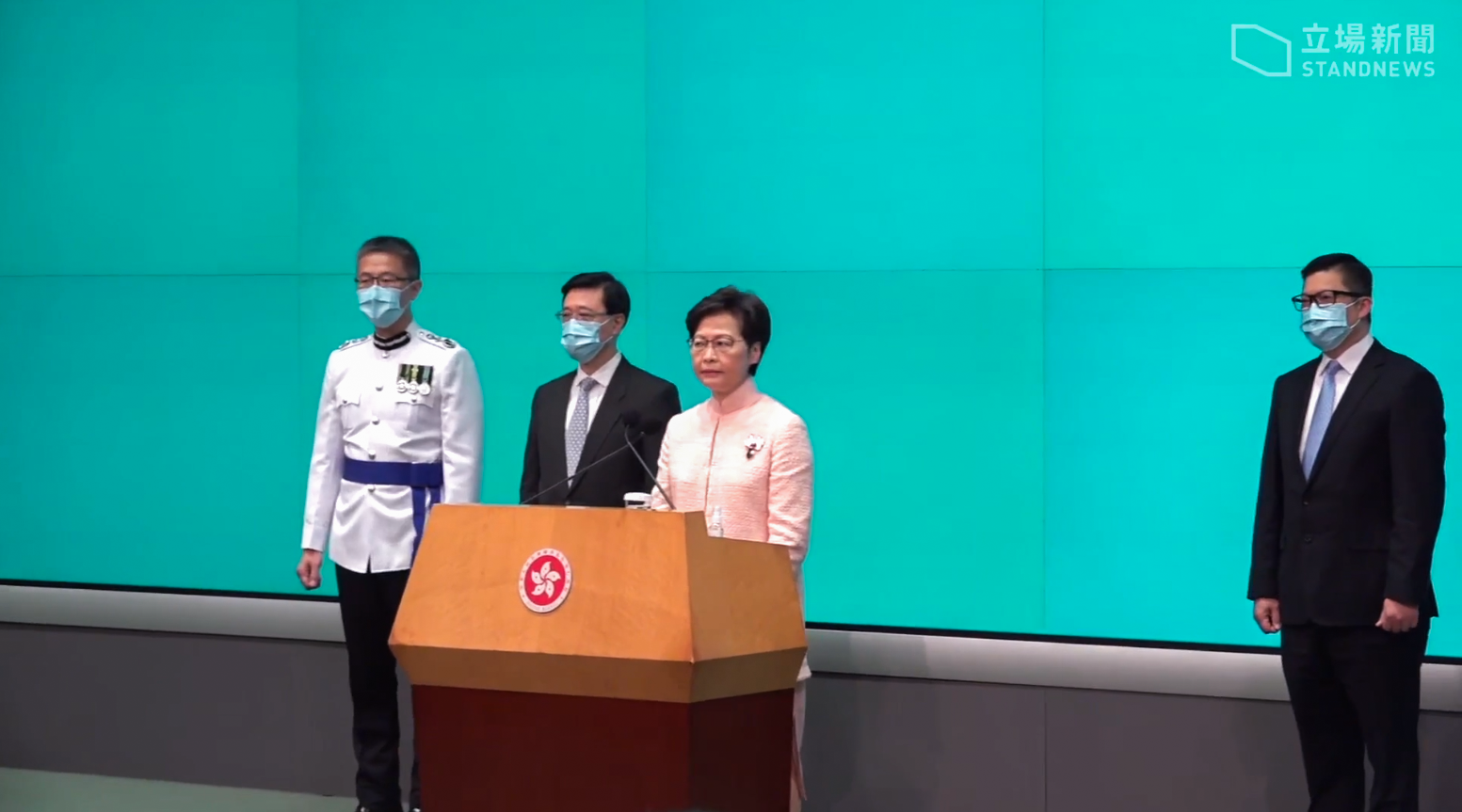
6月25日，特首林鄭月娥見記者，公佈李家超將任政務司長，鄧炳強掌保安局

- 6月1日：政府公布電話卡實名登記制度最新安排，個人用戶最多可向每個電訊商登記10張儲值卡，企業用戶最多25張，預計2023年2月23日起全面實施。[186]
- 6月2日：
  - 六四紀念館重開不足兩日，被食環署指該處沒有申領公眾娛樂場所牌照，支聯會宣布暫閉館直至另行通知。
  - 下午5時許，昂船洲一艘盛載近2,000噸金屬材料貨船發生三級火，金屬廢料燃燒的氣味和燶煙影響西九龍，甚至遠至葵青區和沙田區一帶均聞到異味。焚燒近15小時才救熄。[187]
  - 國家教育部發布年度《中國語言文字事業發展報告》，提出宜將普通話教育適度融入考評體系，而普通話和簡體字亦應有法律地位。
- 6月4日：
  - 六四事件32周年，同時為《港區國安法》實施下首個「六四」，警方在清晨拘捕支聯會副主席鄒幸彤，指她涉嫌宣傳或公布未經批准集會罪名拘捕。而一名報稱外賣速遞員的20歲男子亦被捕。
  - 《電訊（登記用戶識別卡）規例》刊憲，該規例將落實電話智能卡實名登記制度的實施安排，規例於2021年9月1日實施，並在2023年2月23日起全面落實電話卡實名制度。[188]
  - 警方首次引用《公安條例》封鎖維園部分範圍。到下午，更在3條過海隧道設路障，截查往港島車輛，引起交通嚴重擠塞。雖然警方在多區嚴密佈防，全港派出7000名警員戒備，但無阻市民晚上到維園外聚集，多人點燃燭光。在尖沙嘴、旺角、馬鞍山、天水圍、荃灣等區都有巿民點起蠟燭等悼念六四。而警方在旺角和銅鑼灣舉紫旗警告，指現場人士口號涉違《港區國安法》。截至晚上10時，有4男2女被捕，介乎20至75歲，涉嫌煽動他人參與未經批准集結、普通襲擊、刑事毁壞、公眾地方行為不檢及阻礙警務人員執行職務。而警方突擊圍封旺角西洋菜南街和銅鑼灣多處進行截查，至少12人涉違反限聚令被票控。[189]
  - 賢學思政在旺角豉油街一帶設置街站，希望舉行放映會，逾50警員在場戒備。但活動開始後，警員隨即警告現場人士涉違反「限聚令」，並舉起藍旗，要求市民散去，並拉起橙帶包圍街站。警方指召集人王逸戰涉公眾地方行為不檢，他被綁手押上車帶走。[190]
  - 天主教7所聖堂在晚上8時舉行「追思亡者彌撒」，有市民在荃灣葛達二聖堂外聚集亮起電子蠟燭，12人被警員指違反限聚令而票控。[191]
  - 沙田大涌橋路及火炭路交界發生嚴重交通意外，一輛載有55名學童的校巴，疑未有按照交通標誌右轉，強行直駛撞向路中石壆，校巴衝落單車徑。意外中有25人受傷送院，包括23名小學生和1名保母。校巴司機則骨折，涉危險駕駛被捕。[192]

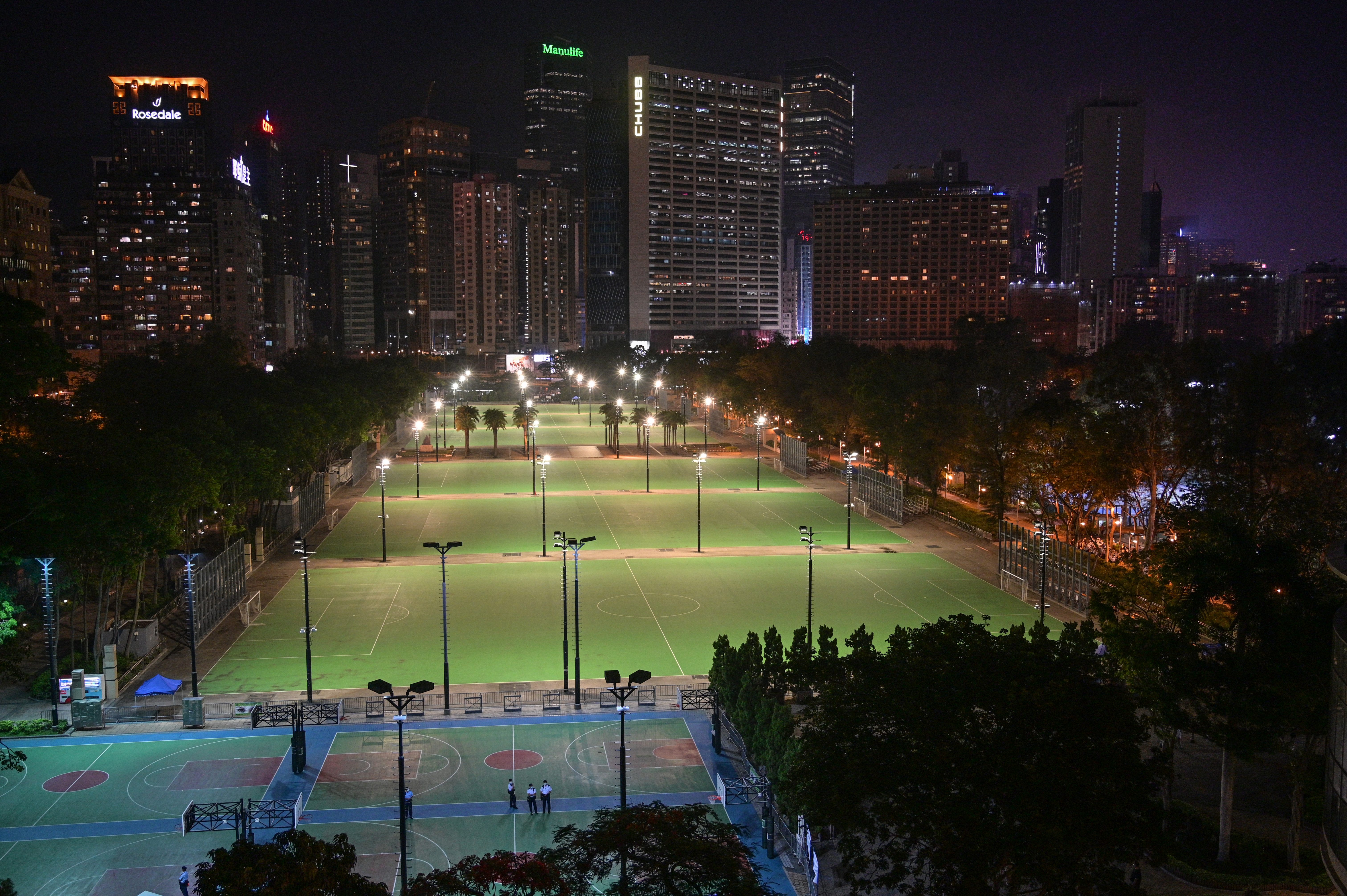
2021年6月4日，警方首次引用《公安條例》，在下午2時起封閉維園中央草坪、緩跑徑、籃球場和足球場等範圍
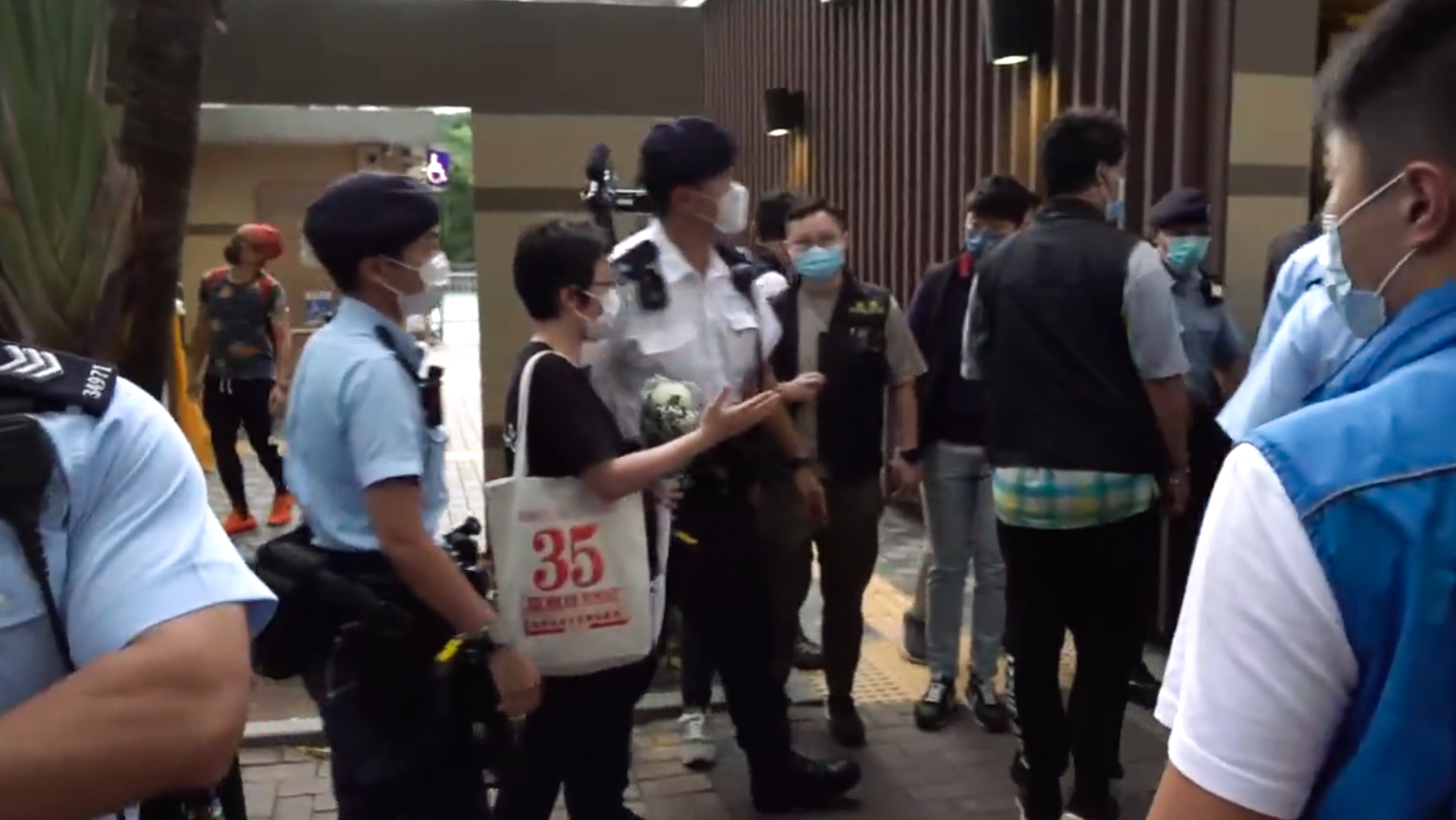
有市民帶一束白花到公園，卻被大批警員勒令即時拿走和離開
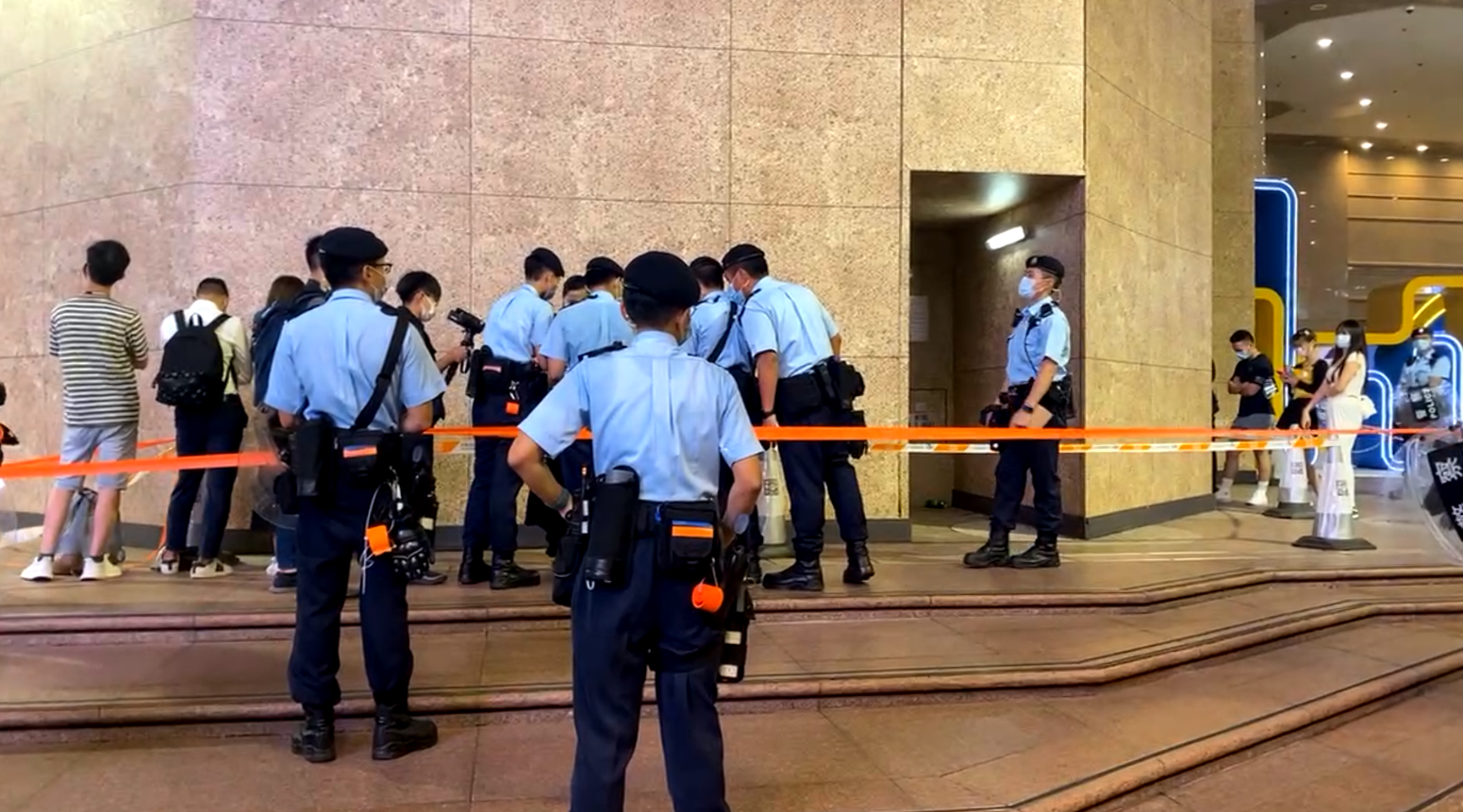
晚上，警方突擊圍封銅鑼灣時代廣場對出的空地，涉違反限聚令被票控，包括1名記者
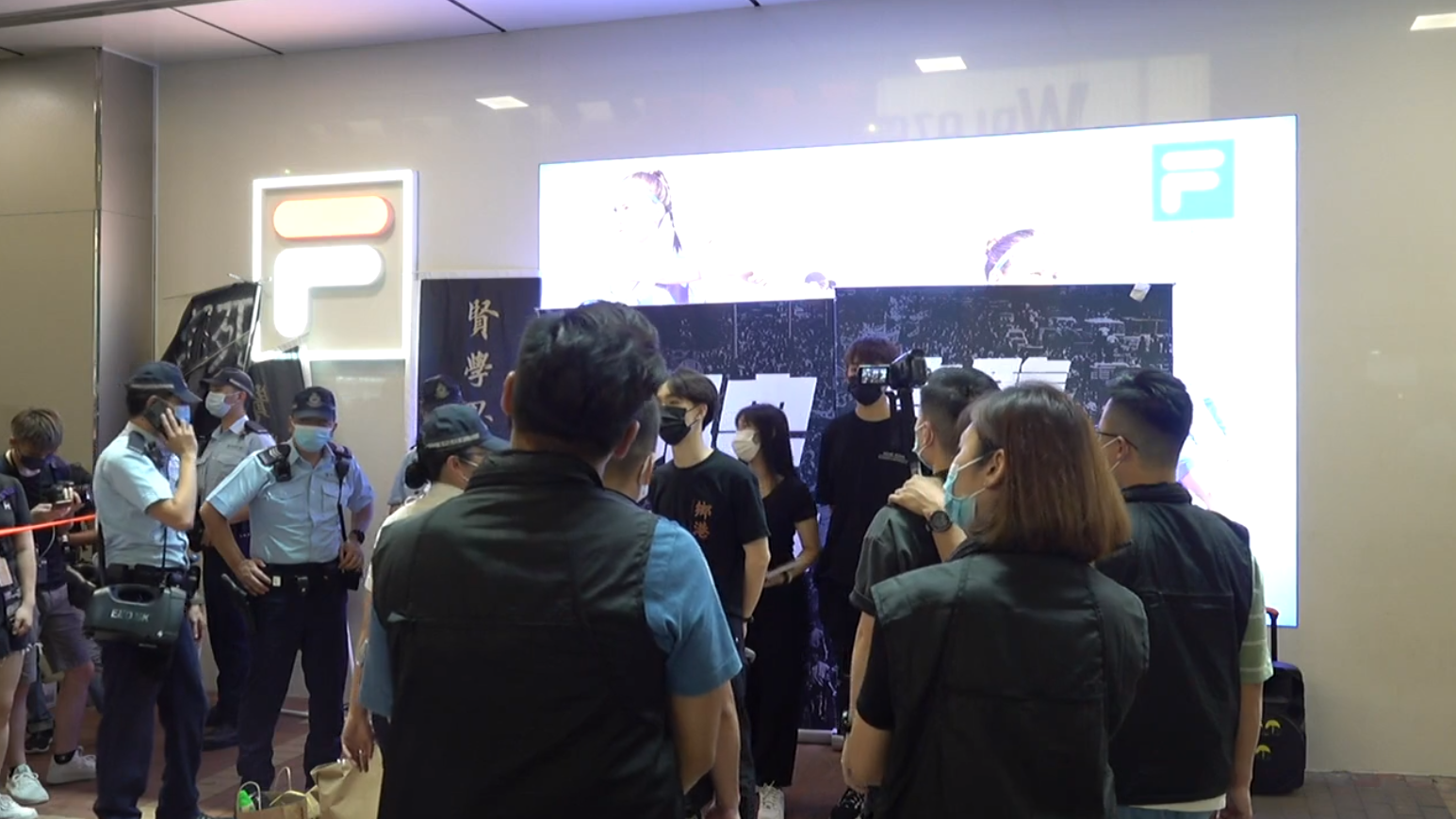
賢學思政在旺角設置街站，希望舉行放映會。但活動開始後，警員隨即警告現場人士涉違反「限聚令」，並拉起橙帶包圍街站。警方指召集人王逸戰涉公眾地方行為不檢，他被綁手押上車帶走
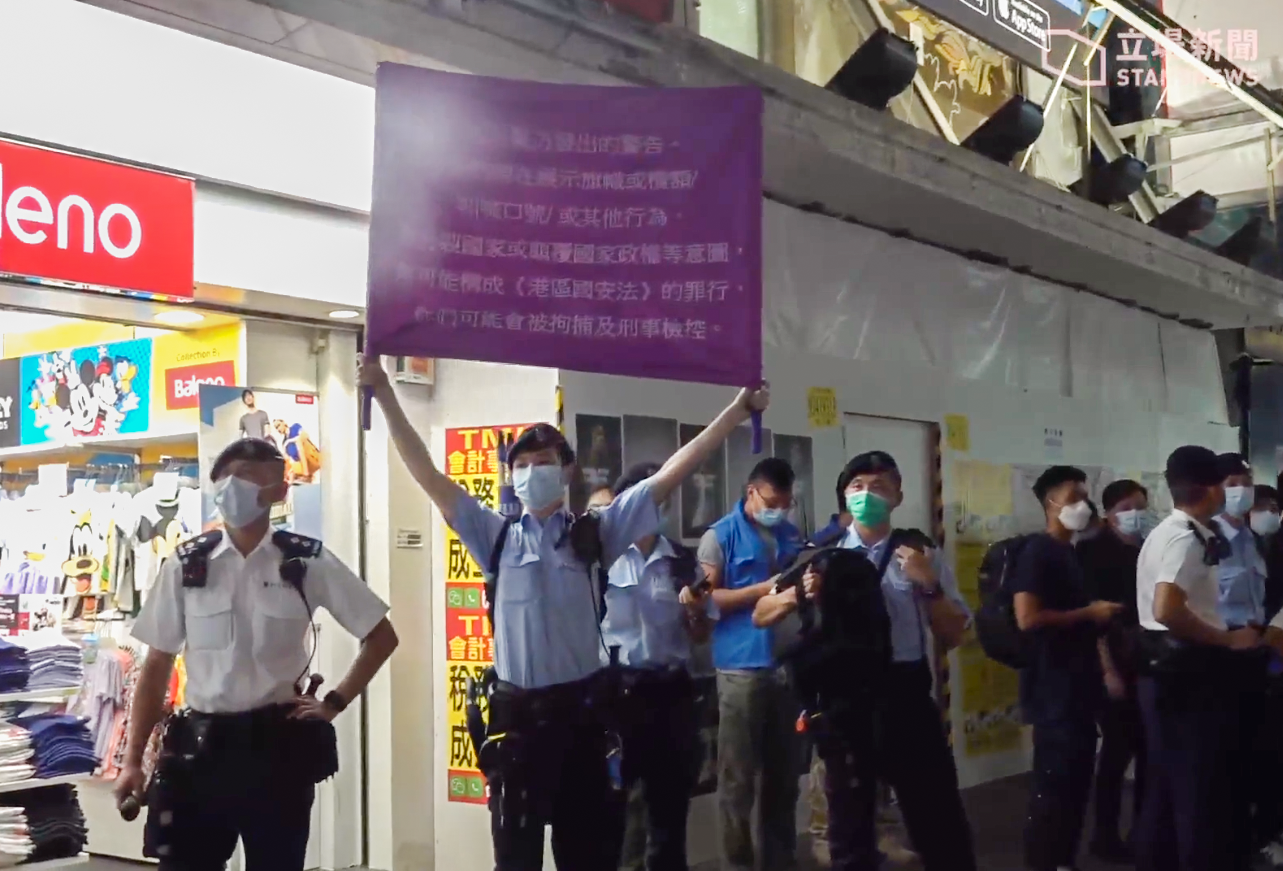
警方一度舉紫旗警告，指現場人士口號涉違《港區國安法》
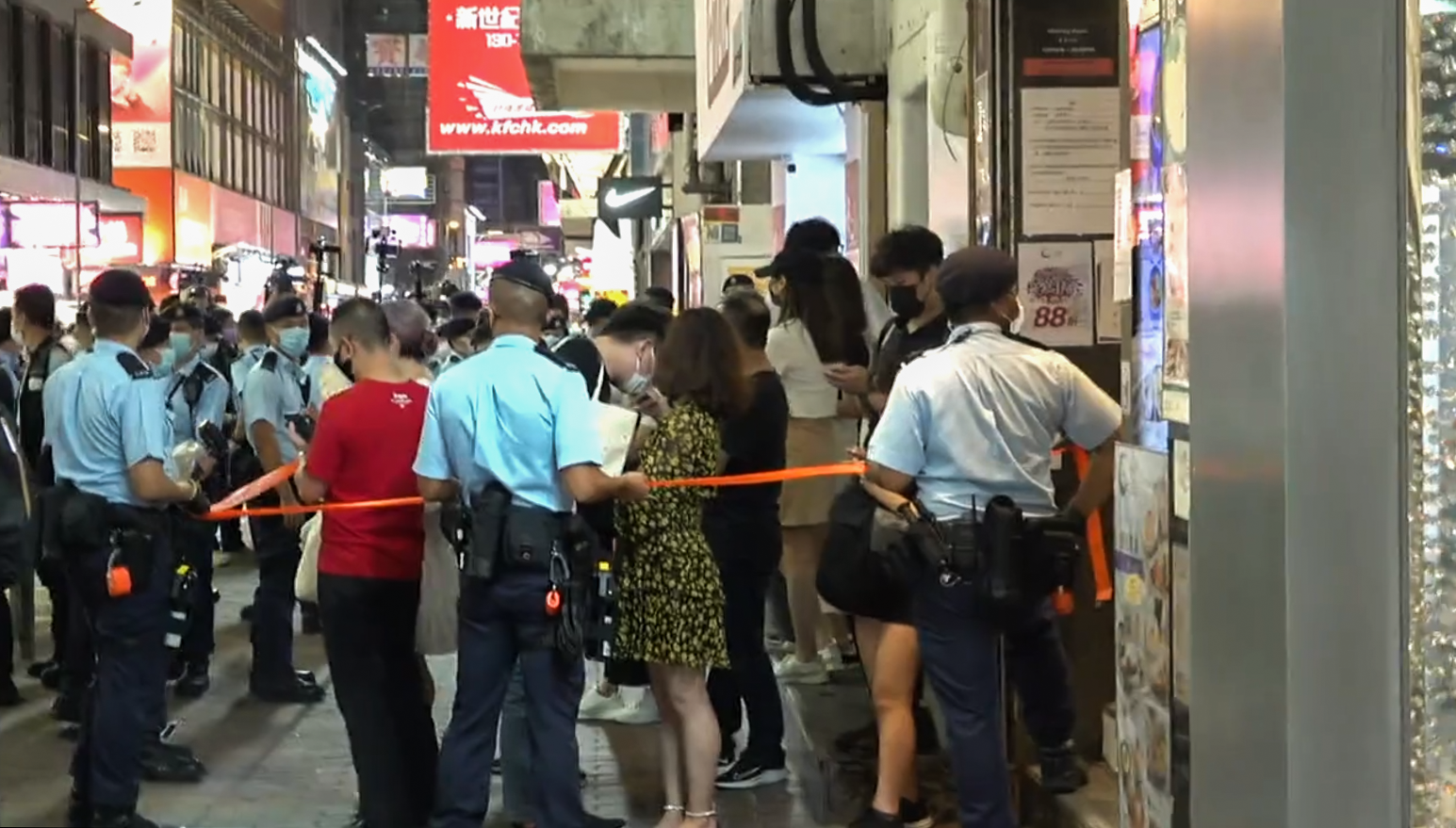
警方突擊圍封旺角西洋菜南街截查多名市民，之後全部被票控違反限聚令
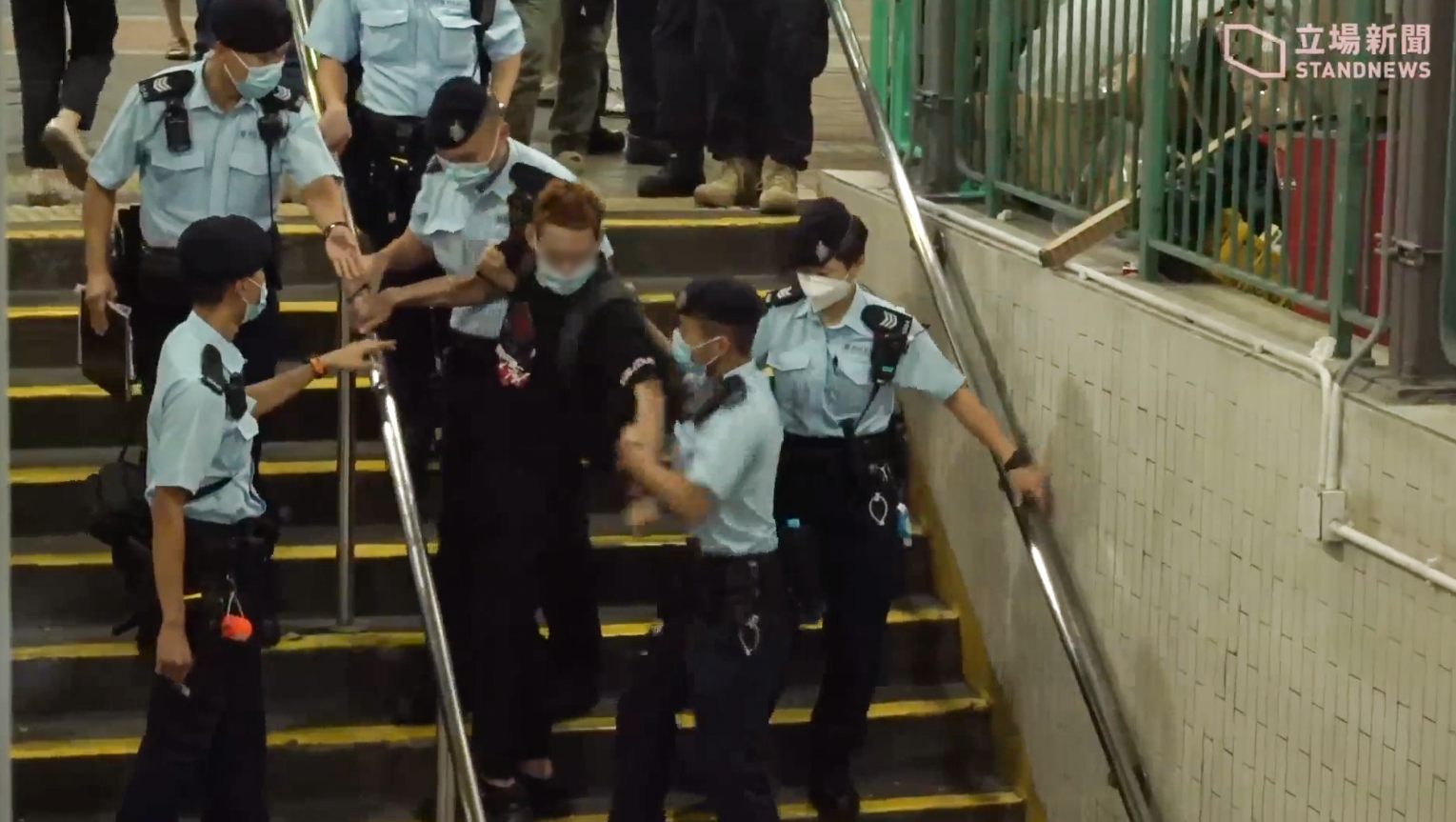
警員強行將一名男子帶往隧道進行截查
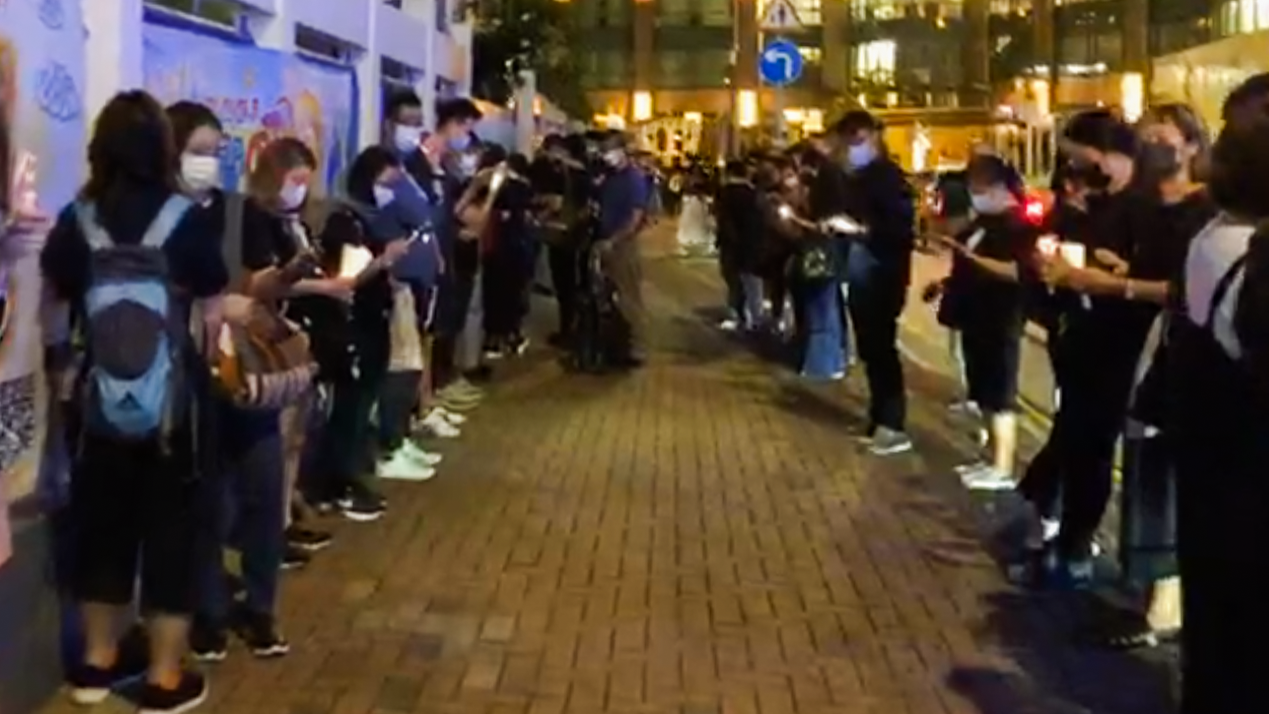
荃灣葛達二聖堂外，近百人亮起燭光及手機燈悼念

- 6月7日：now新聞台工程人員李小龍在2014年11月雨傘運動期間遭多名警員圍打，令他受傷及精神受損，其後向律政司民事索償。案件於區域法院結案陳辭期間，雙方突然在庭上稱達成和解。法官李樹旭批評浪費法庭時間和資源。[193]
- 6月8日：
  - 新巴970號線車長在2020年9月6日九龍大遊行於油麻地彌敦道被防暴警員截停，被控危險駕駛及不小心駕駛兩罪。主任裁判官嚴舜儀判100小時服務令。新世界第一巴士公司職工會會長林錦標認為判刑過重。
  - 加拿大再新增兩項港人永久居留途徑，針對在加拿大當地工作最少1年或大專畢業不久的香港人。有關政策在6月1日生效，直到2026年8月31日結束，不過新聞稿強調計劃可能隨時取消。
- 6月9日：反修例運動爆發2周年。
- 6月10日：政府為催谷市民接種疫苗，將內地與德國合研的復必泰疫苗接種年齡由16歲降至12歲，並在6月底到校進行外展接種服務。[194]
- 6月11日：政府因應《港區國安法》實施，刊憲修訂《電影檢查條例》檢查員指引，即日生效。指引列出如上映影片相當可能構成危害國家安全的罪行，或可能透過不同方式損害香港維護國家安全的行為或活動，當中包括描繪、刻劃或表現，以及認同、支持、宣揚、美化、鼓勵或煽動這些行為或活動的內容，檢查員都會被視為影片不宜上映。香港電影工作者總會發言人田啟文以個人身分接受記者訪問，認為「無所適從」，對業界造成「無形壓力」。[195]同日，鮮浪潮電影節宣布講述反修例運動的本地競賽短片《執屋》取消放映。[196]
- 6月12日：
  - 因前年6月21日包圍警總案而被判囚10個月的周庭出獄，吸引大批媒體和支持者冒雨採訪，她沒有發言便乘私家車離開。[197]
  - 中聯辦主任駱惠寧出席「中國共產黨與『一國兩制』主題論壇」，他在演講中不點名指「那些叫囂『結束一黨專政』、否定黨對『一國兩制』事業領導的人」是「香港繁榮穩定的真正大敵」。[198]
  - 6．12兩周年，警方在全港多區商場和港鐵站嚴密佈防。其中在銅鑼灣及旺角由下午起有大批警員駐守，並頻密截查市民。警方亦在3條過海隧道設路障和登上巴士截查乘客，引致交通受阻。到晚上9時40分，警方稱有人在旺角朗豪坊商場叫囂，超過100名警員衝入商場4樓並包圍往香港康得思酒店的通道，拘捕一名男子。其後又要求商場內的遊人離開，不可逗留。警員在晚上10時離開商場後，突然在砵蘭街截查多名路過的市民，兩名女子被控違反「限聚令」。另外，在旺角山東街和洗衣街交界，有人用以卡板和垃圾等雜物堵路。埋伏的便衣警員隨即拘捕兩名分別14和19歲男子。截至凌晨2時，警方共拘捕3人，年齡最小14歲，涉嫌在公眾地方行為不檢，並票控29人違反「限聚令」。[199]
  - 港鐵屯馬綫土瓜灣站舉行開放日，分為六個時段，每個時段有200張入場券，每張券可供4位市民入場，吸引不少鐵路迷及市民到場拍照，當日共接待了2600名市民進場。[200][201]
- 6月13日：
  - 沙田大涌橋路與沙田圍路交界發生致命車禍，一輛白色私家車與一輛新界區專線小巴803線用車相撞，導致小巴翻側，造成1死7傷，59歲的小巴司機當場死亡。有司機的行車紀錄器拍下事發一刻，可見當時肇事白色私家車正沿沙田圍路往沙田鄉事會路方向行駛，至事發路口時前方另一輛黑色私家車首先衝燈，白色私家車疑未有察覺，尾隨一同衝燈直行，結果攔腰撞上沿大涌橋路往石門交匯處方向直行的小巴。小巴被撞至彈起，一百八十度打轉後全車向左翻側，小巴司機疑未有扣好安全帶，被拋出車外再遭車身壓住，當場死亡。白色私家車車頭亦嚴重損毀，而首先衝燈的黑色私家車就不顧而去。警方表示會循機件、是否有人沒有遵守交通燈號、司機是否有扣緊安全帶、安全帶是否有正常運作等方向調查，並正追尋最先衝燈的黑色私家車下落[202][203][204]，而涉事白色私家車女司機因涉嫌危險駕駛引致他人死亡而被警方拘捕。[205]
  - 為配合沙中綫過海段的路軌接駁工程，港鐵東鐵綫再度暫停來往旺角東站至紅磡站之間的服務，同樣會安排免費接駁巴士行走紅磡站至九龍塘站。[206]
  - 港鐵屯馬綫宋皇臺站舉行開放日，分為八個時段，每個時段有200張入場券，每張券可供4位市民入場，吸引不少鐵路迷及市民到場拍照，當日共接待了3000名市民進場，當中包括400名應港鐵邀請來自地區及非政府組織團體人士。[207][208]
- 6月15日：美國CNN報道，負責營運廣東省台山核電站的法國法馬通公司去信美國政府，指核電站出現核泄漏，有輻射威脅。特首林鄭月娥表示高度重視事件，指出香港環境輻射和水塘等一切指標正常。[209]
- 6月16日：《星島日報》報道，政府將於7月安排區議員逐一宣誓，並透露至少170個區議員因參與民主派初選、借出議員辦事處做初選票站及簽署「墨落無悔」抗爭派立場聲明書而可能被DQ。[210]
- 6月17日：警方國安處再度大舉搜查蘋果日報大樓，並以涉嫌違反國安法第29條「串謀勾結外國或境外勢力危害國家安全罪」，拘捕壹傳媒5名高層，包括壹傳媒行政總裁張劍虹、壹傳媒集團營運總裁周達權、《蘋果日報》副社長陳沛敏、總編輯羅偉光及蘋果動新聞平台總監張志偉。國安處高級警司李桂華表示，《蘋果日報》由2019年至今，至少有50篇文章的內容呼籲外國制裁中國和香港特區政府。同時指出警方已經凍結括蘋果日報、蘋果印刷及AD INTERNET COMPANY 3間公司資產，合共1,800萬港元。搜查令亦授予警方搜查包括新聞材料的權力，警員要求大樓內所有人放下工作，並要求到地下空地或5樓員工餐廳。探員隨便翻查記者桌上的文件和電腦內的資料，當記者進行採訪亦被警員阻止。[211]
- 6月18日：
  - 2019年7月21日元朗白衣人襲擊事件，首被告無罪釋放，其餘5名被告暴動罪成。[212]
  - 廉政公署控告德信學校校長郭超群，涉嫌貪污洩露小學內部考試試卷。有家長懷疑是屢次舉辦六四祈禱會被「秋後算帳」。[213]
  - 前年11月17日香港理工大學衝突中，一名香港歷史博物館工作的員工被指拍照洩飛虎隊行蹤，判監6個月。[214]
  - 香港電台節目主持人曾志豪和貴花田突然被解僱，發言人指第二台成立40周年要更換主持人。[215]
- 6月20日：陸委會表示，由於香港政府自2018年7月起多次對台香港辦事處人員簽證設置不合理的政治條件，引致派駐人員無法繼續留港，因此將調整駐港辦業務。[216]
- 6月21日：路透社報道，壹傳媒創辦人黎智英顧問 Mark Simon 表示《蘋果日報》已沒有渠道取得資金，可能在數天內被迫終止運作。到下午，壹傳媒召開董事會議，表示如果不獲保安局解凍資金，《蘋果日報》將在6月27日最後出版，網上新聞以星期五晚上11:59為死線。[217]
- 6月22日：滙豐銀行發出通告，指香港客戶日後未必可在海外使用網上理財服務。通告提到公司在香港特區受監管，網上及流動理財服務只供在香港特區的客戶於香港使用。不足數小時後收回通告。[218]
- 6月23日：
  - 警務處國家安全處拘捕《蘋果日報》社論主筆「李平」，涉嫌串謀勾結外國或境外勢力危害國家安全罪。[219]
  - 《蘋果日報》因涉嫌違反港區國安法，資產遭到政府凍結而停刊。晚上，大批市民冒雨到將軍澳壹．蘋果大樓外支持《蘋果日報》員工。
- 6月24日：《蘋果日報》出版最後一份報章，印刷達100萬份，大批讀者在多區大排長龍等候購買。其網站、手機應用程式、facebook和YouTube頻道已經停止更新並全面關閉，讀者無法再查閱。
- 6月25日：國務院任免推動《逃犯條例》的保安局長李家超接任政務司長、處理示威的警務處長鄧炳強接任保安局長，副處長（行動）蕭澤頤接任警務處長，外界形容任命是「警察政府」。而建制派人士認為沒有問題，更指他們表現出色，有助鞏固國家安全。[220]
- 6月26日：
  - 新上任的保安局長鄧炳強表明要盡快做好《基本法》23條立法工作。警務處長蕭澤頤上任後首次會見傳媒指，形容過去兩年「黑暴」是「謊言共同體」，形容他們的「假新聞」和「假消息」荼毒年輕人。他亦不認同有人指警民關係非常撕裂，反指許多市民支持警隊，是「假新聞」和「假消息」而敵視警察。[221]
  - 2010年成立的民主派政黨新民主同盟宣布解散。[222]
- 6月23日至8月4日：香港政府將進行新一輪人口普查。
- 6月27日：
  - 屯馬綫啟德至紅磡段通車，港鐵管理層與一眾鐵路迷登上列車慶祝。而紅磡站新月台則提早一周，即6月20日率先啟用，有市民批評不方便。
  - 第五代山頂纜車退役前最後一日服務。
  - 網媒「立場新聞」晚上發表聲明，指《港區國安法》實施後，為了減低風險，將5月份及之前的博客、讀者投稿和轉載評論等文章暫時下架，並暫停接受會員資助。董事局內的8名成員有6人建議辭任。[223]
  - 前《蘋果日報》主筆馮偉光（筆名盧峯）晚在香港國際機場準備前往英國時，被香港警方禁止出境及拘捕，涉嫌“串謀勾結外國或者境外勢力危害國家安全罪”。[224]
- 6月28日：
  - 天文台早上發出今年首個黑色暴雨警告信號，啟用只有半年的屯門至赤鱲角連接路出現水浸，往屯門方向管道一度全線封閉，南大嶼山和摩星嶺亦出現山泥傾瀉。一名旅遊巴司機在上水行駛途中疑失控，撞向一棵樹後翻側，司機跌出車外昏迷，送院後不治。[225]市民批評天文台太遲發警告。[226]
  - 政府宣布7月1日起，禁止所有從英國來香港的民航客機抵港，並將英國列為極高風險A1組指明地區。[227]
  - 香港電台繼續收緊對節目，「自由風自由phone」主持區家麟遭撤換，他批評政府和港台高層用盡行政權力。而港台電視部《五夜講場》、《視點31》等多個節目亦會停播。港台節目製作人員工憂慮以往持平與批判聲音會在大氣電波中消失，同時摧毁獲得公眾認同的品牌，不符合港台和公眾利益。[228]
  - 在《港區國安法》的陰霾下，網媒《852郵報》宣布下架所有影片，而winandmac表示撤離香港，並取消在香港的相關商業註冊。[229]
- 6月30日：壹傳媒集團人力資源部代表董事會宣布，公司在7月1日起停止運作。[230]

### 7月
- 7月1日：

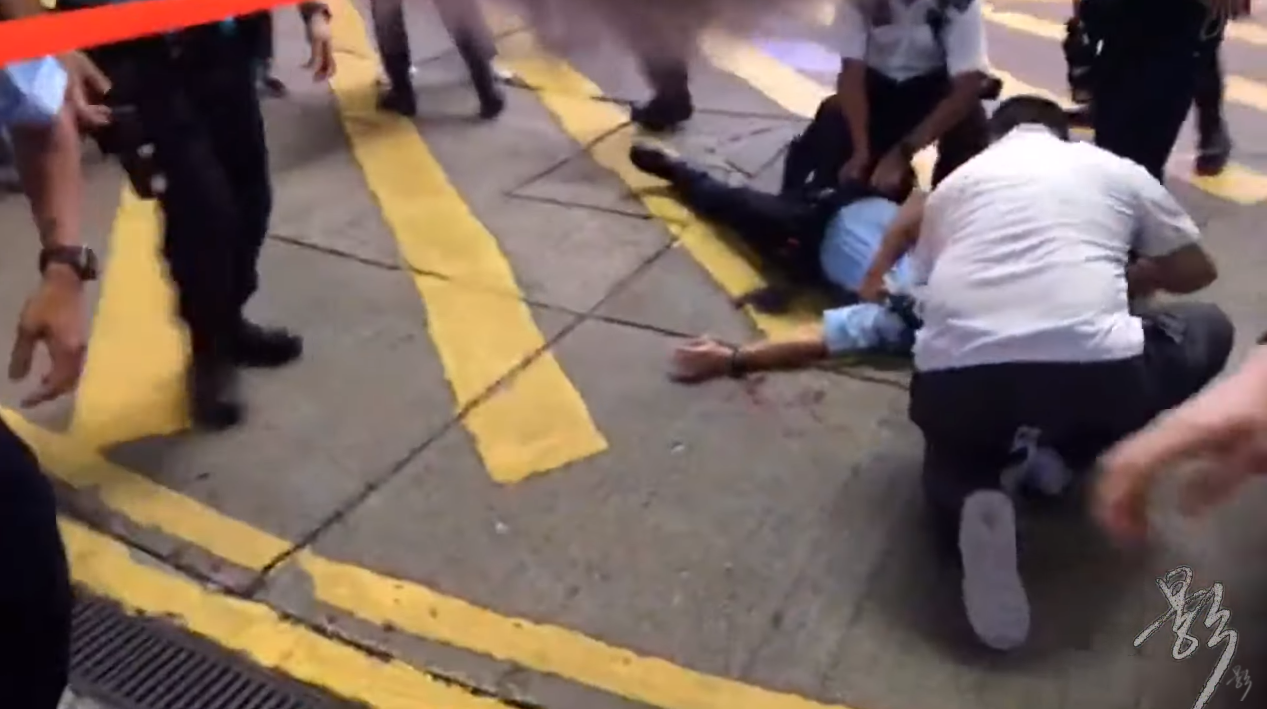
7月1日晚上，50歲男子梁健輝在銅鑼灣崇光百貨外的東角道，用刀斬傷一名警員的左肩背，並當場刺胸自殺

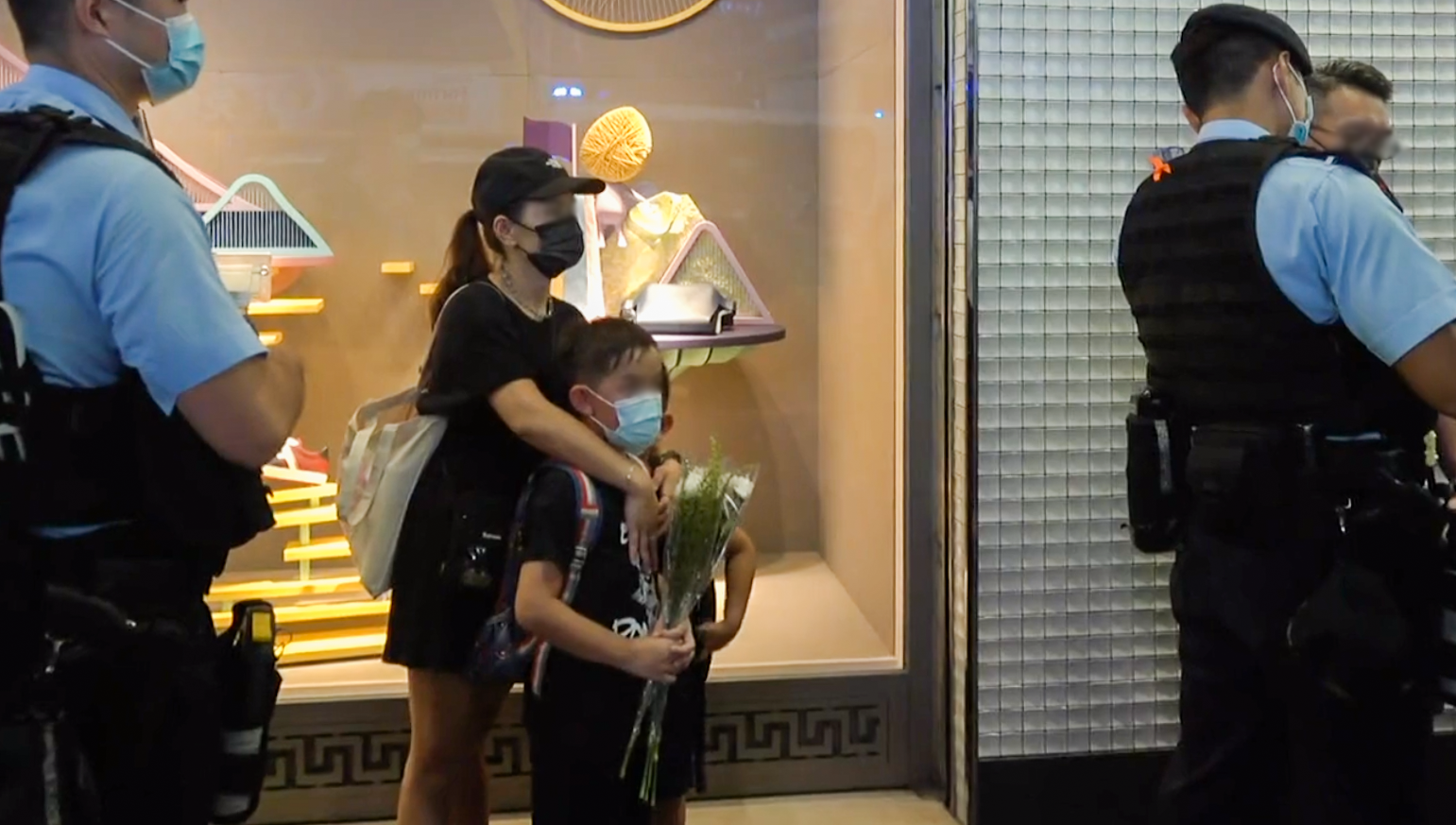
7月2日，母親陪同兩名小朋友手持鮮花悼念梁健輝，被警員包圍截查

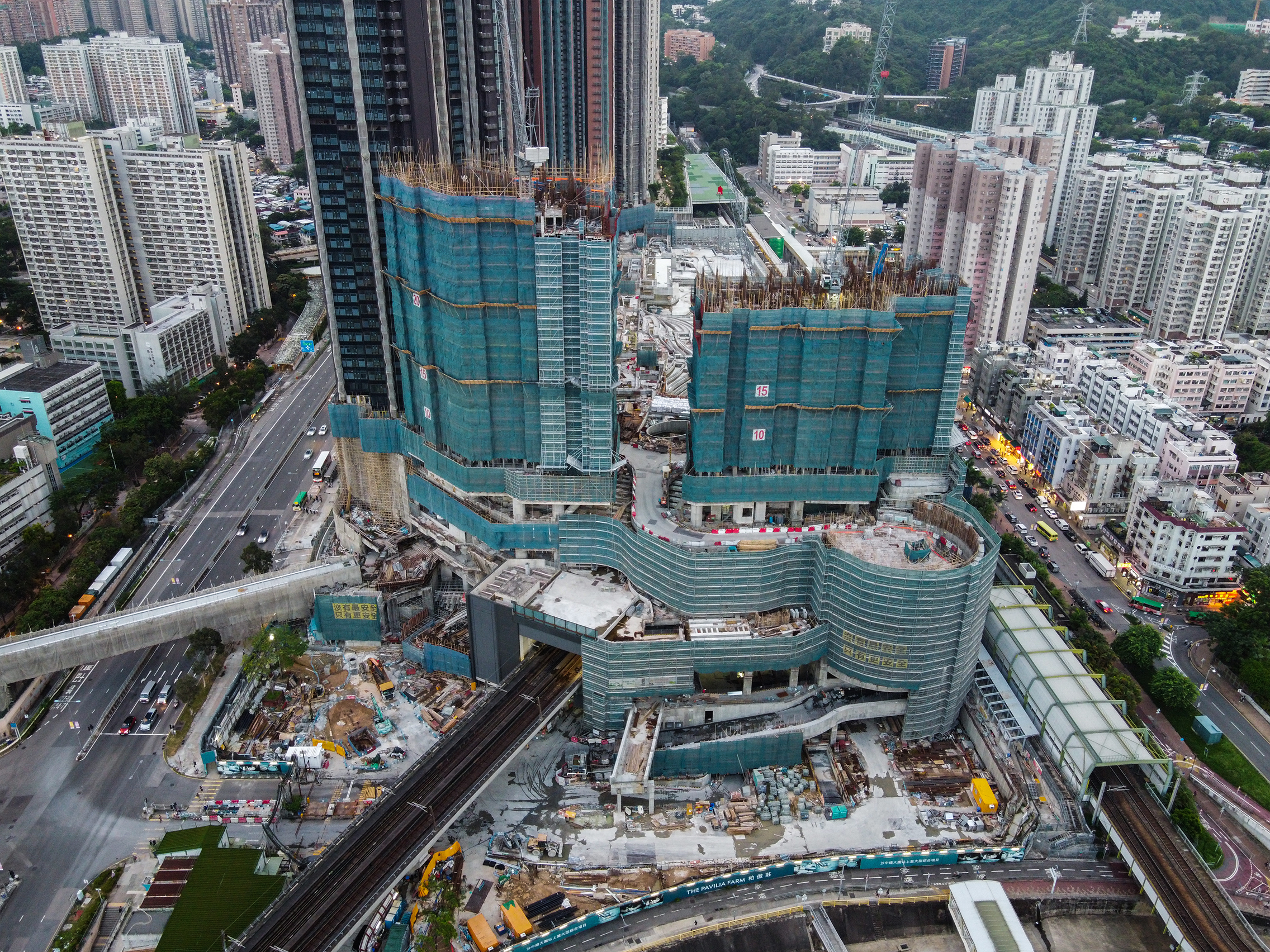
7月6日，新世界發展向港鐵及屋宇署通報，指由於柏傲莊第三期第1及8座部分牆身結構的混凝土未達標，需要拆卸重建

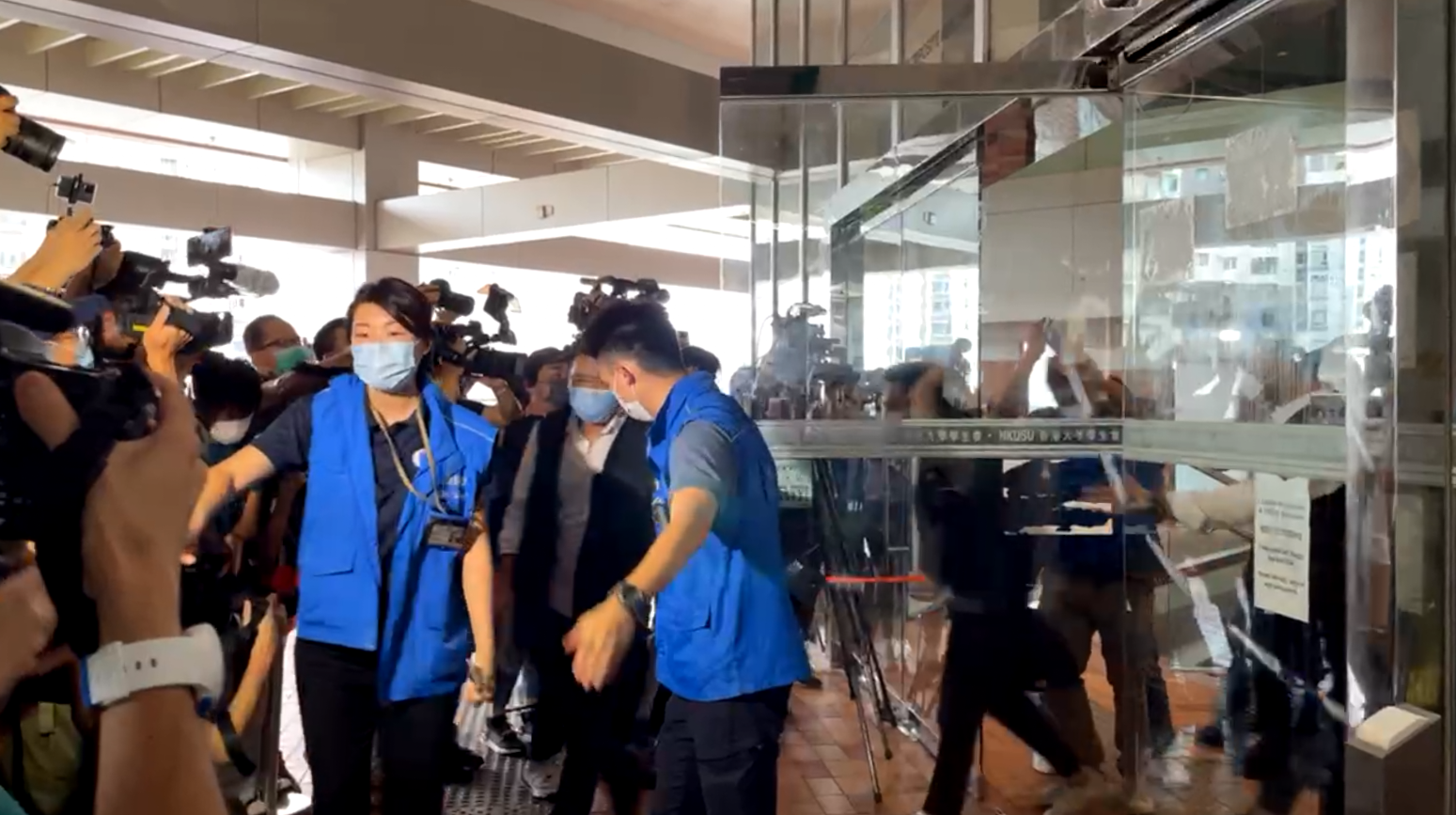
7月16日，警方國安處搜查港大學生會綜合大樓

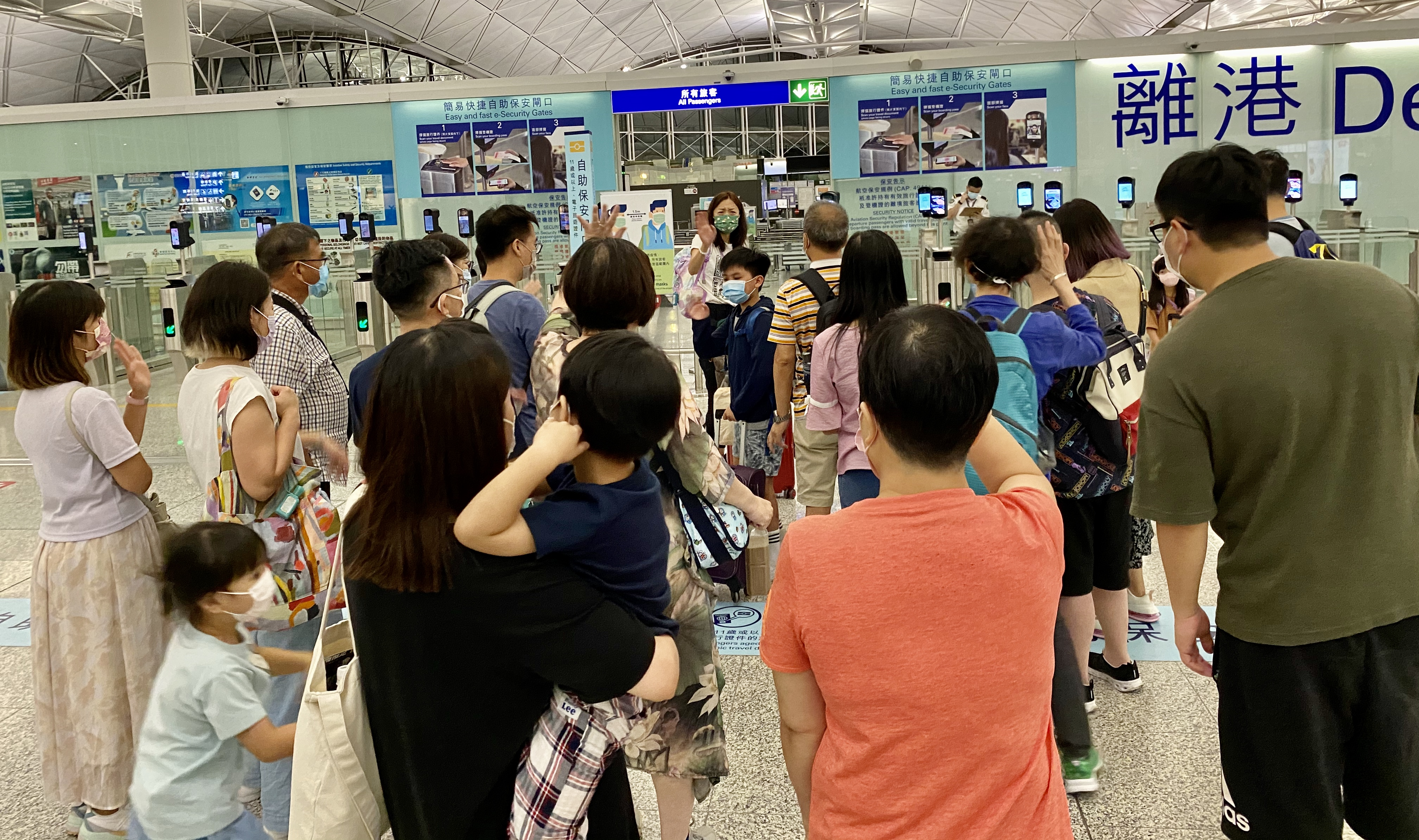
7月18日晚英国LOTR安排届满前夕，大批香港人赶上前往英国的“尾班机”，可以在坻达英国后再申请BNO5+1移民签证，香港國際机场笼罩在一片离愁别绪中，气氛凝重

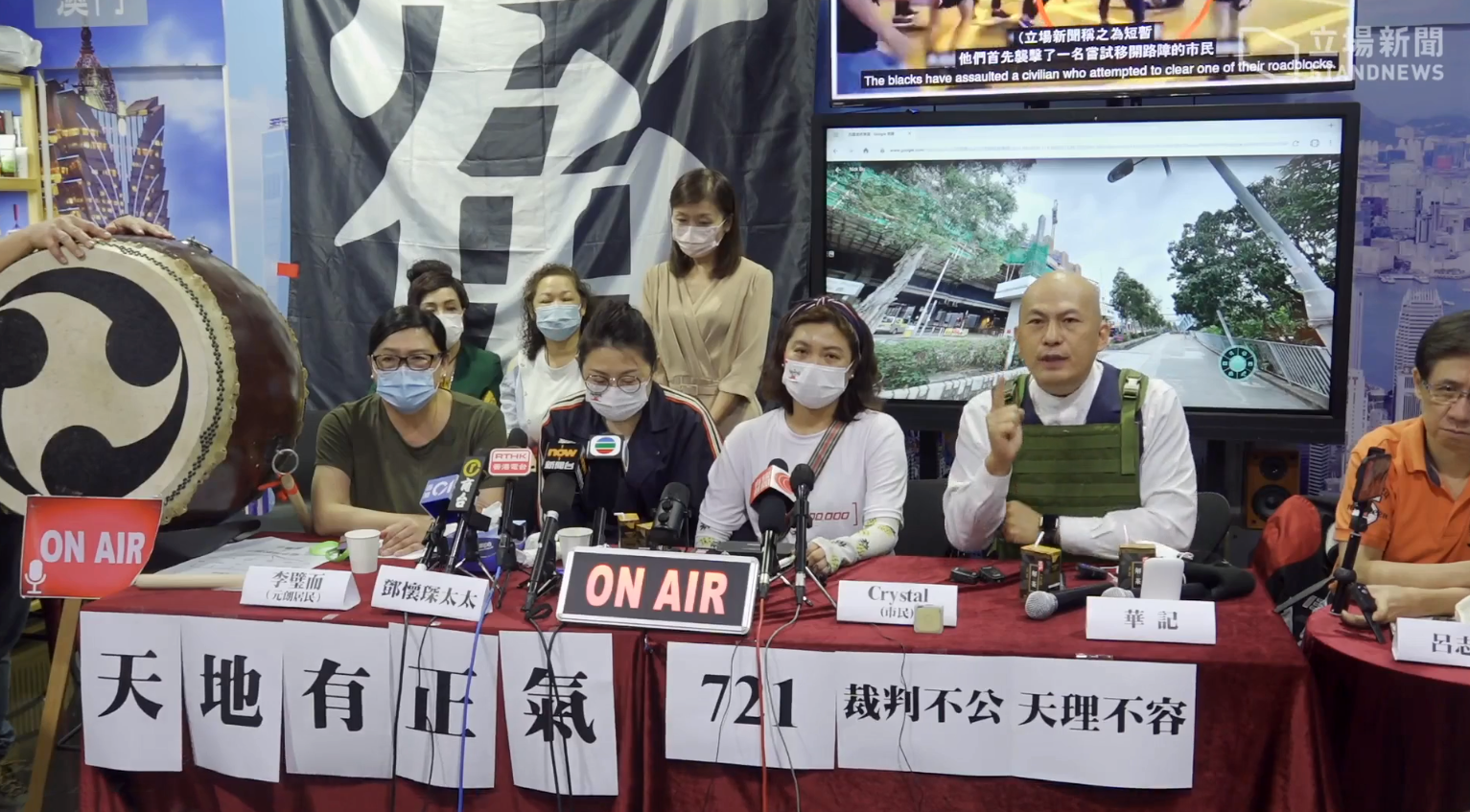
7月22日元朗721白衣人暴動案裁決公佈後，家屬聯同親中KOL「華記」楊官華和珍惜群組李璧而見記者，批評裁判不公

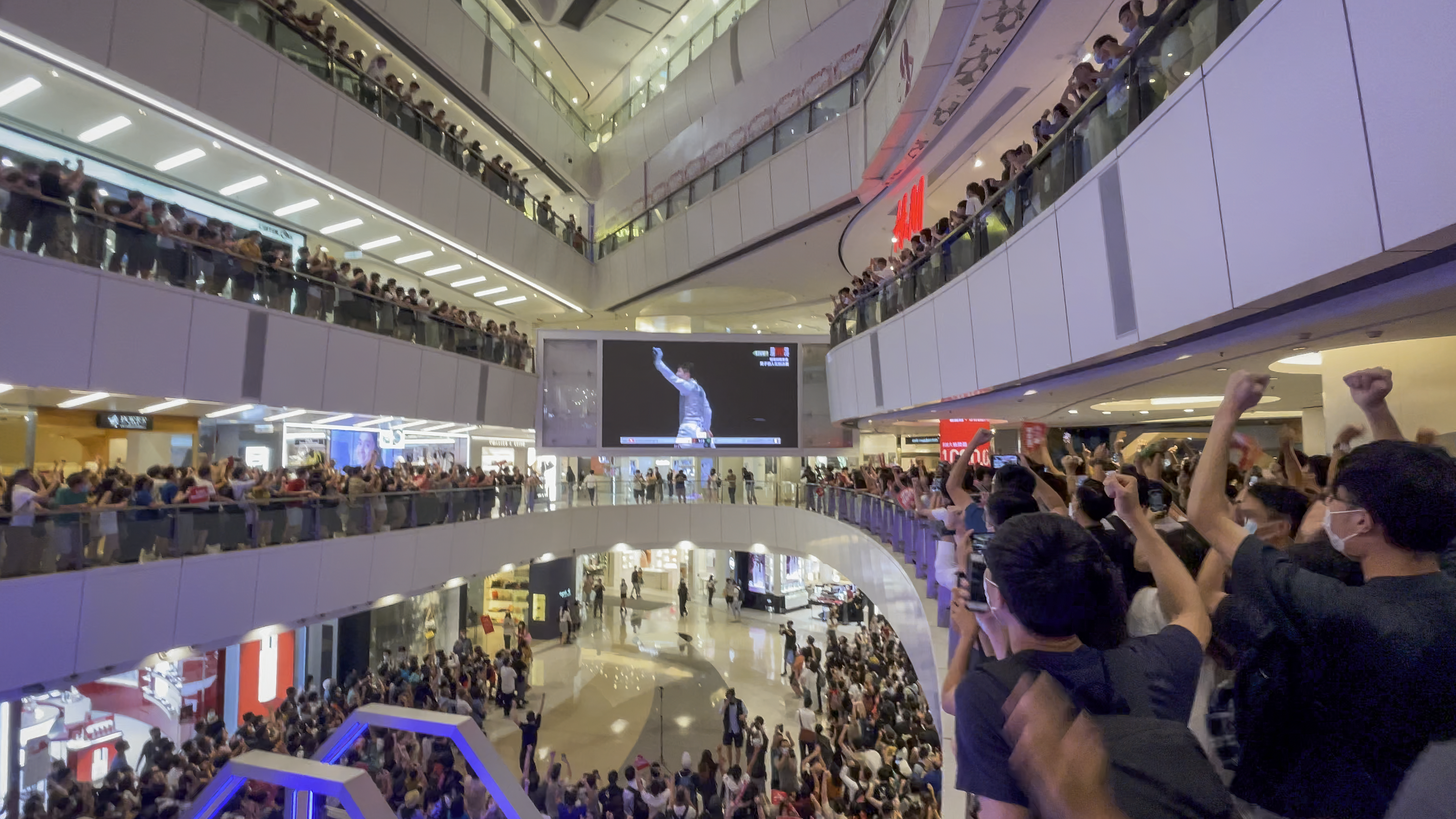
7月26日，大批市民在觀塘apm商場觀戰張家朗在東京奧運男子個人花劍個人賽爭金牌

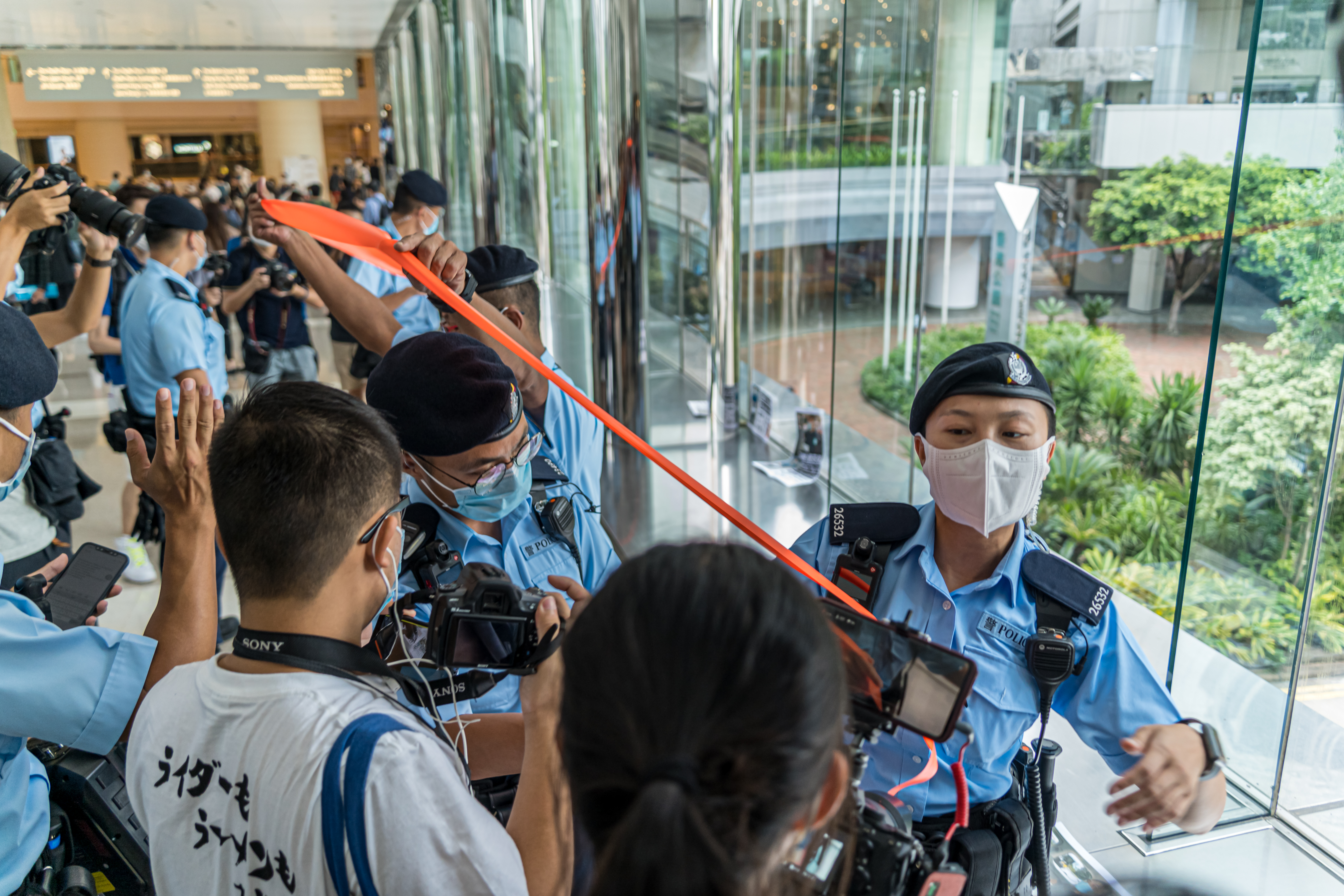
7月29日，國安法首案，唐英傑判囚9年。警員拉起橙帶圍封太古廣場往金鐘廊的天橋，禁止市民在天橋等候囚車

  - 香港回歸24周年，2021年香港七一遊行被警方第二年禁止舉行。不過建制派人士在多區舉辦中國共產黨百年黨慶及回慶祝活動卻獲豁免限聚令，其中大埔林村許願廣場近500人聚會，九龍社團聯會等團體在尖沙嘴街坊福利會會堂的活動有約400多人出席。[231]
  - 警方在銅鑼灣一帶嚴密佈防，引用《公安條例》封閉維多利亞公園，同時在記利佐治街和東角道一帶拉起橙帶封路，有市民購物後被搜查後遭票控違反「限聚令」。警員亦兩次衝入名店坊商場進行追捕，一名10歲小朋友截查期間一度緊張手震，其後獲得放行。而另一名青年因被搜到有《蘋果日報》而被票控違反「限聚令」。而賢學思政、學聯及職工盟等多個團體在灣仔和旺角的街站亦遭警員阻止，警方稱有11人被捕，涉嫌分發煽動刊物。而全日在港九拘捕19人。[232]
  - 晚上10時10分，50歲男子梁健輝在銅鑼灣崇光百貨外的東角道，用刀斬傷一名28歲機動部隊警員的左肩背，並當場刺胸自殺。疑兇滿身鮮血被制服在地，送院後證實死亡。保安局長鄧炳強形容事件是「孤狼式本土恐襲事件」，更形容社會平日有很多煽動暴力、美化暴力的人，亦導致不幸事件發生。[233]
- 7月2日：銅鑼灣刺警案發生後，有市民到現場獻花向死者致哀。而警方搜查所有手持鮮花及靠近崇光百貨的市民，有市民放白花悼念亦被警員發亂拋垃圾告票，亦指出放下鮮花的行為涉嫌煽動他人。民望極低的政務司司長李家超指責香港市民前往現場獻花悼念的行為，是「美化、認同甚至鼓勵」其所謂之「恐怖活動」。
- 7月3日：陳振聰刑滿出獄，他離開監獄後，到香港華人基督教聯會薄扶林道墳場拜祭亡母。其後乘座駕返回寓所，之後到北角一間音樂學院與朋友相聚和聚餐。他表示會休息一段日子。
- 7月4日：
  - 政府5000元電子消費券計劃接受網上登記，截至7月5日早上8時，已經有接近238萬名市民經網站遞交電子登記。不過市民使用「智方便」登記需排逾1小時，網民更直言「智方便，唔方便」。[234]
  - 為配合沙中綫過海段的路軌接駁工程，港鐵東鐵綫再度暫停來往旺角東站至紅磡站之間的服務，同樣會安排免費接駁巴士行走紅磡站至九龍塘站。
- 7月5日：《華爾街日報》獨家報導，Facebook、Twitter 及Google等公司私下向香港政府發信，警告如政府繼續立法修訂「起底」刑事化，公司為避免員工須受刑責，或會停止再為香港提供服務。[235]
- 7月6日：
  - 警務處國家安全處表示搗破激進港獨組織「光城者」並拘捕了5男4女，涉嫌圖謀以爆炸品襲擊海底隧道、鐵路和法庭等公共設施，並凍結60多萬元資產。[236]
  - 政府公佈由行政長官委任的候選人資格審查委員會（資審會）成員，政務司司長李家超為候選人資格審查委員會主席，三名官守成員由政制及內地事務局局長曾國衞、保安局局長鄧炳強及民政事務局局長徐英偉擔任。三名非官守成員為梁愛詩、范徐麗泰及劉遵義。[237]
  - 國際文憑大學預科課程放榜，香港共有130名考生考獲滿分45分。[238]
- 7月7日：
  - 警方國家安全處日前拘捕「光城者」9人後，其中3名中學生被控串謀恐怖活動罪，年齡介乎15至19歲，案件由《港區國安法》指定法官、總裁判官蘇惠德審理。法官拒絕3人保釋，案件押後至9月1日再訊。在審信期間，法庭保安發現一名旁聽男子繪畫法庭草圖，而被總裁判官詢問，其後叮囑該男子不要畫畫。[239]
  - 七一銅鑼灣刺警案發生第7天，繼續有市民手持白花到崇光百貨外悼念，至少3人被捕或帶上警車。到晚上10時，一名年長女子手持鮮花及一張寫有「7月7日盧溝橋事變 日寇侵華」的紙，被一對男女推撞。警方將案件列作糾紛，無人被捕。[240]
  - 基督教香港信義會元朗信義中學兩名學生因在歌唱比賽合唱Dear Jane《銀河修理員》而遭校方記大過。校長尹浩然拒絕回應事件。[241]
  - 香港立法會三讀通過《僱傭修訂條例草案》，法定假日期的日數將會在2022年起至2030年，分5次由現時12日增至17日。[242][243]
- 7月8日：
  - 新世界發展表示大圍上蓋樓盤柏傲莊 III兩幢樓宇的混凝土檢測數據不符合要求，須拆卸重建，共有846戶受影響，預計入伙日期需延遲約9個月。[244]
  - 保安局高官出席涉性侵晚宴事件：保安局副局長區志光、入境處長區嘉宏、海關關長鄧以海在今年3月出席灣仔灣景中心私人會所「吉祥薈」的飯局時，涉違反限聚令被票控，並有出席者因為強姦被捕。事隔一日，區嘉宏及鄧以海差不多在同一時間發布字眼相若的聲明承認事件。保安局副局長區志光其後亦發聲明，3人表明會日後出席活動會加倍謹慎，但未有道歉。[245]
  - 區議員料於7月宣誓，有消息稱政府估計多達230名區議員不符宣誓要求而被DQ，並追討上任至今的薪津。是日有多達78名區議員辭職。[246]
- 7月9日：香港大學學生會評議會在7月7日通過動議，向銅鑼灣刺警案疑兇梁健輝逝世表示「深切哀悼」。有關動議引起港大校委會主席李國章批評，並要求警方調查有關情況是否違反《港區國安法》。港大校方和保安局亦強烈譴責。到凌晨，香港大學學生會會長郭永皓與港大學生評議會成員見記者，表示評議會已意識事態，並為大學和社會帶來影響，向有關持分者致歉。而幹事會及評議會大部分成員亦會辭職，郭永皓帶領一眾學生會成員鞠躬道歉。[247]
- 7月12日：凌晨，大埔唐樓劏房單位發生致命火警，一家四口中，兩個約10歲女童和30歲女戶主死亡，60歲男戶主昏迷送院，他其後涉嫌縱火和謀殺被警方拘捕。現場消息指肇事單位事發前曾傳出爭吵及打鬥聲。[248]
- 7月15日：
  - 美國國務院、財政部、商務部與國土安全部對香港的商業風險發出警告，指在香港營運及活動的美國企業受到《港區國安法》的約束，指出目前有些外國公民因違反該法例而被捕，包括一名美國公民。特區政府批評美國政府試圖製造恐慌情緒。[249]
  - 數十名警方國安處人員根據法庭搜查令到香港大學校園蒐證3小時，並檢走大量證物，包括《學苑》總編輯的電話、校園電視的電腦主機及學生會通過哀悼議案後發出的道歉信等文件。[250]
  - 美國財政部宣佈制裁7人，包括譚鐵牛和何靖在內的七名香港中聯辦副主任。[251]
- 7月16日：「香港國安法實施一周年回顧與展望」專題研討會在北京舉行，國務院港澳事務辦公室主任夏寶龍出席開幕式並講話，表示當國家第二個百年奮鬥目標實現時，「一國兩制」在香港實踐，我們期盼那時香港經濟更加繁榮，各項事業發展更均衡，社會更和諧安寧，住房問題必將得到極大改善，將告別劏房、「籠屋」；期盼那時香港民主制度更大進步，法治更完備，權利和自由更充分保障，人人可望更全面發展；「孩子都能健康快樂成長，學生都能接受良好的教育，青年都有廣闊的就業創業舞台、都能去追逐自己的夢想，長者都能頤養天年，全體市民都享有更加幸福安康的生活。」[252]
- 7月18日：選舉事務處公布選委會界別分組臨時選民登記冊，選民人數由逾24萬名選民跌至7891名選民，跌幅達97%。政治學者蔡子強認為選民基礎大減，選舉認受性亦成疑。[253]另外，選委會就查冊加強限制，傳媒及政黨等最多只可以查3日。查冊者查冊期間亦不可錄音、拍照、錄影和抄錄資料，只能靠人腦記憶。[254]
- 7月19日：
  - 英國容許港人在BNO簽證以「特許入境許可」(LOTR)前往英國酌情入境安排屆滿，香港國際機場內出現人潮，登機櫃位有排隊人龍，不少親戚及好友到場送機，並帶來離愁別緒。[255]
  - 無綫電視真人騷節目《聲夢傳奇》舉行總決賽，由最後五強炎明熹、姚焯菲、鍾柔美、何晉樂和冼靖峰爭奪冠軍。最終，炎明熹一人獨得三個獎項，包括「專業評選大獎」、「觀眾熱選大獎」及「傳奇新星」。[256]
- 7月20日：一名男子三號風球期間在馬鞍山行山期間，懷疑被洪水沖走失蹤，消防約下午4時半尋獲他的遺體。
- 7月21日：警方國安處以「串謀勾結外國或者境外勢力危害國家安全罪」拘捕《蘋果日報》前執行總編輯林文宗。同日撤銷前副社長陳沛敏、及前英文版執總馮偉光的保釋安排[257][258]
- 7月22日：
  - 警方國安處拘捕「香港言語治療師總工會」5位成員，涉嫌串謀發布煽動刊物。報導指事件與「羊村守衛者」、「羊村十二勇士」及「羊村清道夫」等兒童刊物有關。[259]
  - 法官葉佐文裁定元朗襲擊事件中7位白衣人暴動罪成，判囚3年半至7年。[260]
  - 黎智英入稟高等法院要求准許行使其持有的壹傳媒股氛的投票權，預計將於9月15日審理。[261]
  - 西九管理局宣佈首席工程總監司徒澤民(Jeremy Stowe)即日離任，並由前土木工程拓展署副署長向玉璽擔任署理首席工程總監。[262]
- 7月23日：
  - ViuTV在屯門市廣場舉辦《夏日電視賞》記者會，並邀請人氣男團組合MIRROR及ERROR全員到場。逾千名鏡粉在活動前一晚出動凳子和橫幅等物品到場「霸位」。適逢該組合目前極受歡迎，再加上在三日前驚安の殿堂於商場開設分店，因此有網民用「屯門陸沉」和「屯門壓力測試」形容。而商場保安在晚上11時勸喻粉絲離開，商場員工已清走大部分「霸位用品」。到23日早上，大批粉絲再次到商場霸位，商場2樓至3樓更企滿了人，記者目測有超過千人[263]。同日，有指由彭秀慧執導新片將起用影后毛舜筠，配合姜濤與《聲夢傳奇》的姚焯菲，一同上演溫情戲碼，但姜濤和彭秀慧皆否認姚焯菲會參演。[264]
  - 東京奧運開幕，香港奧林匹克之友晚上於西九文化區藝術公園舉行開幕活動，出席的嘉賓包括行政長官林鄭月娥、西九文化區管理局董事局主席唐英年、主辦機構主席霍啟剛、立法會議員馬逢國，以及《聲夢傳奇》學員炎明熹和林君蓮等。[265]
- 7月24日：東京奧運展開首個正式比賽日，港隊劍擊女將江旻憓於女子重劍個人賽打入8強，寫下香港劍擊隊歷屆奧運最佳記錄。不過面對19歲俄籍新星穆達莎耶娃便止步。[266]
- 7月25日：港隊羽毛球代表伍家朗在東京奧運因未獲球衣贊助，而穿著全黑球衣出戰，被民建聯穆家駿「強烈譴責」沒有穿著「區旗」作賽。伍家朗其後發文澄清，指現時無球衣贊助，加上法例定名需要得到授權才可在球衣印上區旗作回應，並希望大家觀看奧運時能聚焦運動員場上的表現，並非只顧關注球員的衣著。到晚上，香港羽毛球總會發表聲明，承認羽毛球隊之間的溝通出現問題，羽總已經與民政事務局聯絡，表示駐東京的港協暨奧委會秘書處會提供協助。[267]
- 7月25日：自稱是九龍城新義安成員，綽號「阿鬼」的29歲男子王鍵泓，與同黨合謀打劫長沙灣一個地下賭檔，結果被對方識穿，男子被迫脫光衣服手持自己的身份證拍片招供。影片隨後被人上載到互聯網廣泛流傳，引起社會哄動，同時引起警方注意[268]。之後警方主動調查，又找到當事人「阿鬼」，不過當事人沒有供認計劃打劫賭檔和被迫裸體拍片的事，只是承認去過非法賭檔賭錢，被警方以非法賭博罪名拘捕。另外，警方又拘捕屬於另一三合會組織「水房」的非法賭檔負責人「肥發」[269]。
- 7月26日：
  - 東京奧運男子個人花劍個人賽，港隊張家朗以15:11擊敗意大利劍手、衞冕金牌得主加羅素，為香港自1996年李麗珊取得滑浪風帆金牌以來，第二次取得奧運比賽金牌。
  - 香港首宗国安法案件裁决，3名国安法指定法官最终24岁的被告唐英杰煽动分裂及恐怖活动两项罪名成立，押后星期四处理求情及判刑，两项罪名最高可被判监禁10年及终身。
- 7月28日：
  - 港隊游泳代表何詩蓓在2020年夏季奧林匹克運動會女子200公尺自由式比賽中取得銀牌，成為香港游泳史上首個奧運獎牌得主，同時打破香港及亞洲紀錄。[270]
  - 早前因穿上無區旗、黑色球衣而遭批評的香港羽毛球隊一哥伍家朗，昨日比賽換上綠白雙色、印有區旗的FILA新球衣，但最終不敵危地馬拉選手Kevin Cordon，連輸兩局未能晉級16強。他在比賽期間多次拉高衫尾抹汗，賽事後稱「心情無影響就假」。[271]
  - 財政司長陳茂波召開記者會，宣布引用《公司條例》調查壹傳媒事務。[272]
  - 民主派初選案，醫管局員工陣線前主席余慧明獲准保釋，傍晚離開高等法院。[273]
- 7月29日：警方拘捕一名26歲無業人士及一名18歲中六生，指他們在網上社交媒體針對無綫電視（TVB）及其廣告客戶，涉嫌干犯「串謀刑事恐嚇」、「煽惑他人有意圖而傷人」、「煽惑他人參與非法集結」及「煽惑他人襲擊致造成身體實際傷害」等罪名。[274]
- 7月30日：警方拘捕一名40歲男子，涉嫌於觀塘apm商場觀看奧運期間侮辱國歌及舉港英旗被捕，事件為《國歌法》實施逾一年後首宗的拘捕案件。[275]
- 7月31日：內地官媒新華社和《人民日報》發表時評，形容教協為「毒瘤」，長期從事反中亂港活動，必須剷除，為香港教育正本清源。同日下午，教育局宣布終止與教協的工作關係。[276]

### 8月
- 8月1日：

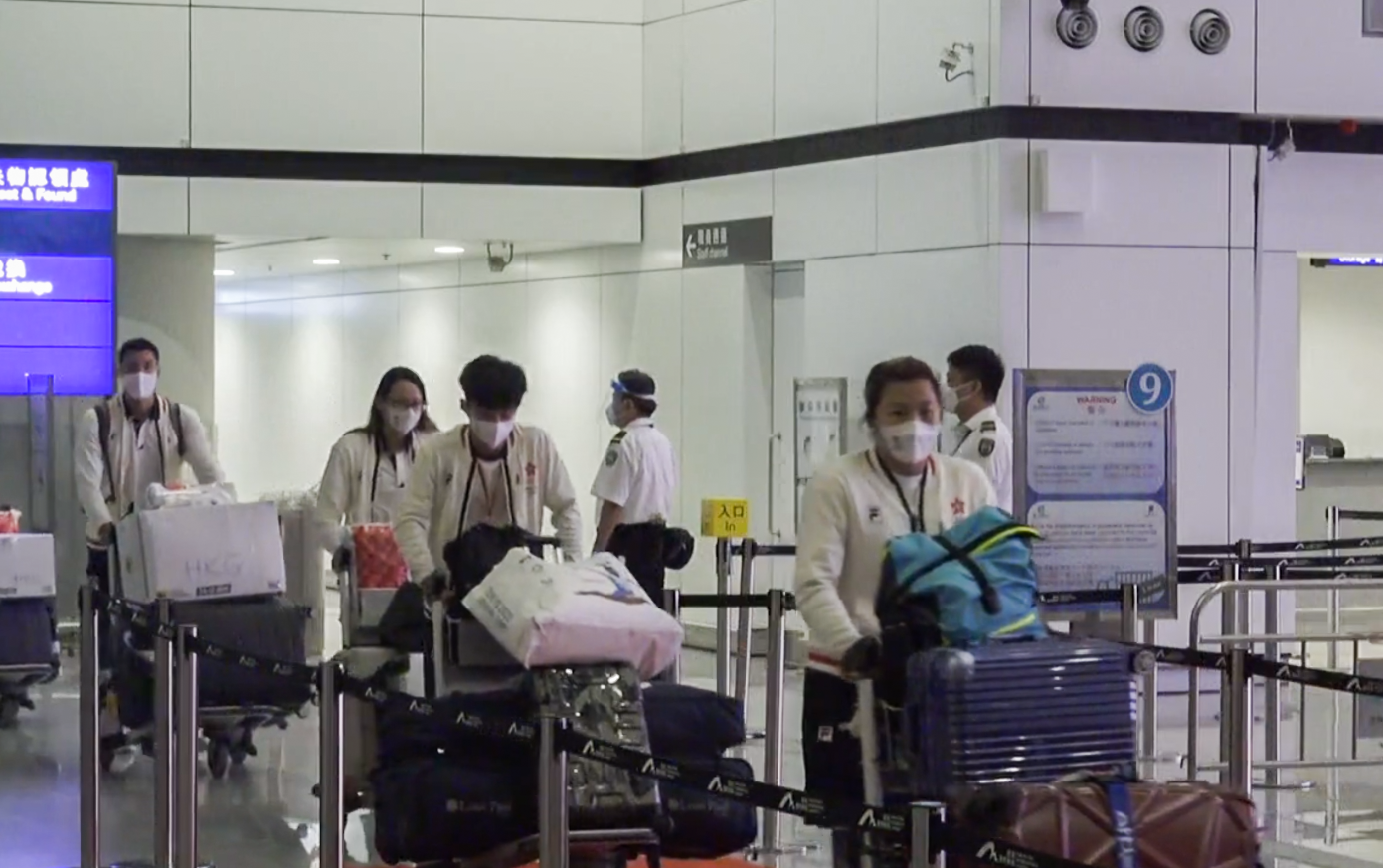
8月4日凌晨，何詩蓓等香港運動員回港

  - 根據保安局提出修訂《入境條例》，賦權入境處長可禁止任何人進出香港。[277]
  - 政府向約550萬名完成電子登記的合資格市民發放首期2,000元消費券。[278]
  - 「南沙華僑總會」涉嫌有多名社會人士在最少兩個處所集體違反防疫限聚令，而根據該組織的網頁顯示，鄭耀棠、吳秋北、高永文、何君堯、黃定光及盧寵茂等，分別為總會永遠榮譽或名譽會長[279]。《明報》報導指衛生署曾發出公佈規定於2021年7月6日至29日逗留尖沙嘴龍堡國際賓館超過2小時的人士，除已接種疫苗外，均需於7月30日前完成病毒檢測，而新成立的同鄉社團「南沙華僑總會」曾於此期間的7月17日在龍堡國際賓館舉辦大型就職典禮，約270人出席，有多人多次除下口罩合照，更有近百人沒有戴口罩在台上大合照。該批人士隨後又轉到尖沙嘴國際廣場的陶源酒家舉行晚宴，約有170人出席，但陶源酒家屬於衛生署的C類運作模式食肆，根據防疫規例，每枱最多坐6人，食客人數不得超過通常座位數目75%，宴會的人數上限為20人，因此舉行聚會的組織及有關食肆已經牽涉違規，警方在傳媒查詢時未有正面回應「南沙華僑總會」涉嫌兩度違反限聚令的案件[280]。
- 8月2日：行政長官林鄭月娥宣布，公務員及政府員工、醫管局員工、安老及殘疾人士院舍員工、中小學幼稚園教職員均必須接種疫苗，否則要自費定期接受新型冠狀病毒檢測。[281]

- 8月5日：

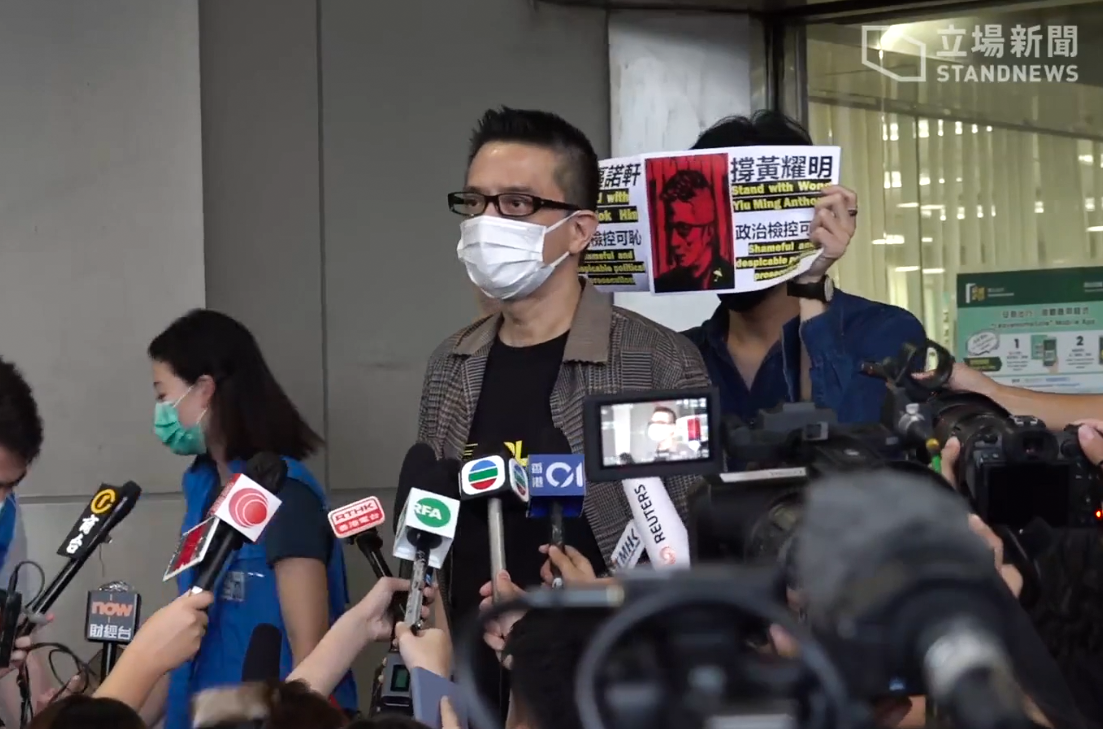
歌手黃耀明被廉署控告涉嫌在2018年立法會港島區補選中作出舞弊行為，他自簽擔保守行為後見記者

  - 加拿大政府更新對香港的旅遊警示，指8月1日生效的《2021年入境（修訂）條例》條文不清晰並可能令個別人士被限制離境。[282]
  - 香港乒乓球運動員李皓晴、杜凱琹、蘇慧音和朱成竹在2020年東京奧運會乒乓球女子團體賽事摘下銅牌。這面銅牌是繼2004年雅典奧運會後，港隊再次在奧運會乒乓球項目奪獎。[283]
  - 立法會前議員區諾軒及歌手黃耀明，被廉署控告兩人涉嫌在2018年立法會港島區補選中作出舞弊行為，向他人提供娛樂，即歌唱表演，以誘使他人投票予區諾軒。兩人在東區裁判法院提堂，獲撤銷控罪，法庭批准兩人均以2,000元簽保守行為18個月，期間要行為良好，不得干犯任何有關選舉舞弊的罪行。[284]
  - 空手道運動員劉慕裳在2020年東京奧運會女子個人形賽事奪銅牌。[285]
  - 美國總統拜登簽署備忘錄，為大部分身處美國的香港居民提供臨時避風港，延長他們在美國的逗留時間，以回應北京打壓香港的民主。[286]
  - 在香港2019冠狀病毒病疫苗接種計劃之下，第一劑疫苗的接種率在當天達致一半（即有約340萬名合資格市民，已接種最少一劑疫苗）。
  - 晚上，屯門發生謀殺案。一名70歲老翁乘搭巴士回家時因塞車而提早下車，途經海珠路遊樂場涼亭時遭一名30歲男子襲擊，救護員到場後證實死亡。警員在恒貴街一個公廁發現有血跡及一名身上有刀傷的男子。該名男子拘捕，檢獲一把菜刀。其後警方控該名男子一項謀殺罪。[287]
- 8月7日：警務處處長蕭澤頤表示，律政司確定警務處高級助理處長蔡展鵬事件不涉刑事成分，警方已將事件交予公務員事務局轄下紀律秘書處。蔡展鵬仍在休假，8月中會獲安排調任人事及訓練處處長。[288]
- 8月8日：
  - 單車運動員李慧詩在2020年東京奧運會場地單車爭先賽奪銅牌。[289]
  - 律政司司長鄭若驊表示，全國人大常委會通過新的《反外國制裁法》是全國性法律，而且採取反制措施完全屬於外交事務，依《基本法》第18條，列入附件三在香港特區實施，是最自然、最恰當的方法，而有關決定最終應由全國人大常委會在徵詢基本法委員會和特區政府後作出。[290]
- 8月9日：壹傳媒公布，就將軍澳工業邨駿盈街8號的前營業場所的租賃，附屬公司已向香港科技園發出退租通知，以提出退回租賃，惟不承認任何涉嫌違反租賃條件的行為。[291]

- 8月10日：

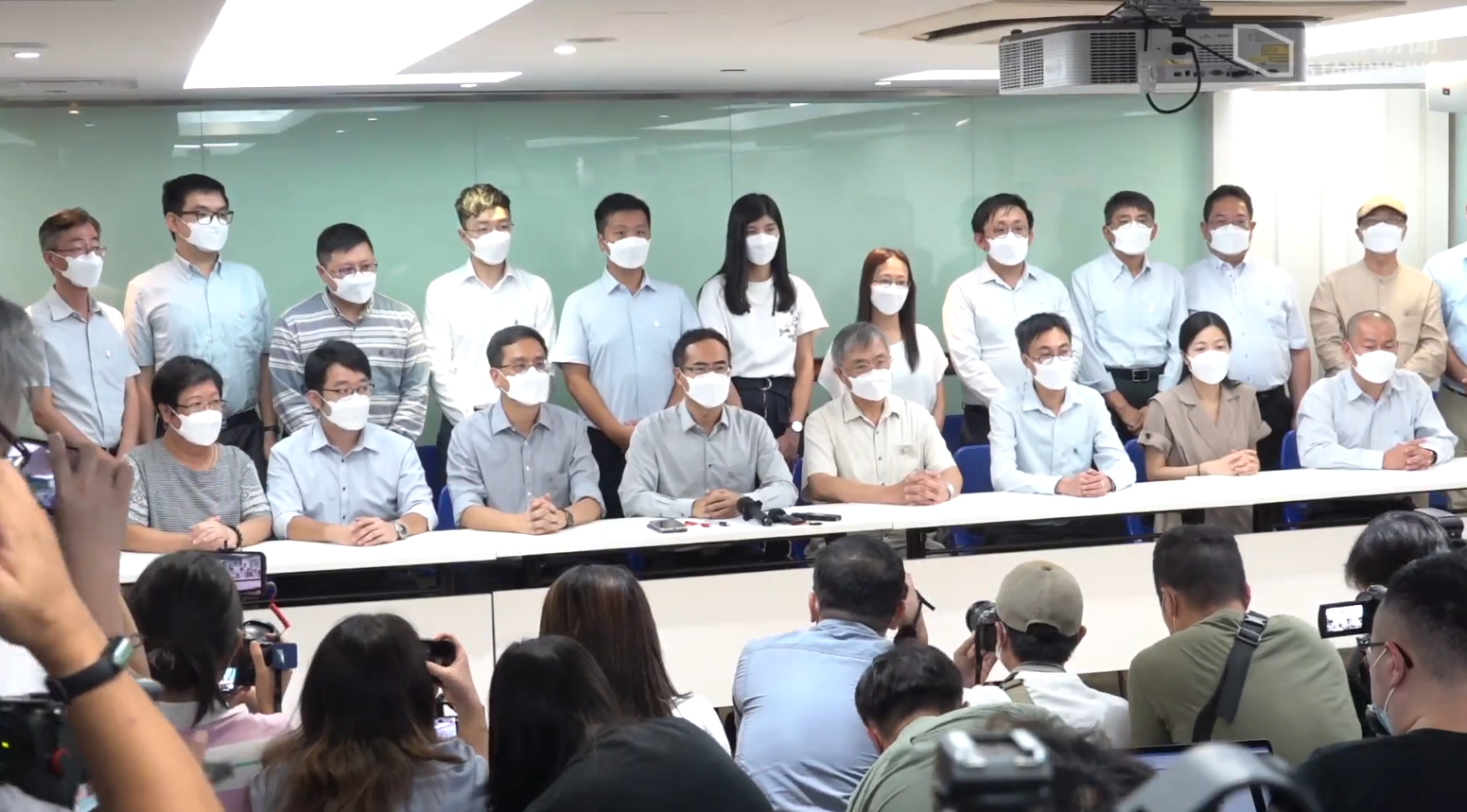
2021年8月10日下午，教育專業人員協會舉行記者會宣布解散

  - 行政長官林鄭月娥說，特區政府支持將《反外國制裁法》以納入《基本法》附件三的方式在港實施，她已向中央提交意見，並支持以本地立法程序實施。[292]
  - 創會48年的教育專業人員協會宣布解散。教協向全體會員發信，並召開記者會宣布決定。教協會長馮偉華表示，決定是突然，是基於對全盤環境及形勢的研判。他說，香港的社會及政治環境出現巨大變化，在近月情況變得較差，感受巨大壓力，理事會已盡一切努力，找出可行的方案，去延續會務運作，但看不到前景，難以繼續實踐目標，在無法化解下，理事會經過討論，一致決定宣布解散。[293]
  - 中國官媒《環球時報》英文版引述一名消息人士，表示美國駐港澳總領事館召集一些美國公司召開會議，以在香港營商風險增加為由，敦促他們撤出香港。[294]
  - 國際組織「無國界記者」批評港府強逼港台傳播中共政治宣傳內容，侵犯新聞自由，更擔心這種「合作」日後會擴展到新聞領域。[295]
- 8月11日：內地官方媒體《新華社》及《人民日報》分別發表評論文章，認為教協解散屬於咎由自取。《新華社》文章說，教協雖然自行解散，但不能一筆勾銷曾經涉嫌的違法行為，香港有關執法部門都應依法調查。《人民日報》文章說，解散不等於一筆勾銷，在《香港國安法》護航下，相信更多領域將實現正本清源。 [296]
- 8月12日：政府統計處公布，2021年年中香港人口臨時數字為7,394,700人，較2020年年中減少87,100人，下降1.2%。[297]
- 8月13日：警務處處長蕭澤頤接受《大公報》專訪說，民陣自成立以來，一直未有註冊為公司，亦未有按法例向警務處牌照科註冊為合法社團，近年組織一系列大型非法遊行集會，可能涉嫌違反《國安法》，警方已搜集證據，隨時對違法組織採取行動，又不排除繼續調查檢控主要骨幹。[298]
- 8月15日：成立接近19年的民間人權陣線發聲明宣布解散，並表示各成員團體遭受打壓，秘書處已無法維持運作。[299]
- 8月16日：廉政公署落案起訴一名41歲民政事務總署署理高級行政主任，涉嫌使用「離開工作崗位」申請表誤導民政署，六次聲稱應診，但實際上參加興趣班，被控六項「代理人意圖欺騙其主事人而使用文件」罪。[300]

- 8月18日：

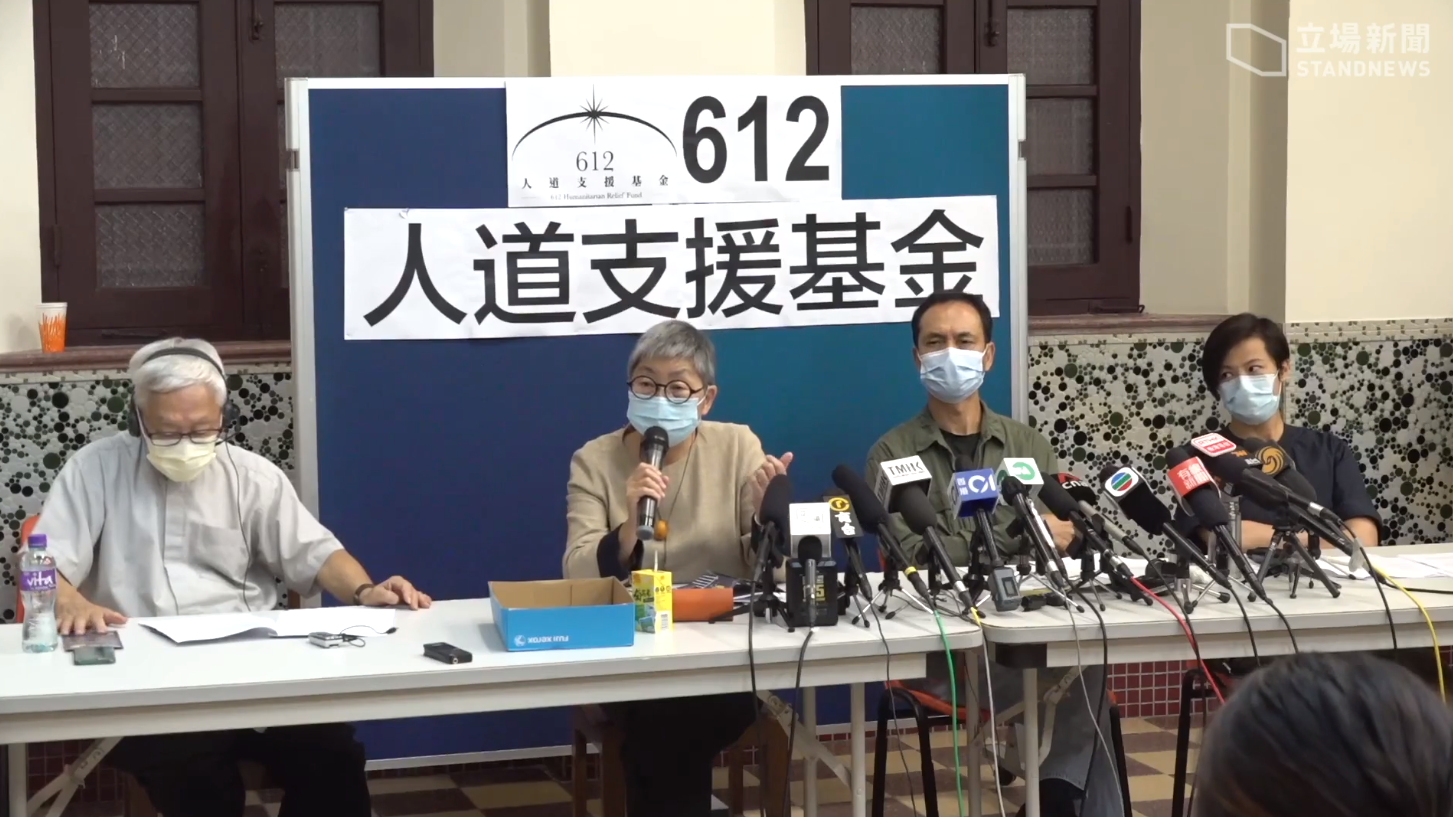
支援反修例事件中受傷或被捕人士等的「612人道支援基金」，表示由於提供銀行戶口的「真普選聯盟有限公司」將申請清盤，基金將會有秩序地停止運作

  - 警方國安處拘捕四名港大男學生，涉嫌違反《香港國安法》27條的宣揚恐怖主義，事件涉及港大學生會評議會早前通過有關悼念七一刺警案疑犯的議案，他們曾在會議發言，並擔任職務。[301]
  - 支援反修例事件中受傷或被捕人士等的「612人道支援基金」，表示由於提供銀行戶口的「真普選聯盟有限公司」將申請清盤，基金將會有秩序地停止運作，即日起停止接收新個案及申請，最遲在9月28日支付已批出的款項後停用銀行戶口，在10月31日正式解散基金秘書處。[302]
  - 立法會首讀及二讀《國旗及國徽修訂條例草案》。[303]
  - 西環發生致命修樹工業意外。早上9時許，2名康文署修樹技工在西環水街準備修剪樹木期間，升降台升至約10米高位置時，摺臂突然折斷，一名55歲女工墮下身亡，46歲男工肋骨骨折，經治療後清醒。警方將案列作工作意外處理。事後多個政府部門哀悼殉職的員工。[304]

- 8月19日：

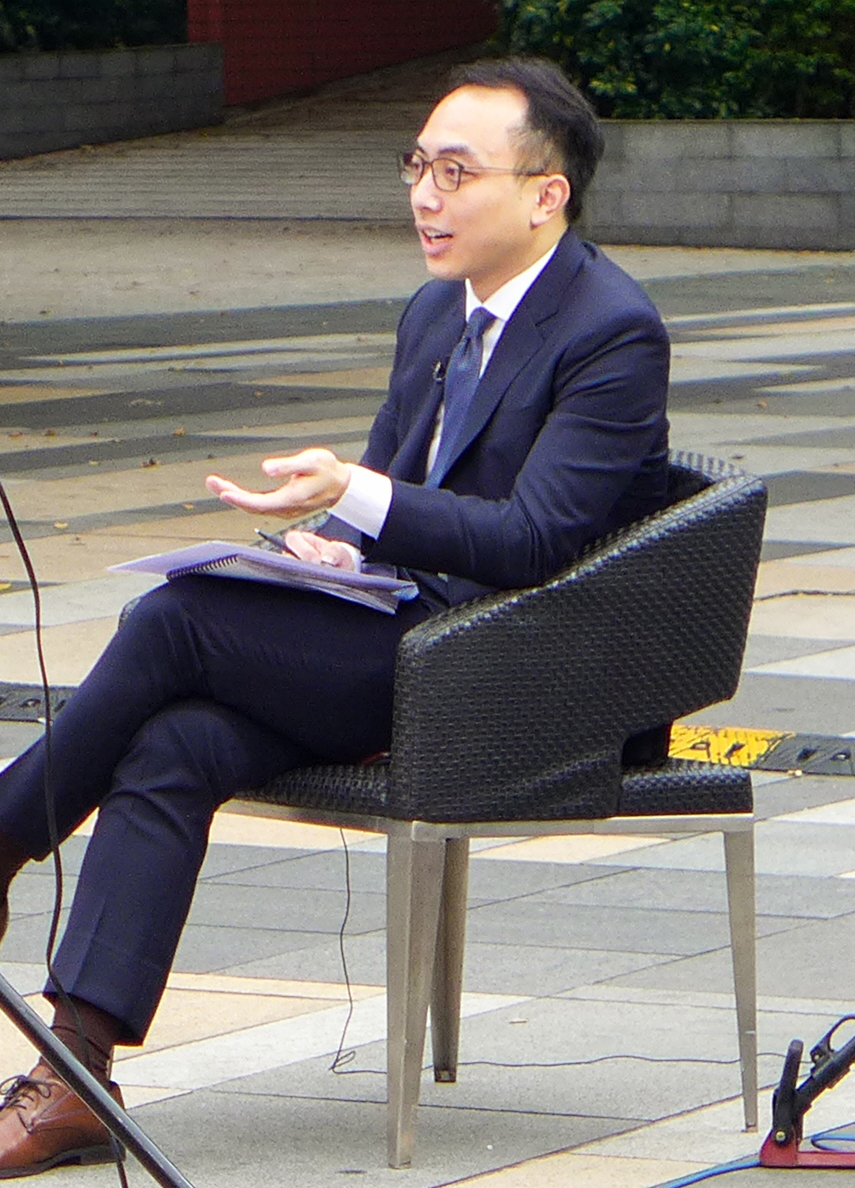
2021年8月19日，吳璟儁與政府宣佈後，下周一離任，出任西九文化區董事局管理局傳訊及公共事務總經理。

  - 政制及內地事務局政治助理吳璟儁請辭，明天起休假，至本月30日離任，後轉投西九文化管理局擔任傳訊及公共事務總經理。
- 8月20日：
  - 全國人大常委會表決通過，補充任命行政會議成員、港大校委會主席李國章，為香港基本法委員會委員。[305]
  - 全國人大常委會會議在北京閉幕，外界原本預期會處理《反外國制裁法》納入《基本法》附件三的決定草案，但全國人大常委譚耀宗表示，委員長會議決定暫時不表決有關決定草案。[306]
  - 一名33歲衝鋒隊警員在新界北總區警察總部死亡，警方經調查，相信他用獲發的佩槍自殺。[307]
- 8月21日：
  - 《明報》引述消息報道，指支聯會將於「日內」商討是否解散，又引述常委梁錦威確認日內會開會，因應局勢考慮不同選項。[308]
  - 律師會理事會選舉其中一名競逐連任的候選人羅彰南發聲明指，考慮到自己和家人的安全，宣布退選。[309]
- 8月22日：大埔廣福道發生致命車禍，造成兩死八傷，傷者包括一名懷孕五個月的孕婦及一名四歲小童，涉事63歲的士司機涉嫌危險駕駛導致他人死亡被捕。[310]
- 8月23日：一名男子於三年前被控性侵13歲女兒後脫罪，他與三名親人其後被發現串謀阻止女童出庭作證及要求女童改口供，被裁定串謀妨礙司法公正等罪成，在高等法院分別判監3年9個月至6年半。[311]
- 8月24日：政府提出修訂《電影檢查條例》草案，建議規定電影檢查員審查影片時，充分考慮國家安全因素，又賦權政務司司長可以「不利國家安全」為由，指示電影檢查監督，撤銷已向電影發出的核准證明書或豁免證明書。[312]
- 8月25日：
  - 立法會三讀通過《2021年法律執業者(修訂)條例草案》，容許在律政司工作的律政人員有資格獲委任為資深大律師。[313]
  - 警務處國安處去信支聯會，要求就《香港國安法》43條附表5提供資料。[314]
- 8月26日：
  - 立法會以37票贊成、1票反對，三讀通過都市固體廢物收費修訂條例草案，落實垃圾徵費，其中的民建聯及工聯會忽然改變之前反對垃圾徵費的立場，與泛民仍在立法會時的態度相反。當局會設立以18個月為基本安排的準備期，正式生效日期有待決定，實施初期會向住戶免費派發指定垃圾袋。[315]

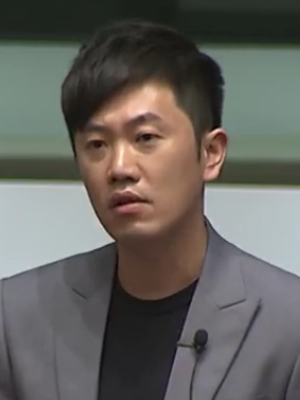
2021年8月26日，鄭松泰與政府刊憲後：未來5年已喪失立法會議席，同日2名被選舉主任當然委員會的登記無效立法會議員對於中國全國人大常委會通過有關褫奪多名立法會議員的決定資格審查候選人名單上資審委員會兼身為政務司司長李家超表示，不符合效忠香港基本法就之後在喪失失敗去向後便不得參選第七屆立法會。

- - 政府刊憲，宣告立法會議員鄭松泰經候選人資格審查委員會國安法委員會主席依法認定不符合擁護《基本法》及效忠香港特區的法定要求與條件，在選舉委員會選舉當然委員的登記無效，即日喪失立法會選舉議員資格問題，同時，立法會主席梁君彥見記者時亦收到政務司司長來信後選舉委員會選舉主任決定取消喪失失去未來五年的沒有參選第7任立法會選舉議員資格。[316]
- 8月27日：康文署表示，因應新型肺炎疫情的最新情況，原定於十月一日在維港舉行的國慶煙花匯演將會取消。[317]
- 8月28日：
  - 年僅17歲的港隊乒乓代表王婷莛在東京殘奧會乒乓項目女子TT11級單打四強戰落敗，不敵俄羅斯殘奧會普羅科菲娃，未能晉級決賽，不過，由於賽事不設銅牌賽，王婷莛取得一面銅牌。[318]
  - 早前宣布解散的教協召開特別會員代表大會，討論及決議通過修改會章，降低解散的門檻，由「必須有全體合格會員三分之二或以上同意」，修訂為「在會員代表大會或特別會員代表大會，出席合格會員代表三分之二或以上同意」，教協會長馮偉華在會後表示，待政府批准修章後，會爭取在九月再召開特別會員代表大會，就通過解散程序投票。[319]

### 9月
- 9月1日：
  - 香港公開大學正式名命為香港都會大學。[320]

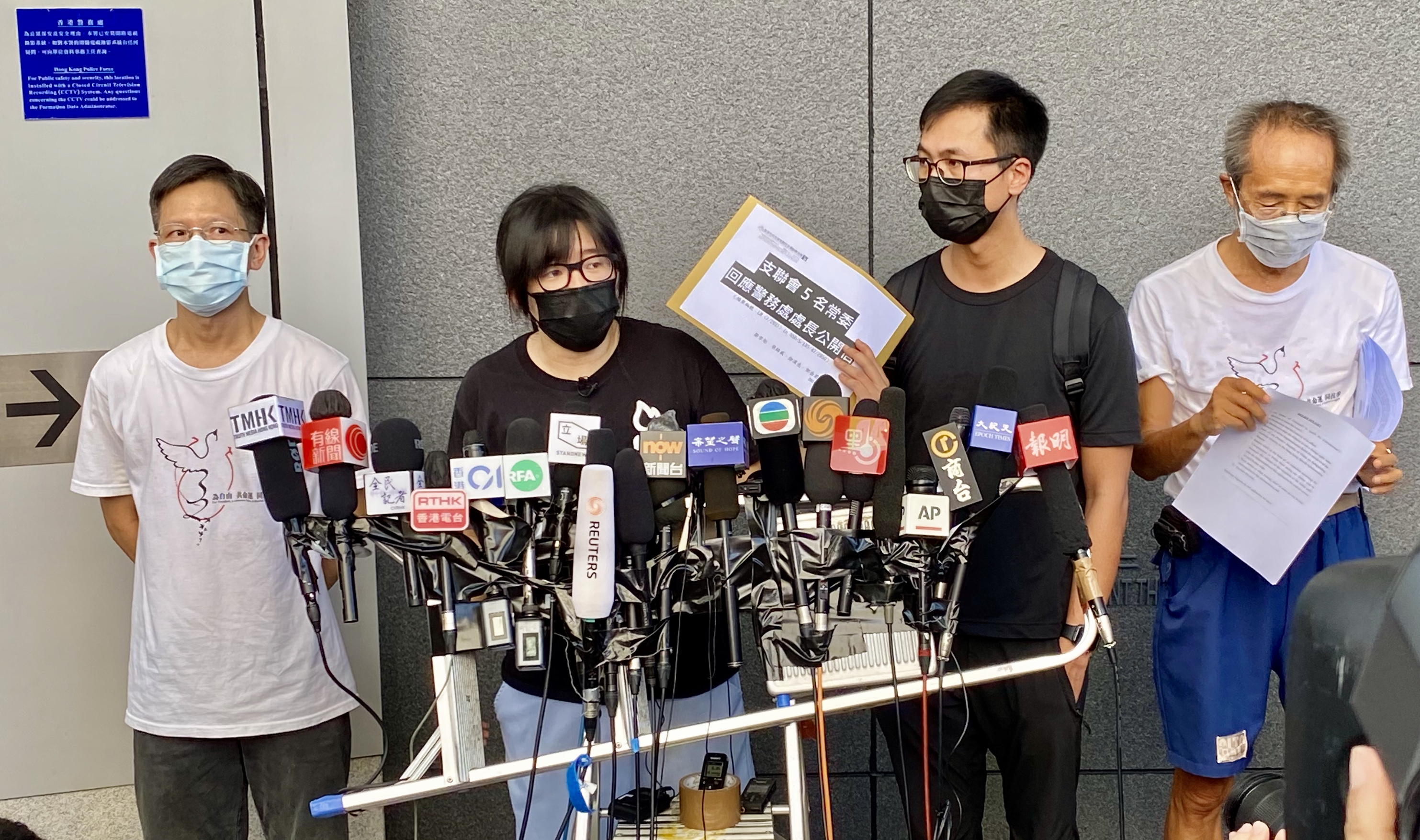
9月7日，香港支联会4名常委(左起)邓岳君、邹幸彤、梁锦威、徐汉光，9月7日到警察总部向警务处处长递交公开信，重申支联会并非“外国代理人”，认为警方误解法律

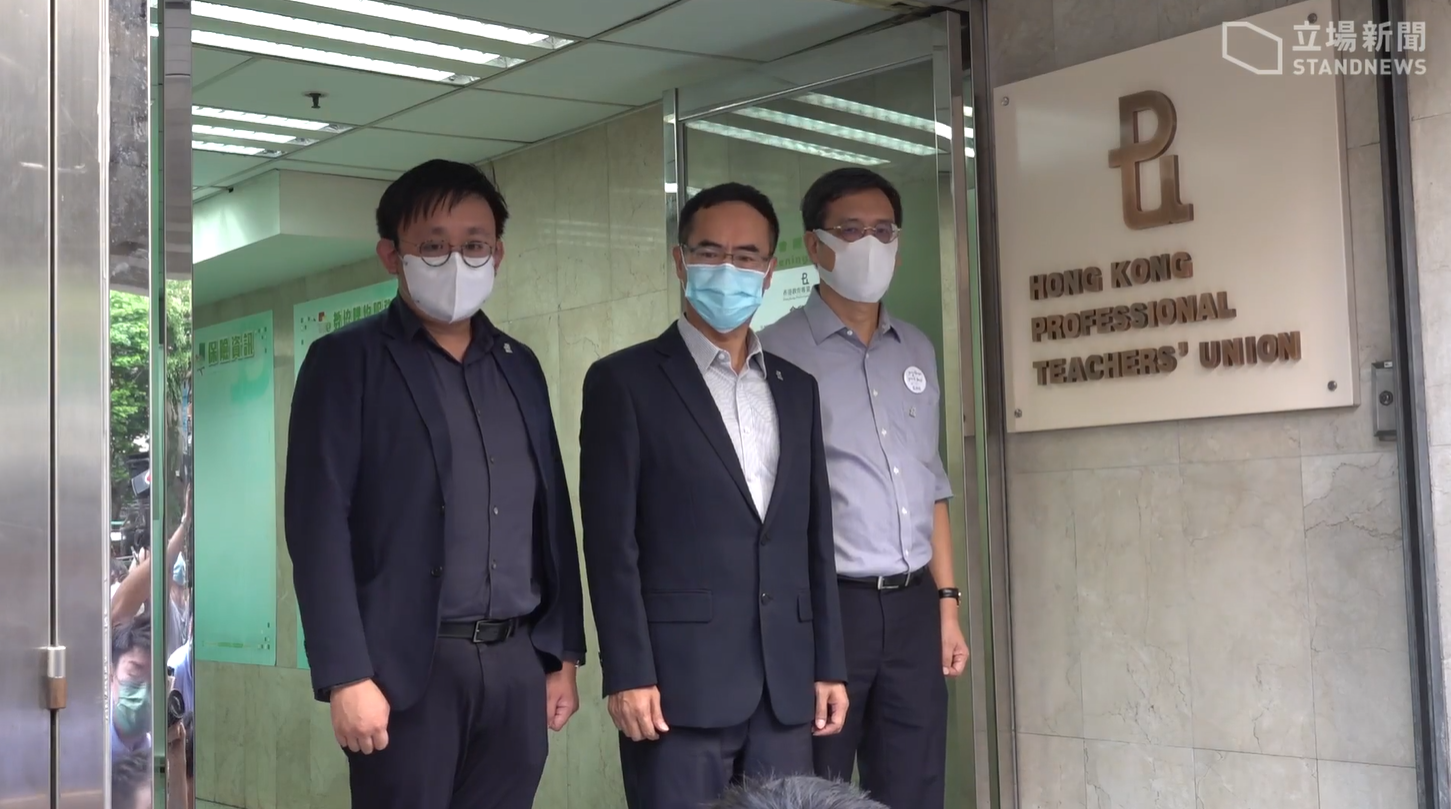
9月11日，教協特別會員代表大會通過解散

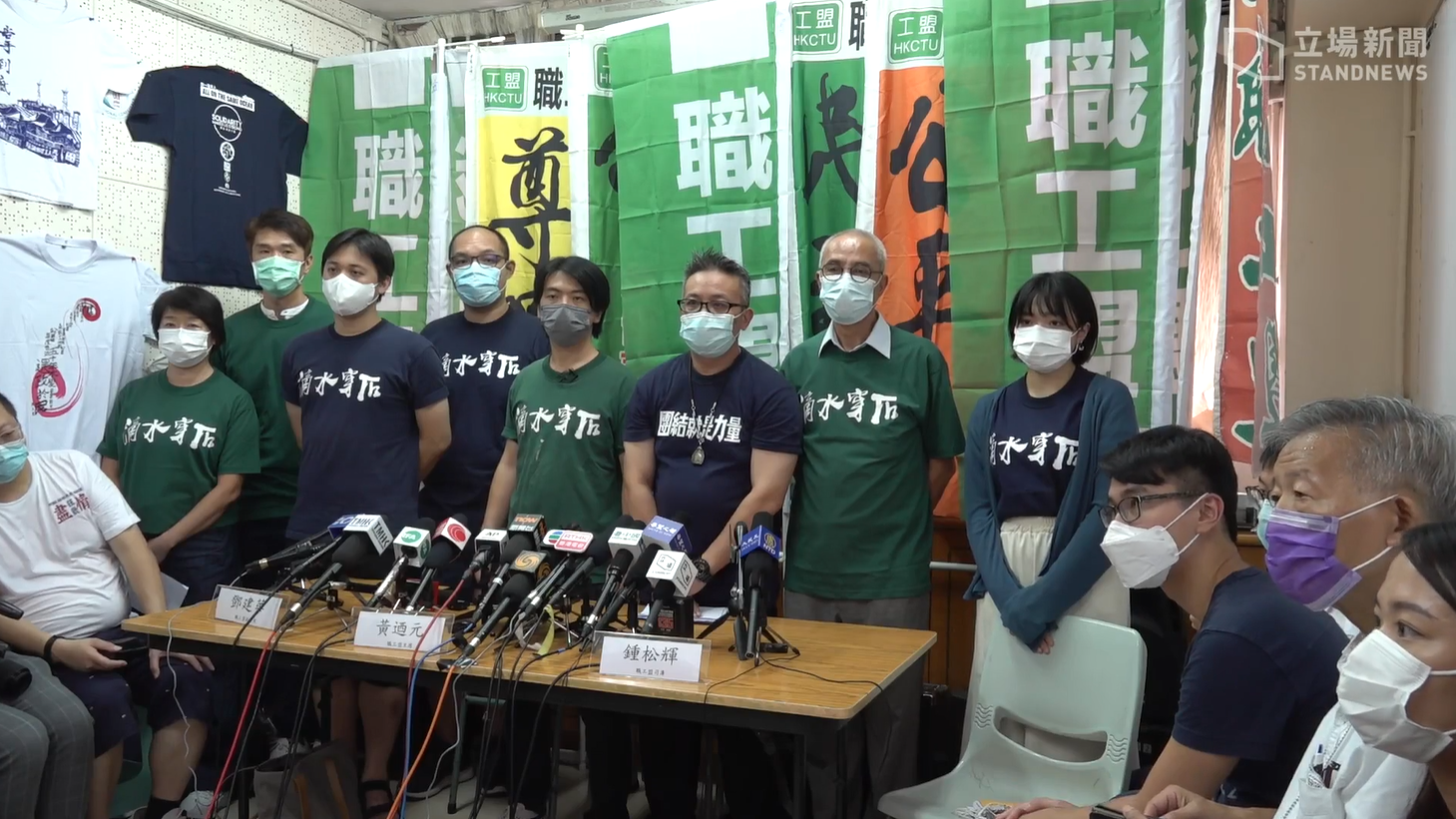
2021年9月16日，職工盟召開記者會，交代解散程序

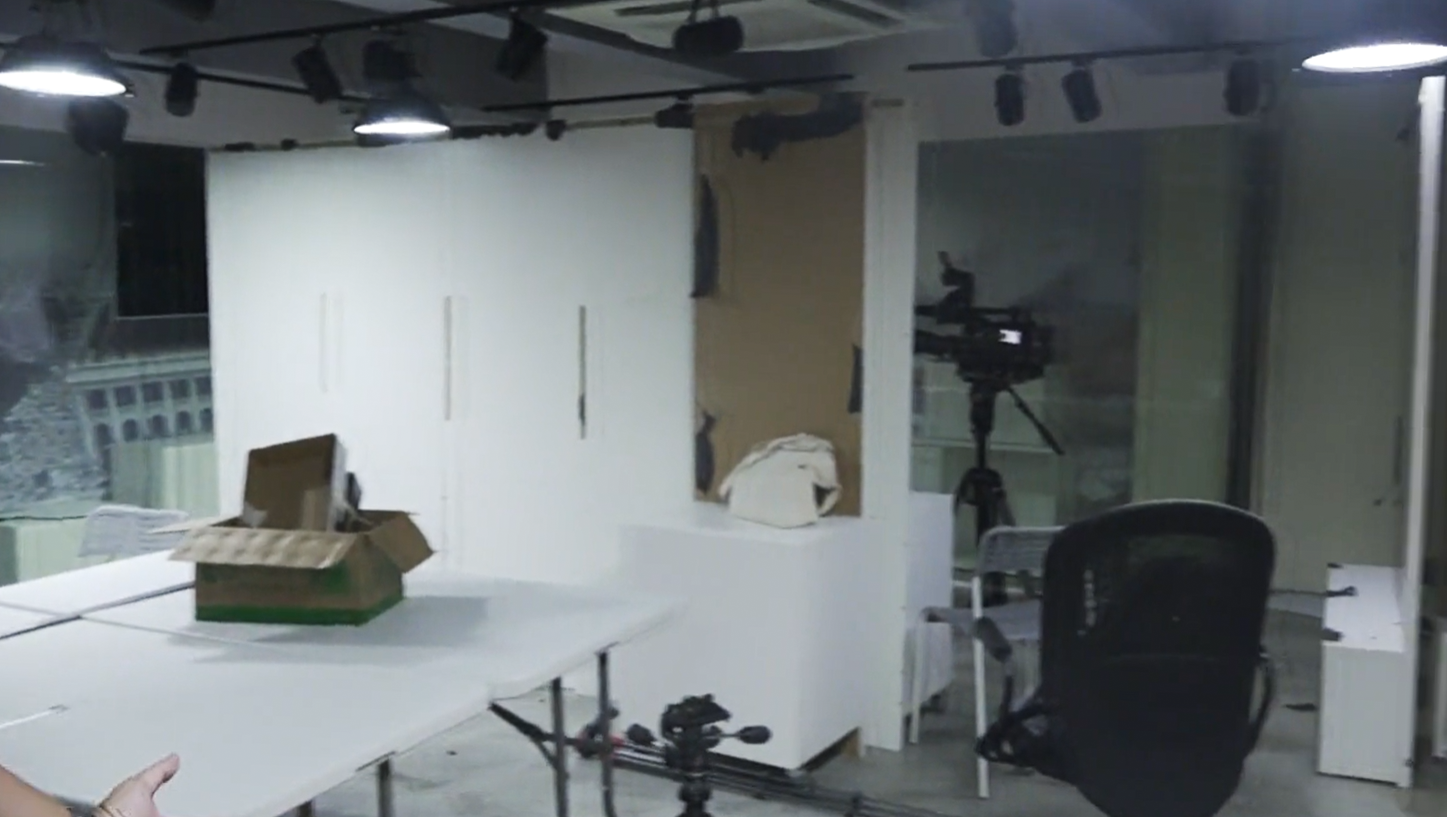
9月21日，六四紀念館解封後，絕大部分的展品和書籍被帶走

  - 《電訊（登記用戶識別卡）規例》法例生效，第一階段正式實施。[321][322]
  - 東京殘奧硬地滾球混合BC4級個人賽銅牌戰，港隊的梁育榮以5:4擊敗中國隊的鄭遠森，贏得銅牌。[323]
  - 2019年10月20日的九龍遊行案，七名民主派人士早前承認組織、煽惑他人參與未經批准集結罪，在區域法院被判囚11至16個月不等，其中六人的刑期，將與他們涉及的其他反修例案件刑期同期執行，總刑期為14至22個月不等。[324]
  - 警方國家安全處就「612人道支援基金」涉嫌違反《香港國安法》或其他本港法例展開調查，按《香港國安法》向高等法院取得「提交物料令」，要求「612人道支援基金」及「真普選聯盟」等相關人士在指定限期內提供資料，包括眾籌詳情、捐款人資料等。[325]
  - 歌手何韻詩原定九月在香港藝術中心舉行七場演唱會，她接獲中心通知，須取消場地預訂，終止租用場地。[326]
- 9月3日：熱血公民主席鄭松泰在社交網頁宣布，即日起解散熱血公民。[327]
- 9月5日：
  - 東京殘奧羽毛球單打，港隊的朱文佳和陳浩源分別在SH6級WH2級贏得銀牌和銅牌。同日，香港電台於荷里活廣場舉行「向香港運動員致敬」活動，出戰東京殘奧的朱文佳、陳浩源和余翠怡亦在活動內透過電話連線，感謝市民支持。[328]
  - 支聯會被警方國安處指稱為「外國代理人」，需按要求支聯會最遲9月7日提供成員及財務等資料，但支聯會強烈否認是「外國代理人」，又表明不會向警方國安處提交任何資料，質疑警方並無提出理據是濫權及不合理。支聯會表示，面對日益嚴峻的政治風險，常委會就支聯會前路經多次商討，無法達成一致決定，以僅過半數的票數，通過決定將「解散議案」交由會員大會表決，並於9月25日召開特別會員大會商討。[329]
  - 日前大批以紙本登記市民未能領取第一期消費券，湧到在旺角的消費券計劃秘書處查詢，財政司司長陳茂波表示，日前辦事處曾因人流驟增而出現較長輪候時間，有長者舟車勞頓到場辦手續，他對此感到很抱歉，亦反映當局在執行、準備和安排上不夠妥貼，有改善空間。[330]
  - 壹傳媒公布，公司所有董事辭任。壹傳媒發出公告指，已接獲集團董事會主席兼非執行董事葉一堅，以及獨立非執董Louis Gordon Crovitz、Mark Lambert Clifford及林中仁的書面確認，辭任有關職務。壹傳媒股份會繼續暫停交易。[331]
- 9月6日：612人道支援基金宣布，因真普選聯盟即時起不會再為基金執行支款指示，所以即時起暫停接受捐款。[332]
- 9月7日：英國政府更新對香港的旅遊建議，官方網站在有關「安全及保安」的內容中，指出2020年6月30日實施的香港國安法，涵蓋香港境內及境外，包括在英國的行為，中國當局可以根據規定，拘留及審訊疑犯。[333]
- 9月8日：支聯會在限期前並沒有按警方國安處要求提交資料，支聯會副主席鄒幸彤、常委梁錦威、鄧岳君及陳多偉早上分別在不同地點被警方國安處拘捕，四人被扣留調查。[334]
- 9月10日：
  - 石硤尾白田邨第13座12樓一個單位凌晨2時許發生火警，造成1死12傷。[335]
  - 支聯會七名常委收到保安局局長鄧炳強的信件，指他將向行政長官會同行政會議建議行使《公司（清盤及雜項條文）條例》權力，命令公司註冊處處長將「支聯會」自公司登記冊中剔除。[336]
- 9月11日：教協下午舉行特別會員代表大會，超過140人出席，以132票贊成、6票反對及2票棄權，大比數通過決議解散教協。[337]
- 9月14日：關注囚權組織「石牆花」宣布解散，不再收取任何有關探監物資券的收入，將不再向任何人提供服務，表示已經盡力，又向公眾致歉。[338]
- 9月15日：
  - 2020年六四集會案，12名民主派人士承認參與未經批准集結等罪，在區域法院被判囚四至十個月，當中三人獲判緩刑。[339]
  - 首批進行宣誓的24名港島區區議員，監誓人、民政事務局局長確定24名區議員中，當中有17名區議員的宣誓有效，其餘7人宣誓無效，分別是灣仔區議會的楊雪盈、梁柏堅、東區區議會的韋少力、蘇逸恒、陳榮泰、黎梓欣，以及南區區議會的彭卓棋。[340]
- 9月17日：《路透社》引消息，指北京已在閉門會議上「下旨」，香港地產商須投入資源與影響力支持北京利益，以及解決房屋問題。[341]
- 9月18日：鍾培生與林作進行「百萬擂台戰」拳賽。經過四回合的比賽後由鍾培生獲勝。[342][343]
- 9月19日：
  - 2021年香港選舉委員會界別分組選舉，全港只有4900多人符合資格參與投票。而警方在全港部署5000至6000警力戒備，超過選民和被選舉人的記錄。最後選舉投票率高達90%，而點票結果在星期一清晨宣布，建制派候選人大獲全勝，非建制派只有狄志遠一人當選。[344]
  - 職工盟宣布啟動解散程序，10月3日召開特別會員大會表決。[345]
- 9月20日：警方國家安全處人員以國安法中「串謀煽動顛覆國家政權罪」，上門拘捕「賢學思政」召集人王逸戰、秘書長陳枳森和前發言人朱慧盈。[346]
- 9月21日：
  - 香港海洋公園水上樂園開幕。
  - 香港及俄羅斯聯邦政府透過視像會議簽署刑事事宜相互法律協助和移交被判刑人的雙邊協定。[347]
- 9月22日：警務處國家安全處在旺角拘捕「賢學思政」發言人黃沅琳，涉嫌違反《香港國安法》的第22及23條「串謀煽動他人實施顛覆國家政權」罪。[348]
- 9月23日：
  - 保安局局長鄧炳強接受《星島日報》訪問時表示，稱在下月10日「雙十節」，市民切勿做出或鼓勵把台灣從中國分裂出來的行為。被問到市民高舉或掛起「青天白日滿地紅旗」，會否構成違法。他只表示會按照個別實際情況去處理。他指任何人有意圖將台灣從中國分裂都是嚴重罪行，他反問如果沒有這個意圖，為何要慶祝這個日子。[349]
  - 1名16歲少年，被控前年12月28日於上水廣場「和你shop」涉搶奪警員一支霰彈槍。他早前承認兩項拒捕罪，否認暴動、企圖無牌管有槍械及襲警。經審訊後區域法院法官裁定暴動、企圖無牌管有槍械罪成，襲警罪脫，被判囚4年9個月。[350]
  - 醫委會經聆訊後，裁定聯合醫院兩名醫生除牌及緩刑。涉案的醫生於2017年向女病人鄧桂思「開漏藥」，導致她急性肝衰竭，其後兩度換肝，最終不治。[351]
- 9月24日：
  - 政府舉行第二場區議員宣誓儀式，為九龍的區議員，其中深水埗區議員李文浩在社交專頁表明拒絕宣誓。到傍晚，政府指10人宣誓的有效性成疑。[352]
  - 外交部發布一份有102項的事實清單，指美国由2019年起，透過制裁及多邊串聯施壓等方式，干預香港事務、支持反中亂港勢力。[353]
- 9月25日：
  - 位於炮台山東岸公園主題區（第一期）對外開放。[354]
  - 賢學思政指組織再無運作空間，即日起遣散組織所有成員及義工，並停止組織一切事務。[355]
  - 成立32年、爭取平反六四的支聯會，在被政府指控顛覆國家政權下，通過解散。[356]
- 9月28日：雨傘革命7周年。
- 9月29日：
  - 保安局局長根據國安法，凍結支聯會「六四紀念館」物業及銀行戶口。[357]
  - 立法會三讀通過修例將「起底」刑事化，修例內容包括引入兩級制罰則，並賦權私隱專員調查及檢控，以及強制移除「起底」內容，包括本地或海外社交平台。[358]
- 9月30日：立法會三讀通過《2021年刑事罪行（修訂）條例草案》，該修訂法案訂立了窺淫罪、未經同意下拍攝私密部位罪、並禁止發布「移花接木」的「私密影像」淫照。[359]

### 10月
- 10月1日：

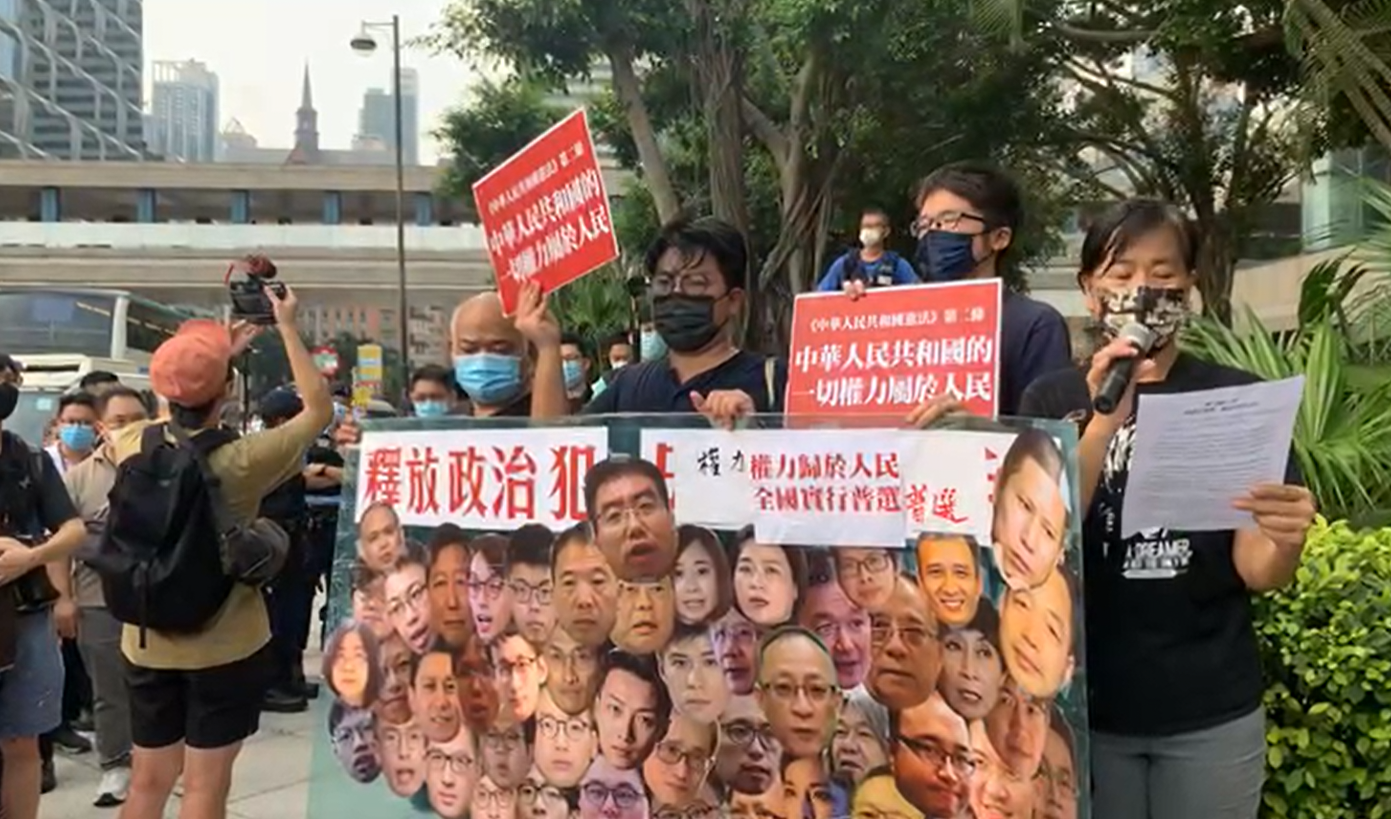
10月1日上午時份，社民連四名成員遊行至灣仔十一升旗禮請願，要求中国政府将权力归于人民，全中国实行普选、释放所有政治犯

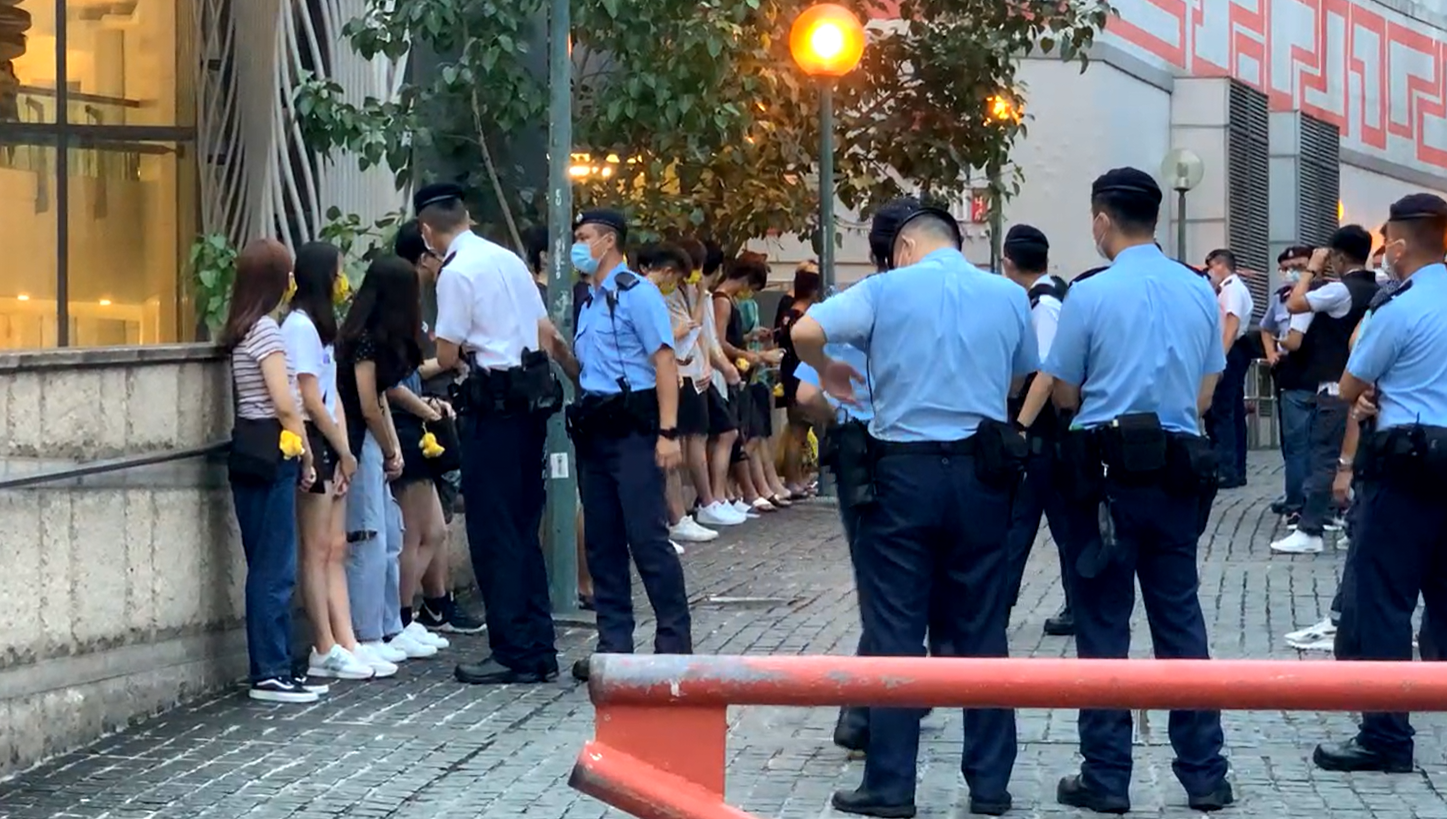
10月1日下午時份，多名年青人在黃大仙廟外，因戴上黃色口罩，及身上有黃色布條，遭軍裝警員截查，現場消息指，約20多人被票控違反限聚令

  - 香港南丫海難九周年，以及中華人民共和國於北京建政72周年。在早上，社民連四名成員遊行至灣仔十一升旗禮，沿途有大批全副装备的军装警员包圍，並進行截查。
  - 多位高官在金紫荊廣場出席中國72周年的慶祝活動。[360]

- - 全港各區因國慶高掛五星紅旗，有「愛國」團體在尖沙咀文化中心進行唱歌跳舞表演。不過黃大仙祠外，有戴有黃色口罩的10女11男被超過20名便衣和軍裝警員截查，之後全部被控違反限聚令告票。[361]
  - 同日為7.1刺警案三個月，全港有多達8,000警力於全港各區戒備，包括鐵路應變部隊、反恐特勤隊成員。其中銅鑼灣有數十警力全日高度戒備。到晚上十時許，有市民因背囊插有白花而被大批警員截查。女子指自己到現場「睇老公（Mirror）」，批評為何街道不可以停留。[362]
- 10月2日：水警高級督察林婉儀殉職，有網民發布歌曲，被建制派人士認為涉嫌仇警。保安局長鄧炳強斥責有關行為冷血和無人性，表明會將煽動罪納入基本法23條。而四名紀律部隊人員涉嫌在網上嘲諷殉職事件而被停職[363]
- 10月3日：職工盟召開特別會員大會通過解散議案。而建制派團體工聯會及民建聯促請政府及警方對職工盟追究到底。
- 10月4日：
  - 女醫生關孝孜在2014年為拉丁舞導師李嘉瑩做背部抽脂療程期間導致死亡，高等法院裁定判囚6年。[364]
  - 網媒「立場新聞」引述國際調查記者同盟（ICIJ）「潘朵拉文件（Pandora Papers）」調查報告，指出梁振英擔任特首期間沒有申報迂迴持售股權。梁振英斥報道誤導。
  - 政府就新界東四個區議會進行宣誓，34人獲確認宣誓有效，惟16人所作的宣誓有效性存疑，當中沙田區達九人。[365]
- 10月5日：
  - 暴動案「夥同犯罪」原則於終審法院進行審訊。[366]
  - 《港區國安法》指定法官、總裁判官蘇惠德因病入瑪麗醫院等候接受心臟移植手術，司法機構不評論其健康狀況。[367]
- 10月6日：特首林鄭月娥發表任內最後一份施政報告，提出構建面積達300平方公里、涵蓋元朗和北區的「北部都會區」。同時表明積極推展基本法23條、打擊假新聞和保障網絡安全，不讓反中亂港分子「有機可乘，蠱惑人心」。
- 10月7日：有半世紀歷史的香港中文大學學生會宣布解散。不過中大學生報卻稱學生會僅停止運作。[368]
- 10月8日：
  - 熱帶風暴「獅子山」襲港，天文台發出今年第二個黑色暴雨警告信號,全港都出現豪雨。市民拍攝到一架港鐵列車廂不斷漏水，港島多處主要道路嚴重水浸，包括匯豐銀行灣仔分行。而跑馬地樂活道住宅比華利山外牆棚架倒塌，一名55歲女工送院後不治，被網民狠批「你地害死人」。天文台被記者問及會否致歉，助理台長宋文娟以氣候變化帶來極端大雨回應。[369]
  - 政府裁定16名新界東區議員宣誓無效，須立即離任，包括涉及民主派初選案的西貢區議員柯耀林及沙田區議會主席李志宏。[370]
  - 一名30歲，自稱「TB」（tomboy）的無業男透過女同志交友軟件「Butterfly」結識一名20多歲的女同性戀者，被控強姦和非禮罪名。最後6男1女組成的陪審團裁定全部罪名不成立，當庭釋放。[371]
  - 香港大學發出律師信，要求支聯會在10月13日前移走《國殤之柱》。[372]
- 10月10日：是日為雙十節，屯門中山公園外圍有大批警員及警方傳媒聯絡隊在公園門外戒備，而青山紅樓周邊亦拉起封鎖線及設置圍欄，有多名外籍保安戒備。有市民嘗試進入中山公園，被警員以私人地方為由，拒絕進入。[373]
- 10月11日：
  - 民主黨就2021年底立法會換屆選舉的黨內甄選，提名期於傍晚六時正式截止，並沒有收到任何黨員提交報名表格。[374]
  - 教育局向學校發指引，要求中小學2022年1月1日起，必須在每個上課日升掛國旗，及每周舉行一次升國旗儀式，並奏唱國歌。[375]
- 10月15日：前年10月1日荃灣衝突中，理大物理系博士生救中槍曾志健而被控非法集結，最後監禁12個月。
- 10月16日：立法會前議員胡志偉、朱凱廸、梁國雄及前民陣召集人陳皓桓等7人，涉組織及煽惑他人參與去年七一遊行，早前承認煽惑他人明知而參與未經批准集結等3罪，在區域法院判囚6至12個月。
- 10月18日：
  - 前年中大衝突五名中大生暴動等罪成，判監4年9個月至4年11個月。
  - 晚上,行政長官林鄭月娥在禮賓府跌倒，自行前往醫院，經醫生檢查後證實右手手肘輕微骨折。林鄭月娥留院觀察，並暫時休假。
- 10月20日：立法會以37票贊成、2票棄權，三讀通過劏房租務管制的條例草案，強制規定劏房業主及租客簽訂租約，為租客提供「2+2」共四年租住權保障，並禁止業主向租客濫收水電費。[376]
- 10月21日：
  - 中央任命何珮珊出任海關關長，成為海關成立以來首位女關長。[377]
  - 政府就改革法援制度提出三大措施，當中包括法援署不准許法援申請人自選律師代表，改由署方指派。
  - 立法會三讀通過《2021年醫生註冊修訂條例草案》，放寬引入非本地培訓醫生門檻。[378]
  - 立法會以32票贊成、3票反對、2票棄權，三讀通過有關禁售加熱煙、電子煙等另類吸煙產品的修例草案。[379]

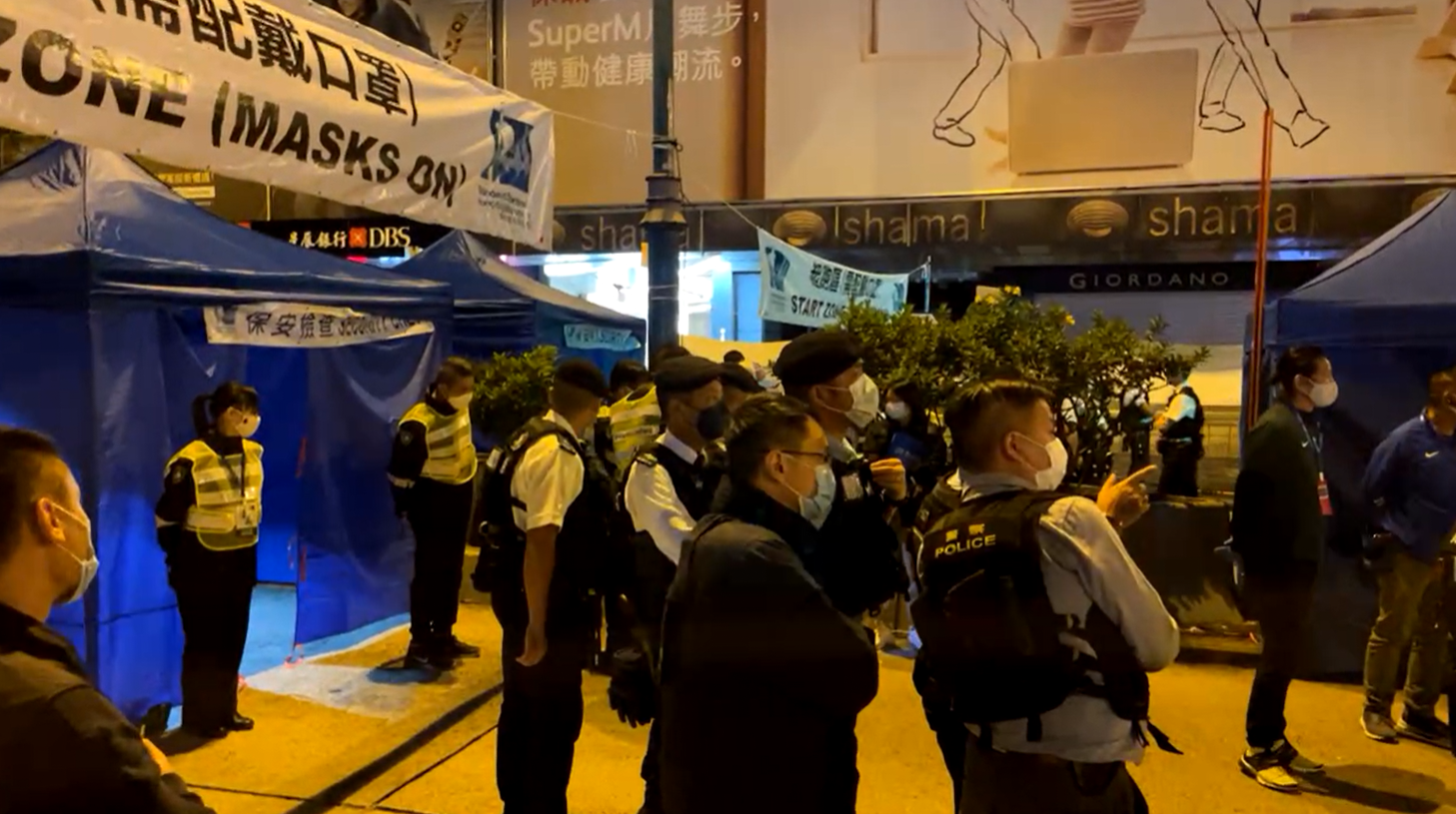
10月24日下午時份，渣打香港馬拉松在尖沙咀半馬全馬起步區有大批警員戒備

- 10月24日：《港區國安法》生效後首個渣打香港馬拉松舉行，有逾1.56萬人參賽。警方首次派出多達2000名反恐特勤隊及鐵路應變部隊在多處戒備。有跑手因穿著印有「香港」（打橫看是「加油」二字）字眼服飾而遭警員截查，並被賽會要求更衣。
- 10月27日：
  - 考評局宣布，取消2023年中學文憑試中文科口試及通識科獨立專題探究。[380]
  - 立法會三讀通過《電影檢查修訂條例草案》，修例包括規定檢查員在評審電影時，須考慮國家安全的因素，亦賦權政務司司長，如果認為上映的電影不利國家安全，可以指示電影檢查監督撤銷就該影片已發出的准許證明等。[381]
  - 監警會發表2020/21年工作報告，透露有被捕人士懷疑衣物不足，兩日後因肺炎離世。
  - 一名地盤工人被控2020年10月31日在旺角太子道西一座大廈的後巷阻擋警員追截疑犯，因身體向橫移動而被控阻差辦公罪。法官裁定罪名成立，判囚7個月。[382]
- 10月31日：
  - 警方在灣仔入境事務大樓拘捕四男一女，懷疑他們使用虛假安心出行應用程式，渉嫌使用虛假文書。被捕的5人涉及入境處及審計署職員。[383]
  - 「旺角鳩嗚團」4名成員疑展示「我要真普選」煽動字眼橫額而被警方拘捕，年齡介乎61歲至85歲，涉嫌干犯煽動意圖罪。警方於其中1名62歲被捕男子身上搜獲一幅涉嫌違反《香港國安法》的易拉架。[384]
  - 大埔新娘潭路發生3車相撞的嚴重車禍，釀成2死5傷。[385]同日大埔區一小時內先後發生兩宗嚴重單車意外，其中一人經搶救後不治，另一人仍然昏迷。[386]

### 11月
- 11月1日：

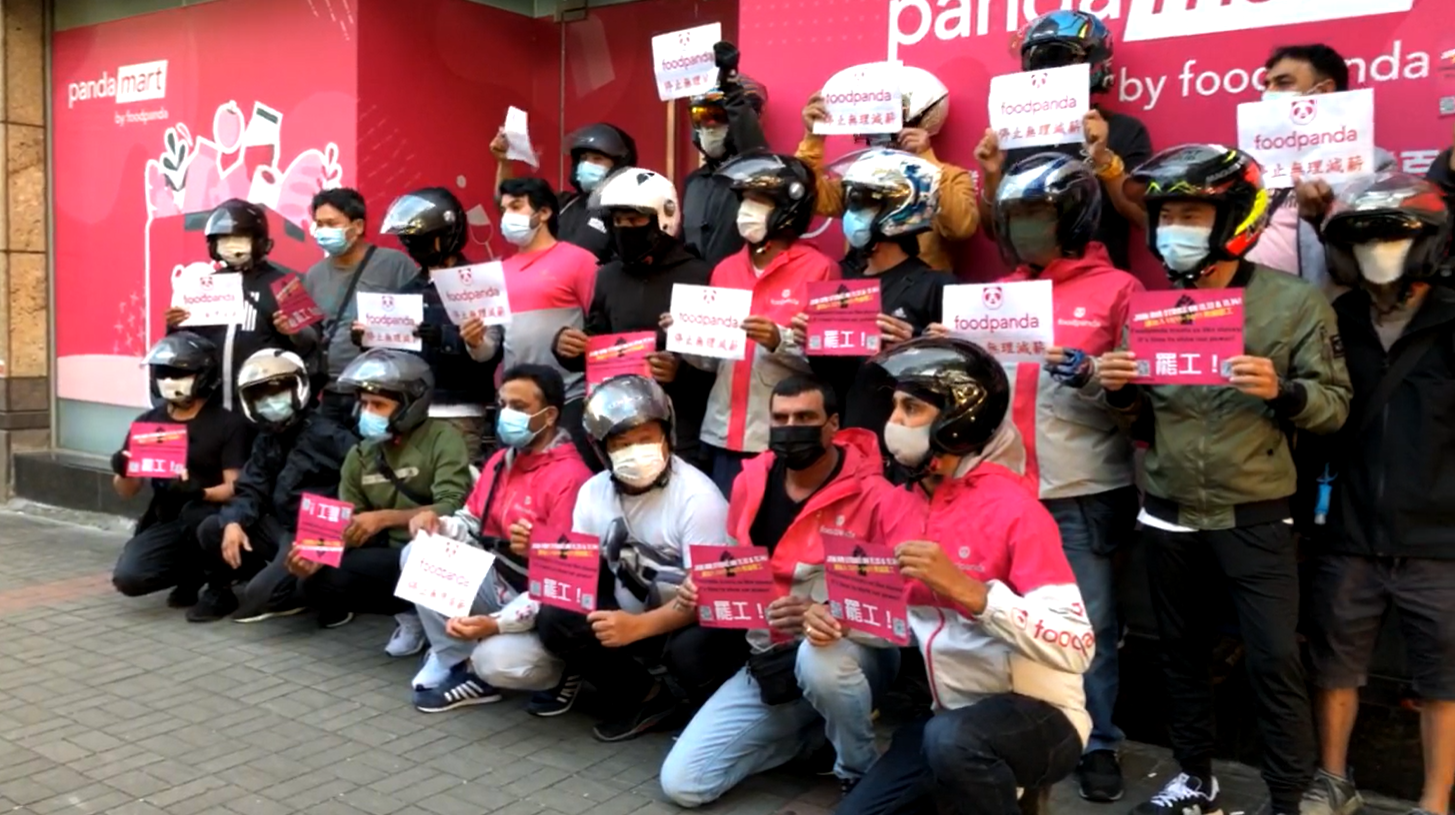
11月13日外賣平台foodpanda送遞員在觀塘罷工的情況

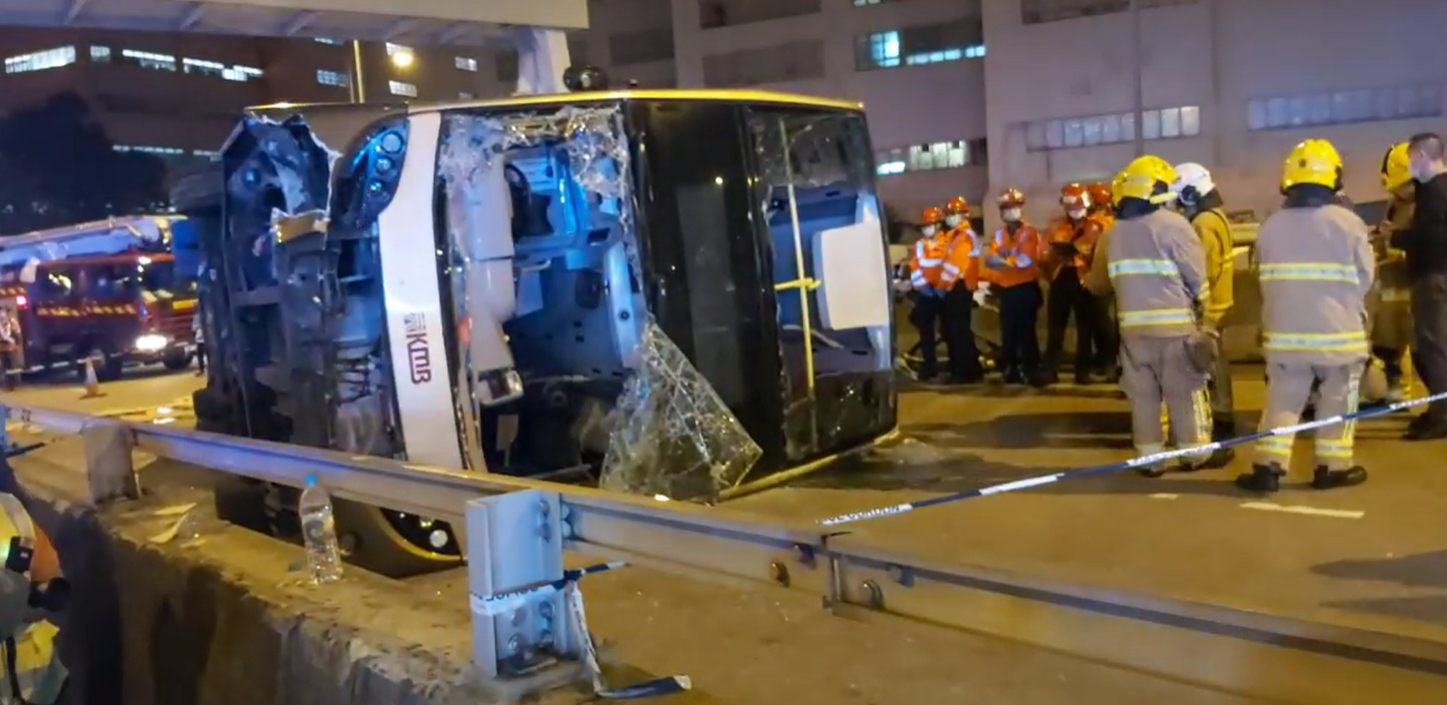
11月19日深夜11時16分，九巴88K線巴士在大圍成運路分岔路口石壆位時發生翻側意外，造成1死11傷

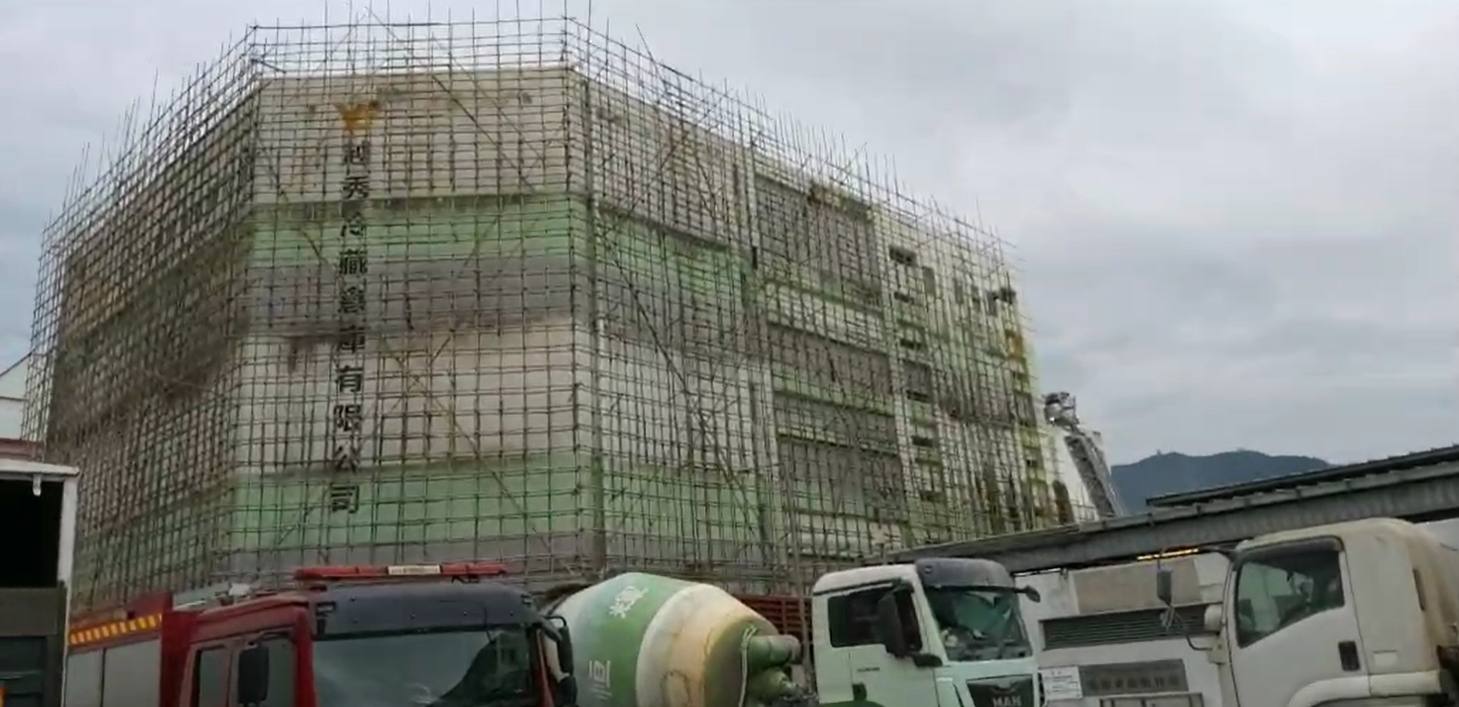
11月22日，油塘正進行拆卸的越秀冷藏倉庫發生致命火警，一名工人死亡

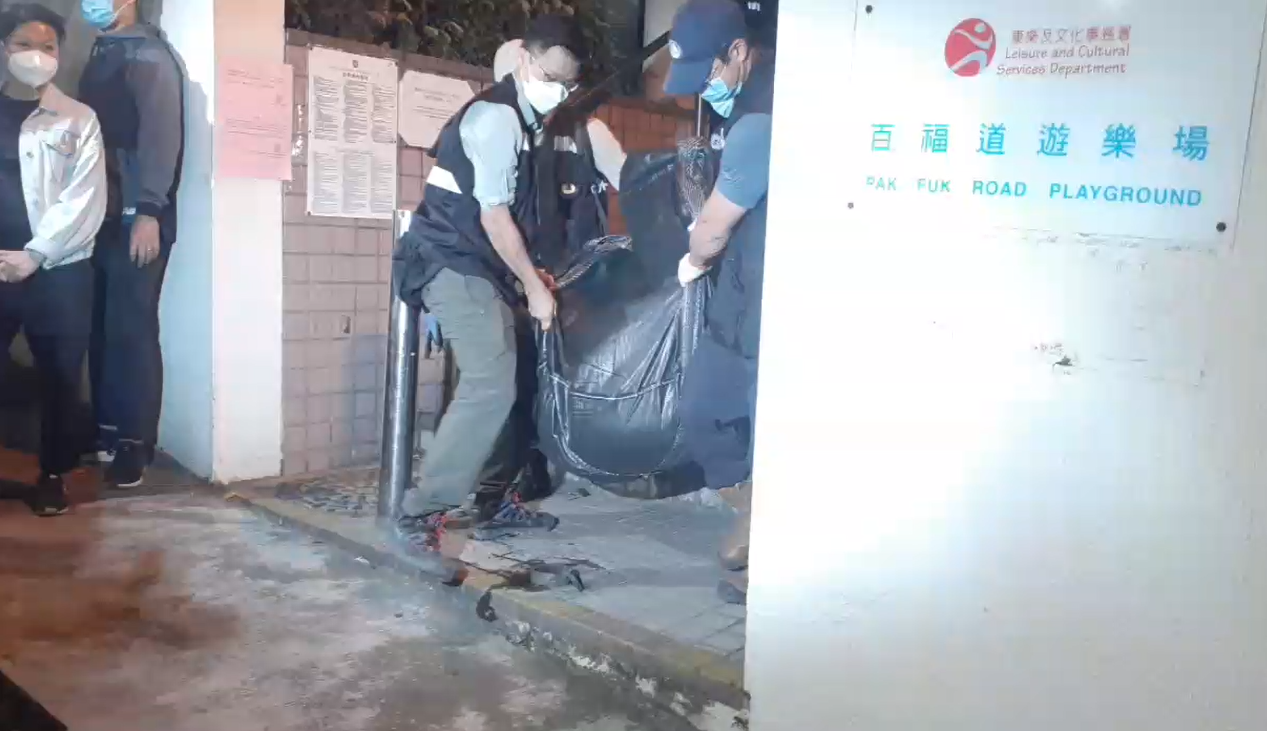
11月30日晚上，漁護署在北角百福道遊樂場進行撲殺2隻野豬行動

  - 政府要求市民進入政府大樓和辦公處所前，需要使用「安心出行」流動應用程式掃描二維碼，當中包括食環署轄下的街市、醫管局總部及公立醫院行政大樓等，除獲豁免人士或特定場所外，其他人不能以「填紙仔」代替。
  - 一名Foodpanda外賣員被控在天水圍警署報案室的搜查房外襲擊警長，屯門裁判法院裁定罪名成立，原判囚8個月，辯方即時作出刑期覆核後，最後監禁4個月。
- 11月3日：中文大學舉行畢業典禮，校園多處掛上了橫額，其中掛上「哀我中大」橫額的學生被保安趕走，學生派發白絲帶亦一度被保安阻止。[387]
- 11月5日：終審法院裁定「共同犯罪原則」不適用於暴動及非法集結案，非身處暴動現場的人士不會被視為主犯。不過判詞強調無論被告是否身處現場，透過說話、標記或行動亦可當成「參與」或協助及教唆其他人而被定罪，刑罰可與主犯一樣。而2016年旺角暴動罪成的盧建民上訴被駁回。
- 11月9日：
  - 廉政公署拘捕兩男一女，年齡為29至65歲，涉嫌網上呼籲他人投白票，違反《選舉(舞弊及非法行為)條例》。
  - 前年831太子站襲擊事件首宗暴動案件罪成，22歲演藝學院男學生判處監禁3年4個月。[388]
  - 北角天后廟道發生野豬襲擊輔警事件，野豬其後從高處墜下，傷重不治。事後漁農自然護理署隨即公布在市區實施「滅豬行動」。[389]

- 11月10日：政府發表《2020年香港貧窮情況報告》，報告指出去年貧窮人口高達165.3萬，貧窮率升至23.6%，創自2009年有紀錄以來新高。而政務司司長亦首次沒有召開記者會交代報告。[390]
- 11月11日：「美國隊長2.0」馬俊文被控2020年在多次的示威活動叫港獨口號達20次，被裁定煽動分裂國家罪成。國安法指定法官陳廣池認為本案情節嚴重，認為判刑無需考慮使用武力與否，判處監禁5年9個月。[391]
- 11月12日：M+開幕，全日有超過16,000人次入場參觀。[392]
- 11月13日：
  - 英國《經濟學人》雜誌發表聲明，表示香港當局拒絕記者黄淑琳的工作簽證。[393]
  - 外賣平台foodpanda多名外賣員於各區發起罷工，反對減薪。[394]
- 11月14日：前年7．28上環衝突暴動案，其中23人不認罪。經過60多天審訊後，20人暴動罪成，其餘3人暴動罪不成立。
- 11月16日：早上8時許，約70名建築工人在機管局行政大樓外靜坐抗議逾2小時，指負責機場三跑的總承建商禮頓─俊和聯營拖糧5000萬。而機管局人員到場警告指工人觸犯局方附例，要求他們離開。[395]
- 11月17日：晚上，漁農自然護理署和警方在深灣道進行野豬捕捉行動，獸醫利用麻醉槍捕獲7隻野豬，並作人道毀滅。香港野豬關注組到場抗議，被警員登記身份。成員形容署方行動卑鄙及血腥，完全不能接受。[396][397]
- 11月18日：
  - 小蠔灣污水處理廠發生致命工業意外，4名工人被困7.9米高沙井，一名女子骨折不治。[398]
  - 本港連鎖童裝品牌CHICKEEDUCK宣佈備受打壓和多方面滋擾下，實體店將全面撤出香港，天后分店或會轉型為小型博物館。[399]
  - 深夜11時16分，九巴88K線巴士在大圍成運路分岔路口石壆位時發生翻側意外，造成1死11傷。[400]肇事司機事後被控一項危駕致他人死亡及危駕致他人身體嚴重受傷罪，在2022年12月30日區域法院暫委法官周燕珠判處被判囚42個月，停牌5年及須參加駕駛改進課程。[401]

- 11月19日：2021年立法會選舉候選人資格審查委員會（資審委）完成審查154名參選人的資格，醫療衛生界參選人劉子進因受僱於政府，喪失參選資格。而曾多次提及「光時」的黃大仙區議員譚香文成功「入閘」。[402]
- 11月20日：多個政府部門在被指無牌經營多年的美孚九華徑燒烤場進行檢控行動，727名食客被警告，82名食客被票控違限聚令，17人被捕。[403]
- 11月22日：油塘正進行拆卸的越秀冷藏倉庫發生致命火警，一名工人死亡。[404]
- 11月23日：前學生動源召集人鍾翰林被控分裂國家洗錢及洗黑錢罪名罪成，被判囚43月，為目前最年輕違反《港區國安法》的罪犯。[405]
- 11月24日：政府將重推《版權條例》修例，翻唱、改詞不獲豁免，只免豁戲仿諷刺和評論時事。[406]
- 11月30日：漁護署晚上在北角百福道遊樂場進行撲殺2隻野豬行動，在場市民斥責漁護署「可恥」、「落地獄」。[407]

### 12月

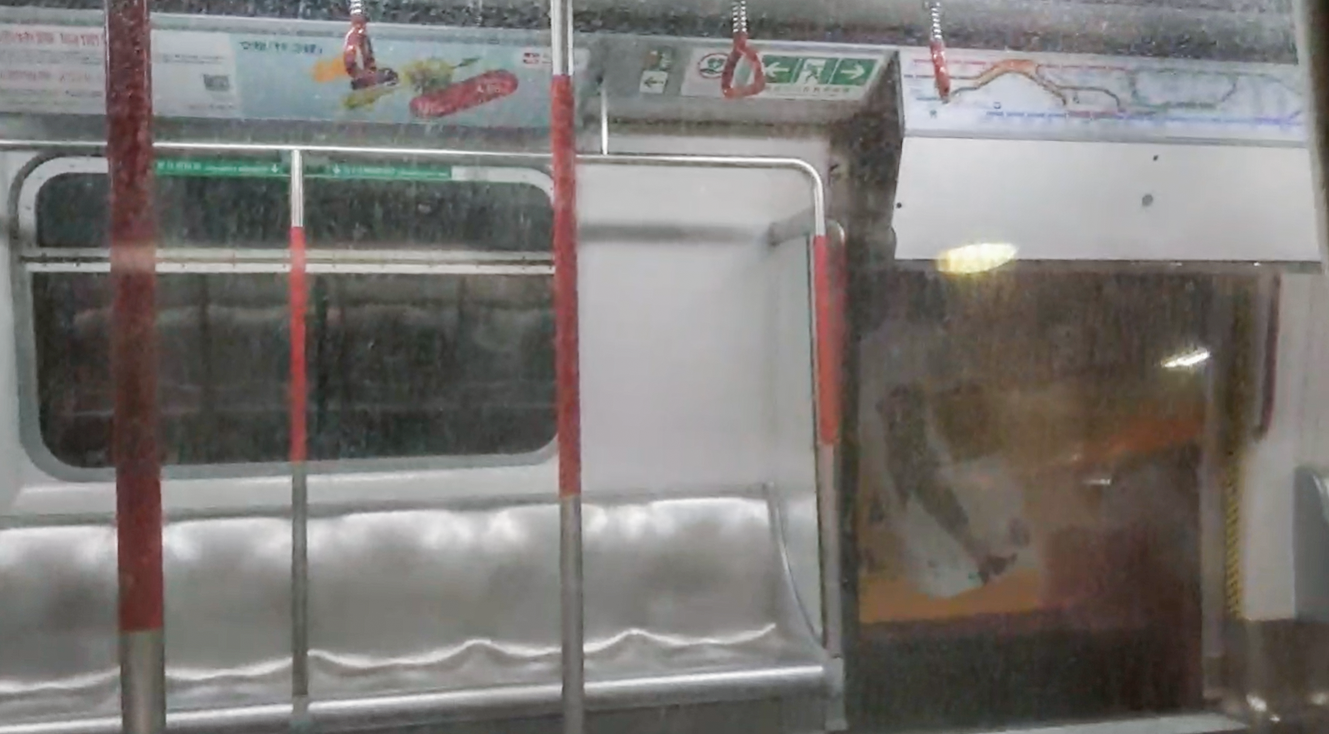
2021年12月2日傍晚繁忙時間，一列往堅尼地城方向的港島線列車，於铜锣湾站因廣告牌有組件移位，列車撞擊後車門掉落至路軌

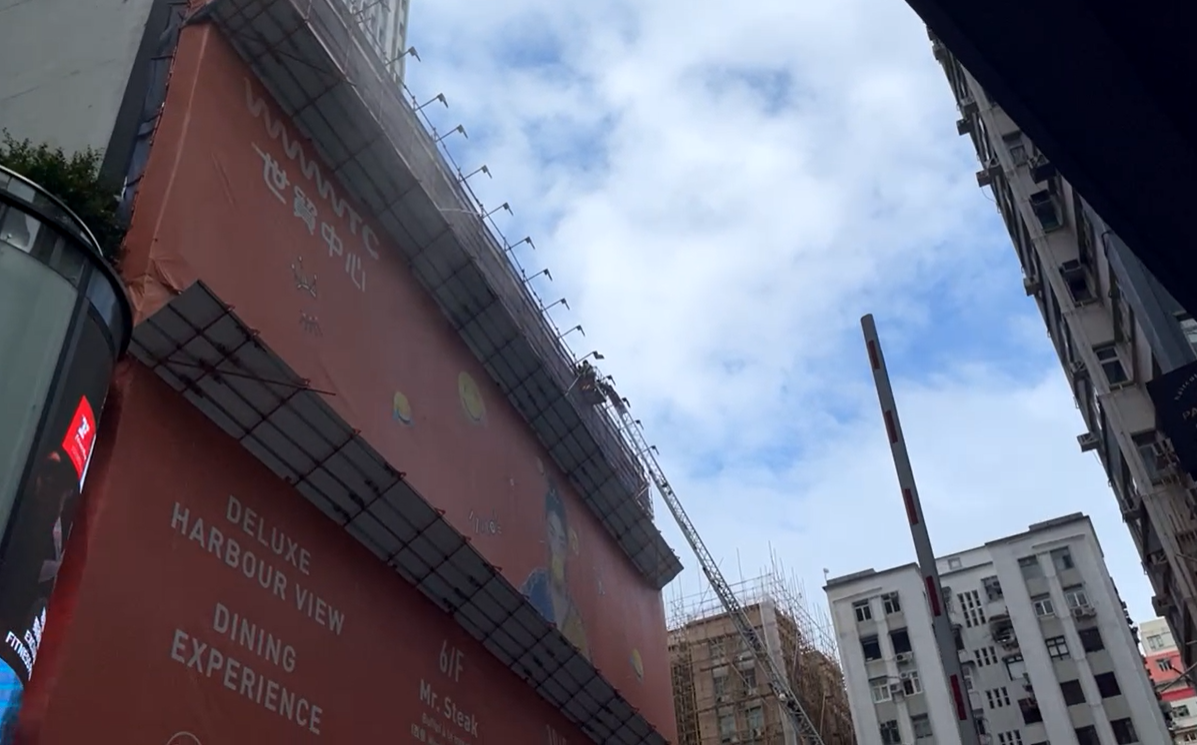
2021年12月15日中午，銅鑼灣世貿中心發生三級火

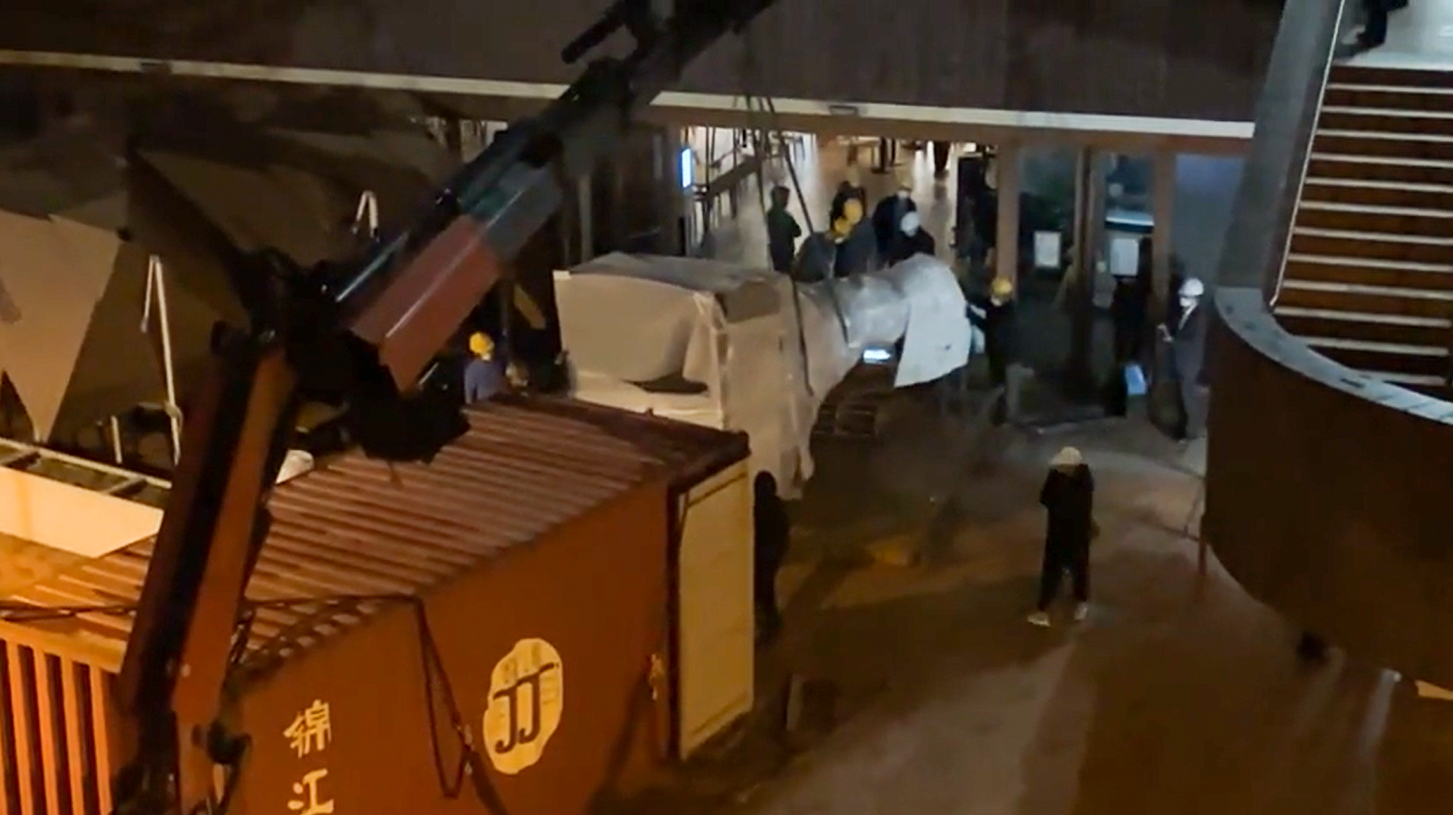
2021年12月22日，凌晨香港大學安排吊臂車運走國殤之柱的底座殘件

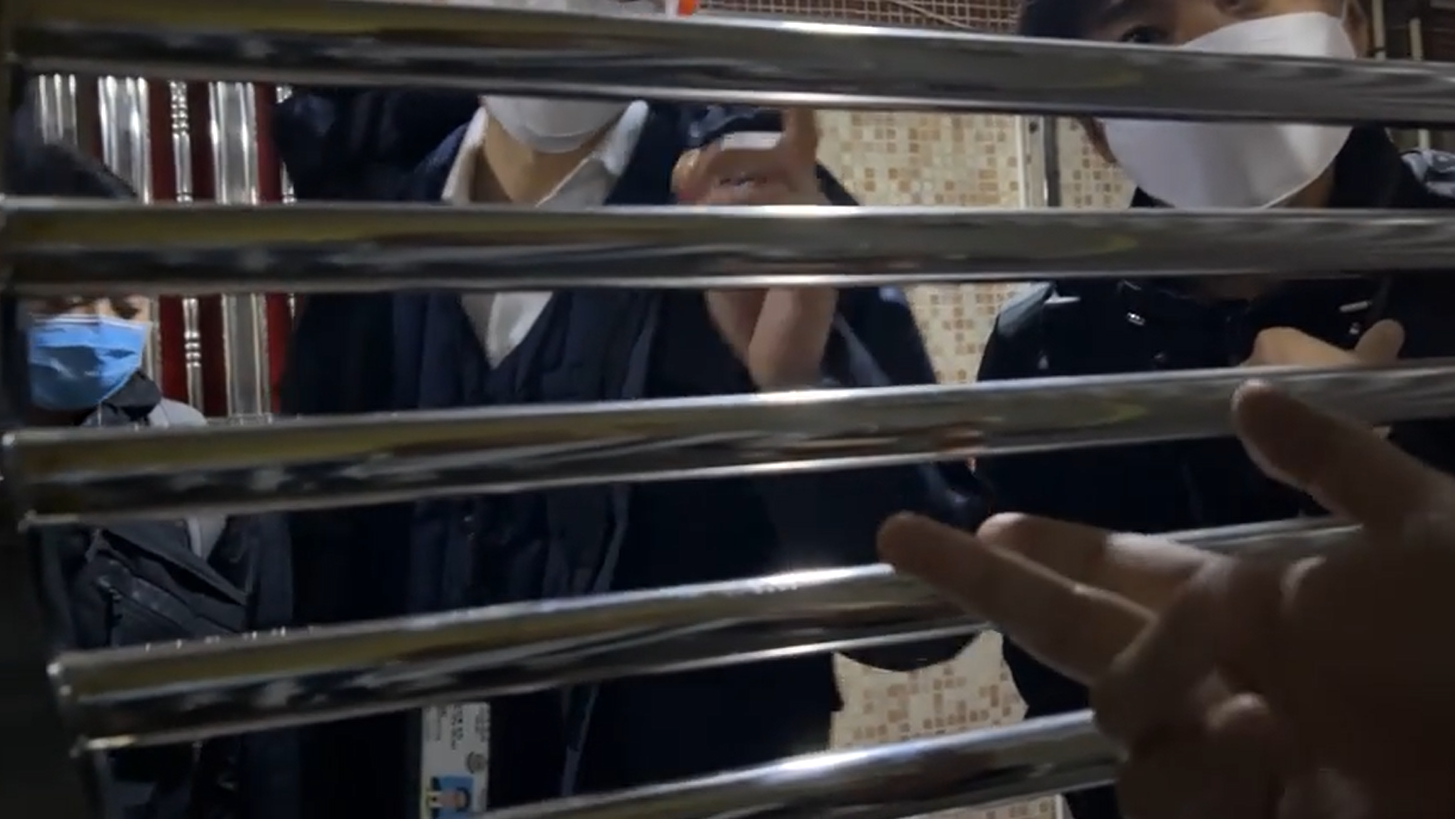
2021年12月29日早上，國安處人員前往立場新聞副採訪主任陳朗昇住所，稱有法庭手令，以「串謀發布煽動刊物罪」作調查，要求陳關上Facebook 直播，指會阻礙警員工作

- 12月2日：傍晚，港鐵銅鑼灣站有列車車門疑碰撞廣告牌而飛脫，無人受傷。事件導致中區和灣仔等地的巴士站及電車站大排長龍。[408]
- 12月3日：東京2020奧運會內地奧運健兒代表團訪港。[409]
- 12月8日：
  - 政府公布任內最後一份《長遠房屋策略》報告，指出居於環境欠佳單位住戶達12.71萬戶，為特首林鄭月娥上任後新高。[410]
  - 網媒《立場新聞》發現入境處副處長郭俊峯及首席入境事務主任汪奇，承認曾接受中國恒大高層送來原價3388元的酒店中秋禮物籃，入境處發聲明指會正跟進事件。[411]
- 12月9日：政府強制進入所有食肆堂食都需要使用「安心出行」，只有15歲或以下、65歲或以上和殘疾人士可豁免。[412]
- 12月10日：港康碼開放申請，截至12月12日中午，已有33.6萬人申請。[413][414]
- 12月12日：
  - 停辦兩屆後，維港渡海泳復辦。[415]
  - 晚上，中環士丹頓街與卑利街交界發生私家車溜後意外，造成8人受傷，一名27法籍女子不治。[416]
  - 沙田馬場舉行香港國際賽期間發生嚴重墮馬意外，3名騎師受傷需送院。兩匹馬「君達星」及「肥仔叻叻」要人道毁滅。[417]
  - 保良局香港道教聯合會圓玄小學向小一學生播放教育局建議的南京大屠殺教材片，結果讓學生受恐慌而哭，並引起大批家長不滿。教育局指無硬性規定所有學校向所有級別播放。[418]
- 12月13日：
  - 2020年六四集會8名民主派人物罪成，區域法院被判囚4個月兩星期至14個月不等。法官胡雅文批評一眾被告無視實際的公共衛生危機，「傲慢地相信」悼念六四較保障市民的健康更為重要。[419]
- 12月15日：
  - 銅鑼灣世貿中心發生三級火警，逾300人一度在商場5樓平台及大廈天台被困等待救援。事件造成13名傷者送院，1名60歲女子情況危殆。[420]
  - 廉政公署再拘捕4人，涉立法會選舉煽惑投白票及不投票，消息指包括前中大學生會會長蘇浚鋒。[421]
- 12月16日：
  - 醫管局宣布推出三項計劃挽留人手，當中包括向任職滿3年的員工提供首期低息貸款，協助員工置業，最多可借600萬元。[422]
  - 港隊「飛魚」何詩蓓於短池游泳世界賽奪冠軍，並破世界紀錄時間，成為香港泳壇首名世界冠軍。[423]
  - 警方與證監會聯合行動，拘捕9名涉及微信女（又稱唱高散貨）」騙局者，除名廚「幟哥」黃永幟以及由他創辦的龍皇集團外，上市公司金匯教育及超凡網絡和信銀資本一名持牌人亦被捕。[424]

- 12月19日：
  - 「完善」選舉制度後的首次立法會選舉舉行，投票率為30.2%，創1991年以來有直選新低。[425]
  - 選舉投票當日市民可免費乘搭交通工具，引致大排長龍。[426]香港多個地方，包括郊區和主題樂園都擠滿人群，與投票站冷清景象形成強烈對比。[427][428]
- 12月20日：熱帶氣旋雷伊靠近南海北部並進入香港800公里範圍，天文台需發出有史以來最遲的一號戒備信號。同時打破最低氣溫熱帶氣旋訊號紀錄，一號風球發出時全港只得14-16度，當晚新界北部更低至13度。[429]
- 12月22日：國務院總理李克強和中共總書記兼國家主席習近平先後接見正在北京述職的香港行政長官林鄭月娥。[430][431]
- 12月22日：香港大學在凌晨拆毀國殤之柱，校方派出保安員驅趕學生和部分記者。[432]

- 12月24日：清晨約6時，矗立於香港中文大學校園逾11年的民主女神像，在毫無預告及無先兆下，突然被校方拆除運走。[433]同日，放置於嶺南大學梁銶琚樓旁的六四浮雕亦被校方拆除運走。[434]

- 12月29日：清晨6點，香港警務處國家安全處採取行動拘捕立場新聞六名高層或前高層，包括前總編輯鍾沛權、前董事吳靄儀、何韻詩、周達智、方敏生及署理總編輯林紹桐，指六人涉嫌違反刑事罪行條例第9及10條「串謀發布煽動刊物罪」。另外，副採訪主任陳朗昇則被帶走協助調查。[435]立場新聞宣布即時停止運作，並遣散所有員工。[436]

- 12月31日：
  - 行政長官林鄭月娥早上召見國泰航空主席賀以禮及行政總裁鄧健榮，對有機組人員違反居家隔離要求表示強烈不滿，並要求親自檢討事件，向公眾作出滿意交代[437]。
  - 同日傍晚發生兩宗致命交通意外：
    - 傍晚6點10分，一輛私家車於新蒲崗大有街剷上行人路後撞向毗鄰店舖，造成兩死三傷；當中，23歲女途人施霧陽當場身亡，另一名63歲重傷男途人李永強送院搶救後亦終告不治[438]。
    - 傍晚約6時左右，一輛紅色小巴於油麻地廣東道撞倒80歲老翁，並將其捲入車底，一直拖行至深井碧堤半島對出才停下。該老翁當場證實死亡，且屍體殘缺不全[439]。

## 逝世
- 1月1日：譚尚渭（86歲），香港教育家，曾任香港公開大學校長。[440]
- 1月4日：李香琴（88歲），香港資深粵劇、影視演員，病逝。[441]
- 1月8日：林建名（83歲），香港商人，大名娛樂有限公司東主，因淋巴癌病逝。[442]
- 1月30日：林嘉泰（59歲），社會福利署副署長，在工作期間突然腦幹中風入院，昏迷十日後不治。[443]
- 1月31日：林聰（76歲），香港演員，突發性心臟病離世。[444]
- 2月2日：郭立椿（64歲），資深復康顧問、香港電台節目主持人，病逝。[445]
- 2月27日：吳孟達（69歲），著名電影演員，因末期肝癌病逝。
- 3月2日：唐奕聰（57歲），香港音樂創作人、編曲家、唱片監製、鍵盤手，太極樂隊成員，心臟病發。
- 3月7日：趙美寶（74歲），亞洲電視著名女藝員，病逝。[446]
- 3月10日：余國強（58歲），退休保險經紀，獨自往飛鵝山自殺崖行山後失聯，懷疑昏迷不醒，由直升機送往東區醫院後證實不治。[447]
- 3月12日：曹光彪（100歲），香港企業家，港龍航空創辦人，有「香港毛氈大王」之稱，於港安醫院離世。
- 3月18日：林永忠（58歲），地盤工，獨自往西貢北潭涌行山後失聯，2天後證實身故，懷疑他遇溺身亡。[448]
- 3月22日：閆擎（30歲），香港電台節目主持人，猝死。
- 3月28日：廖啟智（67歲），香港知名演員，胃癌離世。
- 3月30日：楊錦鴻（51歲），綽號「金毛鴻」及「金毛」，香港著名馬拉松跑手，肺癌離世。[449]
- 4月1日：王鍾（74歲），原名姜佩軍，香港演員，病逝。
- 4月10日：
  - 黃樹棠（75岁），香港知名演員，病逝。[450]
  - 馮可立（69歲），社區組織協會首任總幹事、前中大社工系榮譽副教授，在睡夢中離世。[451]
- 4月12日：吳少芳（54歲），香港女歌手，曾為音樂組合Face To Face成員，骨癌離世。
- 4月18日：石樂蕎（24歲），酒店西廚及遠足愛好者，懷疑於飛鵝山鵝肚棧道獨自遠足時失蹤，3天後證實身故，失蹤期間引發大批市民自發登山進行搜救行動。[452][453]
- 5月4日：李明蔚（31歲），香港歌手，因罕見鼻咽癌病逝。
- 5月5日：
  - 李我（99歲），原名李晚景，廣播界一代宗師，女藝人蕭湘的丈夫，於將軍澳醫院離世。[454]
  - 陳慧玲，年齡不詳，香港粵曲演唱家，香港已故粵劇劇作家葉紹德遺孀。[455]
- 5月7日：鄺準（91歲），香港企業人物，新鴻基地產前執行董事，已故新鴻基創辦人郭得勝之小舅子，病逝。[456]
- 5月8日：戴天（84歲），原名戴成義，香港作家。加拿大多倫多離世。
- 5月10日：車菊紅（69歲），香港前保齡球運動員，曾於1986年第十屆亞運會首次為香港奪得金牌，患癌病逝。
- 5月14日：鄧成波（88歲），人稱「波叔」，香港商人，以投資大量商舖物業著名，有「香港舖王」之稱，於養和醫院離世。
- 5月15日：陳積榮（38歲），前TVB及香港電視演員，因末期肺癌逝世。
- 5月17日：尤聲普（87歲），香港粵劇演員，5月13日因中風入院，4天後於基督教聯合醫院病逝。
- 5月27日：苗禮治（89歲），香港終審法院非常任法官，英國及香港法律界人物。
- 5月28日：陳璟輝（33歲），懷疑於八仙嶺黃嶺坳行山徑獨自遠足時失蹤，4天後證實身故。
- 6月6日：黃宜弘（82歲），香港政界人物，曾任立法會議員及港區人大代表，因肺癌擴散至腦部，昏迷兩個月後在美國病逝。[457]
- 6月7日：譚俠侃（74歲），香港退休裁判官，被家人發現離家後失蹤，及後被發現倒斃大水坑單車公園附近草叢。[458]
- 6月11日：陳幗儀（Tina Viola），年齡不詳，香港60年代模特兒，退休前曾任意大利珠寶店香港店老闆娘，於瑪麗醫院離世。[459]
- 6月13日：張志輝（57歲），殉職小巴司機，於駛經沙田大涌橋路與沙田圍路交界被衝燈女司機攔腰撞翻喪生。衝燈女司機被捕後獲准保釋候查。[460]
- 6月19日：劉晟（88歲），筆名容若，香港著名報人，粵語正字專家，因病辭世。[461]
- 6月29日：張雪玲（98歲），綽號「婆婆飛人」，知名於以高齡屢次參與國際田徑賽，因肺積水入院病逝。[462]
- 7月1日：梁健輝（50歲），維他奶國際採購主任，於銅鑼灣斬傷警員後刺胸自殺身亡。[463]
- 7月7日：夏玉麟（68歲），資深甘草演員，因末期肺癌病逝。[464]
- 7月9日：黃煒琳（41歲），懷疑於上水古洞南麒麟山坳獨自遠足時失蹤，6天後證實身故。[465]
- 7月10日：
  - 尹光輝（71歲），懷疑於屯門曾咀海邊與友人垂釣時墮海失蹤，11天後證實身故。
  - Sophia Cheung（32歲），香港社交媒體網紅，與友人在屯門菠蘿山行山期間，懷疑失足墮下5米下青大石澗水潭遇溺身亡。[466]
- 7月20日：蕭文傑（60歲），資深行山人士，行山會「鷹傑之友」創辦人，颱風查帕卡吹襲期間與友人在馬鞍山英雄瀑行山期間，被洪水沖走斃命。[467]
- 7月23日：陳好逑（89歲），資深粵劇演員，病逝。[468]
- 7月24日：呂可悅（Coka）（1歲），壞死性腸炎患者，其父母將「CoKa.Kona Baby」放到社交網站上而引起香港社會的迴響。[469]
- 7月26日：李文達（92歲），香港企業家，李錦記集團主席，自然死亡。[470]
- 7月27日：楊雲驃（66歲），綽號「細AL」，香港男歌手、音樂製作人，玉石樂隊主音及結他手。[471]
- 8月1日：余英時（91歲），著名歷史學家，曾任香港中文大學副校長，睡夢中安詳死亡，並已下葬於美國普林斯頓其父母的墓旁。[472]
- 8月7日：Brad Allan（48歲），澳洲籍演員及動作指導，成家班首個非亞裔成員，曾參與成龍多部電影演出。[473]
- 8月13日：廖社青（68歲），全港報販大聯盟主席，病逝。[474]
- 8月18日：曾賽茹（55歲），康文署樹木組技工，在西環登上升降台修剪樹木期間意外摔死。[475]
- 8月22日：翟寶田（99歲），曾參與香港保衛戰的二戰退伍老兵，於加拿大溫哥華離世。[476]
- 8月31日：Mark Mak，年齡不詳，TVB前藝人麥雅緻父親，於隔離檢疫期間因突發性腦出血昏迷離世。[477]
- 9月6日：蔡炎培（86歲），香港詩人。[478]
- 9月12日：雷思蘭（65岁），香港舞台劇演員。肺癌病逝。[479]
- 9月17日：衛世輝（62岁），無綫電視節目監製，因心臟病逝世。[480]
- 9月19日：
  - 張人龍（103歲），鄉議局前主席。[481]
  - 翟偉良（79歲），香港著名攝影師。[482]
- 9月26日：鍾燕詩，年齡不詳，香港舞台劇導演、編劇、翻譯，因病逝世。[483]
- 10月1日：何冬青（93歲），香港商人，靜宜女子中學（已停辦）創辦人。[來源請求]
- 10月2日：鄭慧敏（57歲），香港財經界人士，恒生銀行前副董事長暨行政總裁，因病身故。[484]
- 10月7日：Julian Bowerman（51歲），懷疑於大嶼山黃龍坑黃龍石澗郊獨自遠足時失蹤，2天後證實身故。[485]
- 10月12日：
  - 韋劍雄（48歲），殉職的士司機，在西營盤東邊街遭兇徒割喉放血。[486]
  - 羅伊·霍蘭 (Roy Horan)（71歲），美籍動作演員，以參演李小龍遺作《死亡遊戲》之後續《死亡塔》而聞名，在登山冥想時死亡。[487]
- 10月13日：江迅（74歲），香港作家，《亞洲周刊》副總編輯，因病逝世。[488]
- 10月26日：鄧偉雄（66歲），港九鐘錶業職工會主席，在美孚發生交通意外被田螺車碾死。[489]
- 10月27日：伍鏡元（29歲），從事建築設計，懷疑於西貢一處山坡獨自遠足時失蹤，1天後逝世，遺體於白腊海面被尋回。[490]
- 10月28日：羅鴻輝（57歲），懷疑於青山龍耀街一處山坡獨自遠足時失蹤，6天後逝世。[491]
- 10月31日：
  - 石天（72歲），香港演員、新藝城創辦人之一，因癌症逝世。[492]
  - 傅雨康（60歲），執業大律師。在大嶼山翔東路騎單車時發生交通意外，頭部著地重創，送院搶救後不治。[493]
  - 鍾建康（57歲），執業大律師。在大埔汀角路騎單車下斜時發生交通意外，頭部著地重創，送院搶救後不治。[493]
- 11月28日：孫秉樞（96歲），東方表行非執行董事，有「本港鐘錶大王」之稱。[494]
- 12月4日：吳焯瑩（1歲），腦癌患者，其父母將「我們這一家 小小小小焯瑩」放到社交網站上而引起香港社會的迴響。[495]
- 12月5日：成俊賢（25歲），已故藝人「大傻」成奎安男孫，在西貢清水灣發生車禍喪生。[496]
- 12月28日：梁偉成（61歲），工業家，愛高集團主席兼行政總裁，於鰂魚涌公司舊址跳樓自盡。
- 12月31日：
  - 施霧陽（23歲），社區幹事，於新蒲崗大有街被車撞死。
  - 李永強（63歲），電工，於新蒲崗大有街被車撞擊，送院搶救後不治。
  - 朱樂喜（100歲），香港及加拿大商人，於加拿大多倫多逝世。[來源請求]

## 其他資訊

### 民生
根據《香港01》專題回顧，2021年行山意外頻生，粗略估計至少23人命喪山上，當中約一半個案的死者是獨自行山出意外，情況令人非常憂慮。

### 活動
受到2019冠狀病毒病疫情影響，不少活動宣佈取消，當中包括農曆新年，花車巡遊，煙花匯演及元宵綵燈會。而大埔鄉委會的林村許願節亦取消。及後年宵花市宣佈復辦，但攤位減半，並設限制人數。而長洲的搶包山比賽亦宣佈取消，實體的演唱會則陸續恢復（例如聲·夢飛行 First Live On Stage演唱會）。
- 香港花卉展覽 2021：3月19日至4月19日（改為網上花展和18區設花圃）
- Art Central：5月20至23日
- Art Basel：5月22日至23日
- 香港書展2021：7月14日至20日
- 香港動漫電玩節2021：7月23日至26日
- 工展會2021：8月6日至8月8日
- 香港美食博覽2021：8月12日至16日

### 節慶
下列節慶，如無註明，均是香港的公眾假期，同時亦是法定假日（俗稱勞工假期）。有 # 號者，不是公眾假期或法定假日（除非適逢星期日或其它假期）。
- 1月1日（星期五）：元旦
- 2月12日（星期五）：農曆年初一
- 2月13日（星期六）：農曆年初二
- 2月14日（星期日）：農曆年初三
- 2月15日（星期一）：農曆年初四（補2月14日）
- 4月2日（星期五）：耶穌受難節（是公眾假期，但不是法定假日）
- 4月3日（星期六）：耶穌受難節翌日（是公眾假期，但不是法定假日）
- 4月4日（星期日）：清明節及兒童節 #
- 4月5日（星期一）：清明節翌日（補4月4日）及復活節星期一
- 4月6日（星期二）：復活節星期一翌日（補4月5日）（是公眾假期，但不是法定假日）
- 5月1日（星期六）：勞動節
- 5月19日（星期三）：佛誕（是公眾假期，但不是法定假日）
- 6月14日（星期一）：端午節
- 7月1日（星期四）：香港特別行政區成立紀念日
- 9月21日（星期二）：中秋節 #
- 9月22日（星期三）：中秋節翌日
- 10月1日（星期五）：中華人民共和國國慶日
- 10月14日（星期四）：重陽節
- 10月31日（星期日）：萬聖夜 #
- 12月21日（星期二）：冬至（是法定假日，但不是公眾假期，根據法定假日放假的機構，或會聖誕節放假，冬至不放假。部份機構或會提早下班）
- 12月24日（星期五）：平安夜#（不是公眾假期或法定假日，但部份機構或會提早下班或放假一天）
- 12月25日（星期六）：聖誕節（根據法定假日放假的機構，或會冬至放假，聖誕節不放假）
- 12月27日（星期一）：聖誕節後第一個周日（是公眾假期，但不是法定假日）
- 12月31日（星期五）：公曆除夕# （不是公眾假期或法定假日，但部份機構或會提早下班或放假一天）

### 獎項

#### 萬千星輝頒獎典禮2020
| 榮譽               | 得獎人物                      | 得獎節目／劇集                                                                             |
| ------------------ | ----------------------------- | ------------------------------------------------------------------------------------------ |
| 最佳劇集           | 不適用                        | 《反黑路人甲》                                                                             |
| 最佳短篇劇集大獎   | 不適用                        | 《香港愛情故事》                                                                           |
| 最佳男主角         | 王浩信                        | 《踩過界II》                                                                               |
| 最佳女主角         | 蔡思貝                        | 《踩過界II》                                                                               |
| 最受歡迎電視男角色 | 張振朗                        | 《反黑路人甲》                                                                             |
| 最受歡迎電視女角色 | 龔嘉欣                        | 《香港愛情故事》                                                                           |
| 最佳男配角         | 白彪                          | 《香港愛情故事》                                                                           |
| 最佳女配角         | 賴慰玲                        | 《反黑路人甲》                                                                             |
| 飛躍進步男藝員     | 朱敏瀚                        | - 《機場特警》 - 《反黑路人甲》 - 《C9特工》                                               |
| 飛躍進步女藝員     | 蔣家旻                        | - 《反黑路人甲》 - 《香港愛情故事》 - 《蒲·世界》                                          |
| 最佳非戲劇節目     | 不適用                        | - 《2020年度香港小姐競選》 - 《你還好嗎》 - 《東張西望》 - 《衝上雲霄大選》 - 《今晚請客》 |
| 最佳節目主持       | - 周柏豪 - 袁偉豪             | 《兩個小生去Camping》                                                                      |
| 最受歡迎電視拍檔   | - 王浩信 - 張振朗 - 朱敏瀚    | 《反黑路人甲》                                                                             |
| 最受歡迎電視歌曲   | 胡鴻鈞                        | 《降魔的2.0》                                                                              |
| 萬千光輝演藝人大獎 | 《愛·回家之開心速遞》全體劇組 | 《愛·回家之開心速遞》全體劇組                                                              |

#### 叱咤樂壇流行榜頒獎典禮2020
- 叱咤樂壇男歌手金獎：許廷鏗
- 叱咤樂壇女歌手金獎：AGA
- 叱咤樂壇組合金獎：Dear Jane
- 叱咤樂壇至尊歌曲大獎：《呼吸有害》莫文蔚
- 叱咤樂壇至尊唱片大獎：《Limerence》Dear Jane
- 叱咤樂壇我最喜愛的男歌手：姜濤
- 叱咤樂壇我最喜愛的女歌手：林二汶
- 叱咤樂壇我最喜愛的組合：RubberBand
- 叱咤樂壇我最喜愛的歌曲：《蒙着嘴說愛你》姜濤

#### 聲夢傳奇
| 榮譽                     | 得獎人物       |
| ------------------------ | -------------- |
| 《聲夢傳奇》傳奇新星     | 炎明熹（Gigi） |
| 《聲夢傳奇》專業評選大獎 | 炎明熹（Gigi） |
| 《聲夢傳奇》觀眾熱選大獎 | 炎明熹（Gigi） |

#### 2021年度香港小姐競選
| 最後結果         | 參賽者        |
| ---------------- | ------------- |
| 2021香港小姐冠軍 | - 8號 宋宛穎  |
| 亞軍             | - 15號 梁凱晴 |
| 季軍             | - 14號 邵 初  |
| 五強             | - 4號 關楓馨  |
| 五強             | - 13號 王嘉慧 |
| 最上鏡小姐       | - 10號 楊培琳 |
| 友誼小姐         | - 14號 邵 初  |